# Romantismus (literatura)

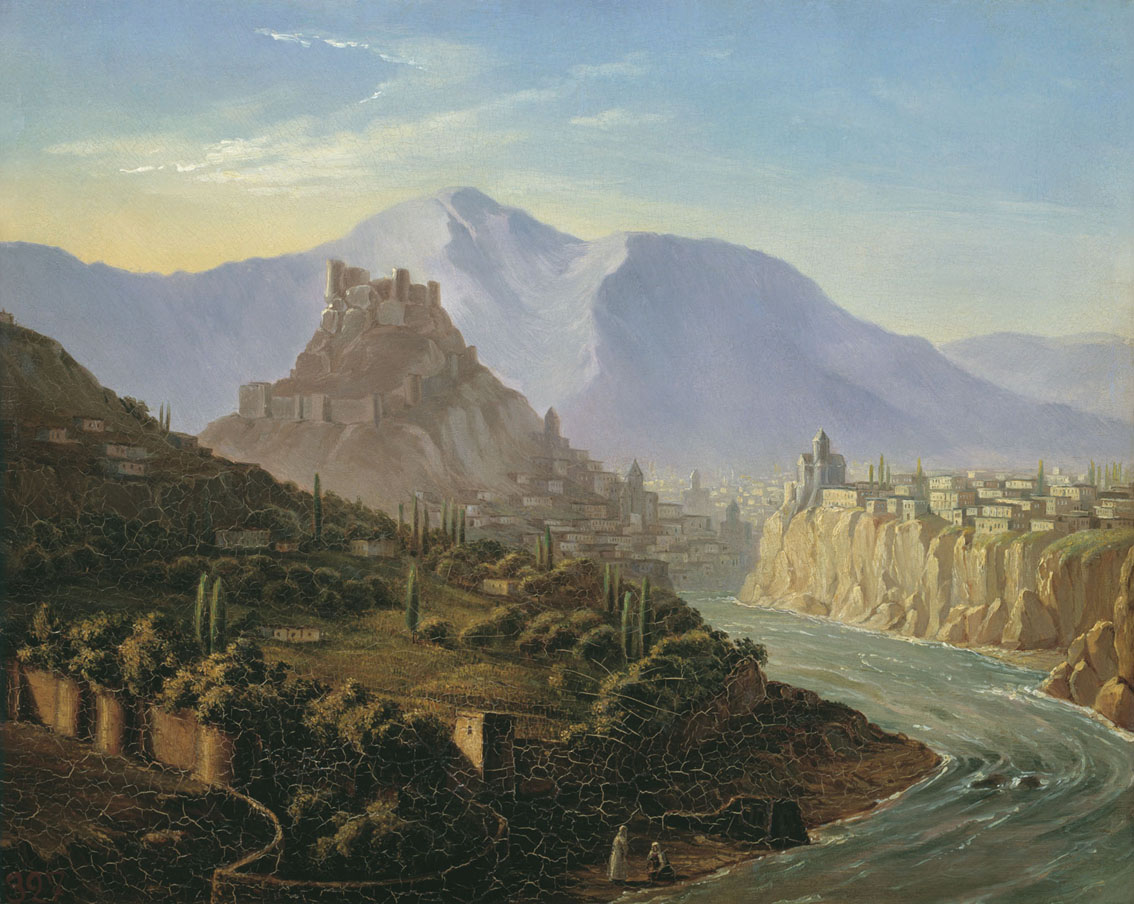
Tiflis (Tbilisi), obraz Michaila Jurjeviče Lermontova z roku 1837

Romantismus je široké umělecké hnutí především první poloviny 19. století, které vzniklo jako umělecký protiklad klasicismu a jako reakce na hluboký rozpor mezi realitou a humanistickými ideály, které proklamovala Velká francouzská revoluce. Své jméno dostalo od románu, tehdy moderního slovesného útvaru, v němž obraznost a citovost převládala nad rozumovostí. Razantně odmítl většinu zásad klasicismu a osvícenství.
Romantismus vznikl koncem 18. století a jako výraz nových sociálně ekonomických skutečností v Evropě odrážel prohlubování protikladů mezi individuem a společností, ideálem a skutečností, uměním a životem. Za kolébku literárního romantismu je považována Anglie (tzv. jezerní básníci), ale jeho počátky lze vystopovat již v polovině 18. století, kdy nastupující sociální třída měšťanstva začala vyjadřovat svůj protest proti chladnému rozumářství klasicismu (jako uměleckého směru aristokracie) a proti stavovskému feudálnímu zřízení, které jí neposkytovalo možnost plného uplatnění a všestranného svobodného rozvoje. V literatuře se toto období často označuje jako preromantismus nebo sentimentalismus (pro jeho orientaci na posílení emocionální působivosti uměleckých děl).
Romantická literární díla vznikala i v druhé polovině 19. století, kdy se stal vůdčím literárním proudem kritický realismus. Často se v této souvislosti hovoří o pozdním romantismu nebo o novoromantismu. Používání termínu novoromantismus není však ustálené, neboť se také používá pro označení literárního proudu na přelomu 19. a 20. století, jehož představitelé většinou epigonsky a vyumělkovaně napodobovali složitý a archaistický sloh pozdního romantismu a obnovili tím v literatuře romantickou tajemnost, zešeřelost a světobol, konzervativní kult minulosti a katolictví, ale také mystiku a morbidnost.

## Znaky literárního romantismu

### Rozpor mezi snem a skutečností

Svoboda vede lid na barikády, obraz Eugèna Delacroixe z roku 1830

Jádrem romantismu je konflikt mezi vnitřním a reálným světem, jenž vyúsťuje ke vzpouře vůči reálnému světu, která nemůže uspět. Tento konflikt se projevuje jako rozpor mezi snem a historicky nebo osudově danou skutečností. Ideály osvícenství a francouzské revoluce naplnily Evropu nadějí na osvobození. Vznešené myšlenky volnosti, rovnosti a bratrství dávaly naději na lepší život. Feudalismus padl, nebo se přetvořil v osvícenský feudalismus, ale nové společenské vztahy, vyznačující se honbou za majetkem, přinesly zklamání. Člověk, toužící po uplatnění svých schopností, tak stojí proti necitelnému světu, je ve sporu se svou dobou, ale jeho vzpoura musí skončit nezdarem.
Tento rozpor se snaží romantikové řešit v zásadě dvojím způsobem:
- tzv. konzervativní romantismus jej řeší únikem do fantazie (často s prvky tajemnosti i hrůzy), do idealizované minulosti (obliba středověku), do náboženských představ (mnohdy i mystických) a mýtů, do vzdálených exotických zemí, ale také do dětství či k přírodě.
- revoluční romantismus se snaží romantický rozpor vyřešit přetvořením světa, přičemž i tato snaha může být založena na zálibě v minulosti, na náboženských představách atp. (v tomto případě však nejde o únik, ale o myšlenkovou podporu těchto snah).

Romantismus proto zdůrazňuje individualitu, subjektivnost, iracionalitu, imaginaci, osobnost, spontánnost, emotivnost, vizionářství a transcendentalitu, obdiv k přírodě, k folklóru a ke středověku. Romantická literární díla obsahují často tajemné, osudové, někdy i mystické, hrůzné a fantastické motivy (návaznost na gotický román), často jsou popisovány staré hrady, osamělé stromy a skály, tajemná jezera i lodě v bouři. Důraz je kladen na nitro člověka a v něm zvláště na cit, smysly a vůli.

### Romantický hrdina

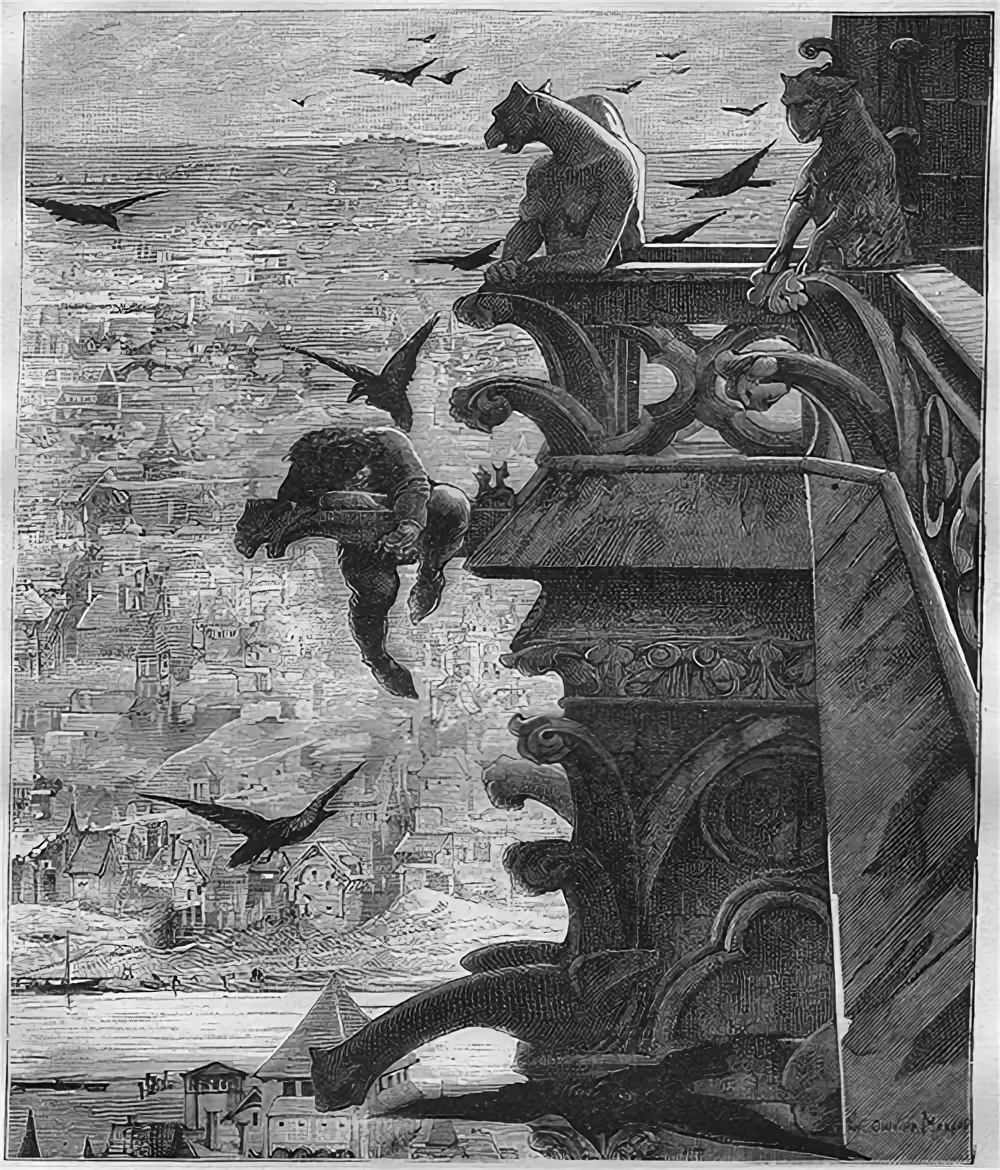
Ilustrace k románu Victora Huga Chrám Matky Boží v Paříži z roku 1831

Hrdinové romantických literárních děl se bouří proti společenským konvencím a nechtějí se podřídit zákonům a svému pokryteckému okolí. Stávají se proto společenskými vyděděnci, zbojníky, vězni, žebráky, tuláky, poutníky nebo již stojí na okraji společnosti od samého počátku jako cikáni nebo lidé odlišující se od svého okolí zjevem, např. tělesným postižením (s tím souvisí tzv. harmonie kontrastu, kdy například hrbáč má duši anděla a tělesně krásný člověk duši ďábla). Obvykle to jsou ale silní a výjimeční jedinci, vyznačující se vášnivou citovostí a trpící pocitem osamocení. Proto se obrací do svého nitra a většinou končí tragicky. Často také prožívají osudovou lásku, ale protože milují buď vysněný ideál, nebo již zadanou ženu, musí jejich láska skončit nešťastně. Rozpor mezi krásným osobním snem, vidinou, představou, touhou nebo ideálem na jedné straně a zdrcující skutečností na straně druhé jim přináší rozčarování a zklamání, které obrací do svého nitra, čímž se jejich duševní trýzeň jen zvyšuje (rozpor mezi představou a skutečností může být tak silný, že jej hrdina často nemusí přežít).
Francouzský spisovatel Alfred de Musset použil pro pocit slabosti, rozervanosti, beznaděje, ztráty idejí a duchovních jistot romantických hrdinů pojem „nemoc století“ („mal de siecle“).
Protože se romantická díla vyznačují velkou subjektivností, romantický hrdina často splývá s jejich autorem, který nejen že vyjadřuje v díle svůj názor, ale mnohdy vstupuje přímo i do děje.

### Romantismus a kritický realismus
Romantičtí spisovatelé patří k nejvýraznějším autorům národních literatur 19. století, v jejich dílech se však často romantické prvky prolínají s prvky jiných literárních proudů (nejčastěji jde o kritický realismus). Vztah romantismu‚ preromantismu a kritického realismu velmi dobře charakterizoval zejména ruský literární vědec Gennadij Nikolajevič Pospelov ve svém díle Problémy historického vývoje literatury. Pospelov definuje slova preromantismus a romantismus jako označení pro literární proudy. Za základní znak preromantismu (sentimentalismu) považuje Pospelov schopnost vnitřní reflexe, tedy schopnost zkoumat vlastní city, zatímco romantismus podle něho znamená schopnost podřídit tyto city dosažení vyšších cílů. Realismus je podle Pospelova primárně tvůrčí metoda, která znamená, že se literární postava chová podle své sociální podstaty, a to na rozdíl od druhé, tzv. normativní tvůrčí metody, kdy se postava chová podle norem chování definovaných spisovatelem (tyto normy chování jsou pro sociální prostředí, ze kterého postava pochází, neobvyklé, a je velmi nepravděpodobné, že by se ve skutečnosti postava takto chovala, nic to však neubírá jejich případné vznešenosti a umělecké přesvědčivosti).
Na základě takto vytvořených definic pak Pospelov dochází k názoru, že pro preromantismus a romantismus je typická normativní tvůrčí metoda, zatímco kritický realismus je literární proud, který dostal své označení podle toho, že v něm převládá tvůrčí metoda realistická (sloužící ke kritickému zobrazení společnosti), přičemž se tyto dvě metody mohou v jednotlivých dílech pochopitelně prolínat.

### Žánry romantické literatury

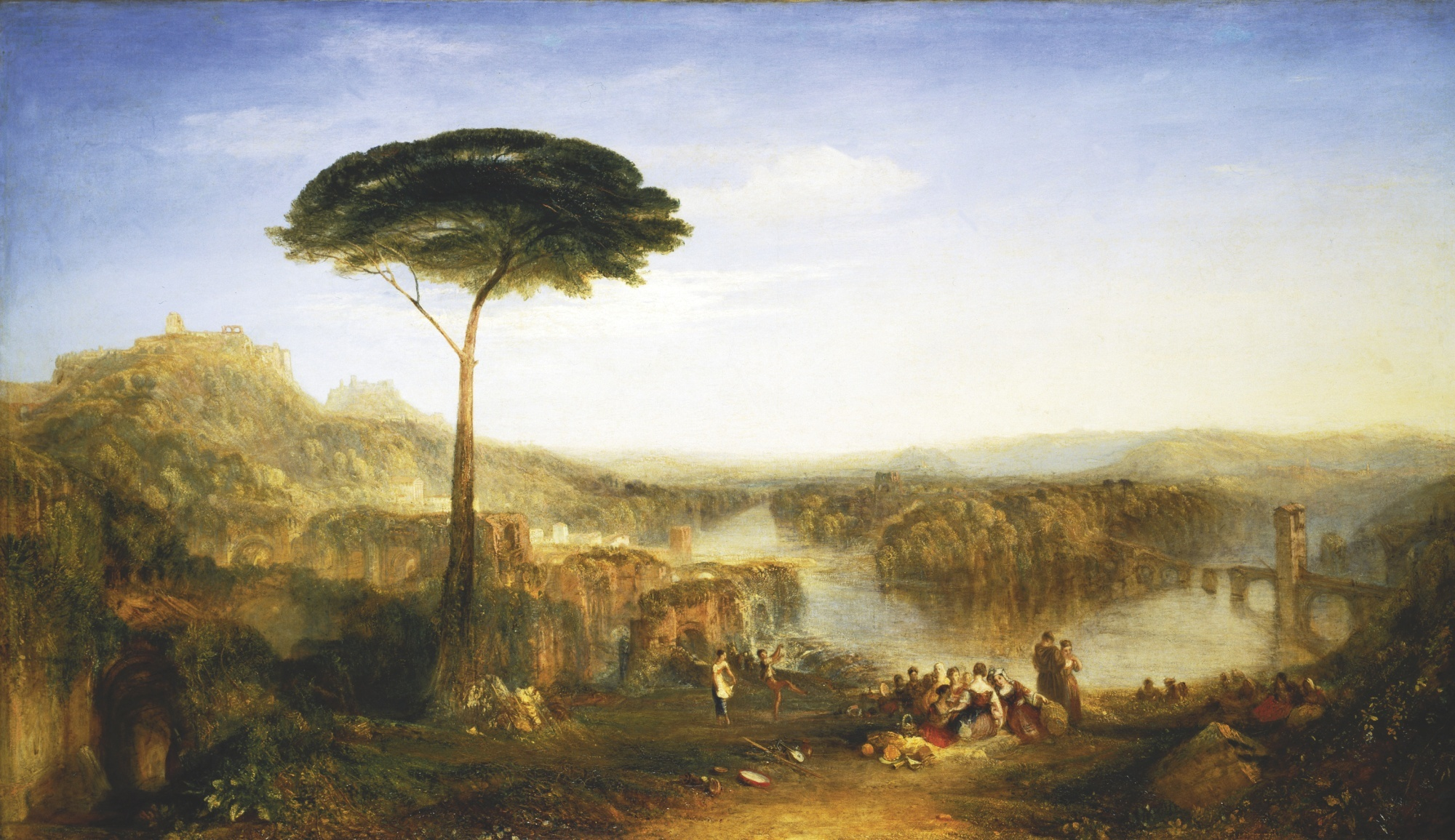
Childe Haroldova pouť, obraz Josepha Mallorda Williama Turnera z roku 1823 inspirovaná poemou lorda Byrona

Významným rysem romantické literatury je stírání hranic tradičních žánrů, které vyplynulo ze snahy romantiků získat zrušením předpisů dostatek prostoru k projevení své invence, originality a absolutní umělecké svobody a k vyjádření svých pocitů a které se projevilo především v lyrizaci epických a dramatických útvarů (lyrická poezie nejlépe vyjadřuje pocity autora). Takto nově vzniklé lyricko-epické žánry (poema, moderní epos a dramatická báseň) se těšily obzvláštní oblibě, neboť umožňovaly vyprávět příběh a současně promítat hrdinovy duševní stavy a pocity do vnějších přírodních kulis, neboť příroda je ve srovnání s ostatním světem ideální. Dalším projevem žánrového míšení bylo například uvádění groteskních prvků do tragédie a rozbití tradičního dělení na tragédii a komedii vůbec.
K základním žánrům romantické literatury patří:
- lyrická poezie
- lyricko-epické žánry:
  - poema, tj. básnická (někdy též označovaná podle svého tvůrce jako byronská) povídka,
  - moderní epos,
- žánry lidové slovesnosti, zejména balada, pověst a pohádka,
- romantický a historický román (vznik historického románu je kladen právě do období romantismu)
- dramatická báseň.

## Romantismus v národních literaturách

### Anglická literatura
Za místo zrodu romantismu je považována Anglie, kde první generace anglických romantiků bezprostředně navázala na předcházející preromantické autory. Jedná se především o tzv. jezerní básníky, skupinu umělců, které spojoval život uprostřed nádherné přírody v Jezerním okrsku na severozápadě Anglie. K nejvýznamnějším z nich patří:
- William Wordsworth (1770–1850) a Samuel Taylor Coleridge (1772–1834), kteří roku 1798 společně vydali básnickou sbírku Lyrické balady (Lyrical Ballads), považovanou za první romantické dílo anglické literatury. Ve sbírce je mimo jiné obsažena slavná Coleridgova poema Píseň o starém námořníkovi (The Rime of the Ancient Mariner), jejíž hrdina se proviní tím, že na moři zabije bezdůvodně albatrosa, a je za to potrestán tajemnými přírodními silami.
- Robert Southey (1774–1843), básník a literární badatel.

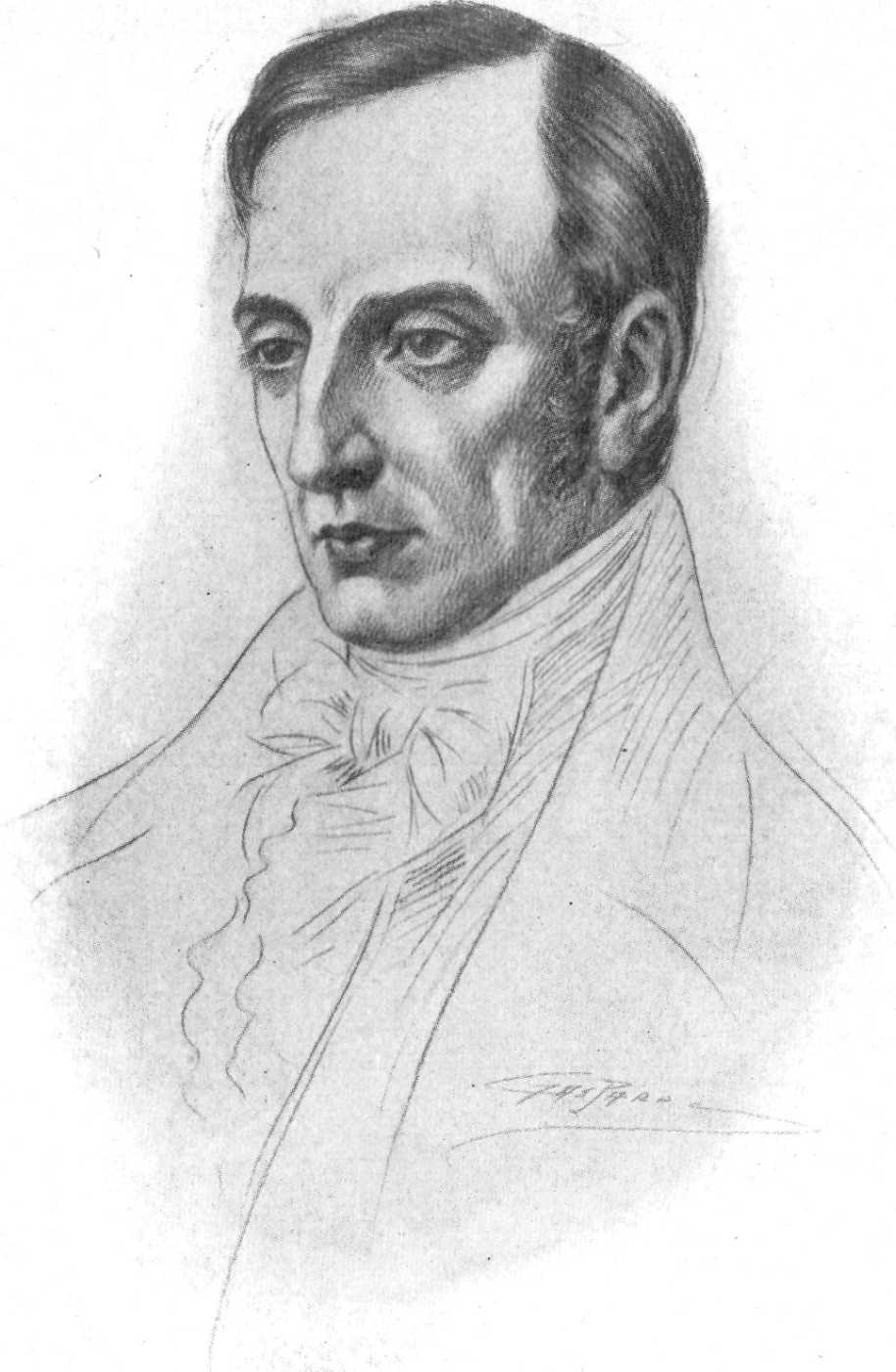
William Wordsworth
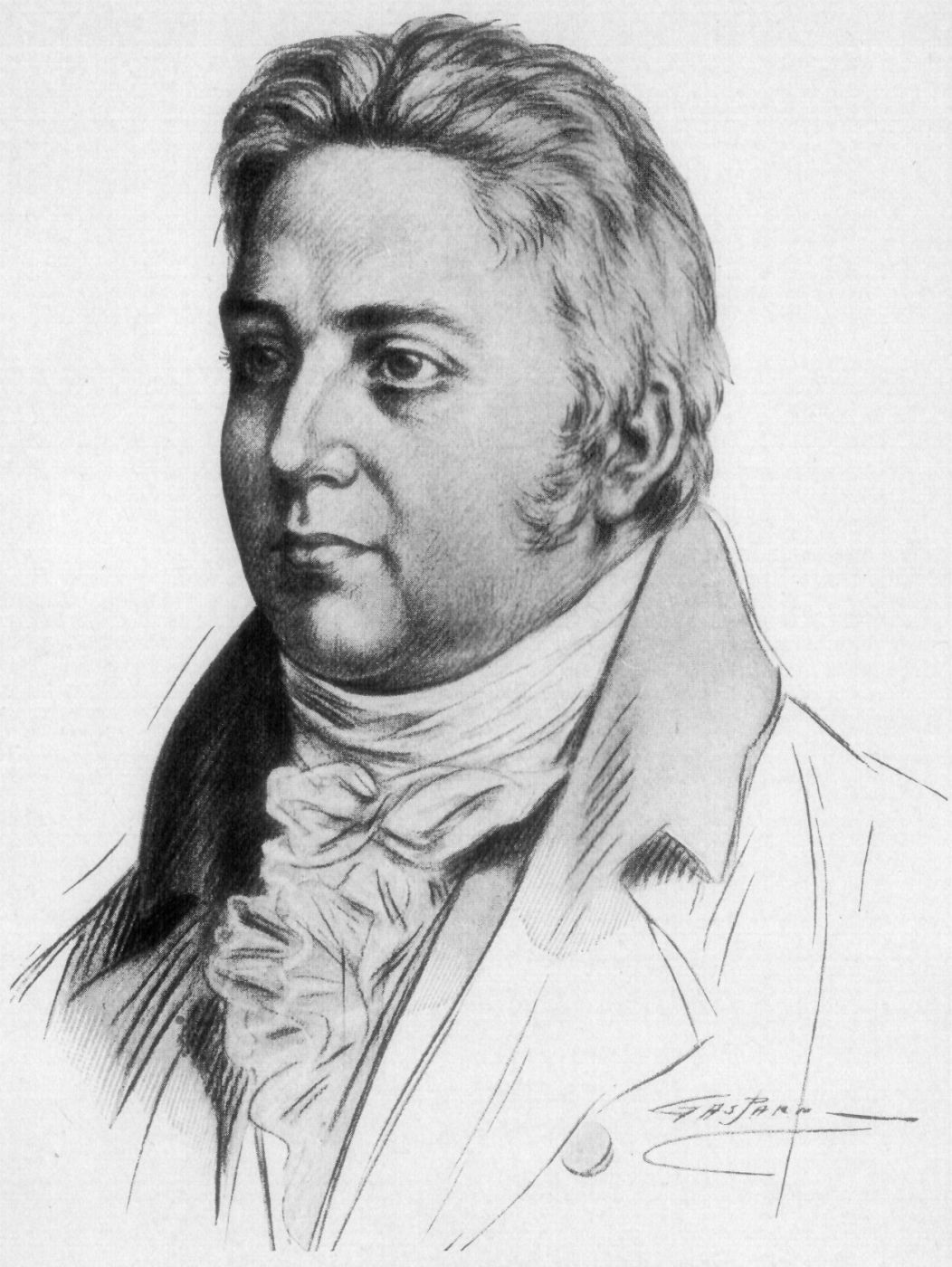
Samuel Taylor Coleridge
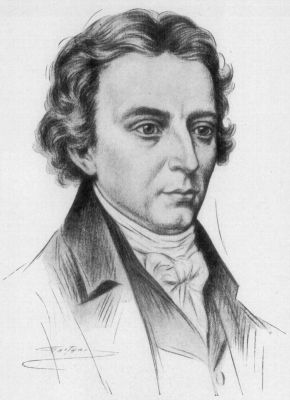
Robert Southey

K nejvýznamnějším představitelům následující (druhé) generaci anglických romantiků patří:

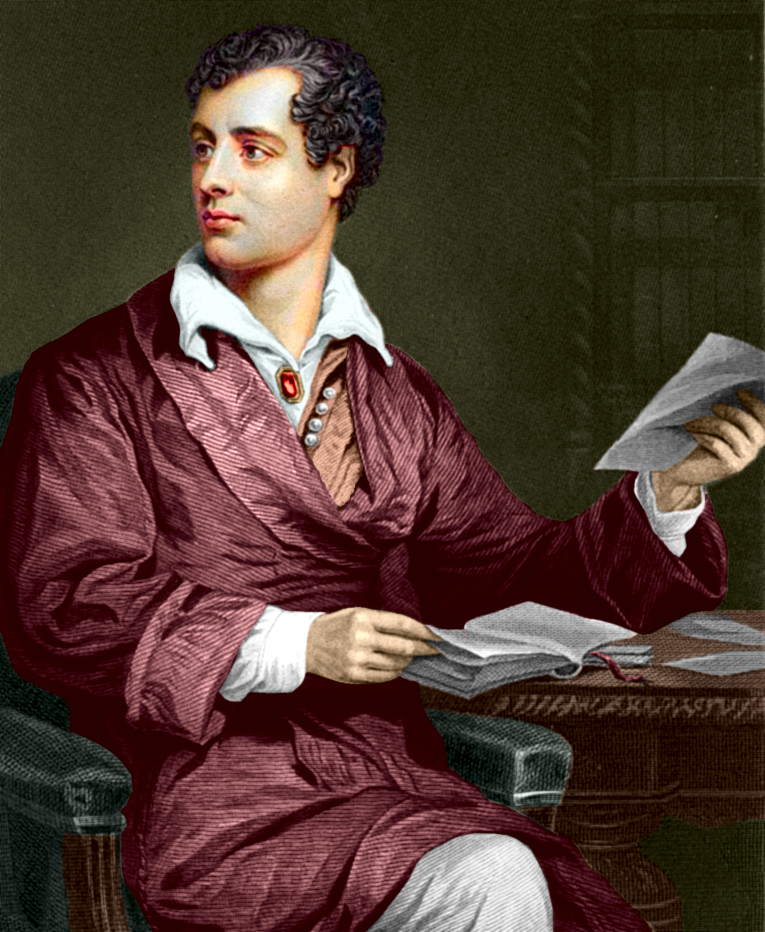
George Gordon Byron

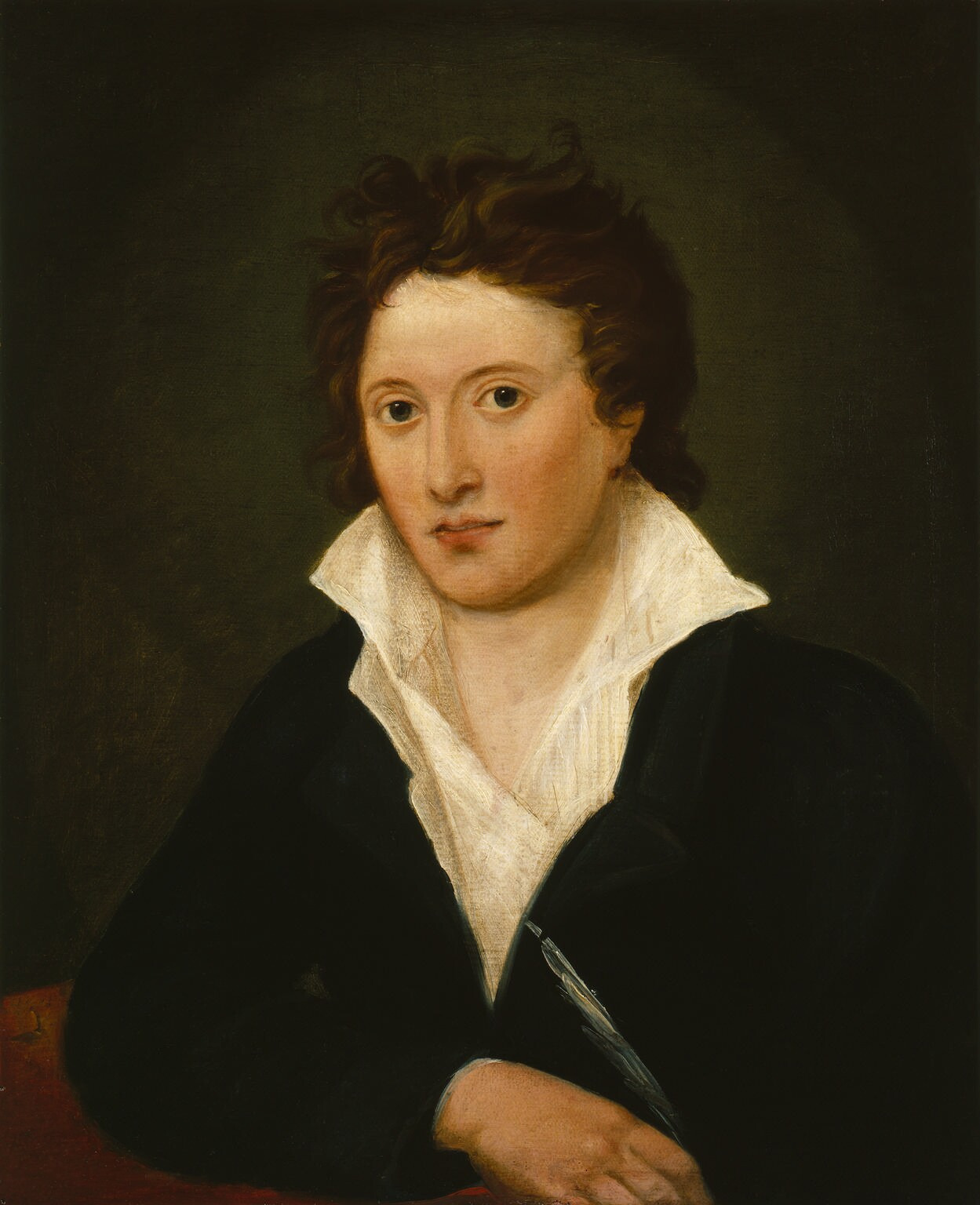
Percy Bysshe Shelley

John Keats

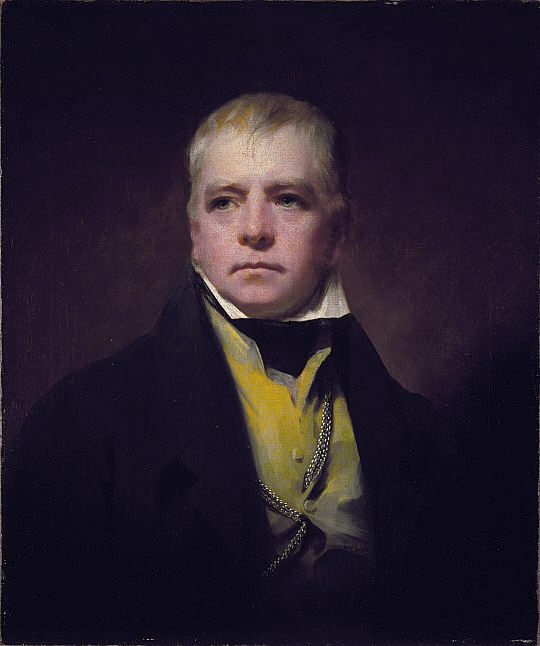
Walter Scott

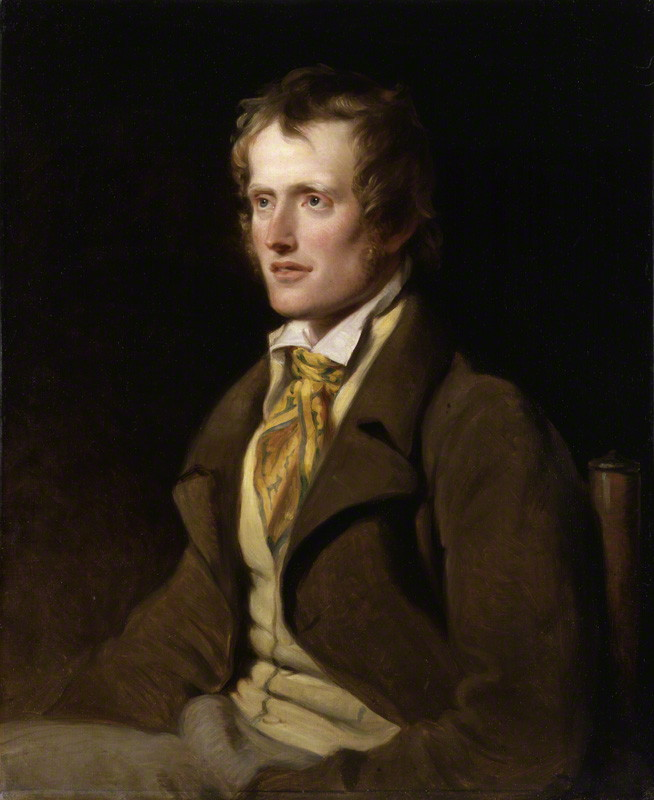
John Clare

- lord George Gordon Byron (1788–1824), jeden z největších evropských básníků vůbec, pro jehož dílo je charakteristický osamocený boj za svobodu proti tyranům (tzv. byronismus). Byron je také považován za tvůrce nových lyricko-epických žánrů:
  - básnické (byronské) povídky, tzv. poemy, např. Džaur (1813, Giaour), Korzár (1814, The Corsair), Lara (1814) nebo Vězeň chillonský (1816, The Prisoner Of Chillon)
  - moderního eposu, např. Childe Haroldova pouť (1812–1818, Childe Harold's Pilgrimage) nebo Don Juan (1819–1824)
  - dramatické básně, např. Manfréd (1817) nebo Kain (1821, Cain), ve kterých je romantická vzpoura namířena proti nejvyšší morální autoritě – proti Bohu. Takováto revolta proti řádu, bohům a osudu se nazývá titanismus.
- Percy Bysshe Shelley (1792–1822), který je považován za autora nejlepších lyrických básní napsaných v anglickém jazyce. Slavné jsou i jeho titánské filozofické drama Odpoutaný Prométheus (1820, Prometheus Unbound), ve kterém jeho hrdina vítězně vzdoruje Jupiterovi ztělesňujícím symbol tyranie a nesvobody, a historická tragédie Cenci (1819, The Cenci), inspirovaná skutečnými událostmi z renesanční Itálie konce 16. století.
- John Keats (1795–1821), básník, mimo jiné autor poemy Endymion (1818), eposu Hyperion (1820), básně Podzimu (1819, To Autumn), slavných lyrických ód Óda na slavíka (1819, Ode to a Nightingale), Óda na řeckou vázu (1819, Ode on a Grecian Urn) a dalších a balady La Belle Dame sans Merci (1819).

K dalším anglickým romantikům patří:
- Walter Scott (1771–1832), básník a prozaik, tvůrce historického románu. Z jeho básnického díla je nejvýznamnější sbírka skotských lidových balad Lidové zpěvy skotského pohraničí (1802–1803, Minstrelsy of the Scottish Border) a báseň Jezerní panna (1810, The Lady of the Lake), z románů Waverley (1814), Rob Roy (1817), Srdce Edinburghu (1818, The Heart of Midlothian), Ivanhoe (1819), Quentin Durward (1823) a další.
- Charles Lamb (1775–1834), básník, dramatik a esejista. Se svou sestrou Mary Ann (1765–1847) vytvořil klasické dílo pro mládež Příběhy ze Shakespeara (1807, Tales from Shakespeare), převyprávění dvaceti Shakespearových nejznámějších divadelních her.
- William Hazlitt (1778–1830), literární kritik a esejista.
- Thomas Moore (1779–1852), irský básník, autor lyriky, která působila na irské národní obrození Irské melodie (1807–1834, Irish Melodies) a cyklu lyricko-epických básnických orientálních povídek Lalla Rookh (1817).
- Leigh Hunt (1784–1859), radikální novinář, esejista a básník.
- Henry Kirke White (1785–1806), básník, autor melancholických poem, balad a vznícené lyriky.
- John Wilson (1785–1854), skotský básník a spisovatel, který měl blízko k tzv. jezerním básníkům.
- Thomas de Quincey (1785–1859), filozof, esejista, básník a literární kritik, který ve svém autobiografickém díle Zpověď anglického poživače opia (1822, Confessions of an English Opium Eater) popisuje, jak mu opium, na nějž si navykl již v mládí, otevřelo „bránu rajských rozkoší“, svět úchvatných vizí, snů a fantastických smyslových vjemů, jen aby ho vzápětí uvrhlo do propastného utrpení fyzického i duševního.
- Frederick Marryat (1792–1847), autor dobrodružných příběhů s námořní a pirátskou tematikou, například Kormidelník Vlnovský (1841, Masterman Ready, or the Wreck in the Pacific).
- John Clare (1793–1864), básník oslavující tradiční venkovský život mizející v průmyslové revoluci.
- Felicia Hemansová (1793–1835), autorka duchovní i osobní lyriky.
- Mary Shelleyová (1797–1851), manželka básníka Shelleyho, autorka gotického románu Frankenstein aneb Moderní Prométheus (1818, Frankenstein or, The Modern Prometheus).

Spojnicí mezi druhou generací anglických romantiků a představiteli pozdního anglického romantismu tvoří dílo sester Brontëových. Nejstarší z nich Charlotte Brontëová (1816–1855) se celosvětově proslavila románem Jana Eyrová (1847, Jane Eyre) líčícím dramatické vztahy neurozené hrdinky k byronovsky hrdému a tajemnému šlechtici. Prostřední Emily Brontëová (1818–1848) je autorkou originálního románu Vichrné návrší (1847, Wuthering Heights), ve kterém se symbolické pojetí severoanglické přírody slučuje s baladickým, „goticky“ tajuplným a mnohdy až surrealisticky snovým příběhem. Nejmladší z nich, Anne Brontëová (1820–1849), se zaměřila na zobrazování strastiplných osudů žen a na líčení ženské otázky a sociálních rozporů. Její román Dvojí život Heleny Grahamové (1848, The Tenant of Wildfell Hall) bývá hodnocen jak první dílo feminismu. Uměleckých kvalit svých sester však nedosáhla.

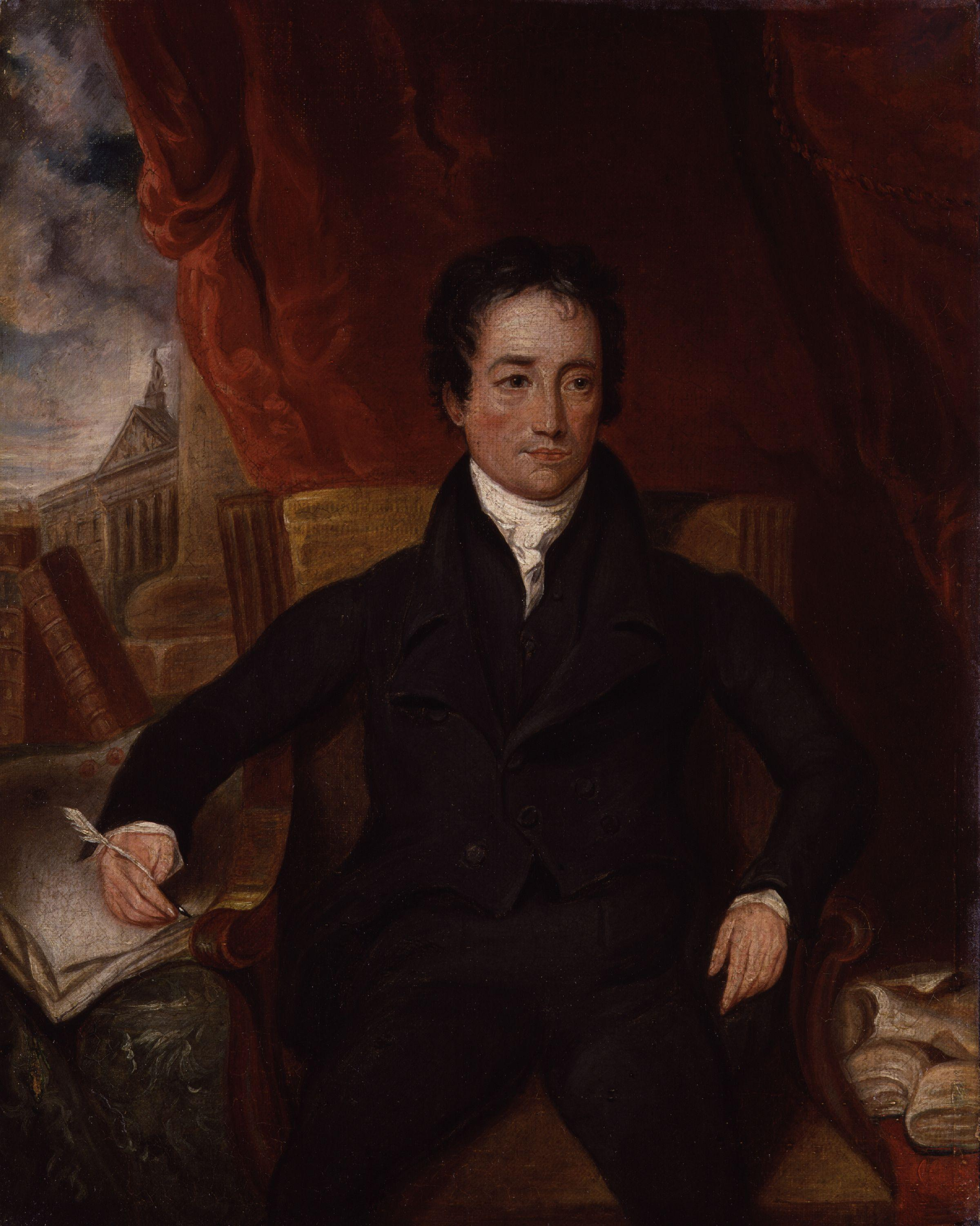
Charles Lamb
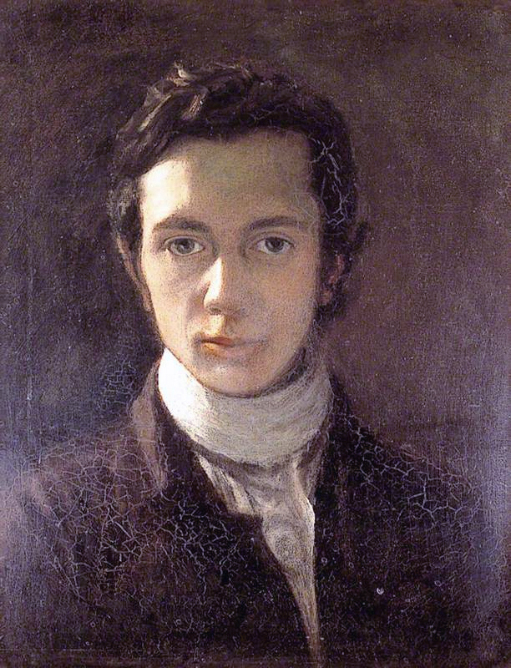
William Hazlitt
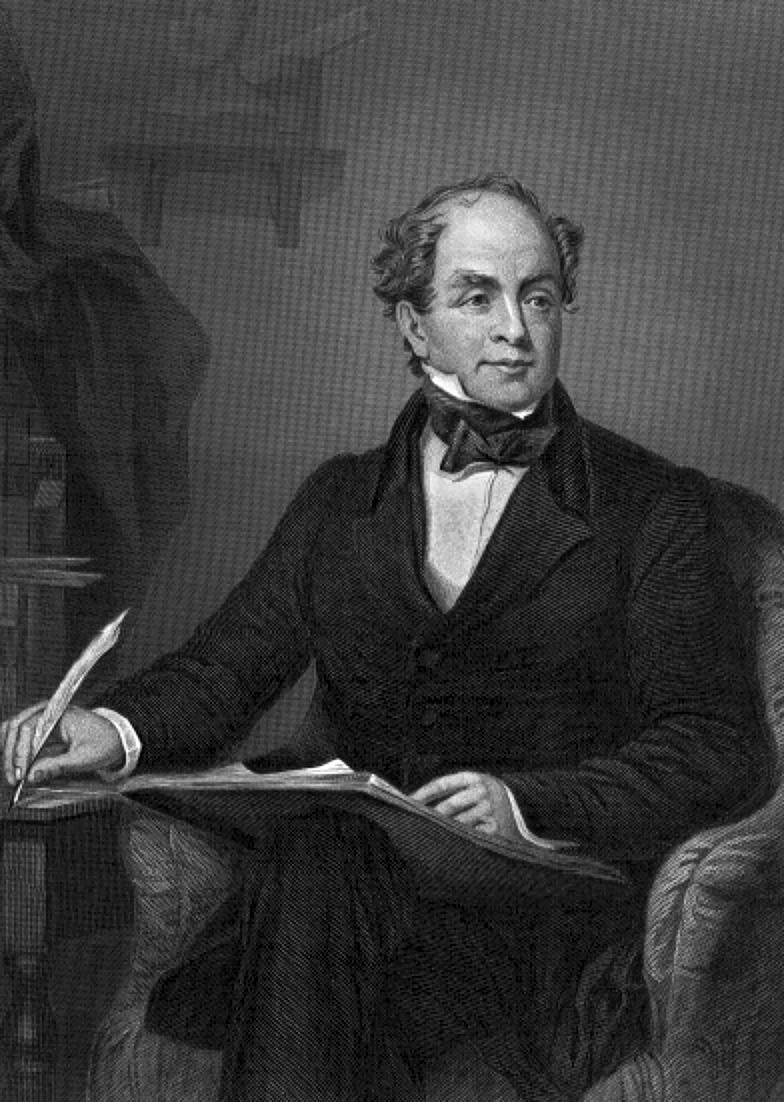
Thomas Moore
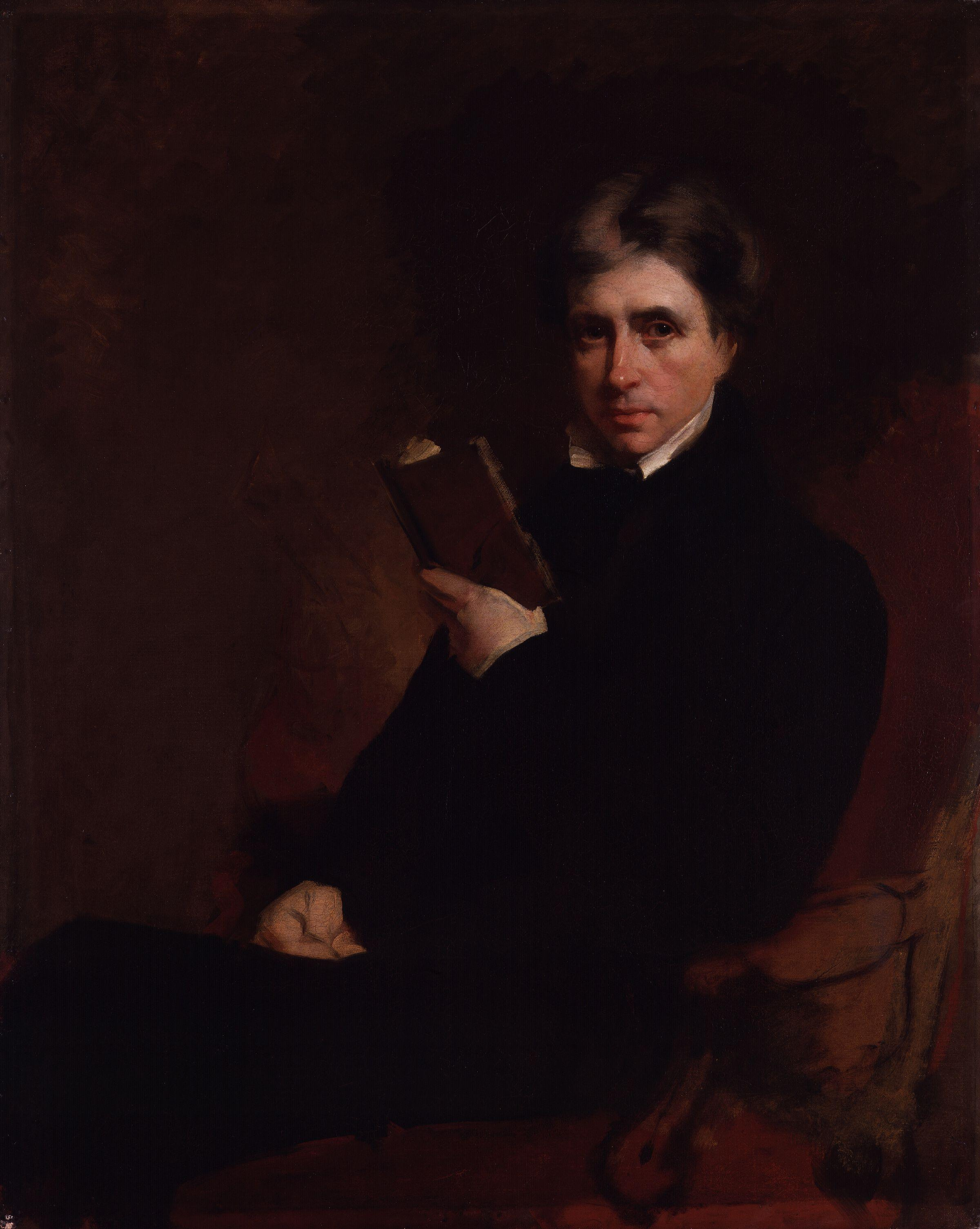
Leigh Hunt
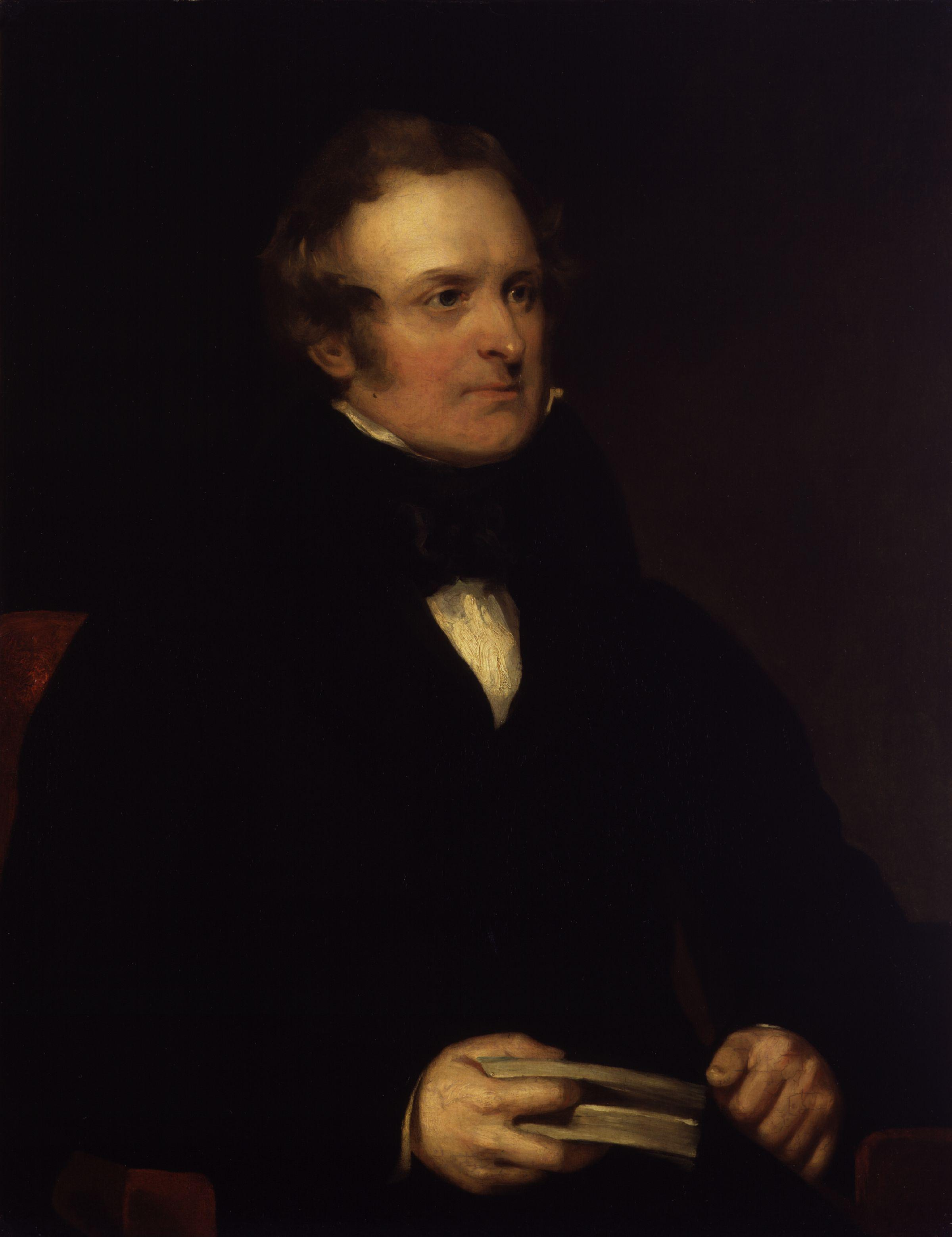
John Wilson
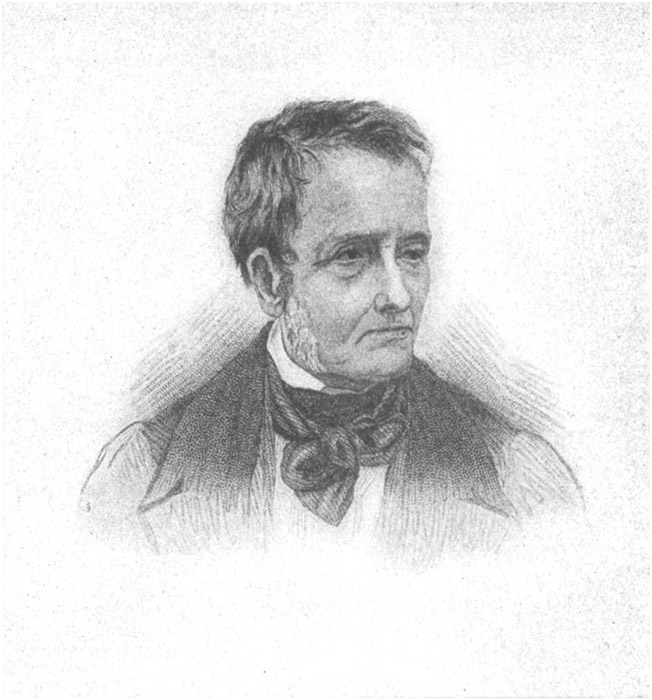
Thomas de Quincey
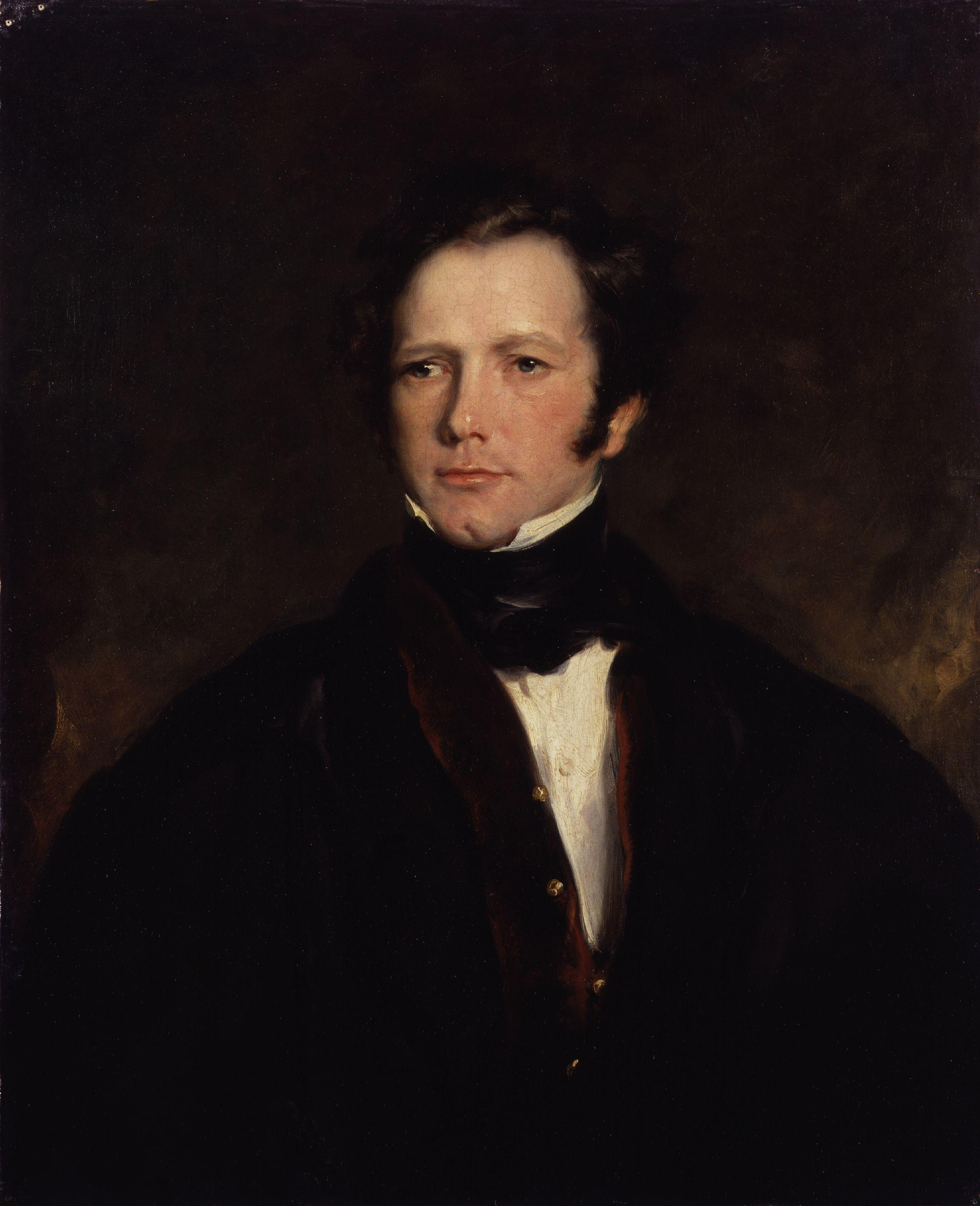
Frederick Marryat
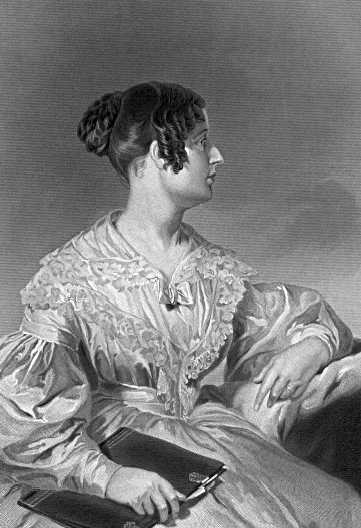
Felicia Hemansová
Mary Shelleyová
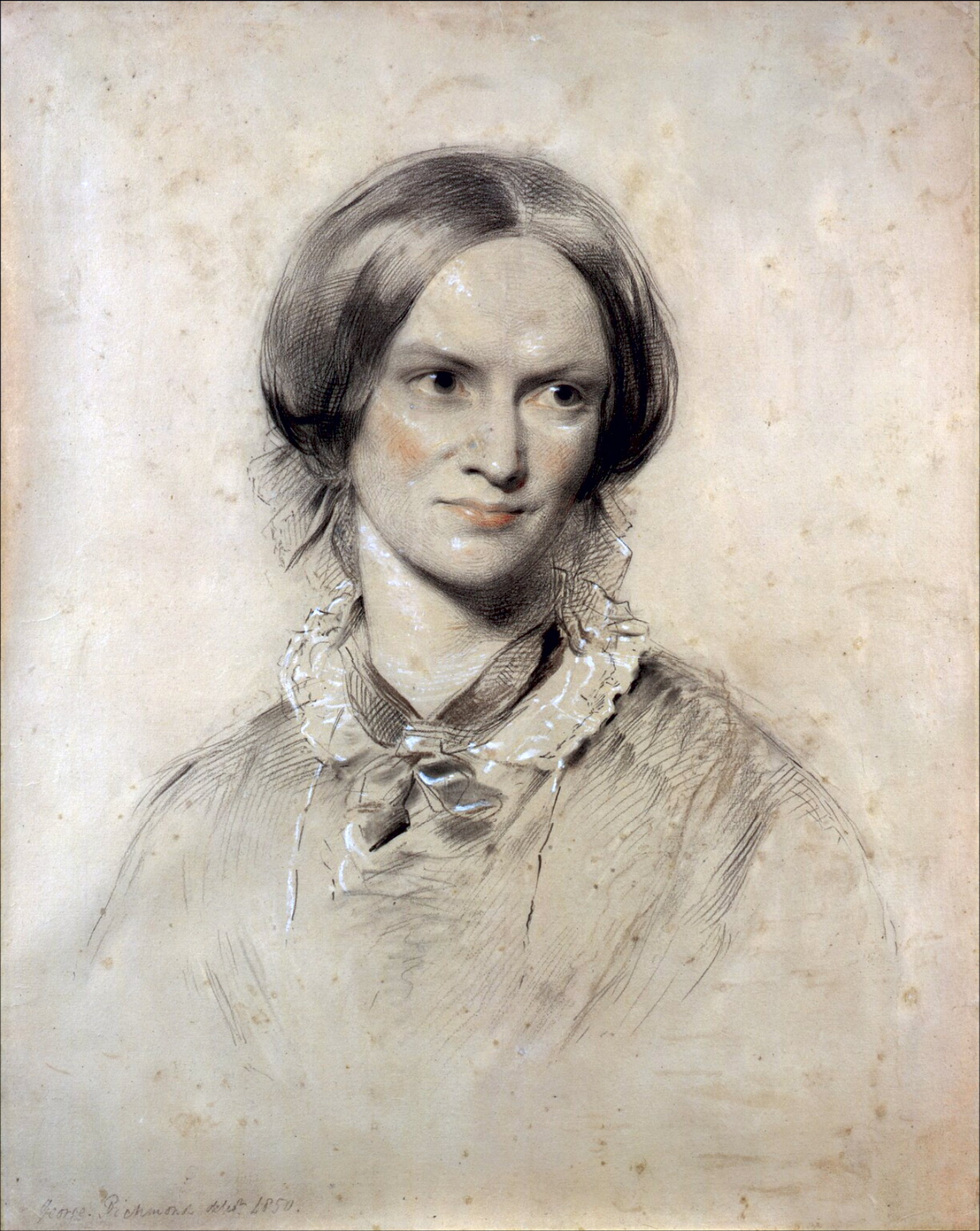
Charlotte Brontëová
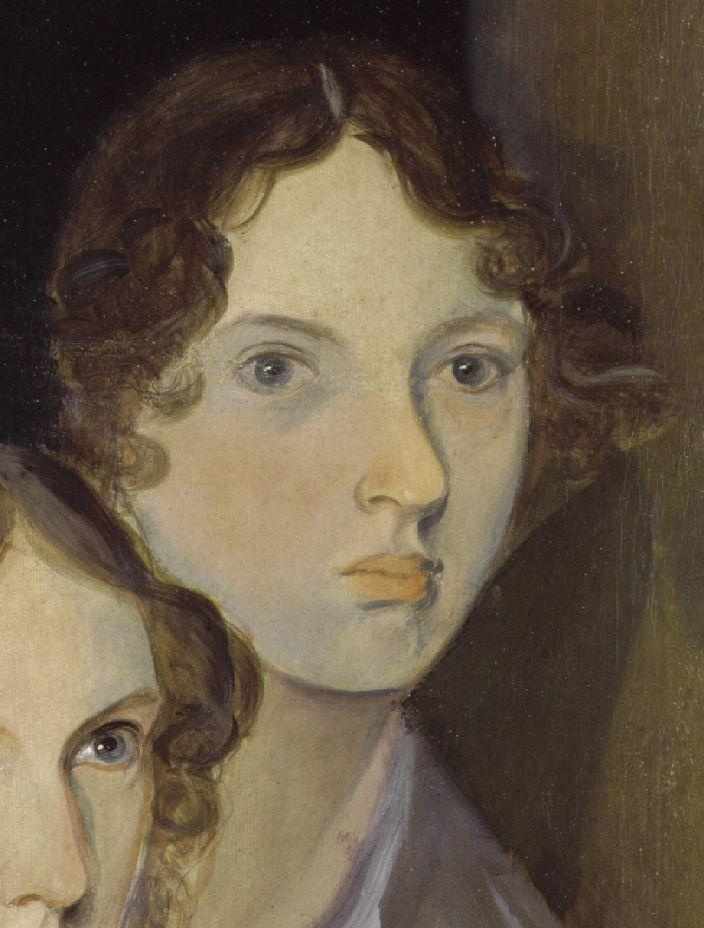
Emily Brontëová
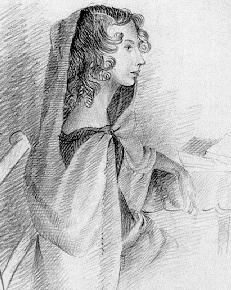
Anne Brontëová

Za představitele pozdní anglické romantiky je možno považovat:

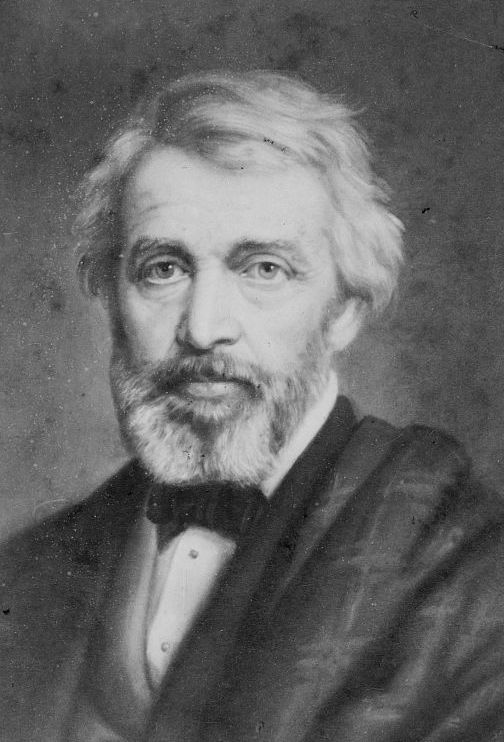
Thomas Carlyle

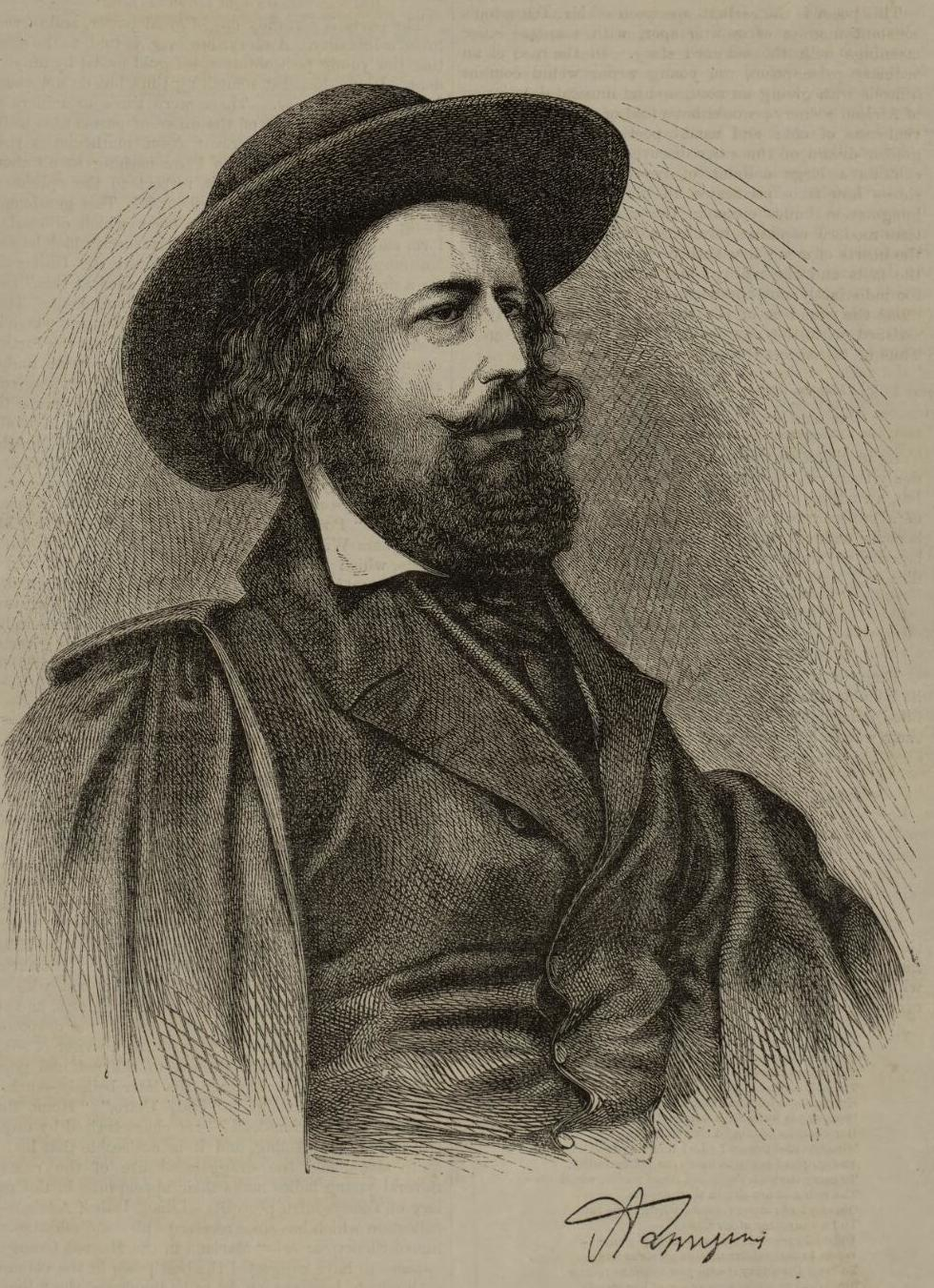
Alfred Tennyson

- skotského historika, filozofa a spisovatele Thomase Carlyleho (1795–1881).
- básníka Alfreda Tennysona (1809–1892), navazujícího na anglické romantiky zejména po formální stránce tak, že jeho básně navozují teskně zádumčivou náladu – např. báseň Paní ze Shalott (1842, The Lady of Shalott ) nebo cyklus poem Idyly královské (1859–1885, Idylls of the King) napsaných na podkladě pověstí o králi Artušovi a jeho družině.
- irského prozaika Josepha Sheridana Le Fanu (1814–1873), tvořícího v duchu gotického románu, který je řazen k zakladatelům hororu a detektivního žánru.
- básníka Algernona Charlese Swinburneho (1837–1909) píšícího nespoutanou poezii tryskající z pohanské živelnosti a z odporu ke všem církevním i světským autoritám,
- romanopisce a novelistu Roberta Louise Stevensona (1850–1894), který je znám především svým dobrodružným pirátským románem Ostrov pokladů (1883, Treasure Island) a hororovým příběhem Podivný případ Dr. Jekylla a pana Hyda (1886, The Strange Case Of Dr. Jekyll And Mr. Hyde) s motivem rozdvojení osobnosti,
- dramatika, prozaika, básníka a esejistu Oscara Wilda (1854–1900), autora humorných povídek s fantastickými motivy, zesměšňujících morálku vysokých společenských – např. Strašidlo cantervillské (1887, The Canterville Ghost), jiskřivých satirických společenských komedií – např. Jak je důležité míti Filipa (1895, The Importance of Being Earnest), secesních pohádek – sbírky Šťastný princ (1888, The Happy Price) a Dům granátových jablek (1891, House of Pomegranates), románu Obraz Doriana Graye (1891, The Picture of Dorian Gray) s morálním tématem odlidštěného vztahu hrdiny k okolnímu světu, a tragédie Salomé (1893), která se stala předlohou k opeře Richarda Strausse.

Z romantismu vyšel i jeden ze zakladatelů modernismu, prozaik Joseph Conrad (1857–1924), jehož hluboké novely a romány se odehrávají v exotických krajích nebo na zámořských lodích a zachycují zhoubné rysy kolonialismu i psychologickou složitost lidského jednání člověka vyvázaného ze světa západní civilizace – např. Lord Jim (1900), Srdce temnoty (1902, The Heart of Darkness) a další.

### Německá literatura
Mostem mezi klasicismem a romantismem se v Německu stala tzv. německá klasika, reprezentovaná především dílem Johanna Wolfganga Goetha a Friedricha Schillera. Další její představitelé se však svým subjektivismem, přecházejícím někdy až v irealitu, již přiblížili k romantickému pojetí světa. Byl to zejména
- prozaik humorně sentimentálního ladění Jean Paul (1763–1825),
- osamělý náboženský básník a vizionář Friedrich Hölderlin (1770–1843),
- dramatik a prozaik Heinrich von Kleist (1777–1811), který navázal na osudovost antické tragédie a jehož dílo se vyznačuje bezútěšným pesimismem plynoucím z protikladu skutečnosti a ideálů.

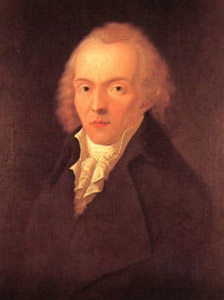
Jean Paul
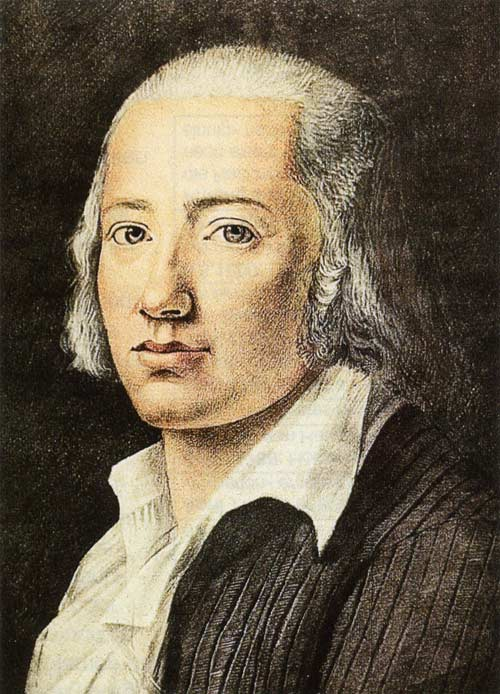
Friedrich Hölderlin
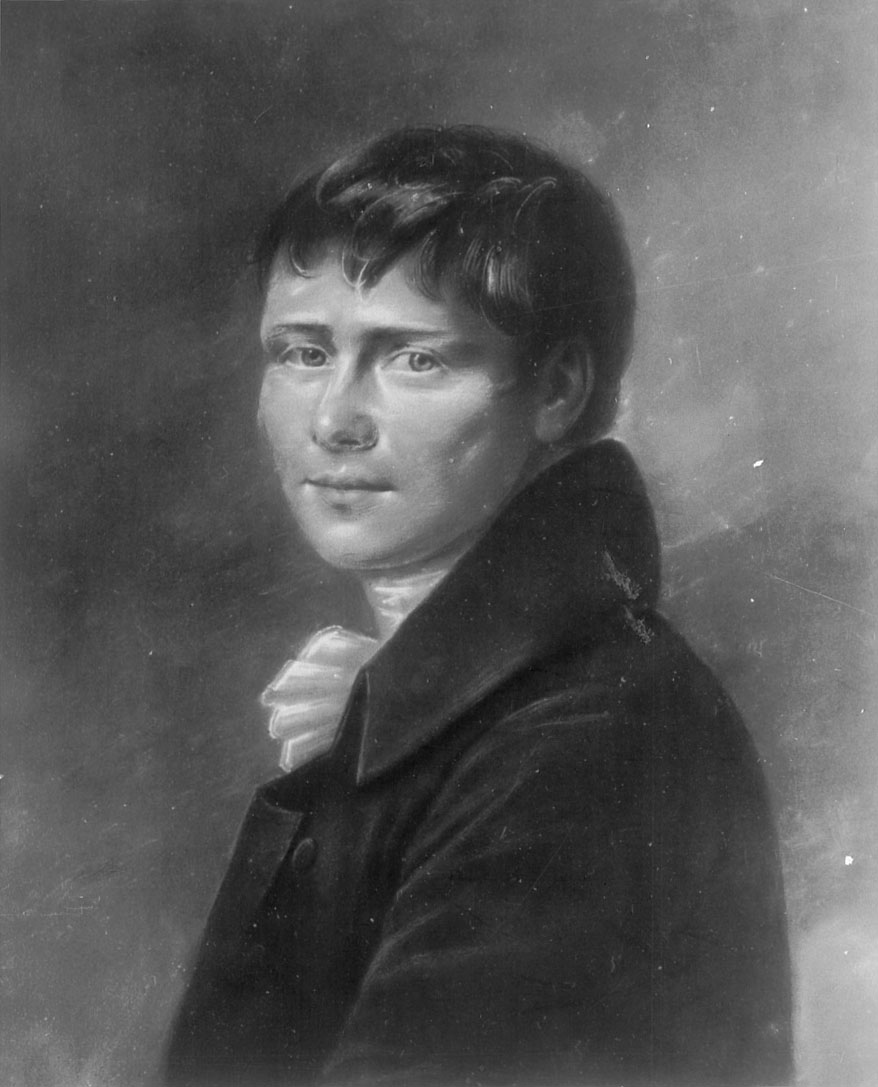
Heinrich von Kleist

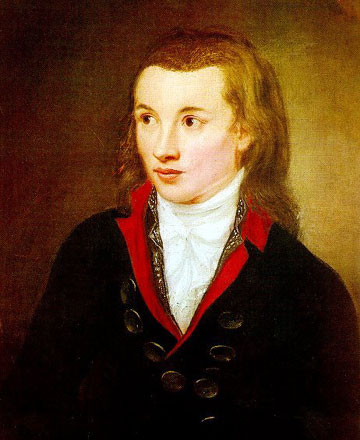
Novalis

První, tzv. starší romantický proud (Frühromantik) vznikl v Německu na přelomu 18. a 19. století souběžně s německou klasikou. Jeho centrum bylo v Jeně, kde bratři Karl Wilhelm Friedrich Schlegel (1772–1829) a August Wilhelm Schlegel (1767–1845) soustředili jeho stoupence kolem časopisu Athenaeum (v letech 1798–1800 vyšla tři čísla, každé ve dvou svazcích). Šlo svým způsobem o kriticko-vědecký uzavřený kroužek, prosazující náboženství jako půdu pro veškeré umění a mytologii jako jádro poezie. Patřili sem ještě:
- filozofové Johann Gottlieb Fichte (1762–1814), Friedrich Wilhelm Joseph Schelling (1775–1854) a Friedrich Daniel Ernst Schleiermacher (1768–1834),
- básníci Ludwig Tieck (1773–1853), zakladatel německé umělecké pohádky, a Novalis (1772–1801), autor básnické sbírky Hymny noci (1800, Hymnen an die Nacht) s motivy ztracené lásky a touhy po smrti a nedokončeného románu Heinrich von Ofterdingen (1802), ve kterém zobrazil život středověkého potulného básníka hledajícího „modrý květ“ jako symbol smyslu poezie a života.

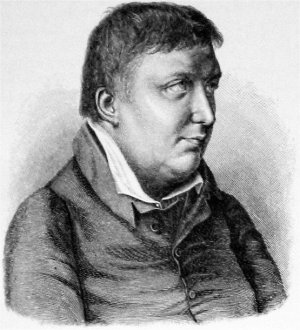
Wilhelm Friedrich Schlegel
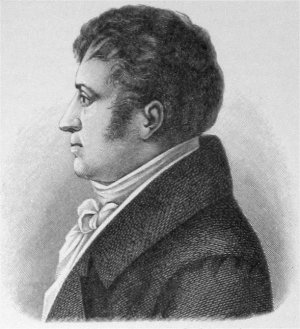
August Wilhelm Schlegel
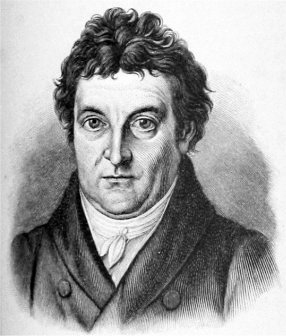
Johann Gottlieb Fichte
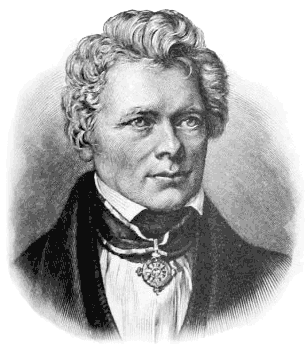
Friedrich Wilhelm Joseph Schelling
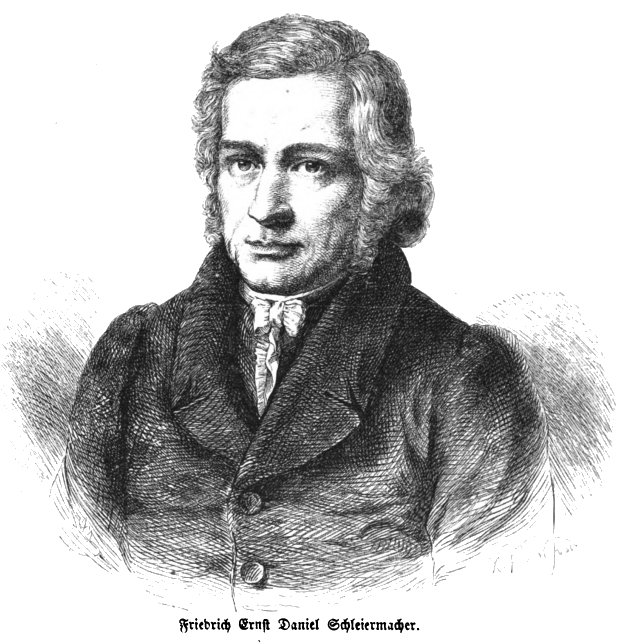
Friedrich Daniel Ernst Schleiermacher
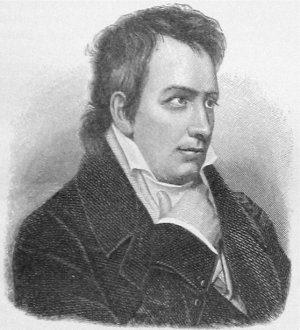
Ludwig Tieck

Mladší, méně spekulativní a více iracionalistický romantický proud (Spätromantik) se zájmem o lidovou slovesnost měl své centrum v Heidelbergu. Do této skupiny patřili:
- básníci Achim von Arnim (1781–1831) a Clemens Brentano (1778–1842), kteří společně vydali sbírku lidové a zlidovělé poezie Chlapcův kouzelný roh (1806, Des Knaben Wunderhorn). Arnim sám je znám jako autor fantaskních novel a románů, Brentano zase pohádek a básní prodchnutých lidovým tónem,
- literární kritici Joseph Görres (1776–1848) a Adam Heinrich Müller (1779–1829),
- bratři Grimmové, Jacob (1785–1863) a Wilhelm (1786–1859), oba jazykovědci a sběratelé lidových pohádek prvně vydaných roku 1812,
- básník a prozaik Joseph von Eichendorff (1788–1857), tvůrce přírodní a náladové poezie, jež nadlouho svým mistrovstvím ovlivnila německou lyriku, a jehož idylická novela Ze života darmošlapa (1826, Aus dem Leben eines Taugenichts) patřila po celé generace k nejoblíbenější četbě v německy mluvících zemích.

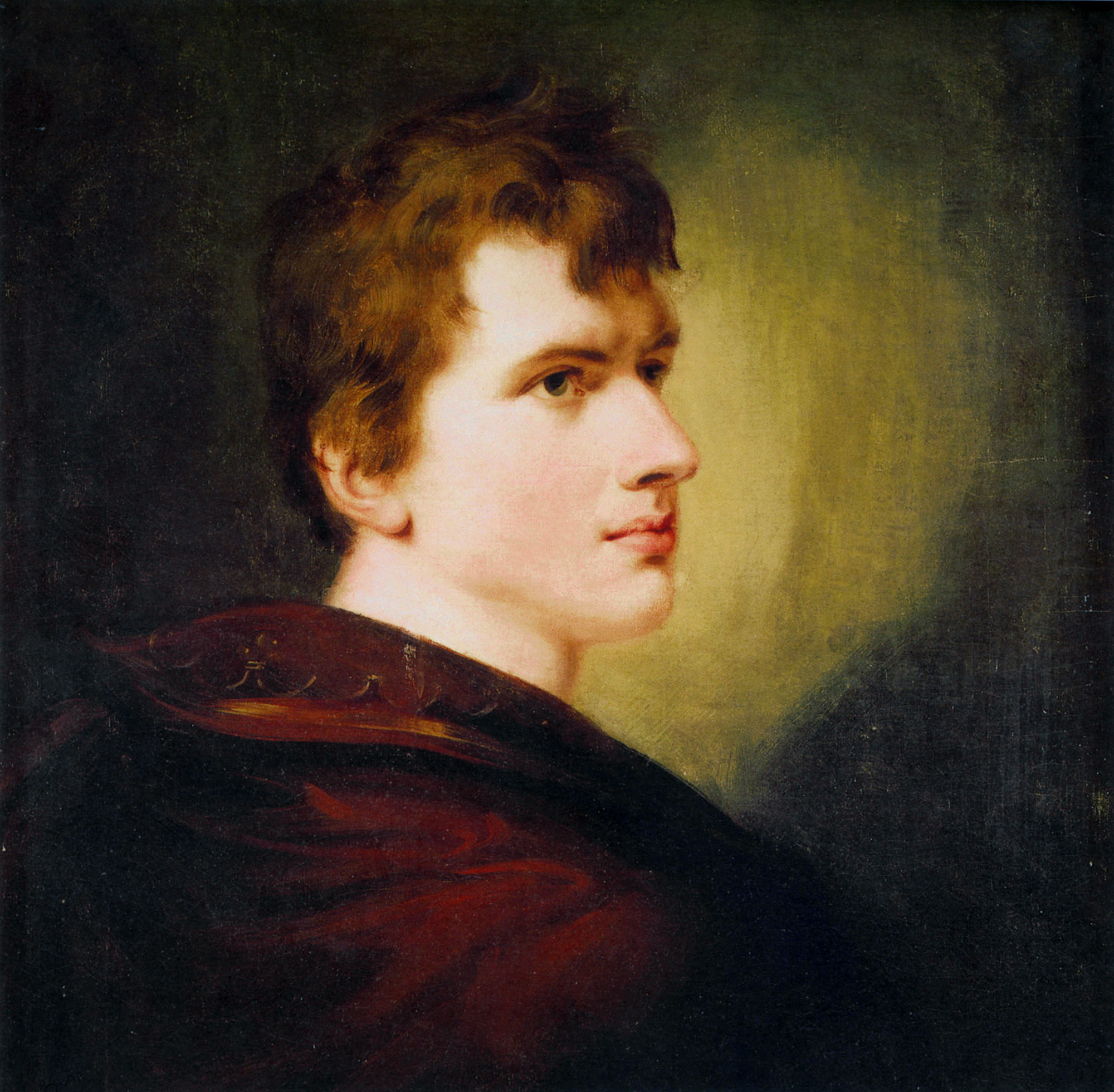
Achim von Arnim
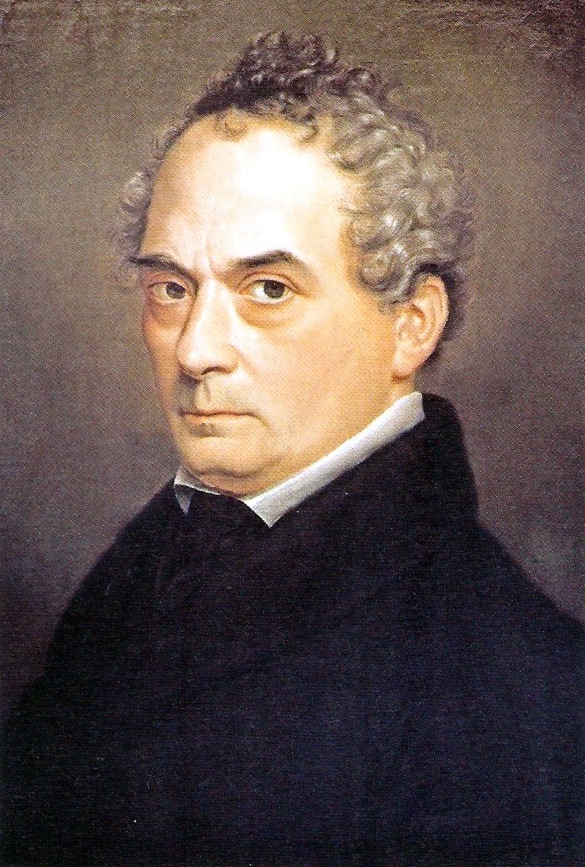
Clemens Brentano
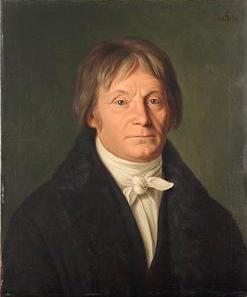
Joseph Görres
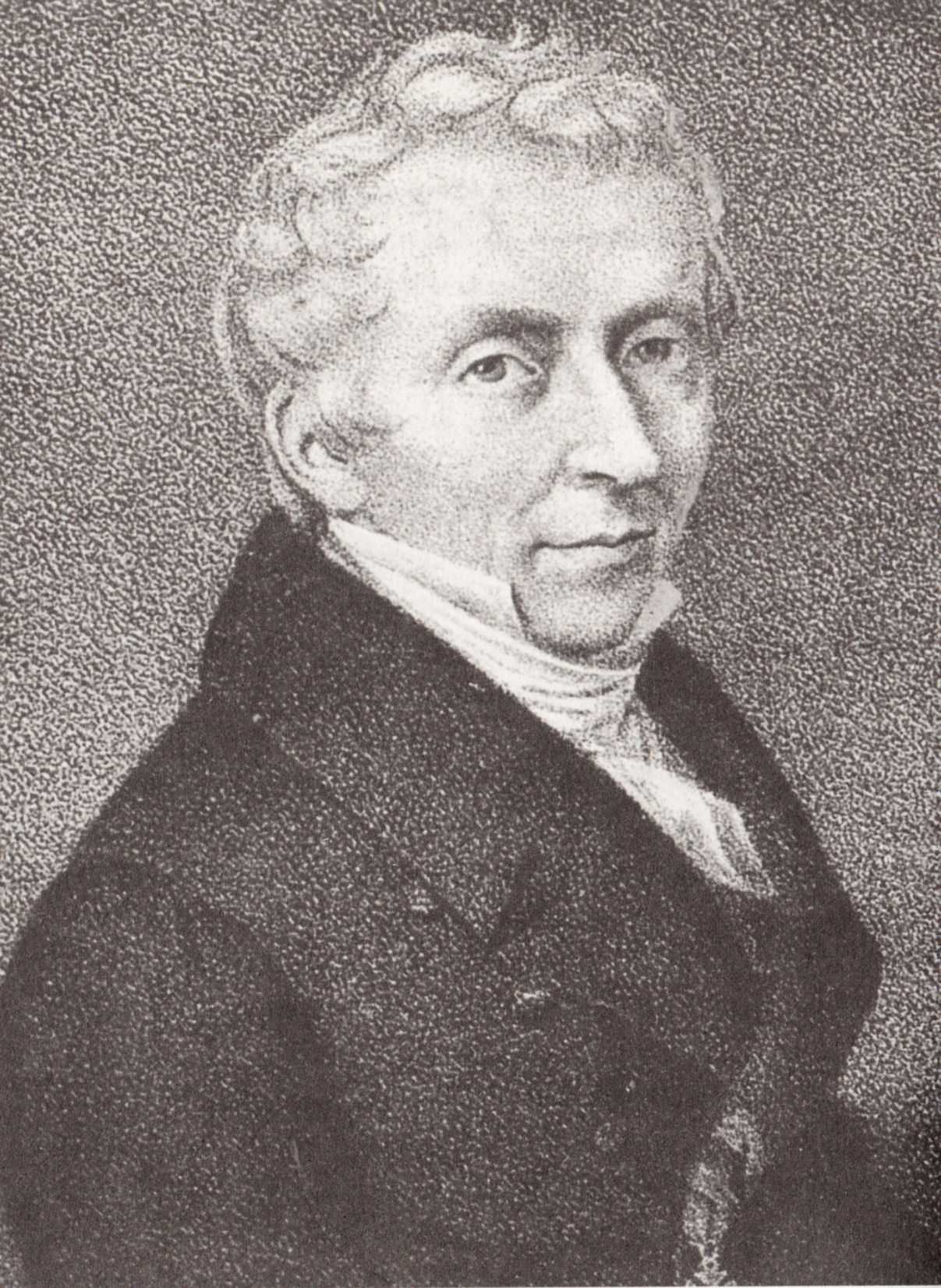
Adam Heinrich Müller
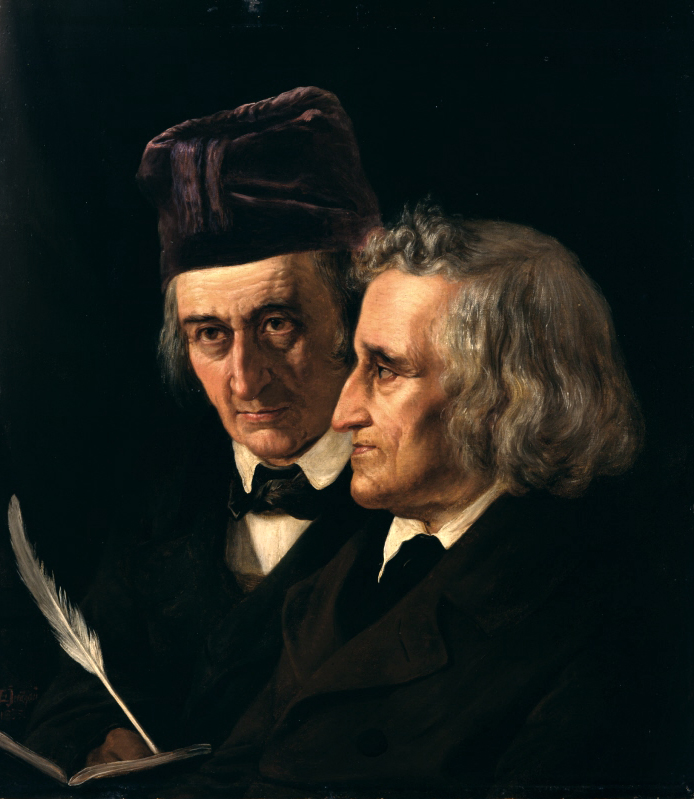
bratři Grimové
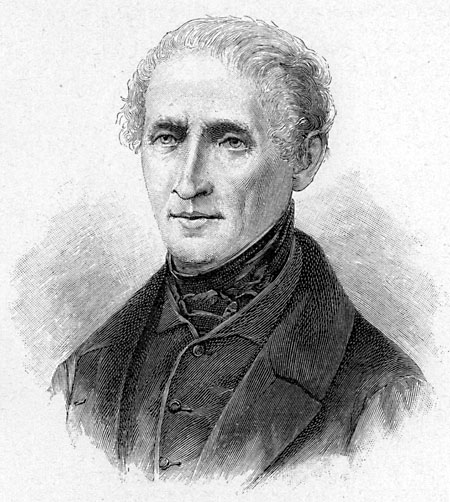
Joseph von Eichendorff

K dalším představitelům německého romantismu patří

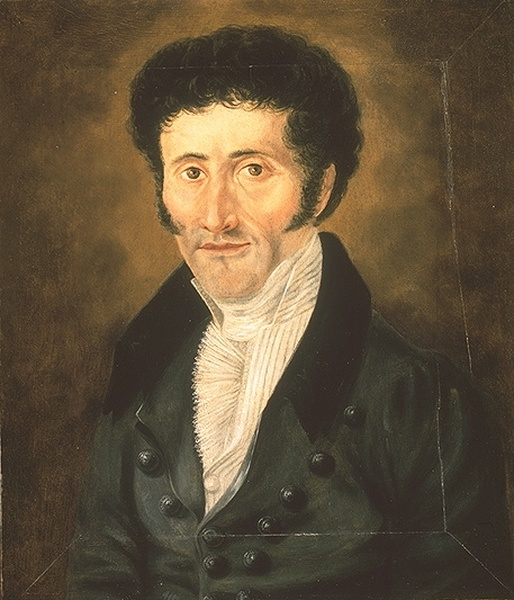
E. T. A. Hoffmann

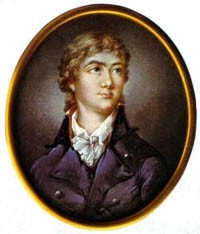
Adalbert von Chamisso

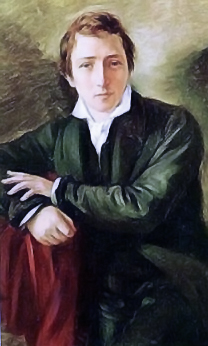
Heinrich Heine

- prozaik, dramatik, teolog a pedagog Heinrich Zschokke (1771—1848), který byl ovlivněn hrůzostrašnými a rytířskými tématy, na jejichž základě psal své lidové romány i dramata. V jeho následujících historických prózách se projevoval vliv Waltera Scotta. Nejznámější z jeho díla je loupežnický román Abelino, veliký zbojník (1793, Abällino, der große Bandit), který roku 1795 zdramatizoval..
- satirik Ernst Theodor Wilhelm Hoffmann (1776–1822) přecházející ve svých dílech až v démonickou grotesku, v níž se reálné prvky mísí s prvky nadpřirozenými, a předjímající tak díla Edgara Allana Poea či Franze Kafky.
- Friedrich de la Motte Fouqué (1777–1843), který ve svém díle usiloval o oživení národní historie a je dodnes známý svými pohádkami Mužíček Šibeníček (1810, Das Galgenmännlein) a Undine (1811, česky též jako Rusalka).
- Adalbert von Chamisso (1781–1838), původem Francouz, známý zejména díky své fantastické povídce Podivuhodný příběh Petra Schlemihla (1814, Peter Schlemihls wundersame Geschichte) o muži, který prodal ďáblu svůj stín.
- Ludwig Uhland (1787–1862), básník a filolog, zakladatel tzv. švábské romantické školy, kam ještě patřili básníci Justinus Kerner (1786–1862) a Gustav Schwab (1792–1850).
- Heinrich Heine (1797–1856), kritik německého šosáctví, prušáckého militarismu, klerikalismu i despotismu německých knížátek, po Goethovi považovaný za druhého nejvýznamnějšího německého básníka. Jeho básnická tvorba, využívající tradic lidové lyriky a baladiky, obsahuje intimní, přírodní a milostné motivy, ale vyjadřuje vážný vztah ke společenským problémům – např. Kniha písní (1827, Buch der Lieder). Ve veršovaném eposu Německo: zimní pohádka (1844, Deutschland: Ein Wintermärchen) Heine satiricky zesměšnil poměry v Německu, v eposu Atta Troll (1842) kritizoval politickou a básnickou omezenost tzv. tendenční literatury. Kromě toho je autorem mnoha prozaických prací, statí o umění, filozofii a německé kultuře vůbec.
- předchůdci absurdního dramatu Christian Dietrich Grabbe (1801–1836), autor groteskní komedie Žert, satira, ironie a hlubší význam (1822, Scherz, Satire, Ironie und tiefere Bedeutung), a Georg Büchner (1813–1837) z jehož her je nejznámější Dantonova smrt (1835, Dantons Tod) a nedokončený Vojcek (1836, Woyzeck) prvně publikovaný až roku 1879, v němž autor expresivní formou líčí tragický osud ubohého a ponižovaného důstojnického sluhy.
- Wilhelm Hauff (1802–1827), známý především jako autor tří almanachů autorských pohádek Karavana (1825, Die Karawane), Šejk z Alexandrie a jeho otroci (1826, Der Scheich von Alessandria und seine Sklaven) a Hospoda ve Spessartu (1827, Das Wirtshaus im Spessart).
- rakouský básník Nikolaus Lenau (1802–1850), autor lyricko-dramatických eposů, např. Albigenští (1842, Die Albigenser) o hnutí středověkých francouzských heretiků.
- básník a prozaik Eduard Mörike (1804–1875), vrcholný představitel švábské romantiky, který se proslavil především svou okouzlující novelou Mozartova cesta do Prahy (1856, Mozart auf der Reise nach Prag).
- hudební skladatel Richard Wagner (1813–1883), jehož libreta k vlastním operám mají vysokou literární hodnotu – např. Bludný Holanďan (1843, Der fliegende Holländer), Lohengrin (1850) nebo tetralogie Prsten Nibelungův (1851–1876, Der Ring des Nibelungen).

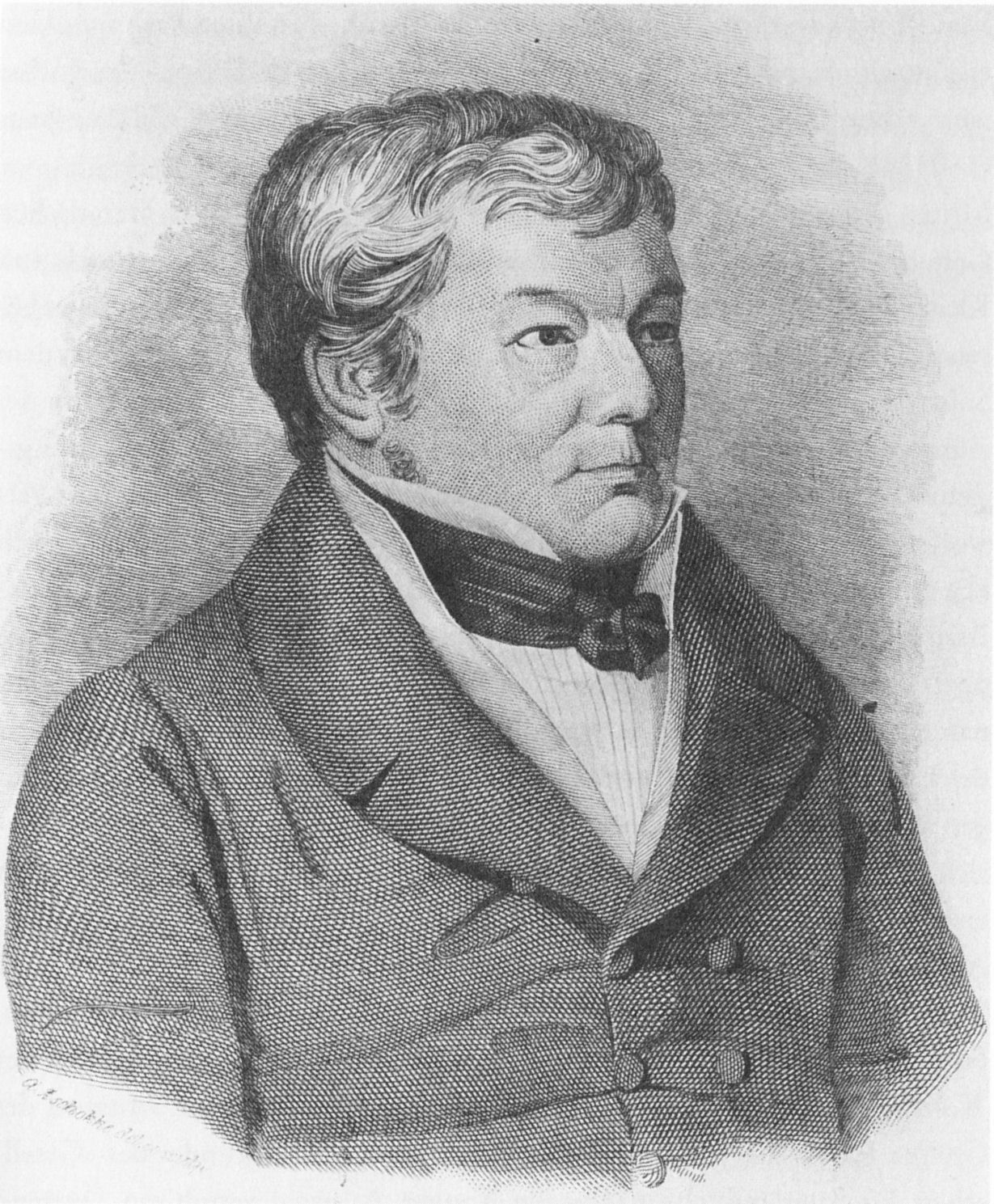
Heinrich Zschokke
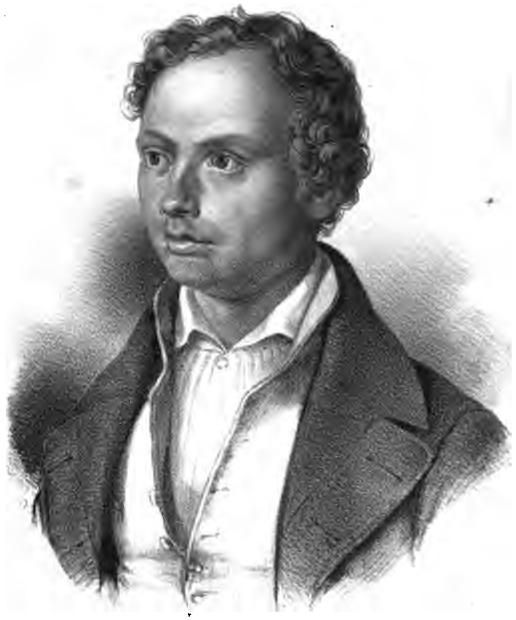
Ludwig Uhland
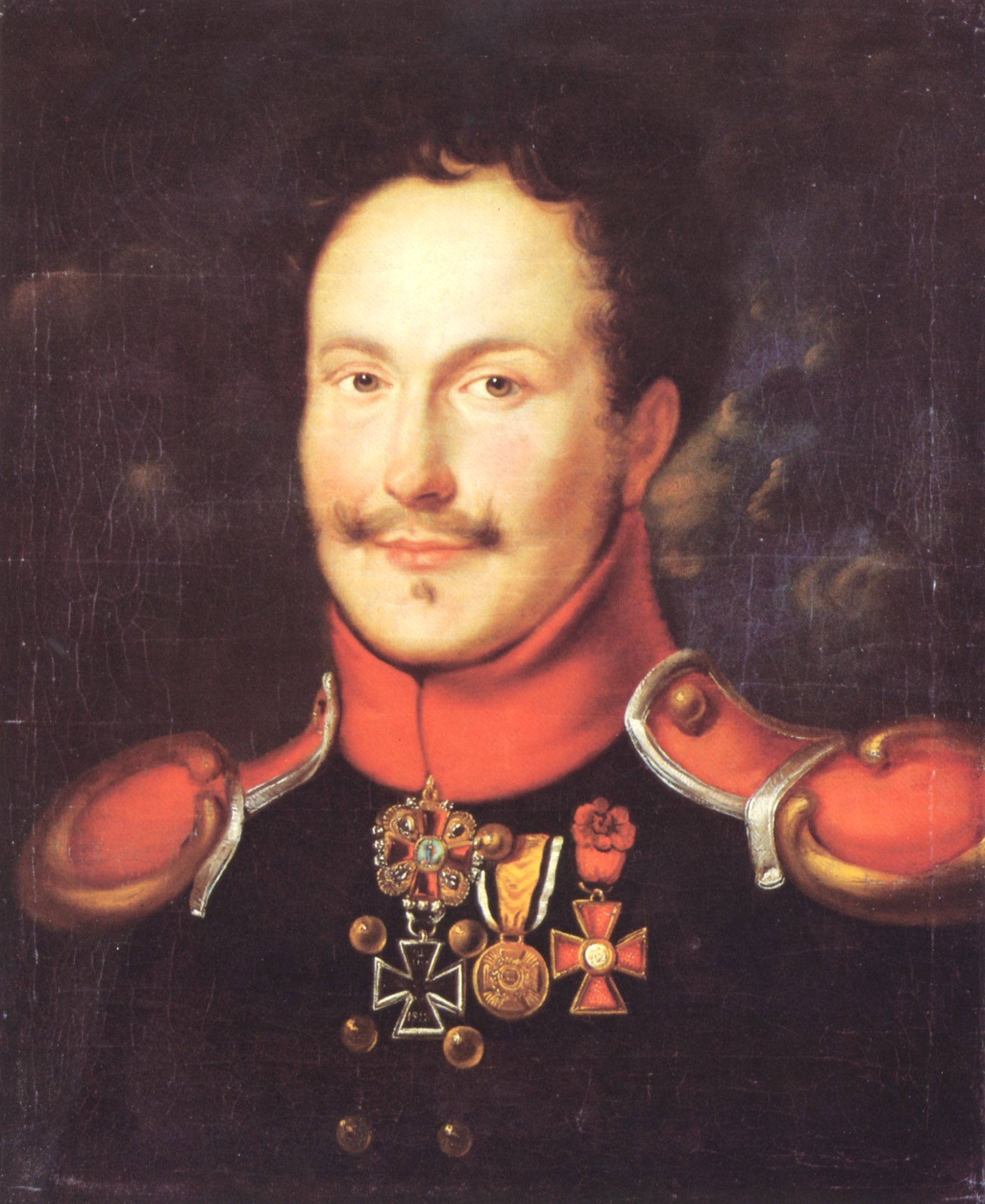
Friedrich de la Motte Fouqué
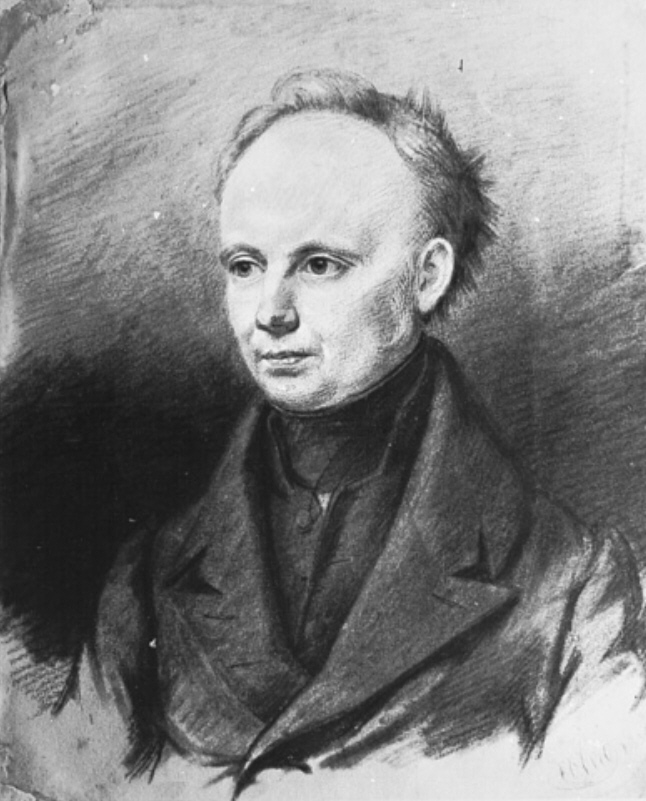
Christian Dietrich Grabbe
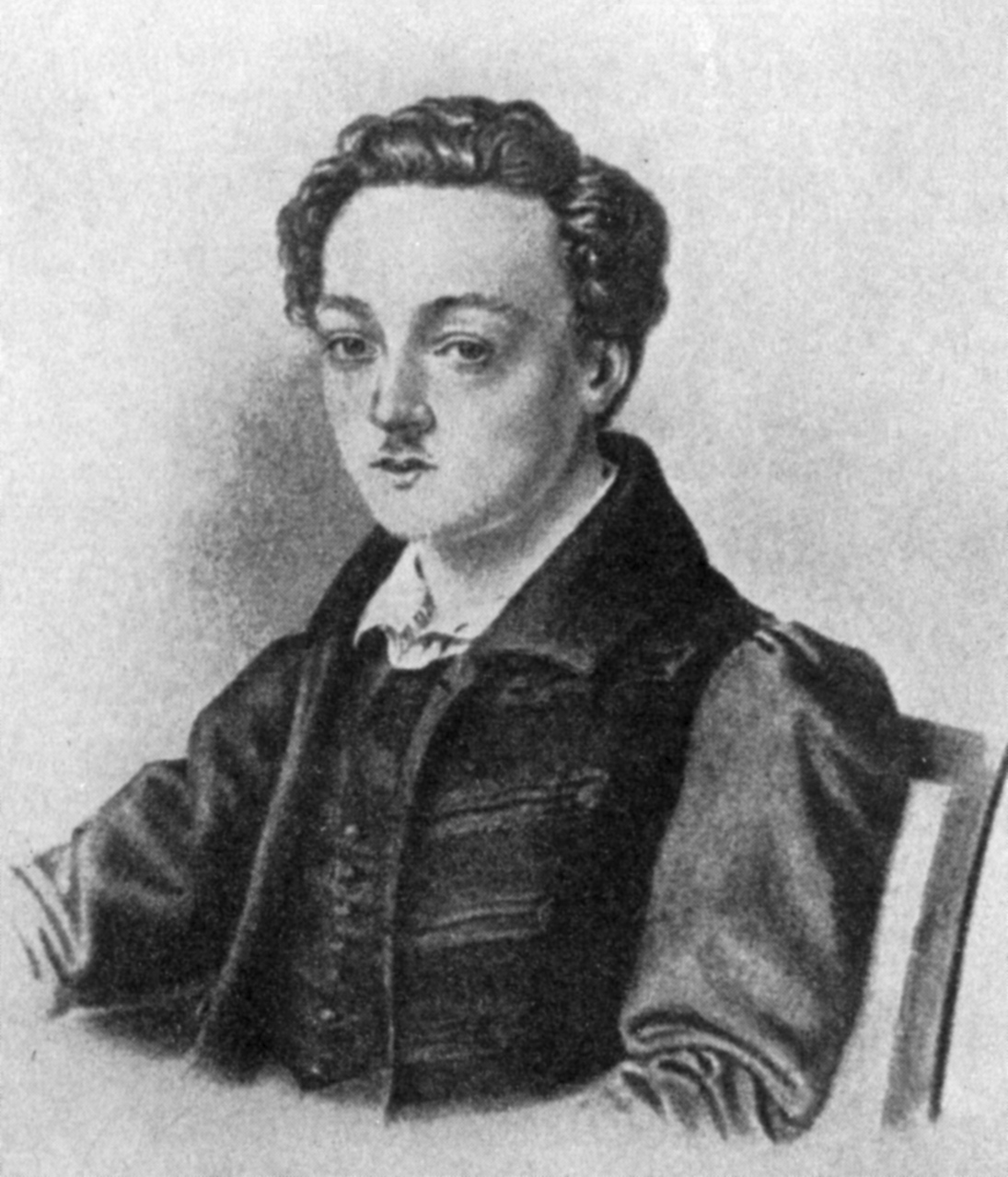
Georg Büchner
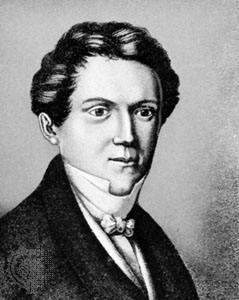
Wilhelm Hauff
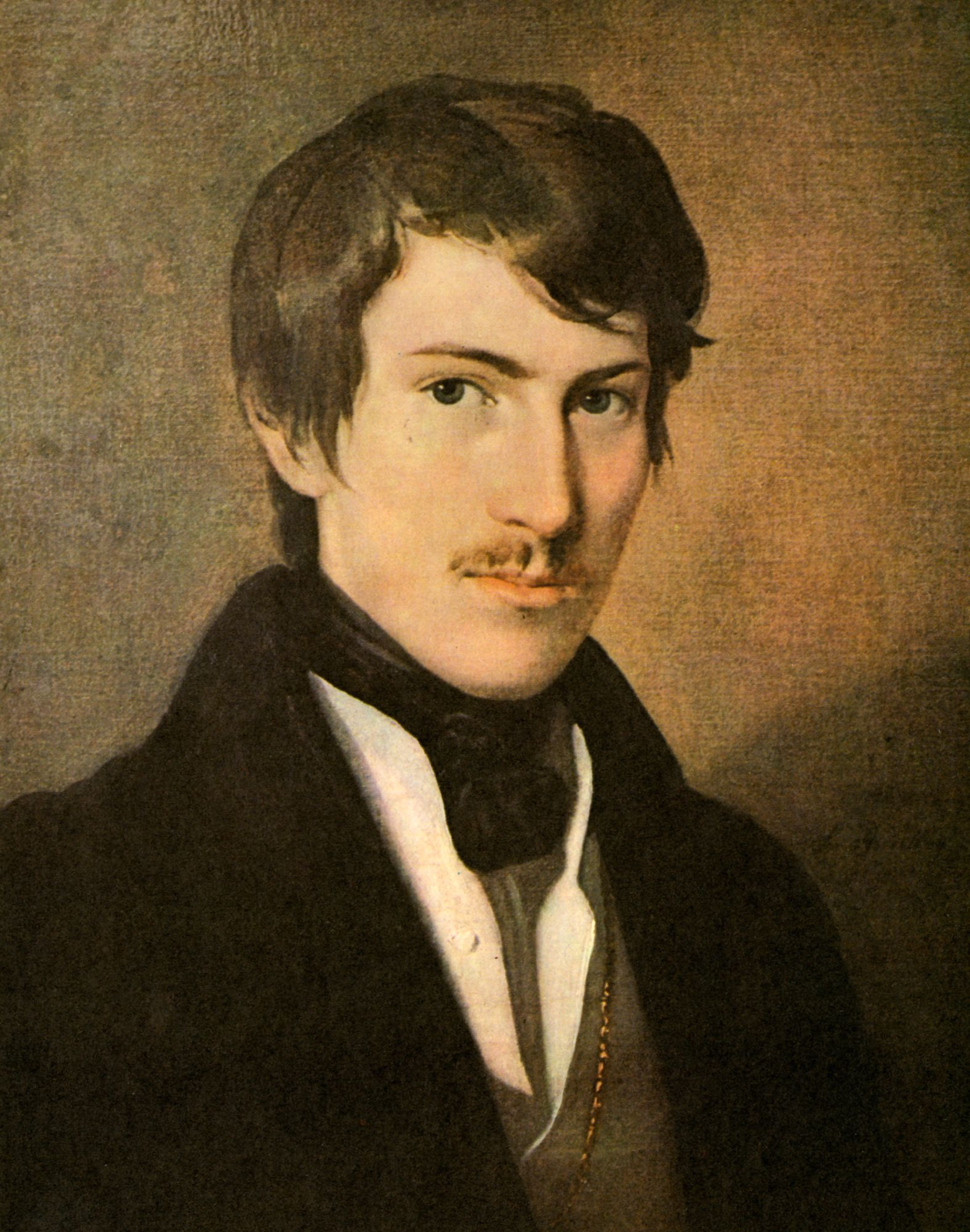
Nikolaus Lenau
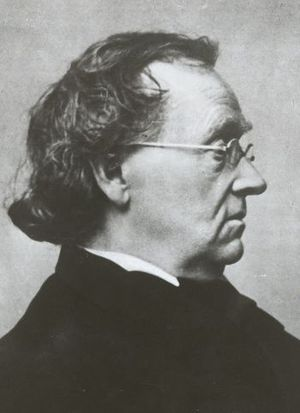
Eduard Mörike
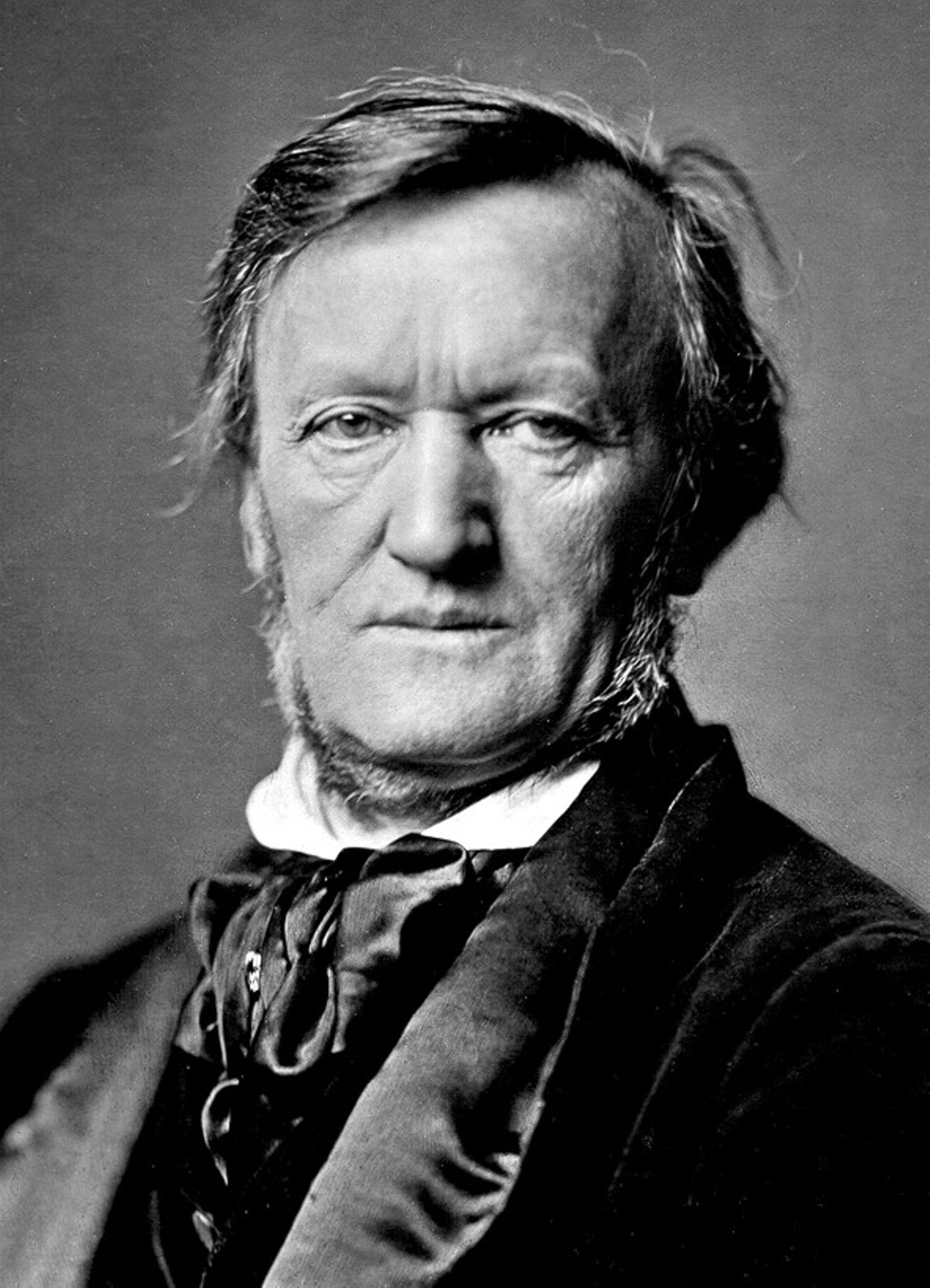
Richard Wagner

Z představitelů německého pozdního romantismu lze jmenovat dramatika Huga von Hofmannsthala (1874–1929), autora lyrických veršovaných dramat Smrt Tizianova (1892, Der Tod des Tizian), Blázen a smrt (1894, Der Tor und der Tod), Elektra (1904) a libret k operám Richarda Strausse Elektra (1909), Růžový kavalír (1910, Der Rosenkavalier) a Ariadna na Naxu (1913, Ariadne auf Naxos).

### Francouzská literatura

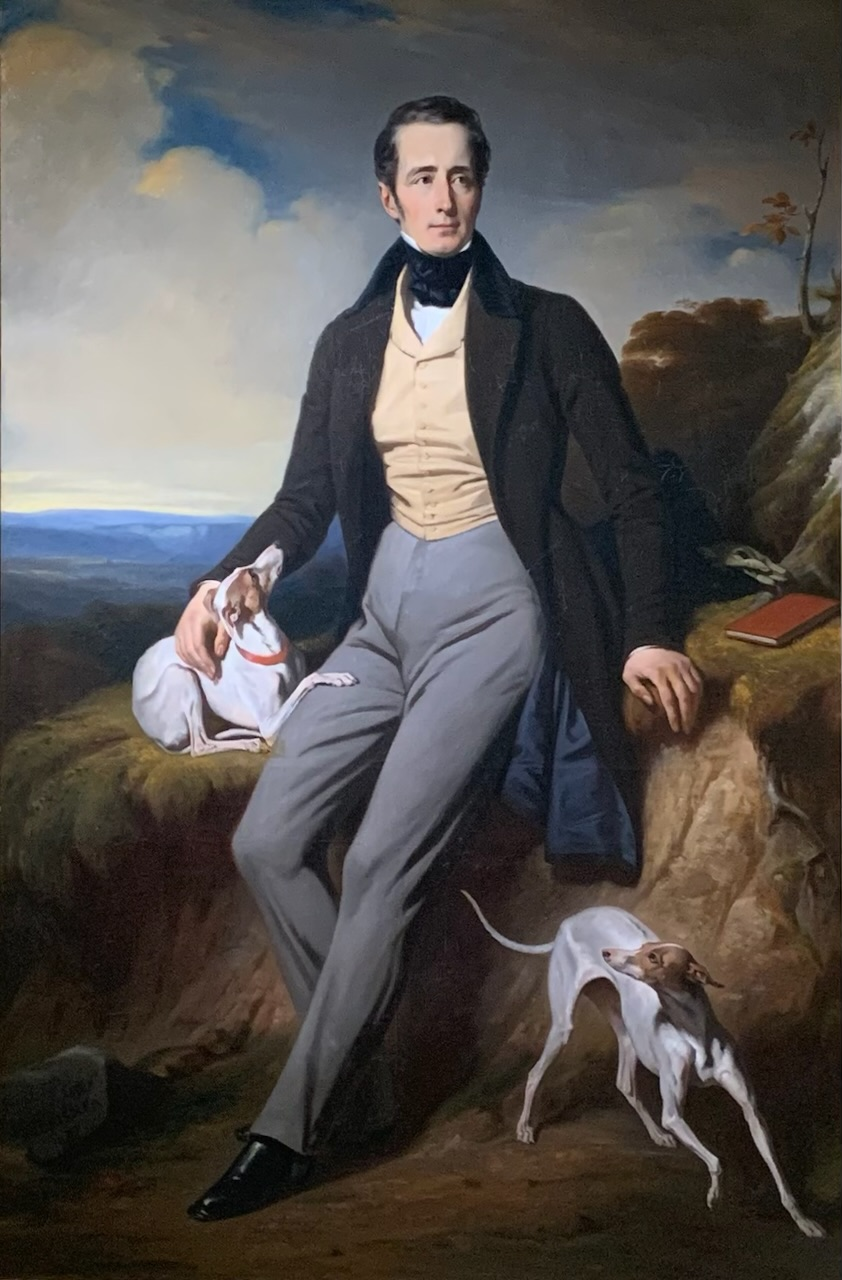
Alphonse de Lamartine

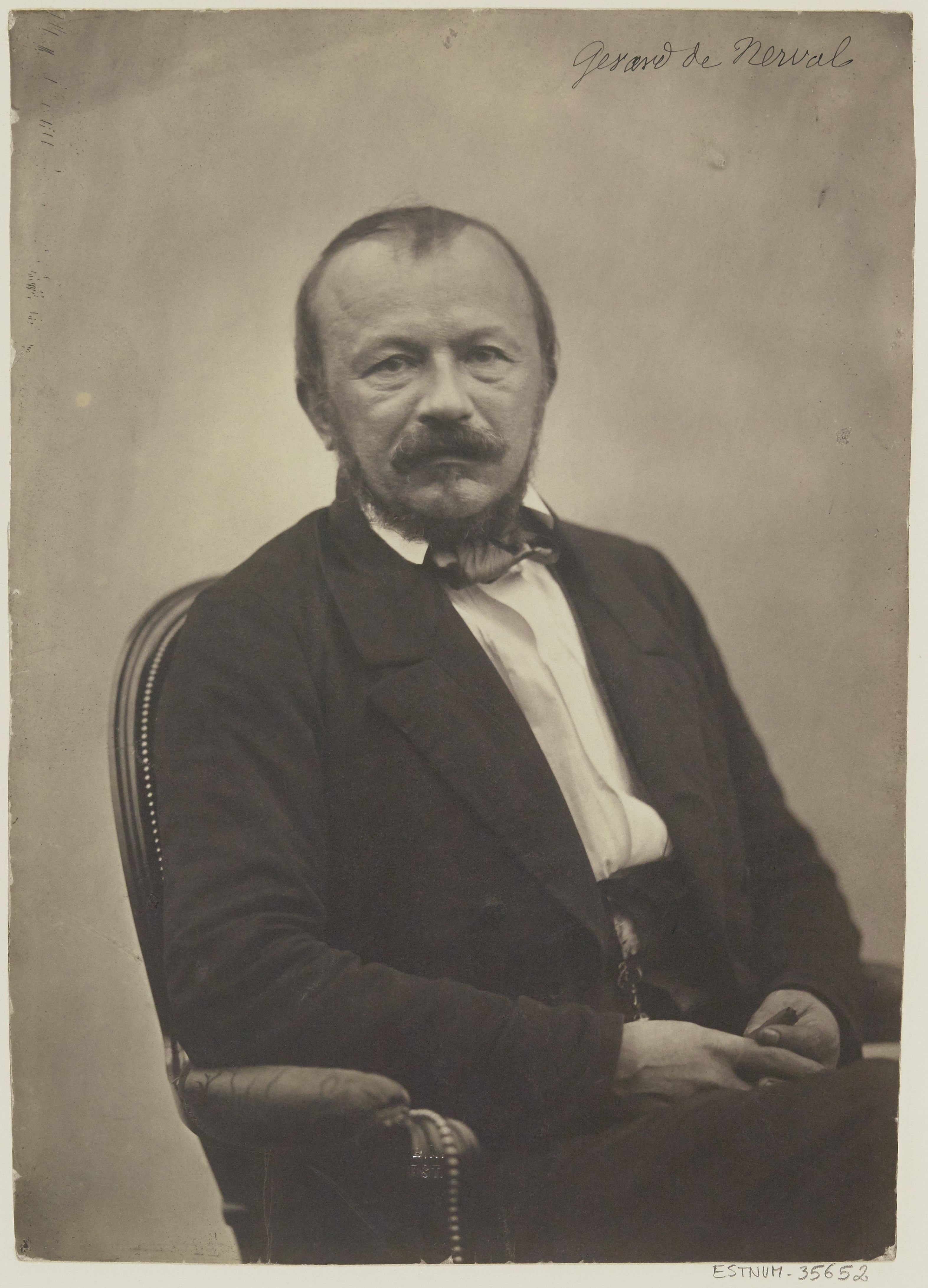
Gérard de Nerval

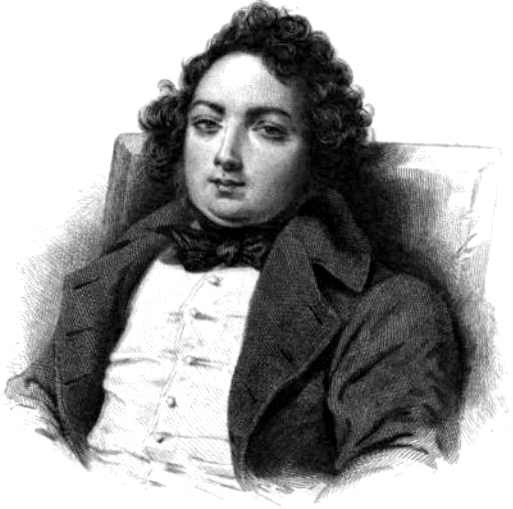
Jules Janin

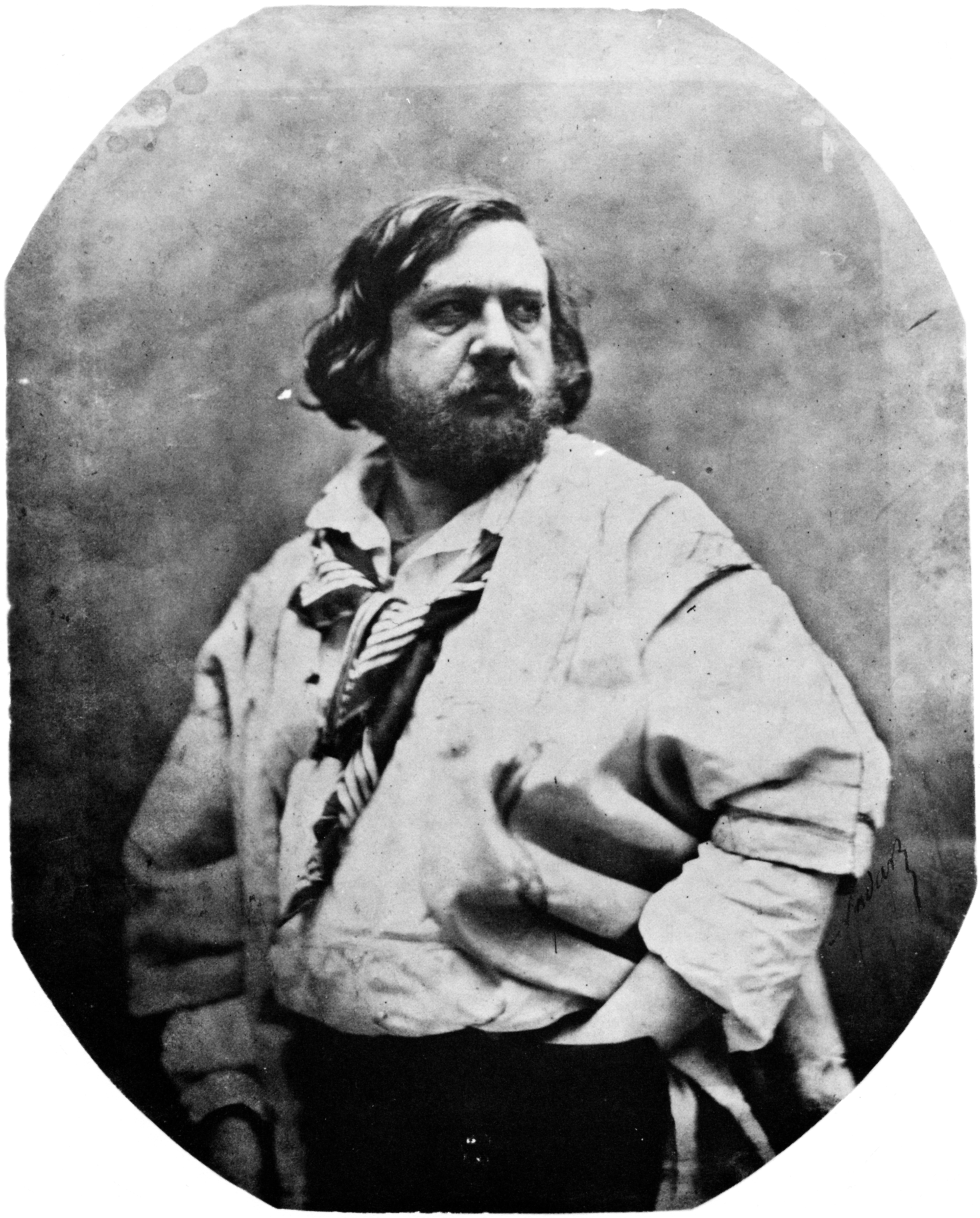
Théophile Gautier

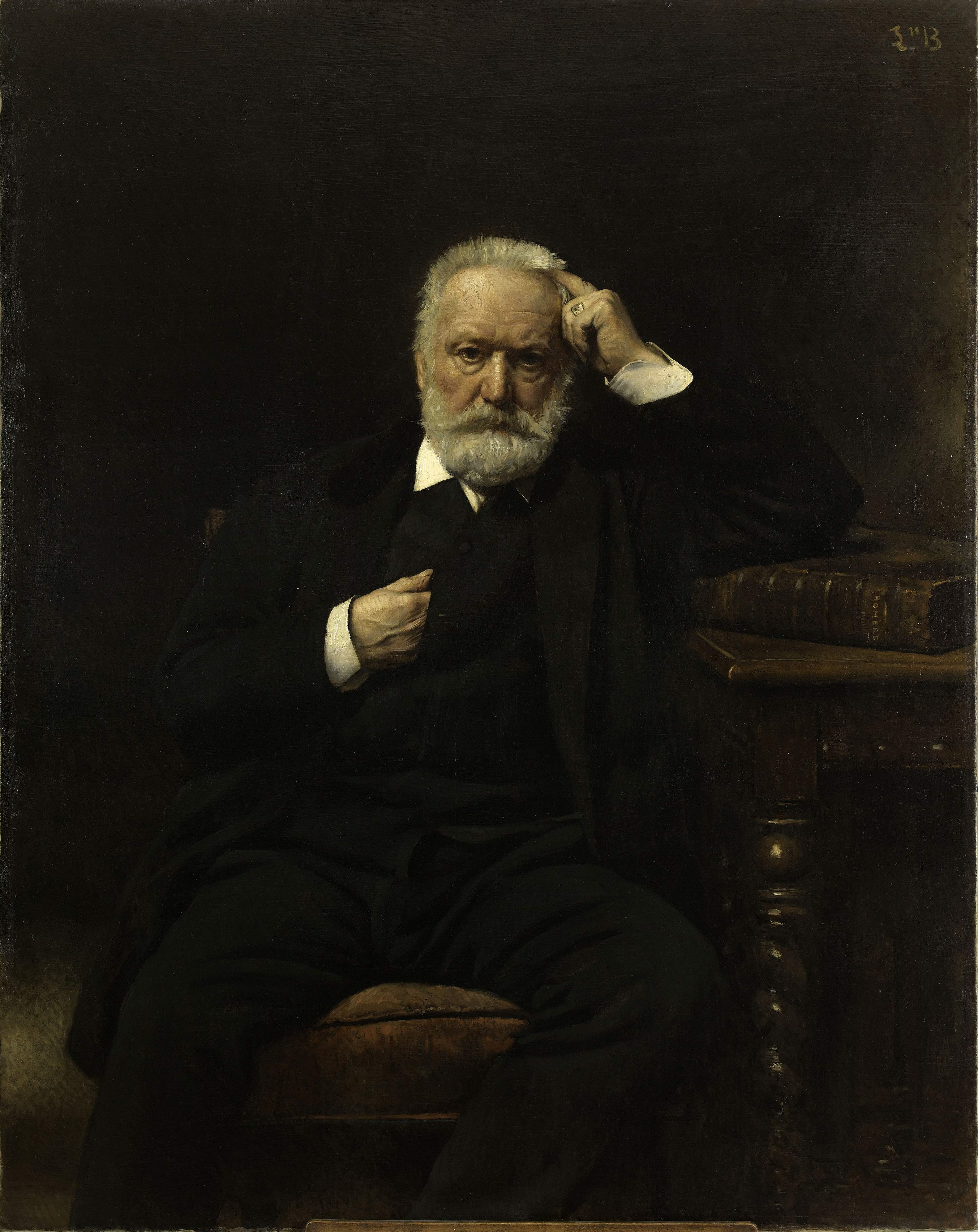
Victor Hugo

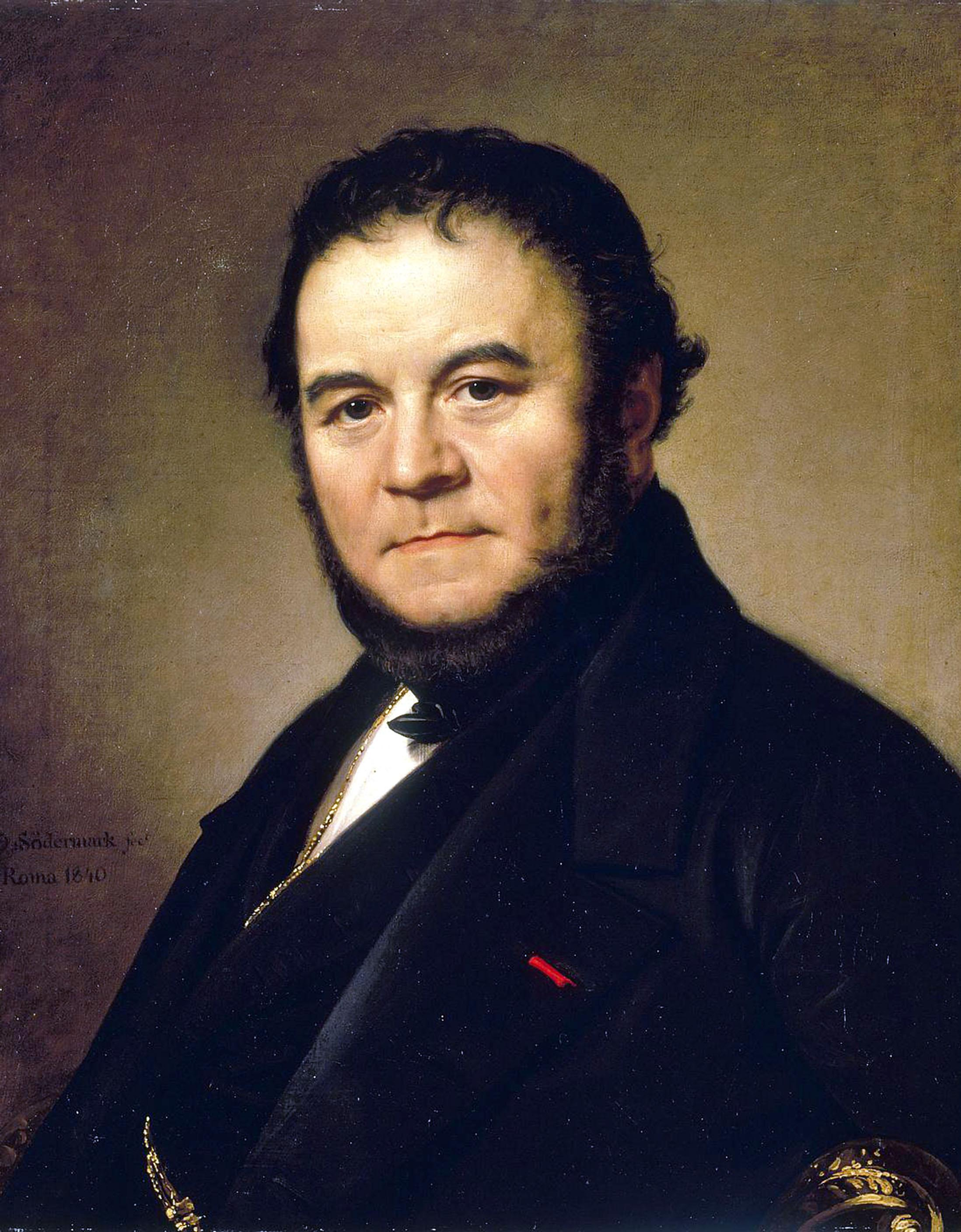
Stendhal

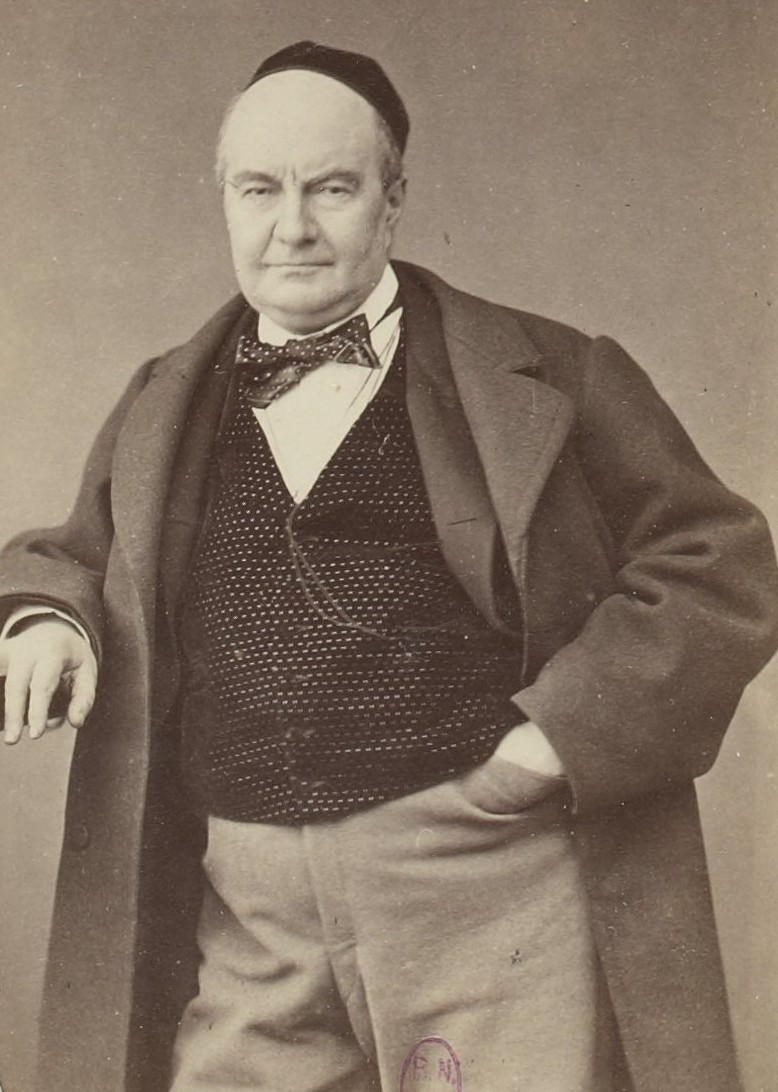
Charles Augustin Sainte-Beuve.jpg

První fáze francouzského romantismu se datuje do let 1815 až 1830 (rok 1815, který je koncem vlády Napoleona I., je tradičně považován také za konec období pozdního klasicismu, tzv. empíru). Romantické tendence ve francouzské literatuře lze vystopovat sice již v díle preromantiků (především jde o Jeana-Jacquese Rousseaua a Françoise Reného de Chateaubrianda), ale teprve toto období se vyznačuje vášnivými spory mezi zastánci a odpůrci romantických snah. Postupné vítězství romantismu lze dokumentovat třemi základními událostmi:
- vydání Básnických meditací (1820, Méditations poétiques) od Alphonsa de Lamartina (1790–1869), sbírky inspirované smrtí milované bytosti (Lamartine je tak považován za prvního francouzského romantického básníka),
- vydání dramatu Victora Huga Cromwell (1827), jehož předmluva je dodnes chápána jako manifest francouzského romantismu,
- „dobytí“ oficiální bašty francouzského klasicismu, scény Comédie-Française uvedením dramatu Victora Huga Hernani roku 1830, které zde sklidilo obrovský úspěch a znamenalo prakticky definitivní vítězství nového literárního proudu.

Významnou osobností tohoto období byl básník a prozaik Charles Nodier (1780–1844), který se významně zapsal do bojů o romantismus. Nodier vydal dvě sbírky básní, je autorem povídek s tajuplnými náměty a scházela se u něho společnost romantických básníků.
Druhá fáze francouzského romantismu po roce 1830 se vyznačuje jednak určitým odklonem od problematiky jednotlivce k problematice sociální a jednak prolínáním romantických prvků s prvky kritického realismu. V boji proti nenáviděné měšťácké společnosti si nejbouřlivěji vedli příslušníci skupiny zvané Mladá Francie, kteří dovedli romantické požadavky svobody umění a autorského subjektu ke krajnosti. K vůdčím představitelům skupiny patřili:
- básník a prozaik Gérard de Nerval (1808–1855), jehož nejvýznamnější díla vznikla v období, kdy se pohyboval na hranici šílenství a kdy u něj došlo k tomu, co nazval „přelitím snu do života skutečného“.[3] Z tohoto stavu čerpá i jeho vrcholná práce, novela Aurélie (1855, Aurélia), nebo cyklus dvanácti sonetů Chiméry (1854, Les Chimères), pro které je také považován za předchůdce symbolismu a prokletých básníků.
- Théophile Gautier (1811–1872), který se svým kultem formy, zásadou „umění pro umění“ (l'art pour l'art) a snahou po sblížení poezie s výtvarným uměním stal iniciátorem parnasismu a vůdčím představitelem celé nové generace. Dne je však znám především díky svému historickému dobrodružnému románu Kapitán Fracasse (1863, Le Capitaine Fracasse).

Největší osobností francouzského romantismu byl básník, dramatik a prozaik Victor Hugo (1802–1885). Jeho vrcholným básnickým dílem je rozsáhlý trojdílný cyklus básní o smyslu lidských dějin Legenda věků (jednotlivé části 1859, 1877 a 1883, La Légende des siècles) podávající obraz vývoje lidstva k humanitě, z dramat je kromě již zmíněných her Cromwell a Hernani možno dále uvést Král se baví (1832, Le Roi s'amuse), Ruy Blas (1838) a Torquemada (1882).
Dnes je však Hugo znám především jako romanopisec. K jeho nejznámějším románům patří Chrám Matky Boží v Paříži (1831, Notre-Dame de Paris) založený na ostrých protikladech krásy a ošklivosti a lásky a zla umístěný do středověku do období vlády Ludvíka XI., Bídníci (1862, Les Misérables), líčící krutý osud nespravedlivě odsouzeného galejníka Jeana Valjana, Dělníci moře (1866, Les Travailleurs de la Mer), jejichž děj se odehrává v prostředí drsné přírody Normanských ostrovů a který oslavuje vítězný lidský zápas s mořským živlem, Muž, který se směje (1869, L'Homme qui rit), historický román z Anglie z přelomu 17. a 18. století, a Devadesát tři (1874, Quatre-vingt-treize), ve kterém Hugo zobrazuje na osudu dvou revolucionářů, kteří tragicky hynou pro rozpory mezi věrností revoluci a osobními city, nejdramatičtější rok Velké francouzské revoluce.
K dalším představitelům francouzského romantismu patří:
- písničkář Pierre-Jean de Béranger (1780–1857), jehož satirické písně proti zpátečnickým aristokratickým snahám doby byly nadšeně přijímány a kolovaly i po konfiskacích v nesčetných opisech.
- literární kritik a historik Charles Augustin Sainte-Beuve (1804–1869).
- kritik a publicista Jules Janin (1804–1874), autor románu Mrtvý osel a gilotinovaná žena (1829, L'âne mort et la Femme guillotinée), jeden z představitelů tzv. frenetické literatury, kteří pod silným vlivem literárního díla markýze de Sade bezprostředně navázali na gotický román a ve svých dílech se snažili šokovat čtenáře drastičností, zdůrazňováním odpudivých detailů a drsných výjevů.
- Pétrus Borel (1809–1859), další z představitelů frenetické literatury, autor povídkové knihy Champavert, nemorální povídky (1833, Champavert, contes immoraux), v níž spojuje hrůzostrašné motivy s estetikou šoku.
- Stendhal, vlastním jménem Henri Marie Beyle, (1783–1842), v jehož trojici velkých románů Červený a černý (1830, Le Rouge et le Noir), Lucien Leuwen (1832–1835) a Kartouza parmská (1839, La Chartreuse de Parme) se mísí prvky romantismu a kritického realismu (hrdinové jeho knih nejsou jen obětí vlastních ideálů a vášní, ale jsou to také pokrytci, kteří pohrdají společností a neštítí se využívat ostatní ke své kariéře).
- básník a prozaik Alfred de Vigny (1797–1863) hluboce postihující rozpory jedince a odcizeného mu světa, antagonismus člověka a společnosti. Ve svém vrcholném díle, souboru novel Velikost a bída vojenského života (1835, Servitude et grandeur militaires) vyjádřil humanistický odpor k válce a ztvárnil zhoubné následky slepé poslušnosti.
- Alexandre Dumas starší (1802–1870), který v mládí významně ovlivnil vývoj francouzského dramatu, neboť jeho historická hra z roku 1829 Jindřich III. a jeho dvůr (Henri III et sa cour) bylo první romantické drama úspěšně uvedené na jeviště. Dumas se ovšem proslavil jako tvůrce pseudohistorických dobrodružných románů, z nichž jsou nejznámější Tři mušketýři (1844, Les trois mousquetaires) a Hrabě Monte Cristo (1844–1845, Le comte de Monte-Cristo) napsané společně s profesorem historie Augustem Maquetem.
- dramatik a prozaik Prosper Mérimée (1803–1870), který ve svém románu Chronique du régne de Charles IX. (1829, Kronika vlády Karla IX.) popsal epochu náboženských válek ve Francii v 16. století, ústících ve vraždění Bartolomějské noci. Známý je však především svými novelami jako je Mateo Falcone (1829), Tamango (1829), Colomba (1840) a především Carmen (1845), o nešťastné lásce vojáka Dona Josého ke krásné cikánce.
- básník, dramatik a prozaik Alfred de Musset (1810–1857), autor historického dramatu Lorenzaccio (1834), které představuje vrchol francouzského romantického divadla (příběh o rozpadu osobnosti člověka, který přestal věřit v jakékoliv hodnoty, se odehrává v renesanční Florencii a jeho hrdina proto, aby zbavil zemi tyranského vévody, předstírá, že souhlasí s jeho jednáním, ale tato maska se postupně stane jeho pravou tváří), čtyřdílného lyrického cyklu Noci (1835–1837, Les Nuits), jehož verše jsou vystavěné jako dialog básníka se svou múzou, a autobiografického románu Zpověď dítěte svého věku (1836, Confession d'un enfant du siècle), který líčí stav stálé citové prázdnoty, jež se stala životním pocitem celé jedné mladé generace uprostřed měšťácké společnosti po pádu Napoleona a do kterého se promítla autorova nešťastná láska ke spisovatelce George Sandové.
- spisovatelka a první velká feministka George Sandová (1804–1876), která se ve svých románech soustředila především na otázku společenského postavení žen a stala se tak bojovnicí za práva na jejich citový život – např. Valentina (1832, Valentine), Consuela (1842, Consuelo), Jana (1844, Jeanne) a další.

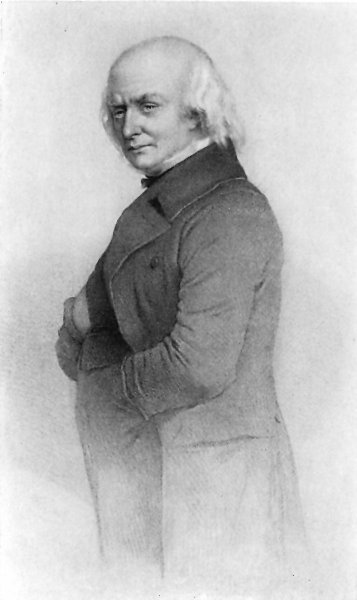
Pierre-Jean de Béranger
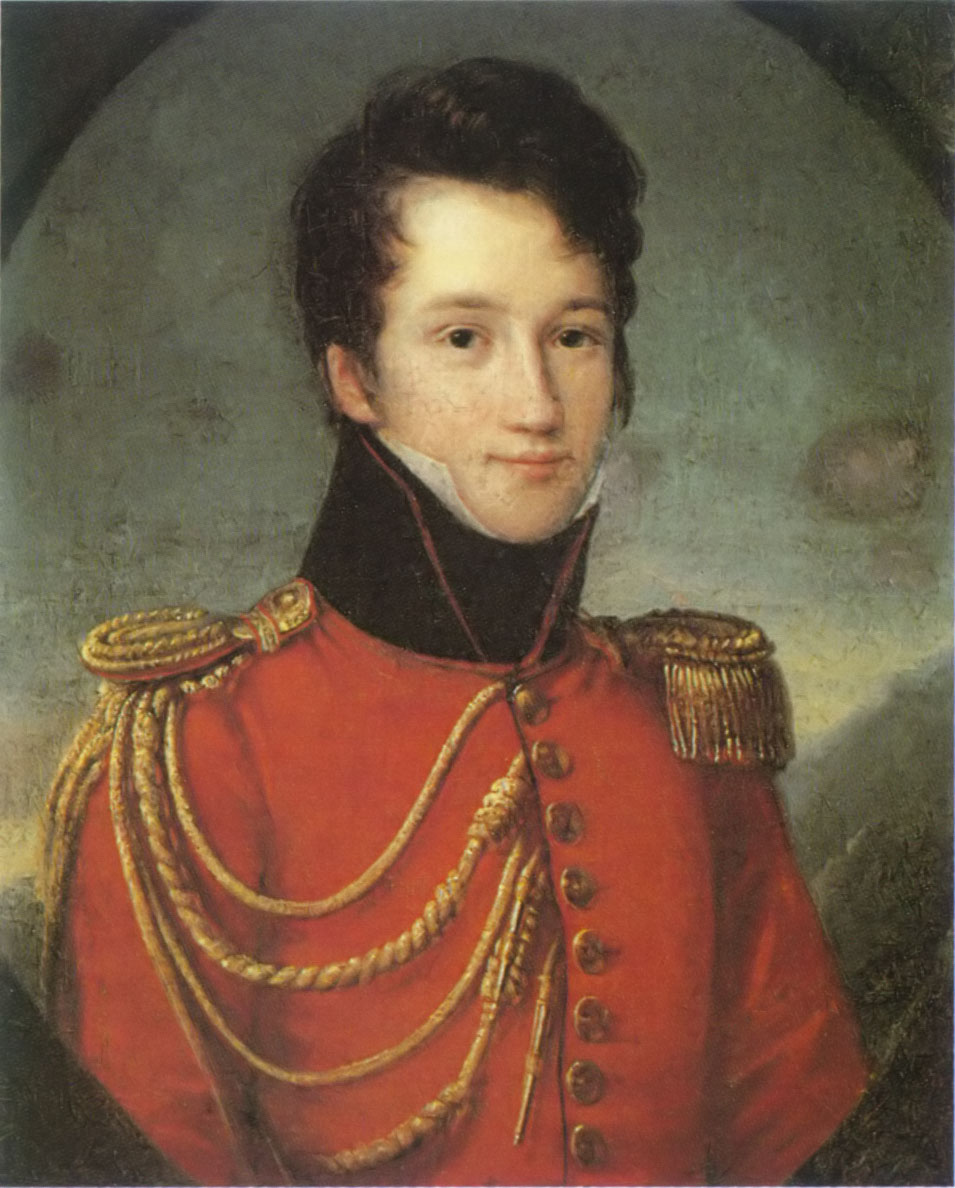
Alfred de Vigny
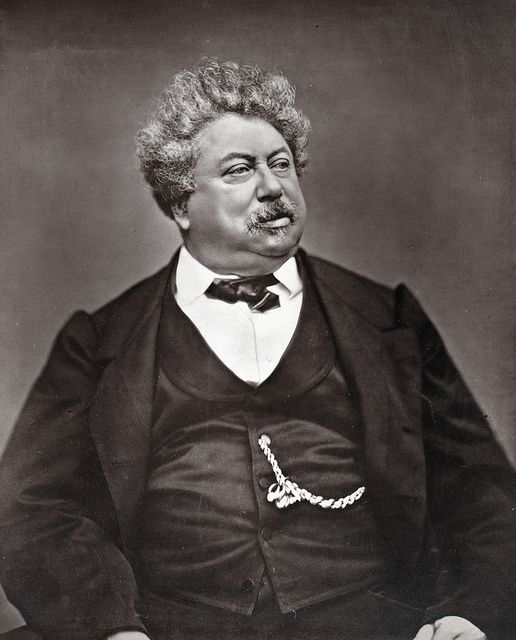
Alexandre Dumas starší
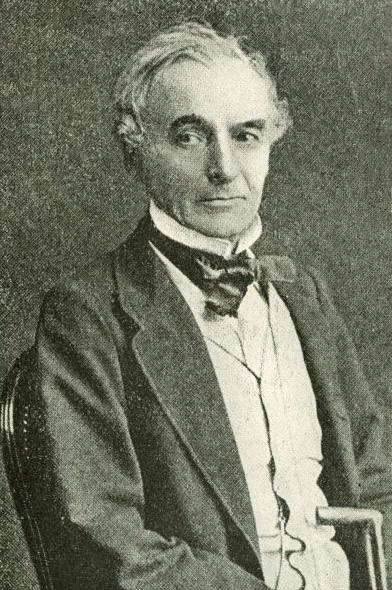
Prosper Mérimée
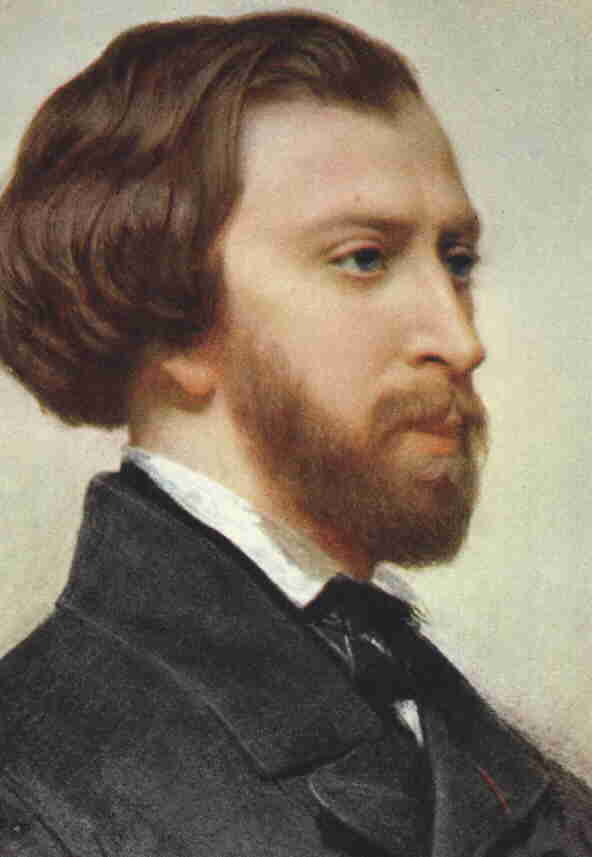
Alfred de Musset
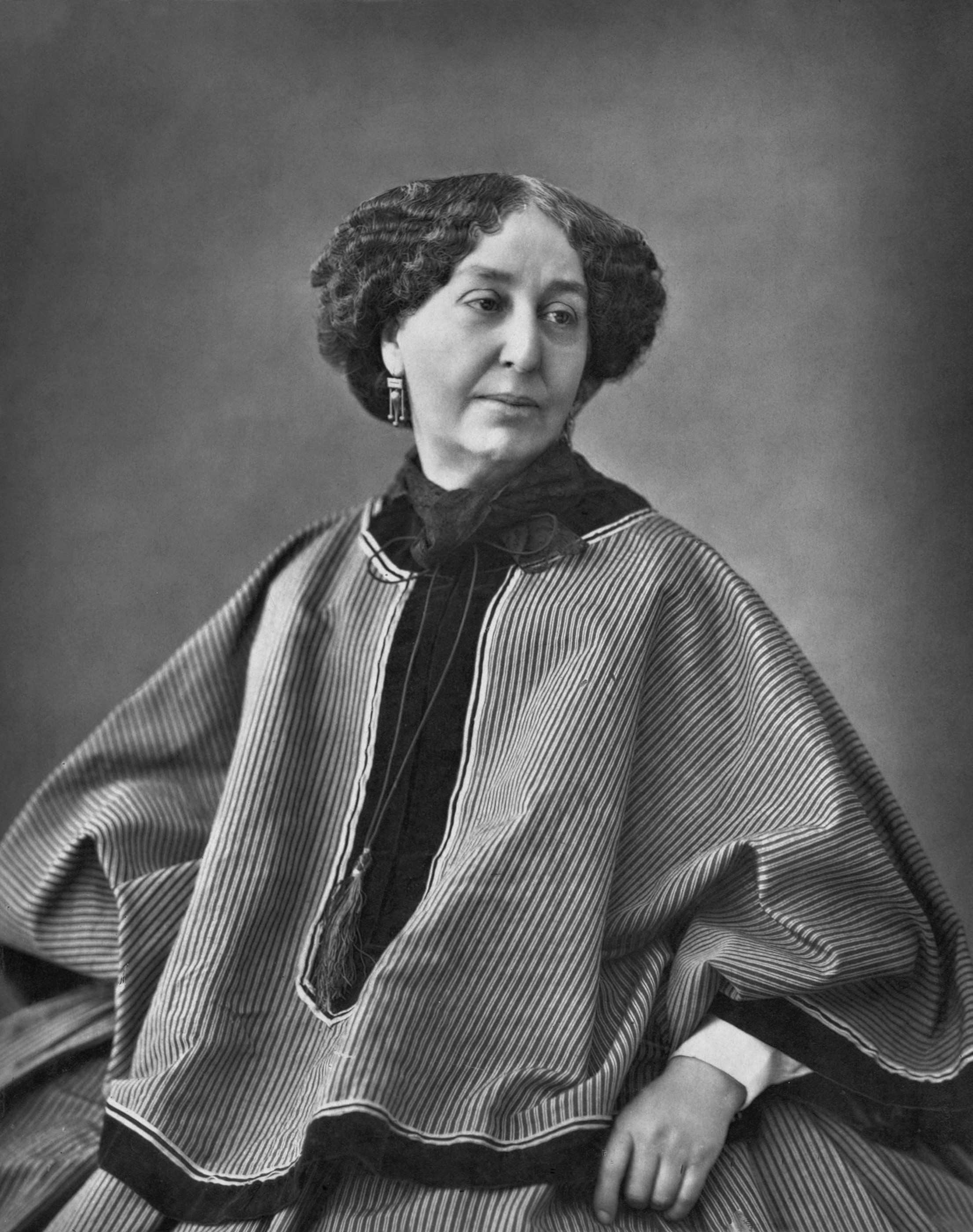
George Sandová

Z romantismu vyšlo celé hnutí parnasistů, jehož vrcholným představitelem byl básník Leconte de Lisle (1818–1894), a také tzv. prokletí básníci počínaje Charlesem Baudelairem 1821–1867 a jeho sbírkou básní Květy zla (1857, Les Fleurs du mal).
Z představitelů pozdního francouzského romantismu je nutno jmenovat dramatika a básníka Edmonda Rostanda (1868–1918), autora slavného veršovaného dramatu Cyrano z Bergeracu (1897, Cyrano de Bergerac).

### Italská literatura

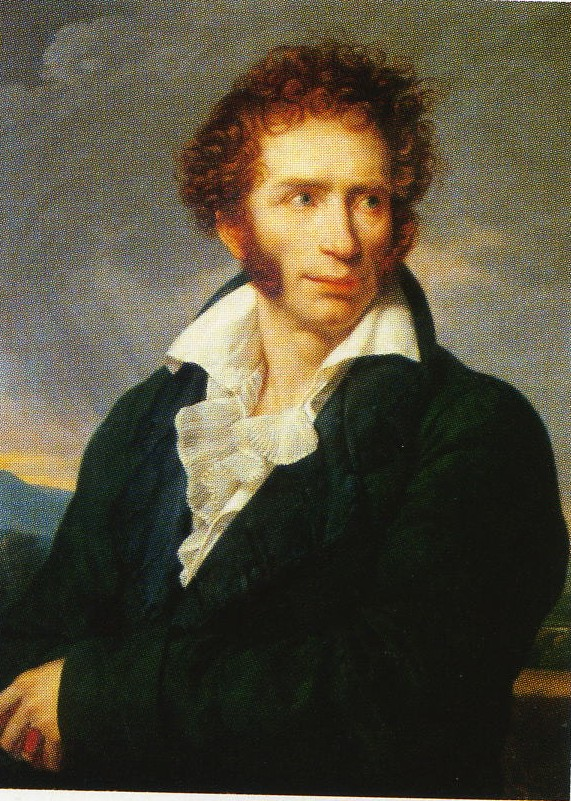
Ugo Foscolo

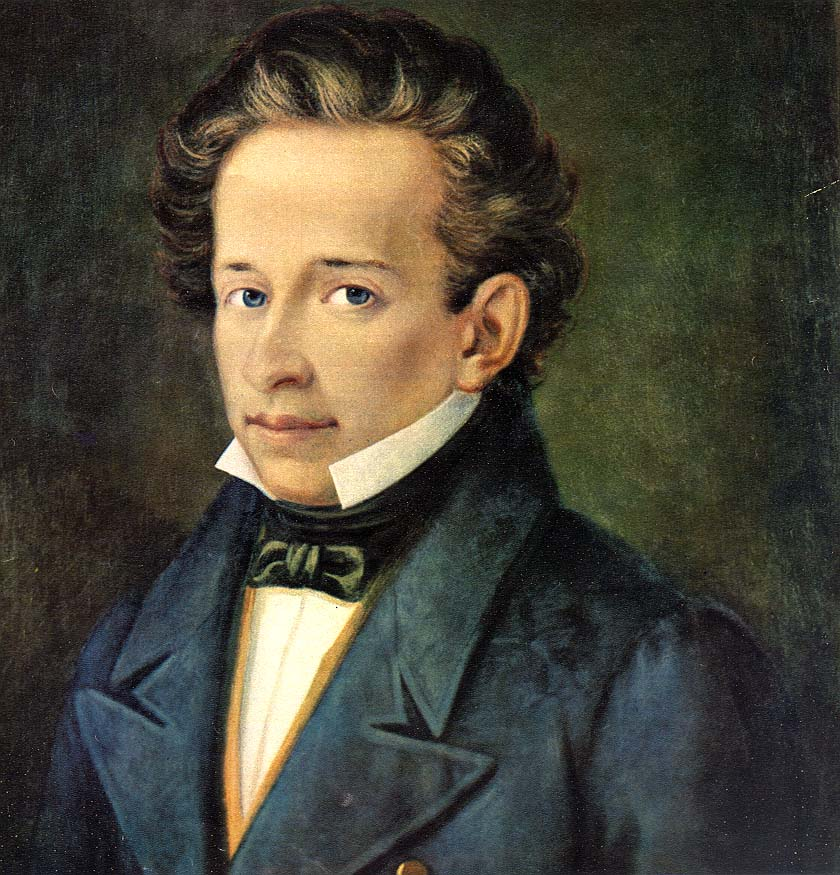
Giacomo Leopardi

K iniciátorům italského romantismu patří např. prozaik, básník, kritik a publicista Ugo Foscolo (1778–1827), řazený často ještě k preromantikům, z jehož díla je nejznámější román Poslední dopisy Jakuba Ortise (1798–1802, Ultime lettere di Jacopo Ortis), který je současně vlasteneckou elegií i psychologickou analýzou lásky.
Vrcholným představitelem italského romantismu je nejvýznamnější italský básník 19. století Giacomo Leopardi (1798–1837), jehož tvorba se vyznačuje pesimismem a tragickou osamělostí, současně však i hrdou titánskou výzvou odmítané soudobé realitě, nepřátelskému osudu i samotné přírodě. Jeho pesimismus (zprvu tzv. pesimismus historický, tj. rousseauovské přesvědčení, že civilizace vzdálila člověka od původně šťastného stavu), přešel později v tzv. pesimismus kosmický, tj. názor, že příčina lidského neštěstí tkví v samé podstatě přírody a vesmíru, netečných k lidským osudům) nevyúsťuje však v rezignaci, ale v požadavek lidské solidarity ve společném boji s macešskou přírodou. S touto jeho filozofií se setkáme např. v Morálních dílkách (Operette morali) započatých v roce 1824 a vydaných poprvé v roce 1827. Leopardiho celoživotní básnické dílo je uloženo ve sbírkách Písně, (1824, Canzoni), Verše (1826, Versi) a Zpěvy (1831–1837, I Canti).
K dalším představitelů italské romantiky patří:
- Carlo Porta (1775–1821), básník píšící v milánském dialektu vycházejícím z lombardštiny.
- Alessandro Manzoni (1785–1873), básník, prozaik a dramatik, jehož básně – např. Posvátné hymny (1812–1822, Inni sacri), historické tragédie – např. Hrabě z Carmagnoly (1819, Il conte di Carmagnola) a zejména historický román Snoubenci (1822, I Promessi sposi) realizovaly ideu literatury jako nástroje společenského boje za osvobození a sjednoceni země.
- Silvio Pellico (1789–1854) dramatik, básník a prozaik, autor tragédií a pamětí z jeho věznění na Špilberku.
- Tommaso Grossi (1791–1853), básník a prozaik píšící v duchu romantického sentimentalismu.
- Giuseppe Mazzini (1805–1872), vlastenec, filozof, právník a politik, jeden z mužů, kteří pod vedením Giuseppe Garibaldiho pomohli vybudovat moderní italský stát.

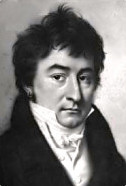
Carlo Porta
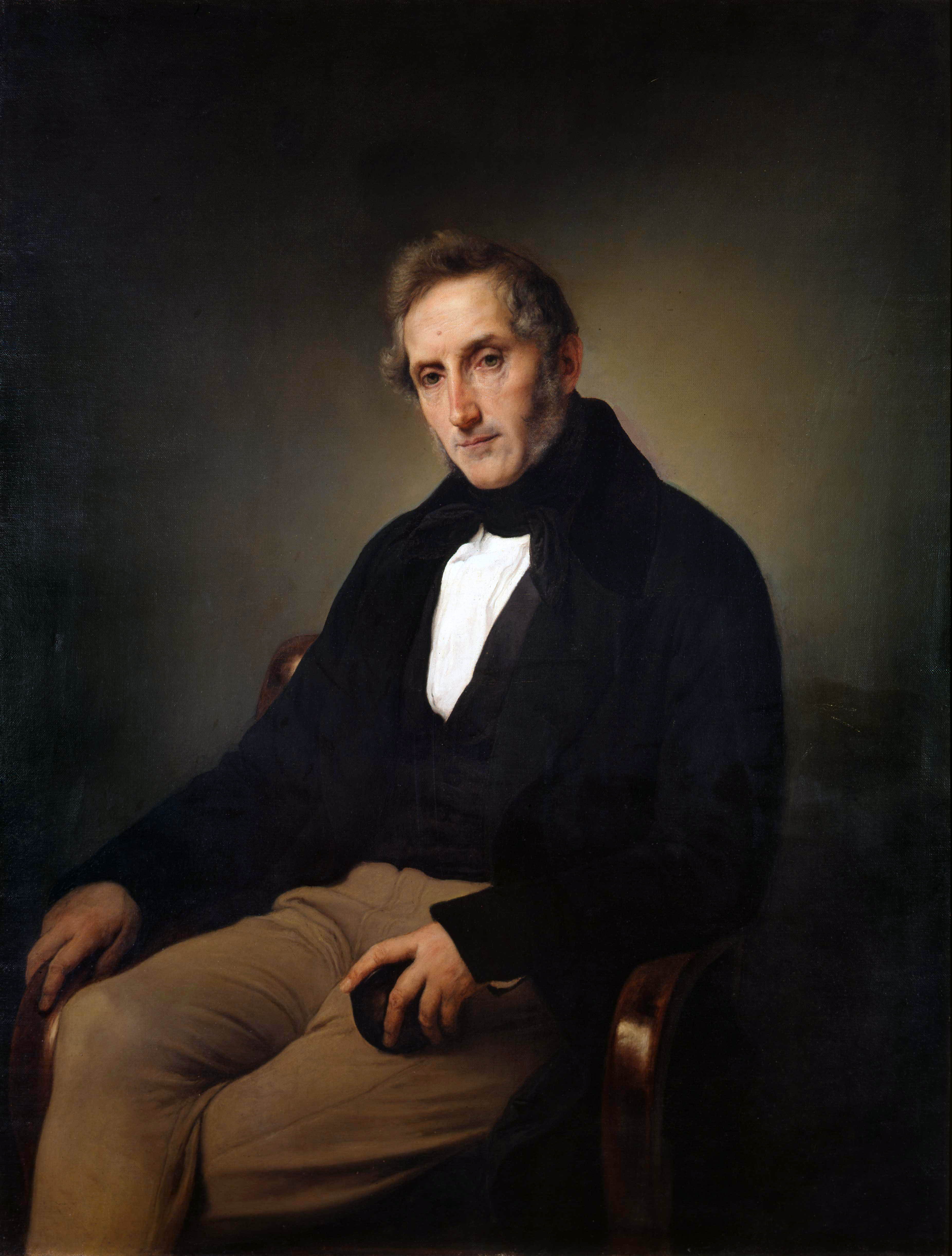
Allesando Manzoni
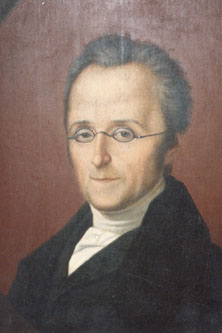
Silvio Pellico
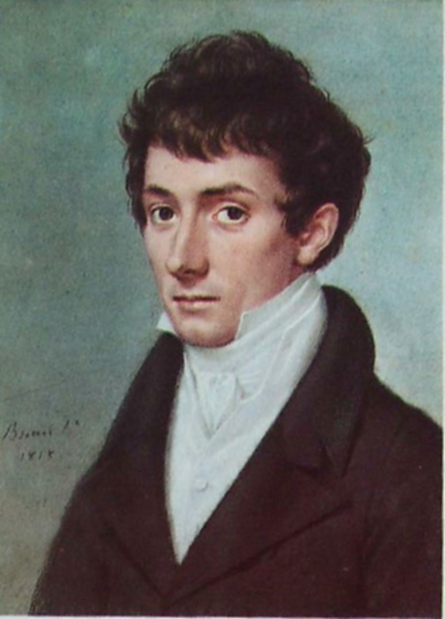
Tommaso Grossi
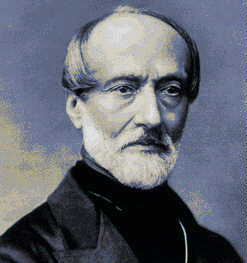
Giuseppe Mazzini

### Ruská literatura

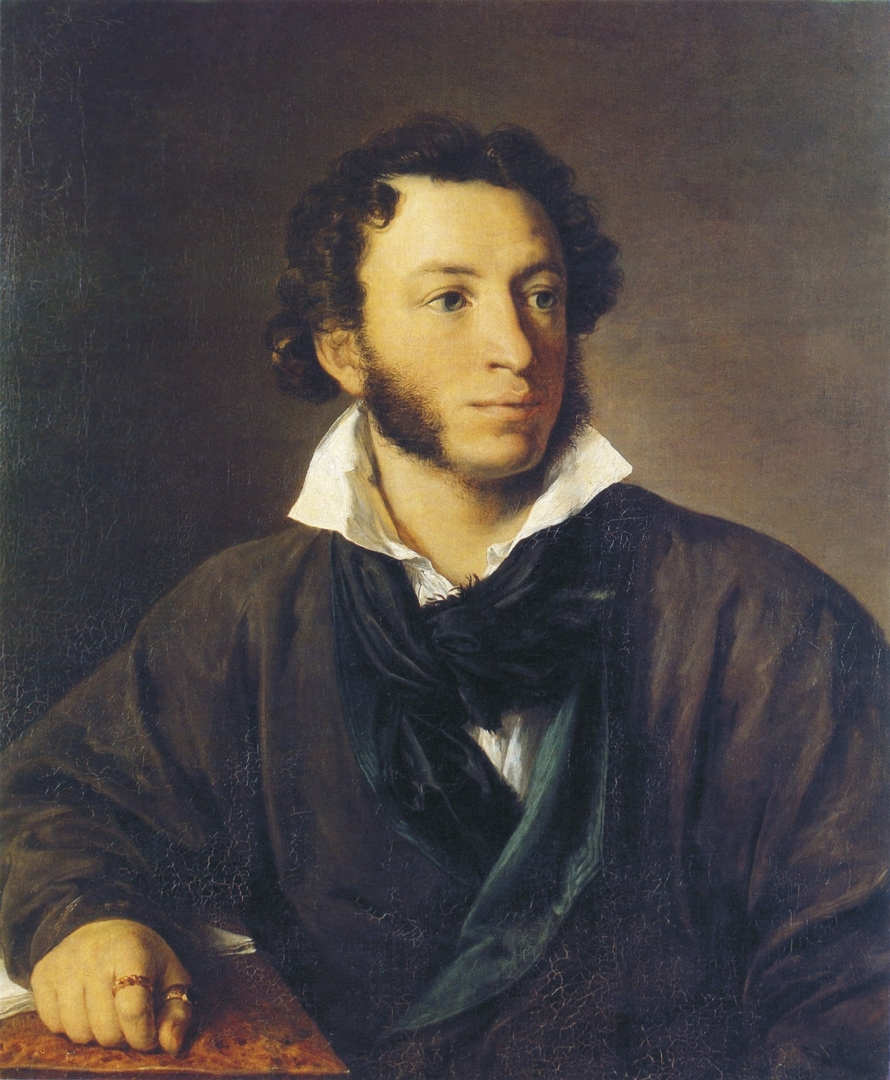
Alexandr Sergejevič Puškin

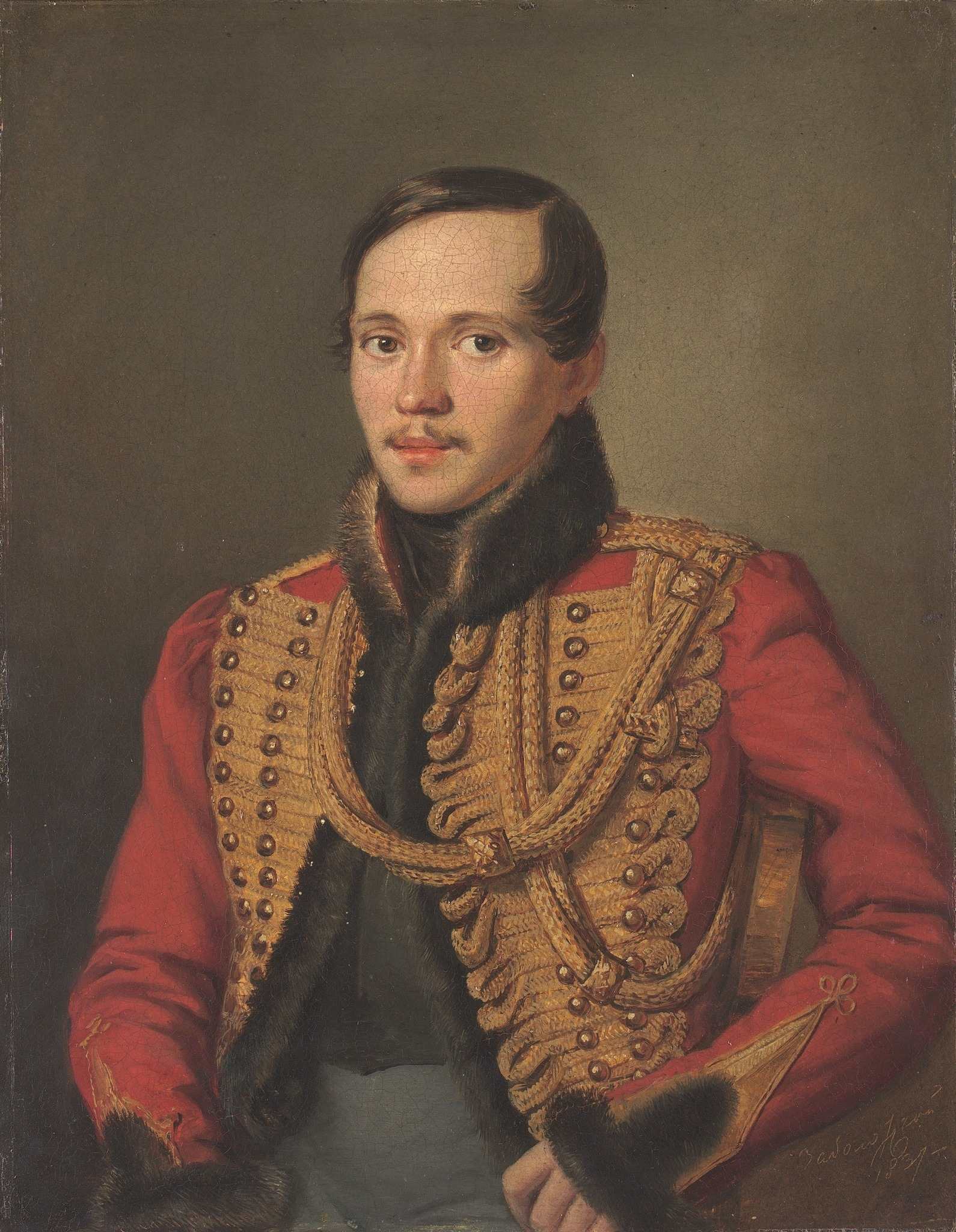
Michail Jurjevič Lermontov

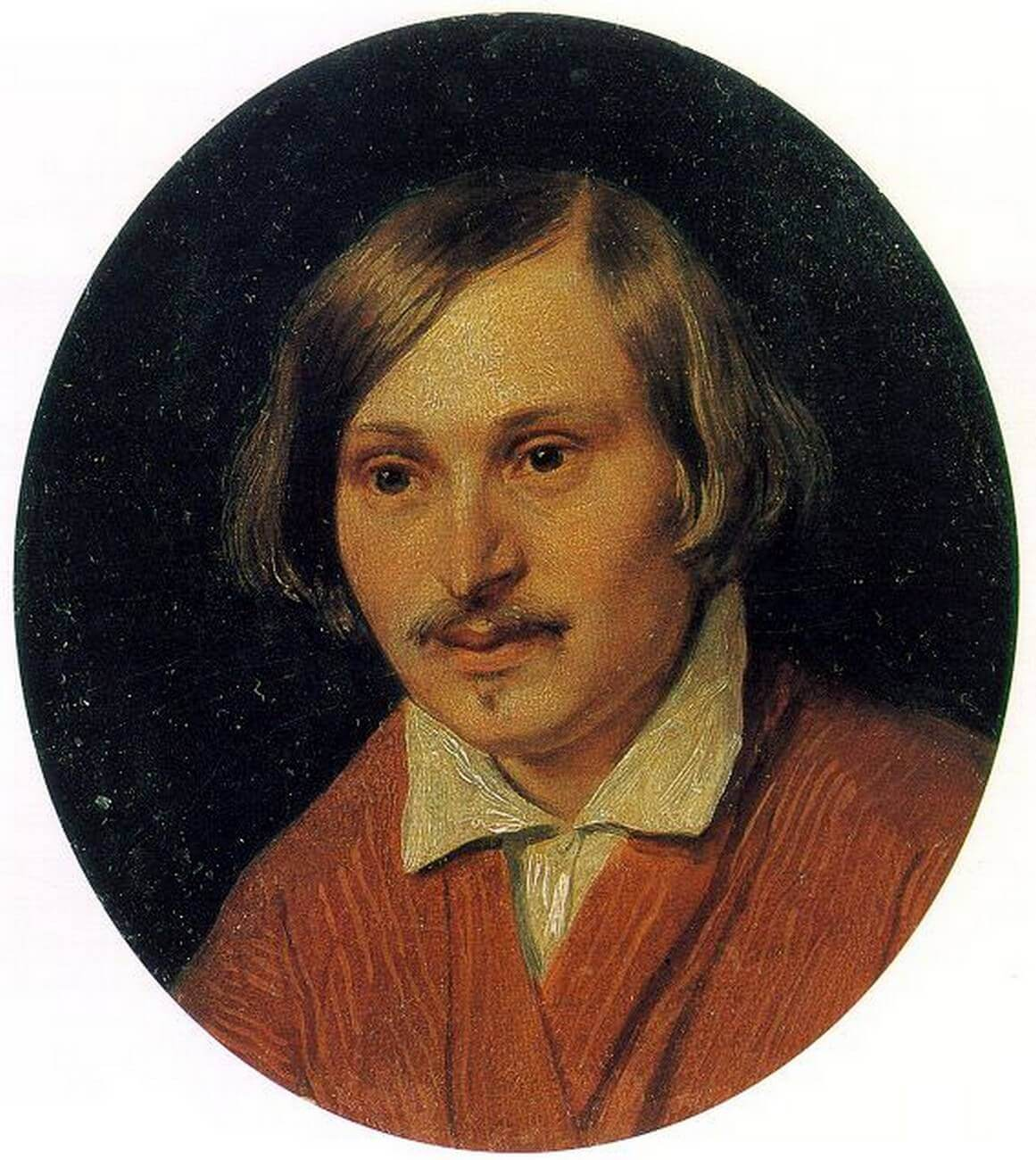
Nikolaj Vasiljevič Gogol

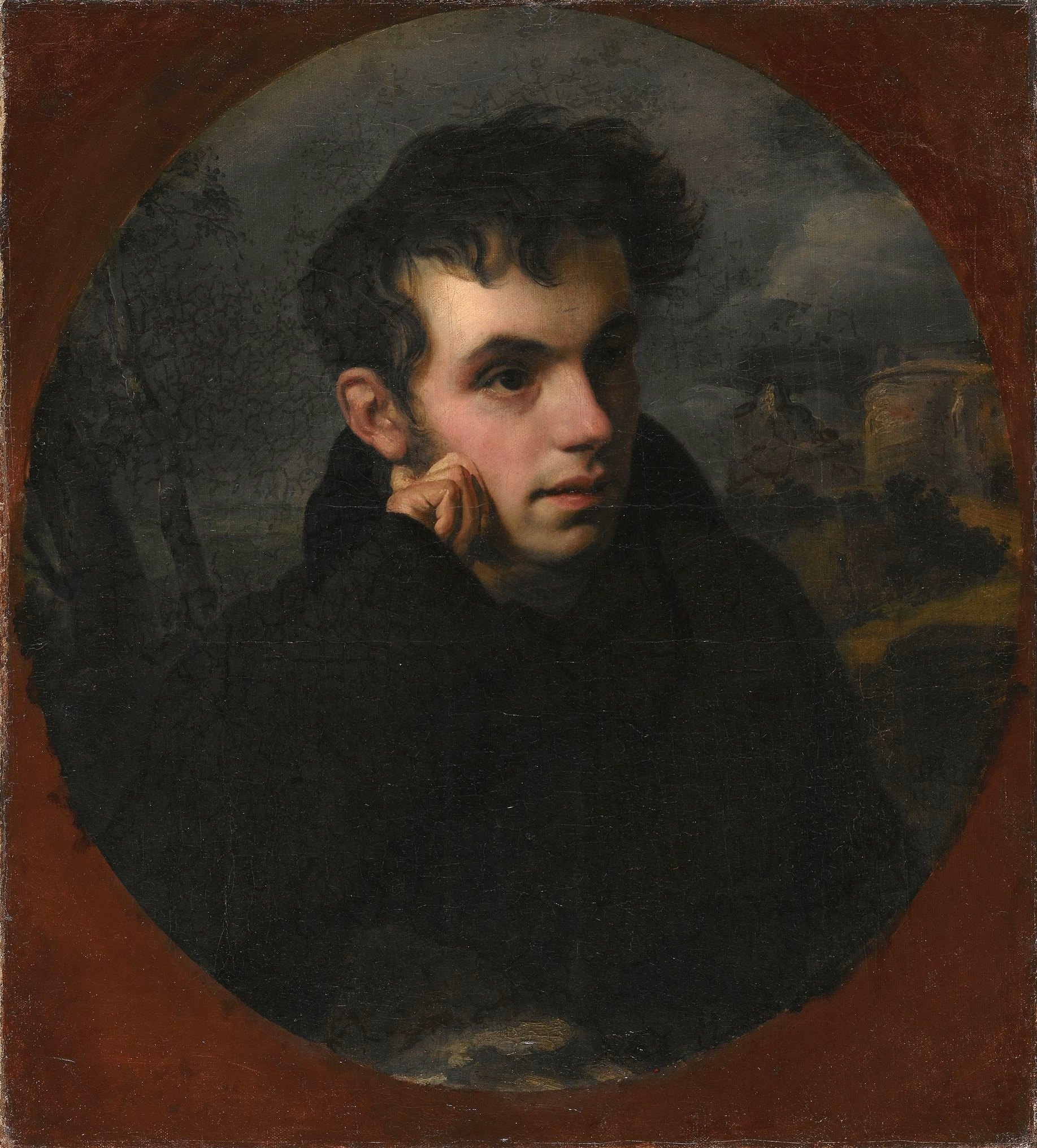
Vasilij Andrejevič Žukovskij

Alexandr Sergejevič Gribojedov

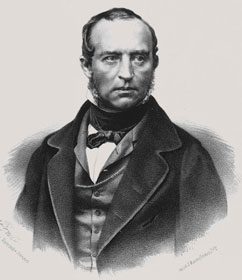
Vladimir Fjodorovič Odojevskij

Romantismus přinesl ruské literatuře postavení jedné z nejvýznamnějších národních literatur v Evropě. Je tomu tak především díky tvorbě Alexandra Sergejeviče Puškina (1799–1837), považovaného za největšího ruského básníka vůbec. Puškin vyšel z preromantismu, postupně však stále více inklinoval k byronovským romantickým tématům a stal se zakladatelem novodobé ruské literatury. Ve své rozsáhlé tvorbě vytvářel zakladatelská díla ruského literárního romantismu ve všech žánrových oblastech. Psal lyricko-epické poemy – např. Ruslan a Ludmila (1817–1820, Руслан и Людмила), Kavkazský zajatec (1821, Кавказский пленник), Bachčisarajská fontána (1823, Бахчисарайский фонтан), Cikáni (1824, Цыганы), Poltava (1829, Полтава) a Měděný jezdec (1833, Медный всадник), divadelní hry – např. historické drama Boris Godunov (1825, Борис Годунов), povídky a novely – např. Povídky nebožtíka Ivana Petroviče Bělkina (1831, Повести покойного Ивана Петровича Белкина), Piková dáma (1833, Пиковая дама) nebo Kapitánská dcerka (1836, Капитанская дочка), lyrickou poezii a veršované pohádky – např. Pohádka o caru Saltánovi (1831, Сказка о Царе Салтане). Jeho vrcholným dílem je román ve verších Evžen Oněgin (1825–1837, Евгений Онегин), jehož tragikomický hrdina poprvé v ruském písemnictví ztělesňuje tzv. zbytečného člověka.
Na Puškinovo dílo navázal druhý významný ruský romantický básník Michail Jurjevič Lermontov (1814–1841). První větší uznání získal za svou elegii Smrt básníka (Смерть поэта), kterou vydal roku 1837 poté, co byl Puškin smrtelně raněn v souboji (stejný osud pak postihl Lermontova o čtyři roky později). Lermontov je především autorem veršované tragédie lásky, žárlivosti a msty Maškaráda (1836, Маскарад), románu Hrdina naší doby (1840, Герой нашего времени) o cynickém bohémovi bez jasného životního cíle (dalším typ tzv. zbytečného člověka v ruské literatuře) a poémy Démon (1842, Демон), považované za druhý největším počin ruského romantismu hned po Puškinově Oněginovi (Démon je padlý anděl, který musí pykat za svou vzpouru proti Bohu, ve své opuštěnosti se zamiluje do smrtelné gruzínské princezny Tamary, ta však po jeho polibku umírá).
Největším prozaikem ruského romantismu, zahajující však již i tvorbu realistickou, byl Nikolaj Vasiljevič Gogol (1809–1852) spojující ve svém díle reálný a fantaskní svět pro zobrazení odlidštěných společenských vztahů. Je autorem povídek s lidovými náměty z ukrajinské folklórní tvorby Večery na samotě u Dikaňky (1831–1832, Вечера на хуторе близ Диканькн) a Mirgorod (1835, Миргород), fantastických povídek s petrohradskou tematikou Petrohradské povídky (1835–1842, Петербургские повести), satirické komedie Revizor (1836, Ревизор) a románu Mrtvé duše (1842, Мёртвые души) s pikareskní kompozicí přerůstající v nadreálnou grotesku.
K dalším představitelů ruského romantismu patří:
- lyričtí básníci Vasilij Andrejevič Žukovskij (1783–1852), Konstantin Nikolajevič Baťuškov (1787–1855), Jevgenij Abramovič Baratynskij (1800–1844) a Fjodor Ivanovič Ťutčev (1803–1873),
- básník a dramatik Pavel Alexandrovič Katenin (1792-1853), odmítající uhlazenou preromantickou poezii a hledající oporu v lidové epice.
- revoluční básník Kondratij Fjodorovič Rylejev (1795–1826), který byl popraven jako jeden z vůdců děkabristického povstání z roku 1825,
- prozaici Antonij Pogorelskij 1787–1836 (vlastním jménem Alexej Alexejevič Perovskij), píšící fantastické, groteskně laděné povídky dokládající hoffmanovský vliv na ruskou literaturu – např. Večery s panem Dvojníkem (1828, Двойник, или Мои вечера в Малороссии), Alexandr Alexandrovič Bestužev-Marlinskij (1797–1837), autor exotických novel s historickými a fantaskními syžety, Alexandr Fomič Veltman (1800–1870) píšící bizarní, mravoličné a dobrodružné prózy ozdobené vypravěčskou ornamentikou – např. Lunatik (1836, Лунатик) nebo Salomea (1846, Саломея), Osip Ivanovič Senkovskij (1800–1858), autor fantastických satirických novel – např. Fantastická putování barona Brambeuse (1833, Фантастические путешествия Барона Брамбеуса) a žurnalista Fadděj Věnědiktovič Bulgarin (1789–1859). původem Polák, zakladatel mravně-satirického románu předjímajícího Gogolovy Mrtvé duše a jeden z prvních autorů ruské vědeckofantastické literatury.
- diplomat a dramatik Alexandr Sergejevič Gribojedov (1795–1829), autor veršované komedie Hoře z rozumu (1824, Горе от ума) vyznačující se krutou, smutnou a hořkou satirou na mravně devastovanou a podlézavou společnost bez pevného vnitřního přesvědčení a postoje,
- filozof, spisovatel a hudební kritik Vladimir Fjodorovič Odojevskij (1804–1869), jehož vrcholným dílem je cyklus filozoficky laděných besed Ruské noci (1844, Русские ночи) o skryté i zjevné podstatě pozemských i nadpřirozených jevů a o smyslu lidského počínání,
- básník Alexej Vasiljevič Kolcov (1809–1842), autor písní a dum vycházejících z lidové poezie.

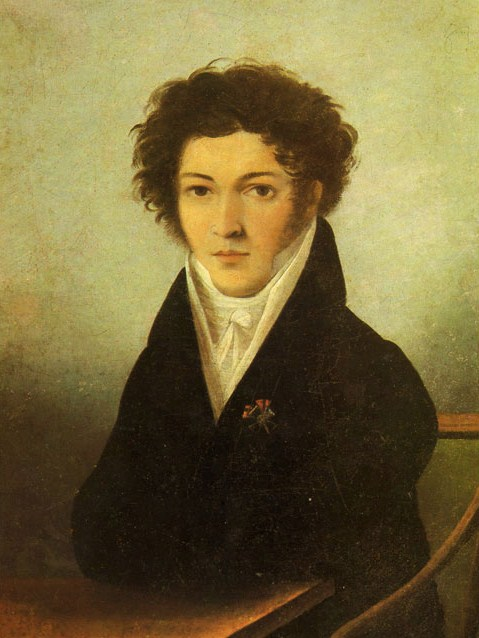
Konstantin Nikolajevič Baťuškov
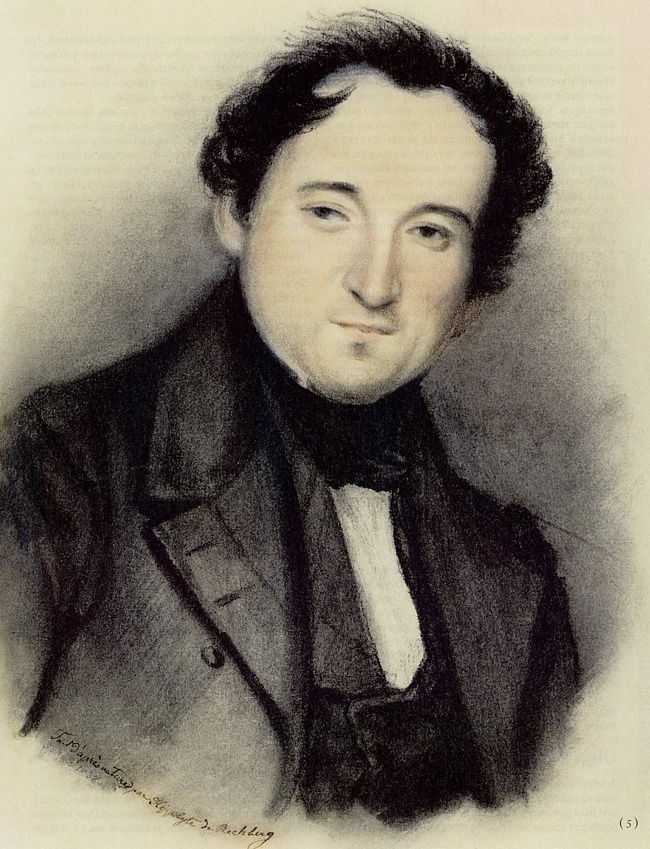
Fjodor Ivanovič Ťutčev
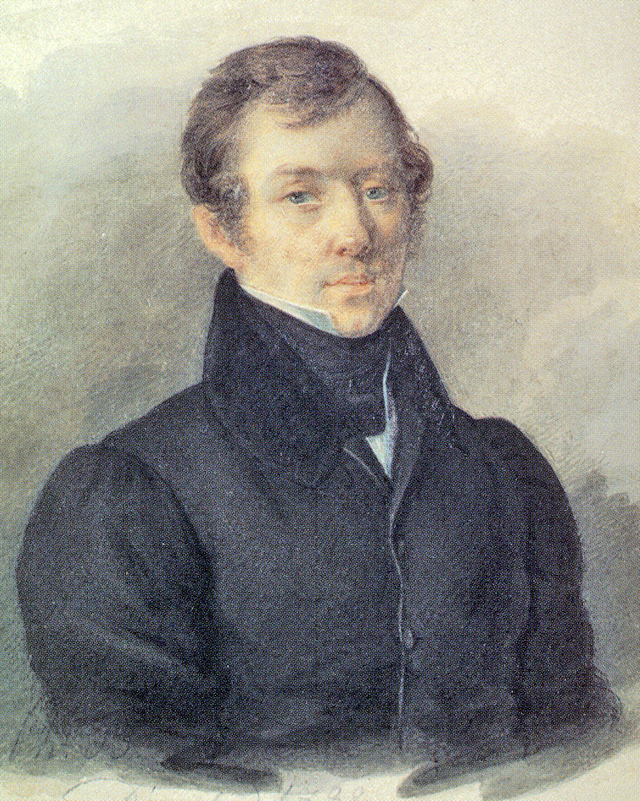
Jevgenij Abramovič Baratynskij
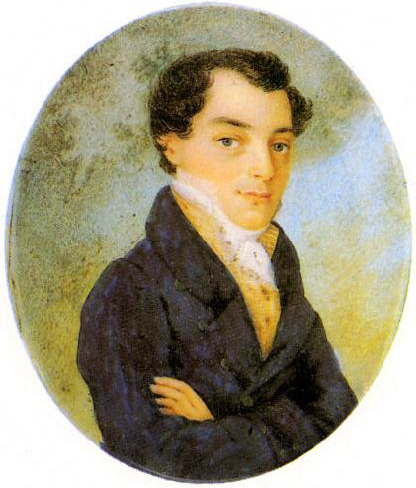
Kondratij Fjodorovič Rylejev
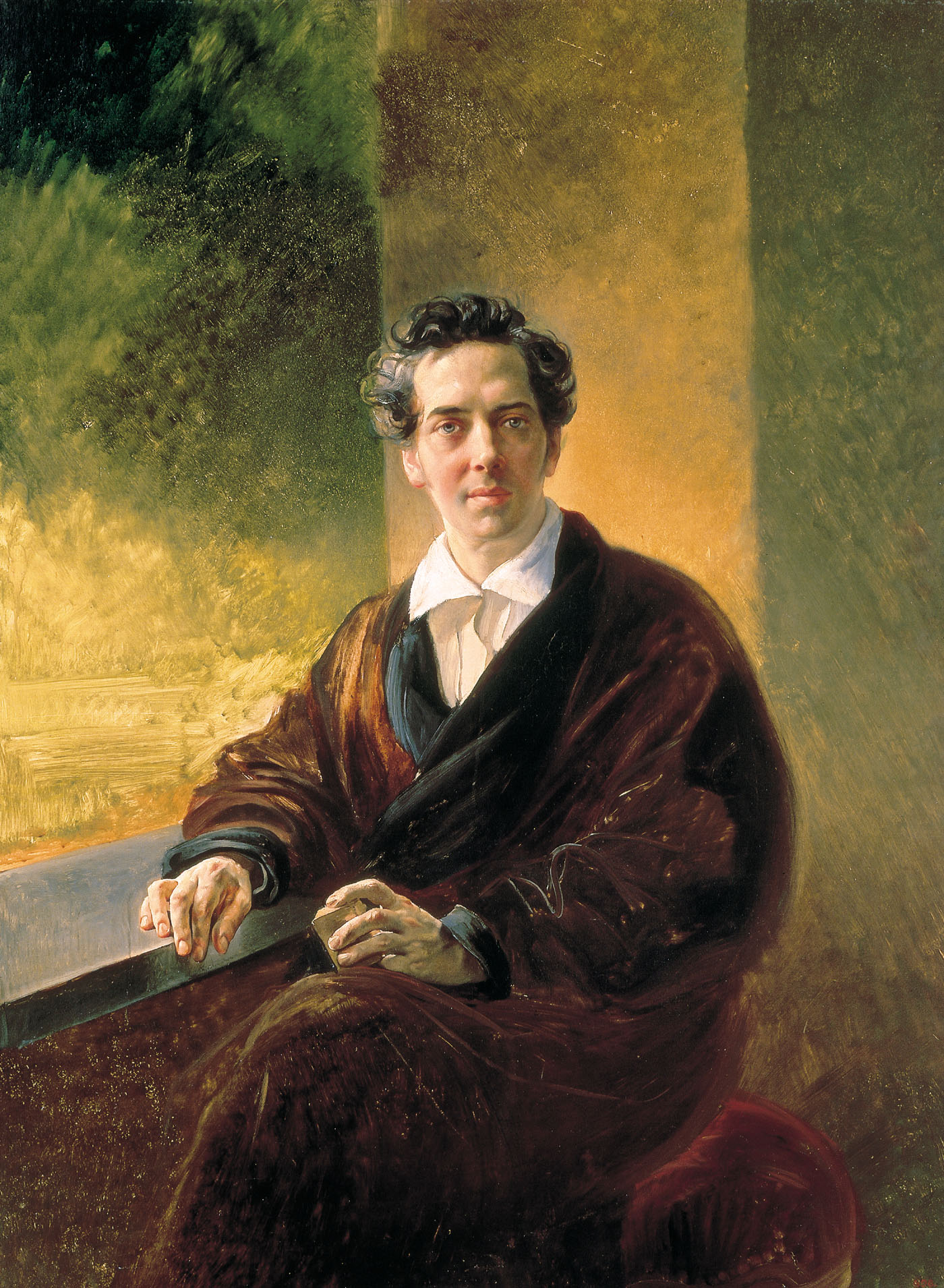
Antonij Pogorelskij
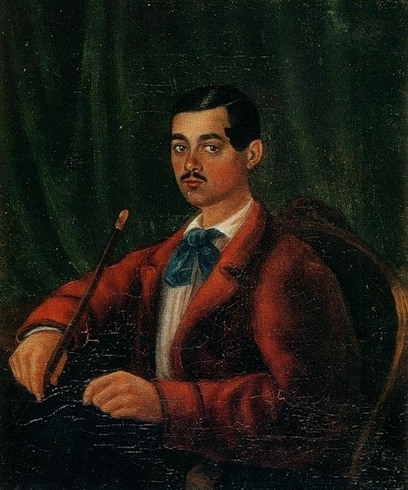
Alexandr Alexandrovič Bestužev-Marlinskij
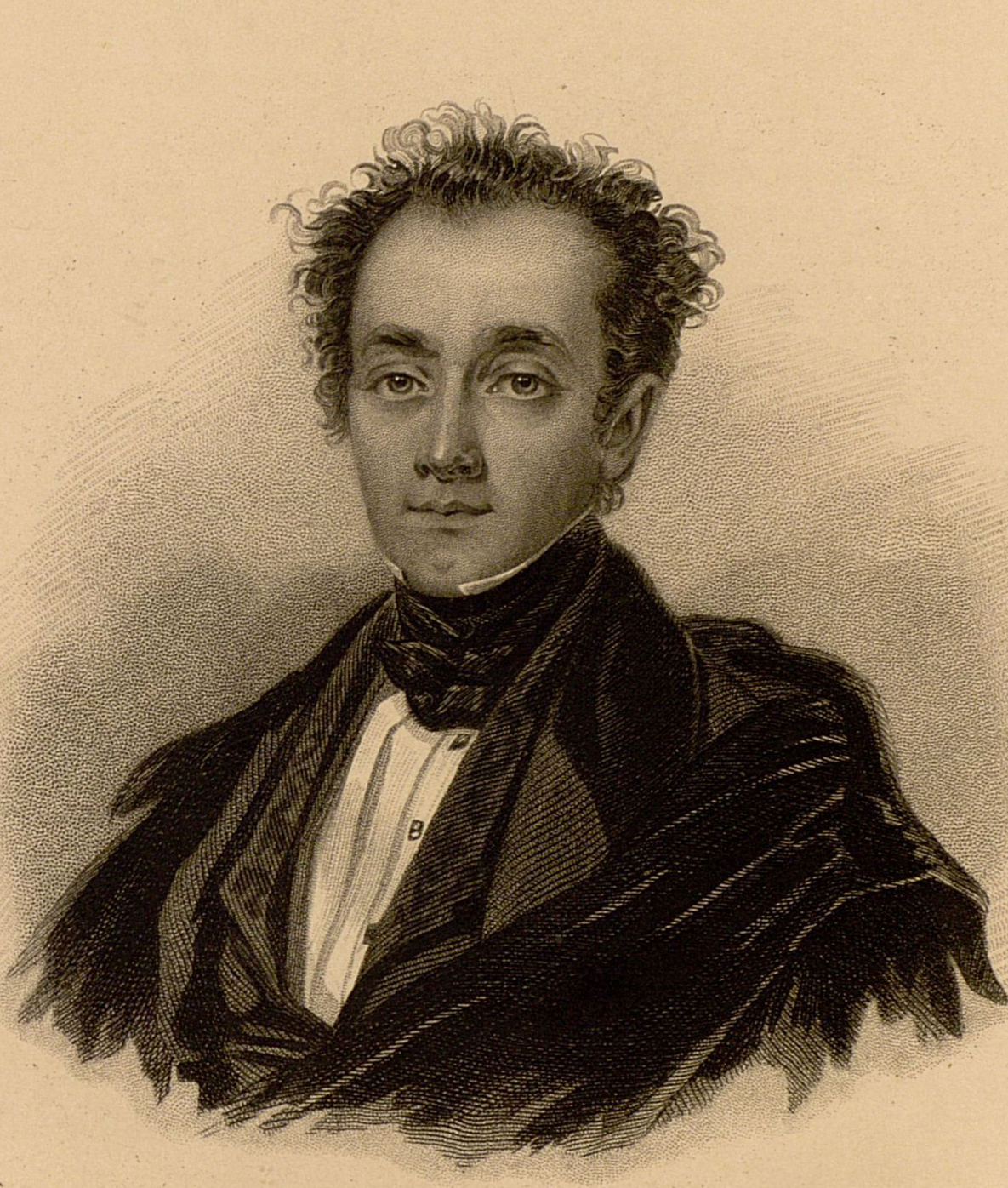
Alexandr Fomič Veltman
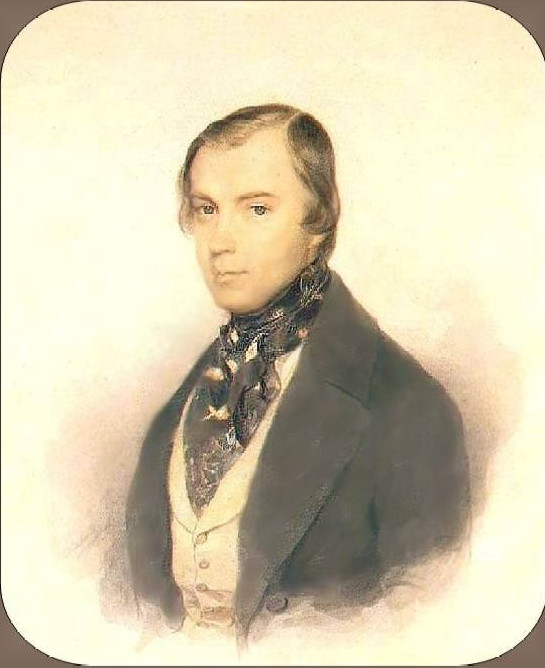
Osip Ivanovič Senkovskij
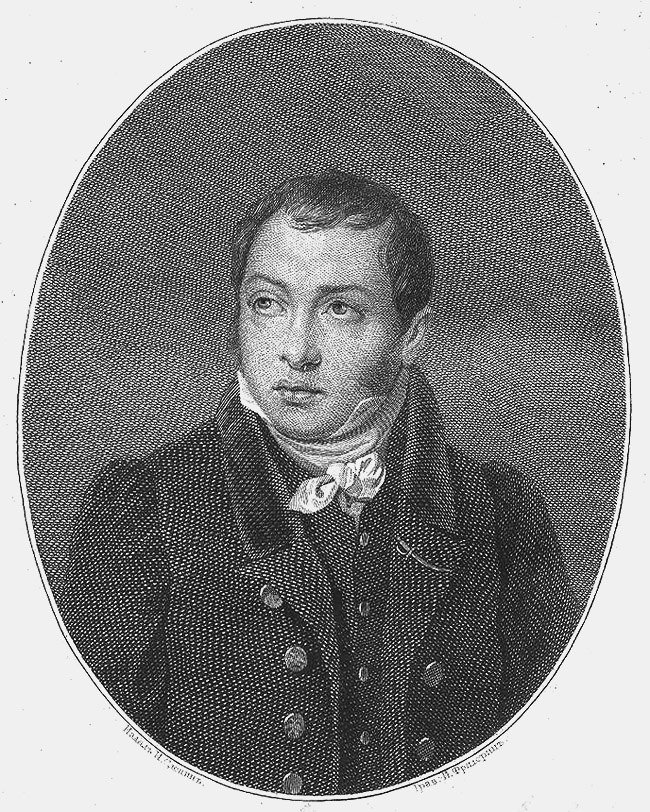
Fadděj Věnědiktovič Bulgarin
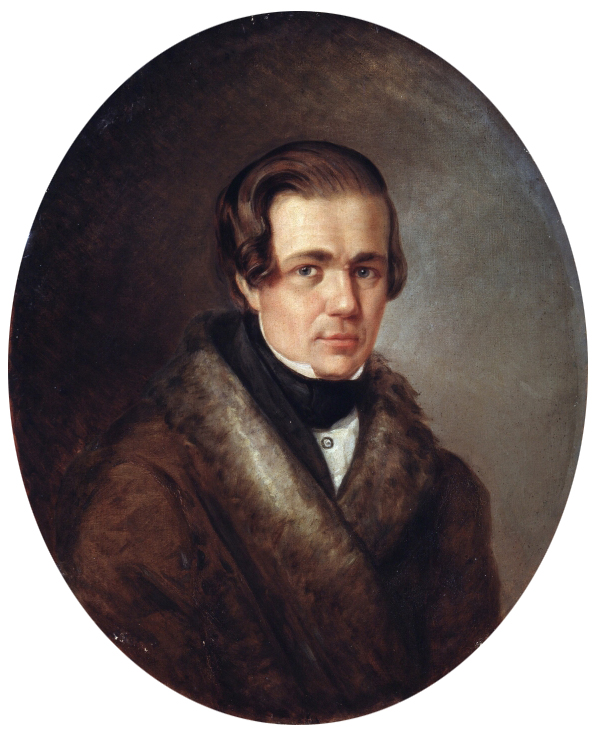
Alexej Vasiljevič Kolcov

Z představitelů pozdního ruského romantismu je možno jmenovat básníka Afanasie Afanasjeviče Feta (1820–1892), prozaiky Alexeje Konstaninoviče Tolstého (1817–1875) a Vladimira Alexandroviče Solloguba (1813–1882) a také sovětského novoromantického spisovatele Alexandra Grina (1880–1932), autora exotických novel odehrávajících se ve vysněných krajích – např. Nachové plachty (1923, Алые паруса), Běžící po vlnách (1928, Бегущая по волнам) nebo Jessie a Morgiana (1929, Джесси и Моргиана).

### Polská literatura

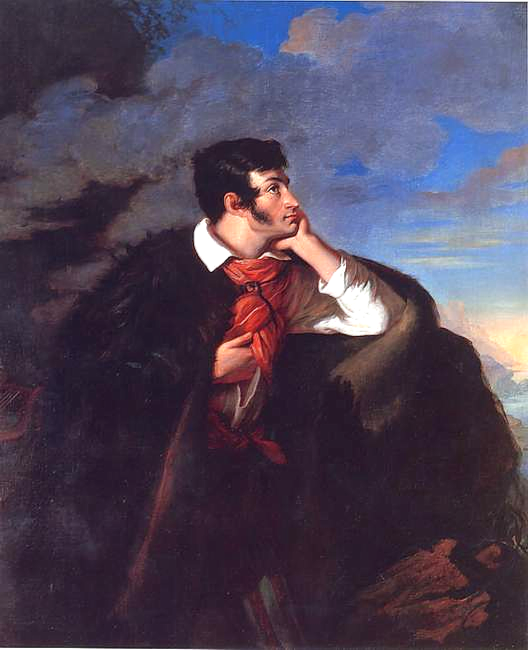
Adam Mickiewicz

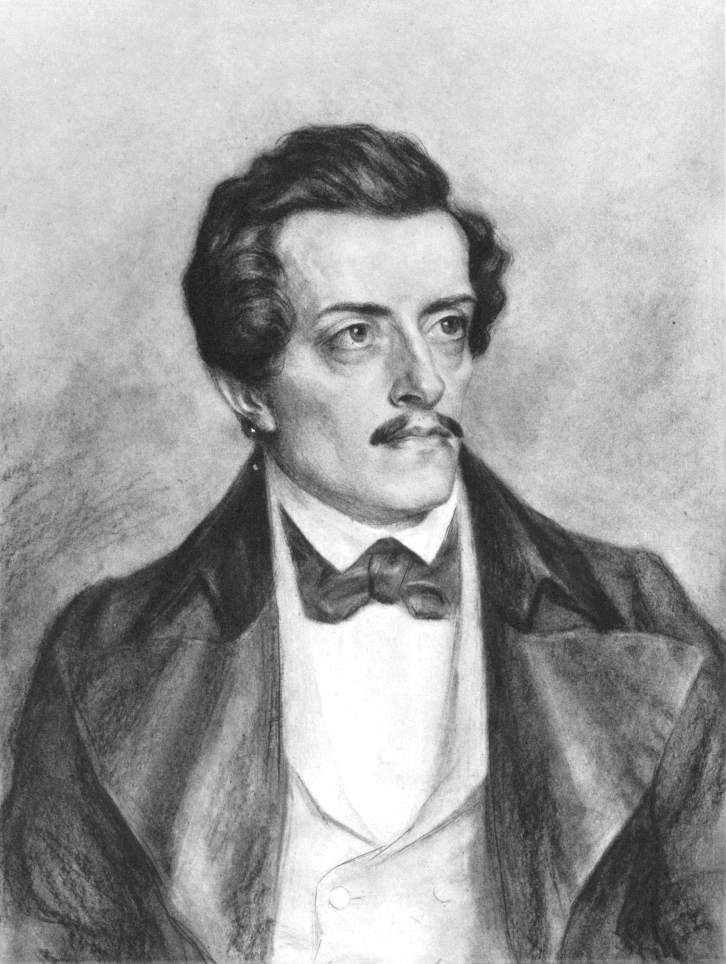
Juliusz Słowacki

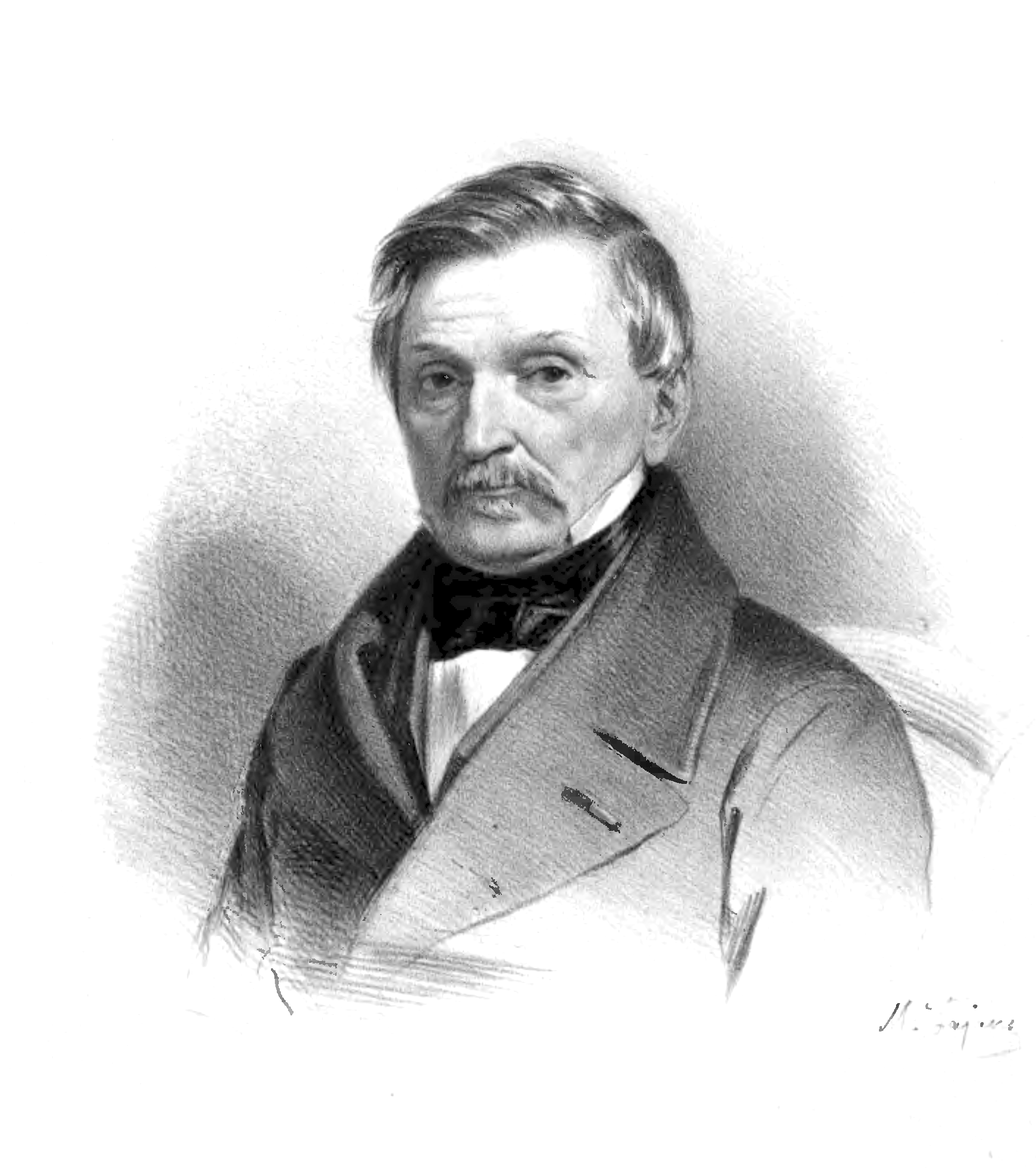
Aleksander Fredro

Na počátku 19. století bylo Polsko rozděleno mezi tři okupační mocnosti: Rusko, Rakousko a Prusko. Proto se hlavním tématem představitelů polského romantismu, především pokrokové části polské šlechty, stal národně osvobozenecký boj za opětovné získání státní samostatnosti. Neúspěšné povstání z let 1830–1831 pak vedlo k těžkým represáliím, k emigraci nejlepších představitelů polské kultury a k jejich přesvědčení, že osud polského národa je vykoupením pro svobodu jiných slovanských národů (tzv. mesianismus).
Cestu romantismu v Polsku razil svými teoretickými výklady básník Kazimierz Brodziński (1791–1835). čímž platně přispěl k založení národní polské literatury (jeho umělecké dílo vycházelo ještě z preromantismu).
Vrcholným představitelem polského romantismu je básník Adam Mickiewicz (1798–1855), od roku 1832 žijící v Paříži. Je autorem lyrických básní, dvou cyklů sonetů, balad a romancí s folklórními motivy, lyricko-epických poem Gražina (1823, Grażyna) a Konrád Wallenrod (1828) s námětem boje za svobodu Polska a národního eposu Pan Tadeáš (1834, Pan Tadeusz), ve kterém se na pozadí napoleonských válek zobrazuje nejednotnost polského národa (epos vypráví o dvou zemanských rodinách, které znesvářela stará rodinná tradice a které usmířila až láska). Nedokončené zůstalo básnické drama Dziady (1823-1860), ve kterém se Mickiewicz snažil zobrazit nejpalčivější problémy soudobé společnosti.
Druhým nejznámějším polským romantikem je Juliusz Słowacki (1809–1849), rovněž nucený žít v cizině. V básnickém dramatu Kordian (1834) zobrazil hrdinu, který trpí nedostatkem vůle ke vzpouře proti nesvobodě a bezpráví. Jiné jeho divadelní hry – např. Balladyna (1839), Mazepa (1840) a další – vyjadřují prudkou společenskou revoltu a hluboké vlastenectví. Vrcholem jeho díla je básnická povídka Anhelli (1838), která biblickým slohem vypráví o utrpení polské emigrace, a rozsáhlý epos Beňovský (1841, Beniowski), líčící dobrodružné životní osudy uherského zemana.
K dalším představitelům polského romantismu patří:
- Aleksander Fredro (1793–1876), polský dramatik, autor komedií.
- představitelé tzv. ukrajinské romantické školy, která hojně využívala ukrajinský folklór a témata z její historie Antoni Malczewski (1793–1826), autor poemy Maria (1825), Seweryn Goszczyński (1801–1876), známý svou básnickou povídkou Zamek kaniowski (1828, Zámek Kaňovský), básník Józef Bohdan Zaleski (1802–1886) a prozaik Michał Grabowski (1804–1863).
- literární, divadelní a hudební kritik Maurycy Mochnacki (1803–1834).
- konzervativní básník a dramatik Zygmunt Krasiński (1812–1859), který ve svých umělecky nejvyzrálejších dramatech Nebožská komedie (1835, Nie-Boska komedia) a Iridion (1836) vyjádřil názor, že soudobý společenský úpadek plyne z neúcty k minulosti a z odpadlictví od katolické víry.
- převážně v Drážďanech žijící prozaik Józef Ignacy Kraszewski (1812–1887), tvůrce polského historického a sociálního románu, v jehož díle se projevují silné prvky kritického realismu.
- Cyprian Norwid (1821–1883), který působil v Paříži pod vlivem francouzských prokletých básníků a stranou hlavního proudu polského romantismu. Byl sice nepochopen svými současníky, ale později se k němu jako k předchůdci symbolismu hlásili mnozí básníci polského modernismu.

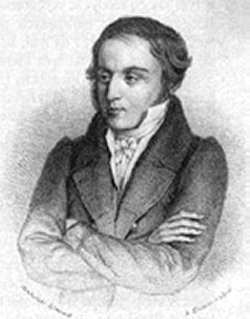
Kazimierz Brodzinski
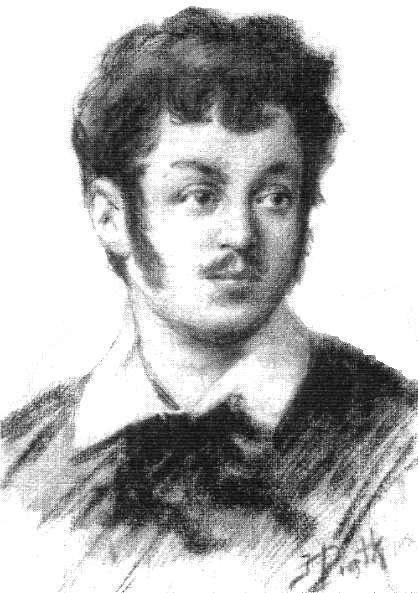
Antoni Malczewski
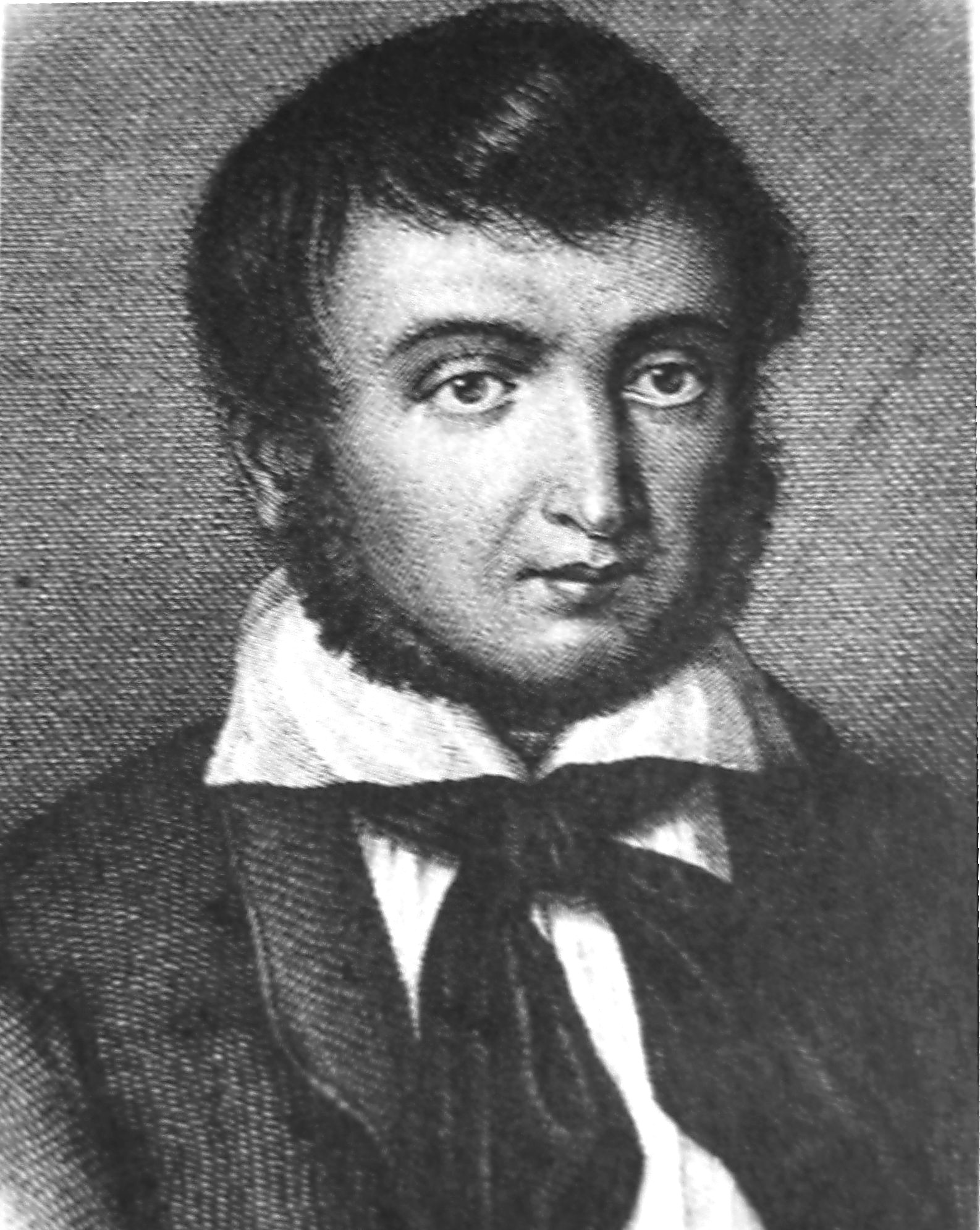
Maurycy Mochnacki
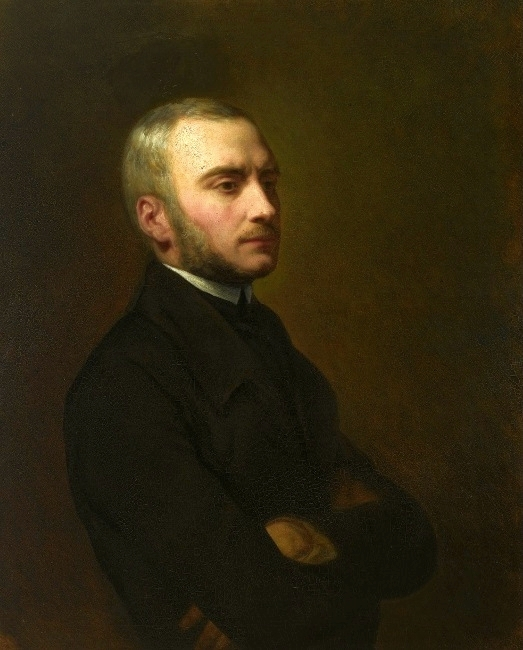
Zygmunt Krasiński
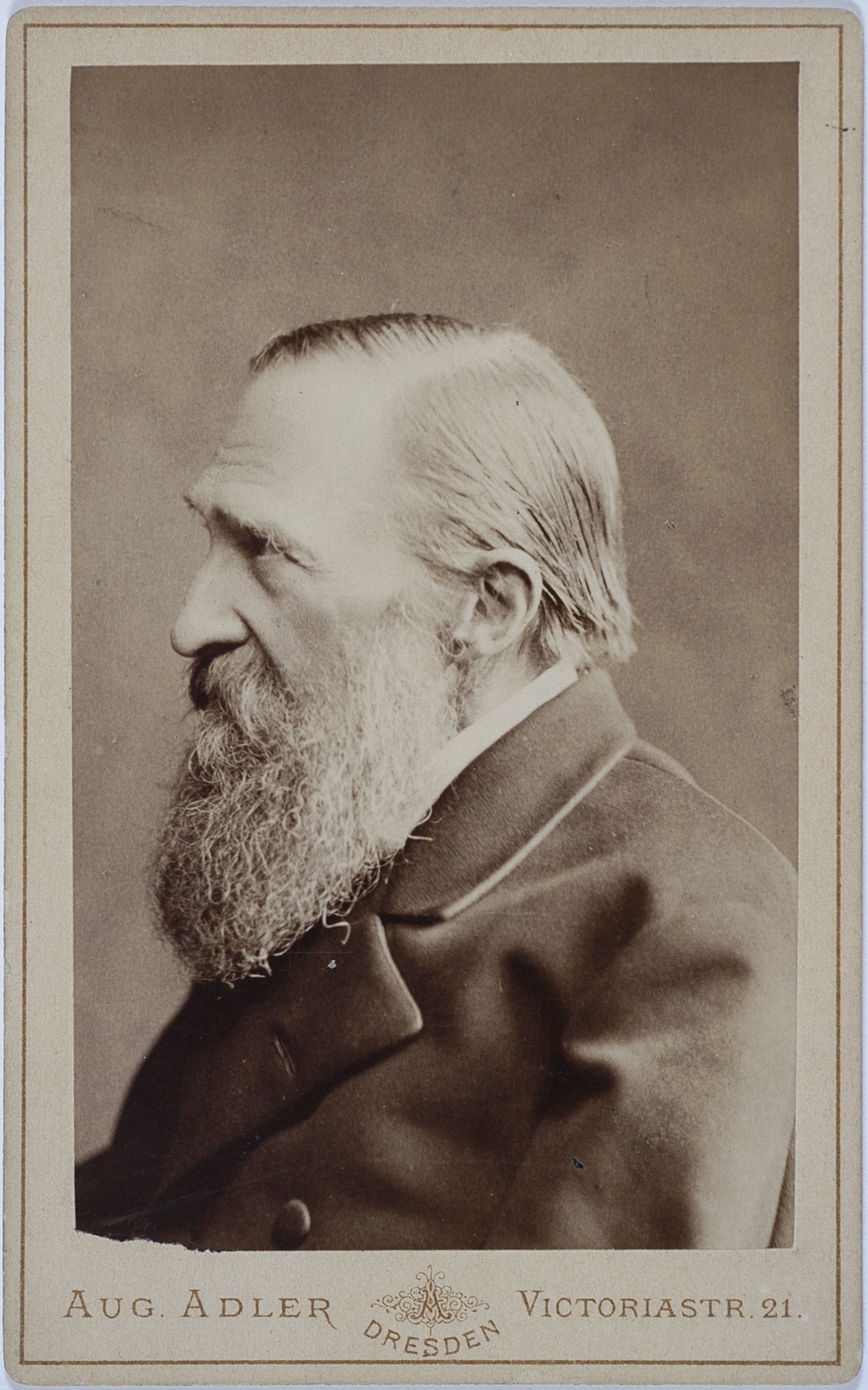
Józef Ignacy Kraszewski
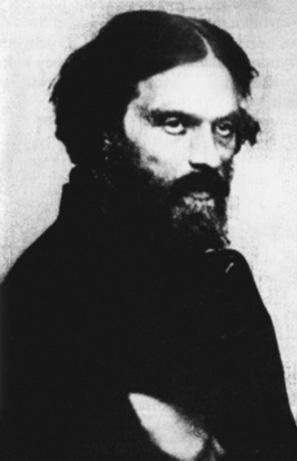
Cyprian Norwid

Z polských novoromantiků je nutno jmenovat Stefana Żeromskiho (1864–1925), autora rozsáhlého románu z období napoleonských válek Popely (1904, Popioly). Z romantismu vyšlo i modernistické hnutí Mladé Polsko, k jehož nejvýznamnějším představitelům patřil malíř, grafik, dramatik, básník, jevištní výtvarník a architekt Stanisław Wyspiański (1869–1907), autor řady dramat, ve kterých zpracoval náměty z mytologie a pověstí, ale též z polské historie i současnosti – např. Varšavanka (1898, Warszawianka), Veselka (1901, Wesele), Achiles (1903, Achilleis) a další.

### Maďarská literatura

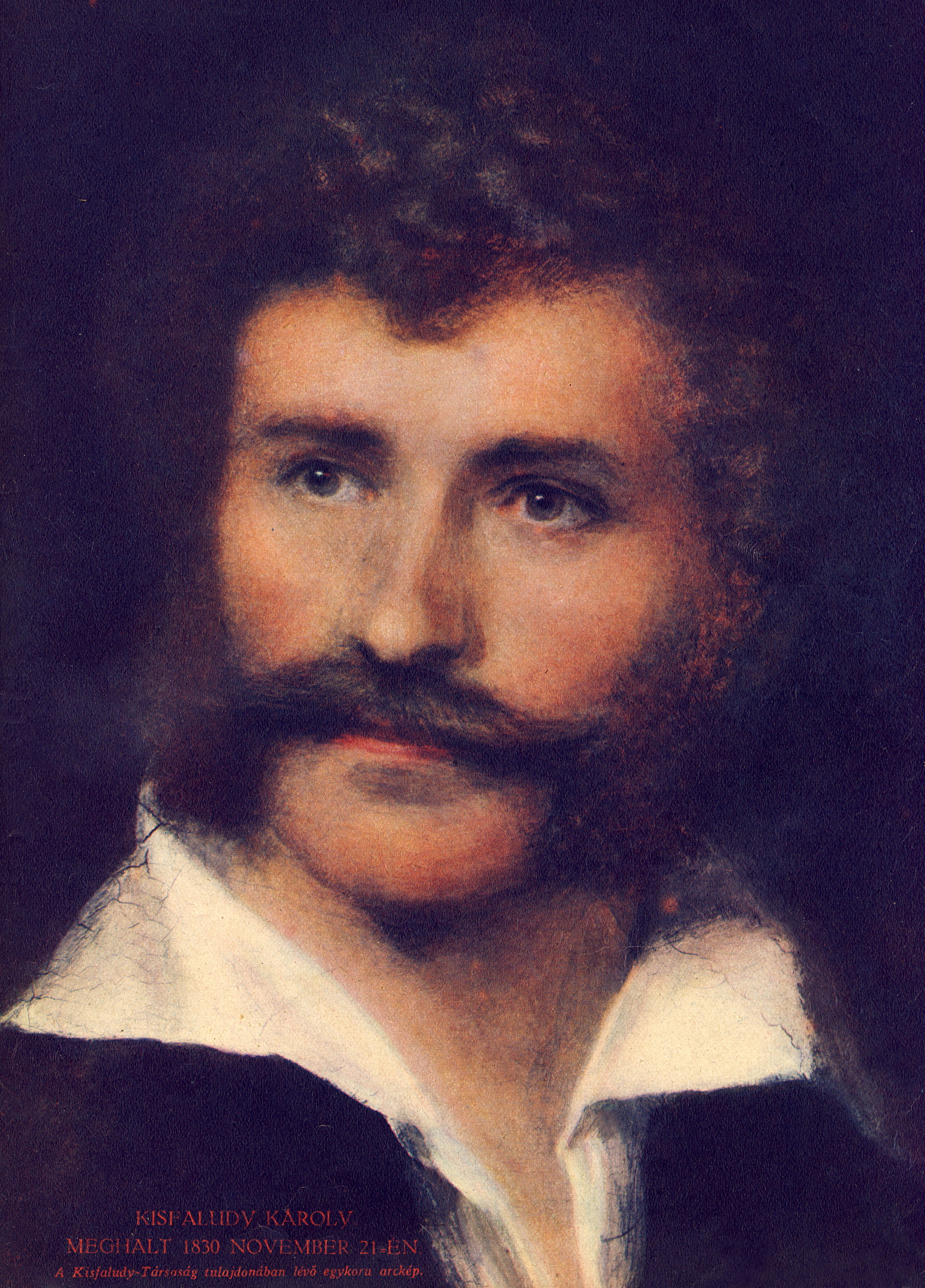
Károly Kisfaludy

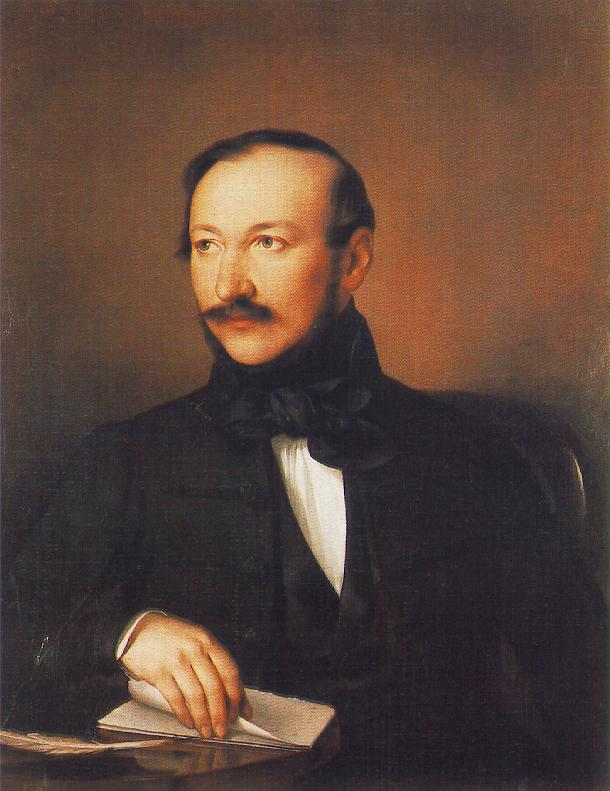
Mihály Vörösmarty

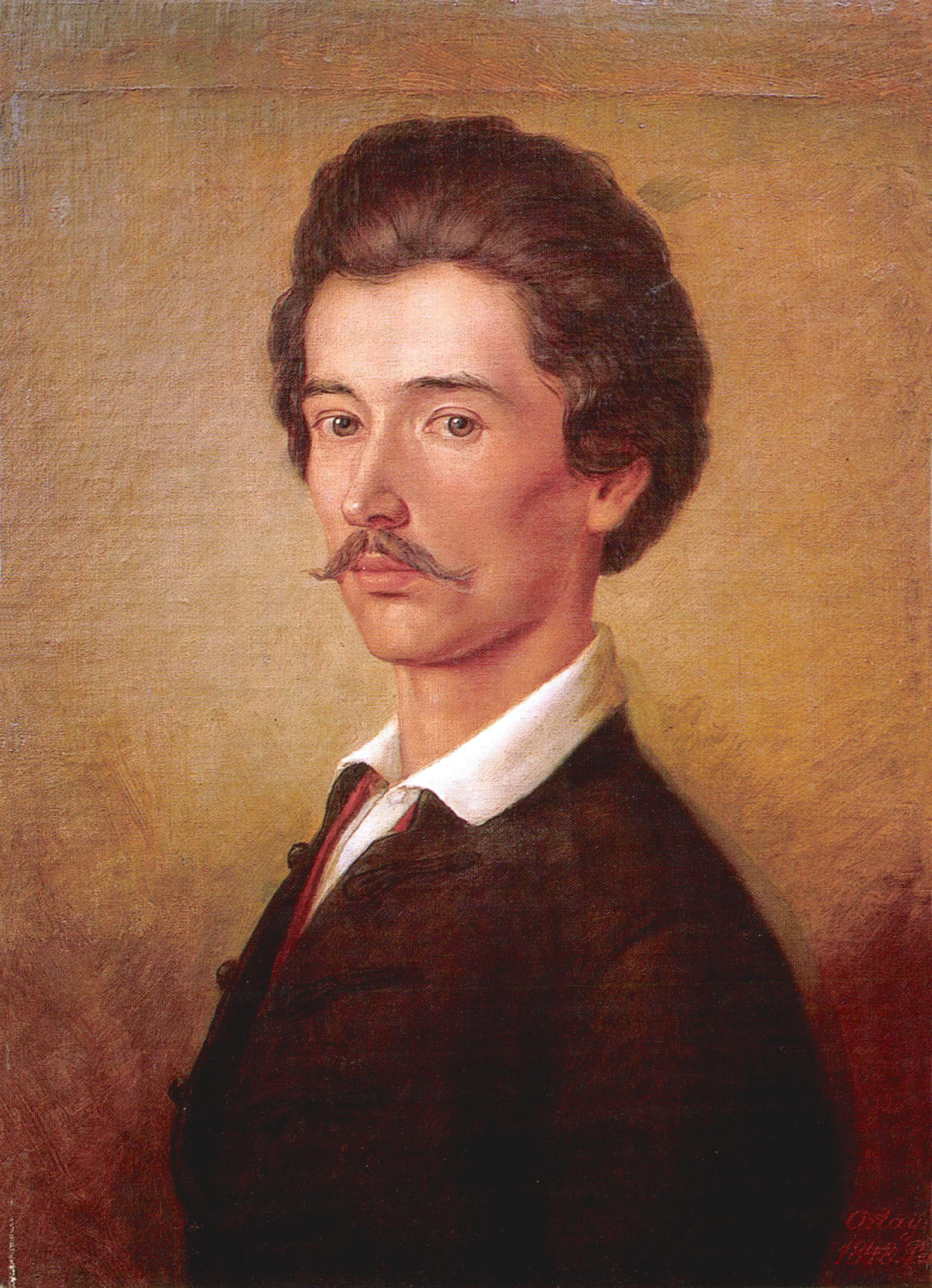
Sándor Petőfi

Romantismus v Maďarsku vycházel, tak jako v mnoha jiných zemích, z touhy po dosažení státní politické samostatnosti a po rozšíření a uzákoněni práv národního jazyka. S tím se pojily i požadavky na zrušení roboty. Vůdčím představitelem první maďarské romantické generace a zakladatelem maďarského národního dramatu byl Károly Kisfaludy (1788–1830), který ve spolupráci se svým starším bratrem, básníkem Sándorem Kisfaludym (1772–1844) založil roku 1822 almanach Aurora, kolem kterého se soustředili nastupující maďarští romantičtí autoři.
Snahy maďarského národního obrození vyvrcholily revolucí roku 1848, která však byla roku 1849 poražena spojenými rakouskými a ruskými vojsky. Následně byla maďarština potlačována němčinou, která byla zaváděna do státní správy správy i do škol. Literatura, zejména poezie, která před revolucí prožívala velký rozvoj, začala upadat. Někteří tvůrci se museli skrývat, jiní emigrovali. K novému rozvoji zašlo docházet jen pomalu, někteří autoři psali pod pseudonymem, poezie se vyznačovala alegorií a ozýval se z ní buď veliký smutek národa nebo tlumené naděje na lepší budoucnost. Teprve po rakousko-uherském vyrovnání roku 1867 došlo v Uhrách opět k velkému politickému, hospodářskému i kulturnímimu rozvoji.
K dalším významným představitelům maďarského romantismu patří:
- Ferenc Kölcsey (1790–1838), básník, autor textu maďarské hymny, básně Hymnus (1823, Himnusz).
- József Katona (1791–1830) dramatik, autor tragédie Bánk bán (1815–1820, Bán Bánk) považované za jednu z nejvýznamnějších maďarských divadelních her, na jejímž základě vznikla stejnojmenná maďarská národní opera.
- Mihály Vörösmarty (1800–1855), vynikající lyrik, autor textu neoficiální maďarské hymny Výzva (1836, Szózat) a epických básní z maďarské historie – např. Útěk Zalánův (1825, Zalán futása), společně s Jószefem Bajzou (1804–1858) a Ferencem Toldym (1805–1875) nejvýznamnější propagátor romantických tendencí v maďarské literatuře.
- Gergely Czuczor (1800–1866), vlastenecký benediktinský mnich a učitel, autor hrdinských historických eposů a vlasteneckých epických básní.
- János Arany (1817–1882), který v meditativní lyrice a baladách vyslovil reflexe o společnosti a svém životě a v epice satiricky zkoumal charakter maďarské národní povahy.
- baron József Eötvös de Vásárosnamény (1813–1871), spisovatel a politik, kritik feudálních poměrů v Uhrách, v jehož díle se projevují silné prvky realismu.
- Sándor Petőfi (1823–1849), revoluční básník, který ve své tvorbě vyjádřil společenské zájmy širokých lidových vrstev. Patřil k nejvýraznějším postavám revoluce v roce 1848, kdy vstoupil do revoluční armády. Zmizel v bitvě u Segešváru (jeho hrob nebyl nalezen).
- Imre Madách (1823–1864), básník a prozaik, autor jednoho z největších děl maďarské literatury, dramatické básně Tragédie člověka (1862, ve které autor hledá odpověď na otázky cíle a smyslu lidského života a dějinného vývoje lidstva vůbec.

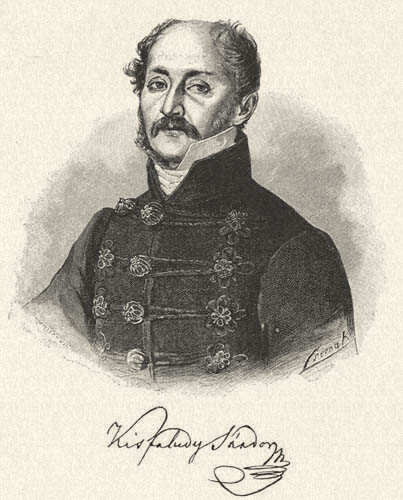
Sándor Kisfaludy
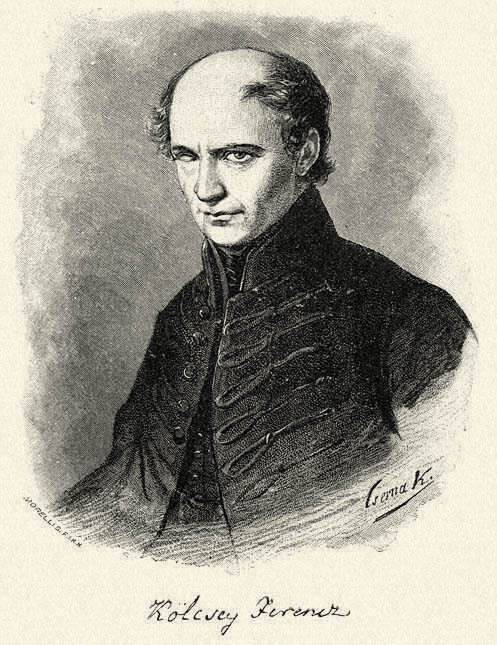
Ferenc Kölcsey
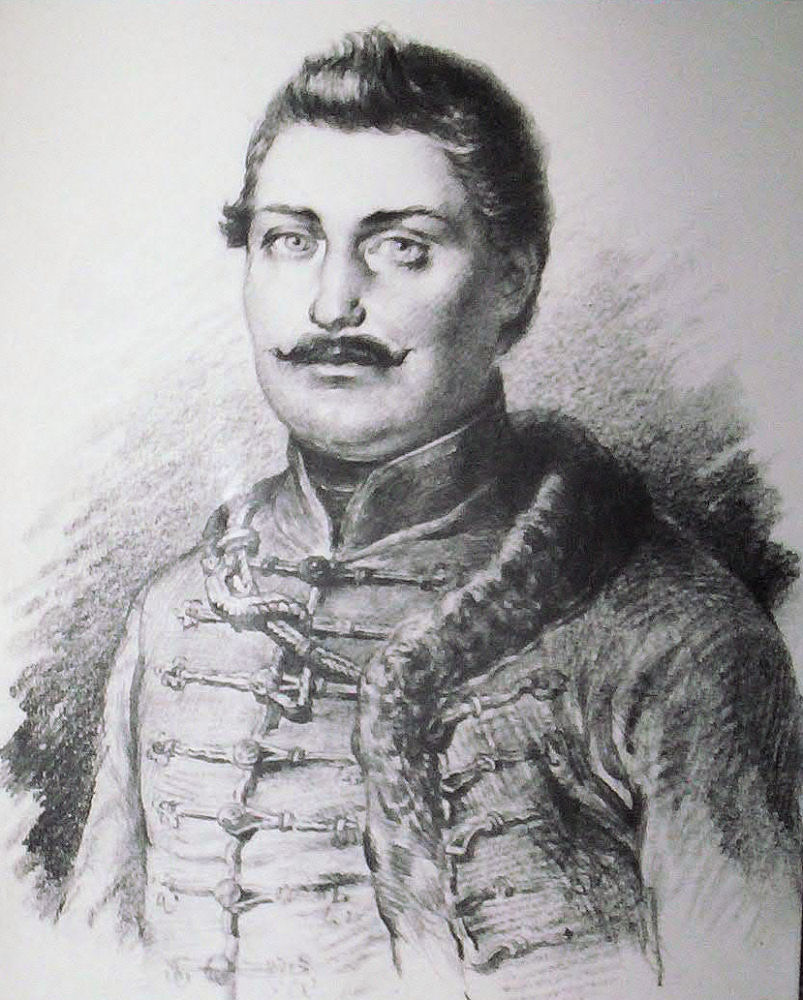
József Katona
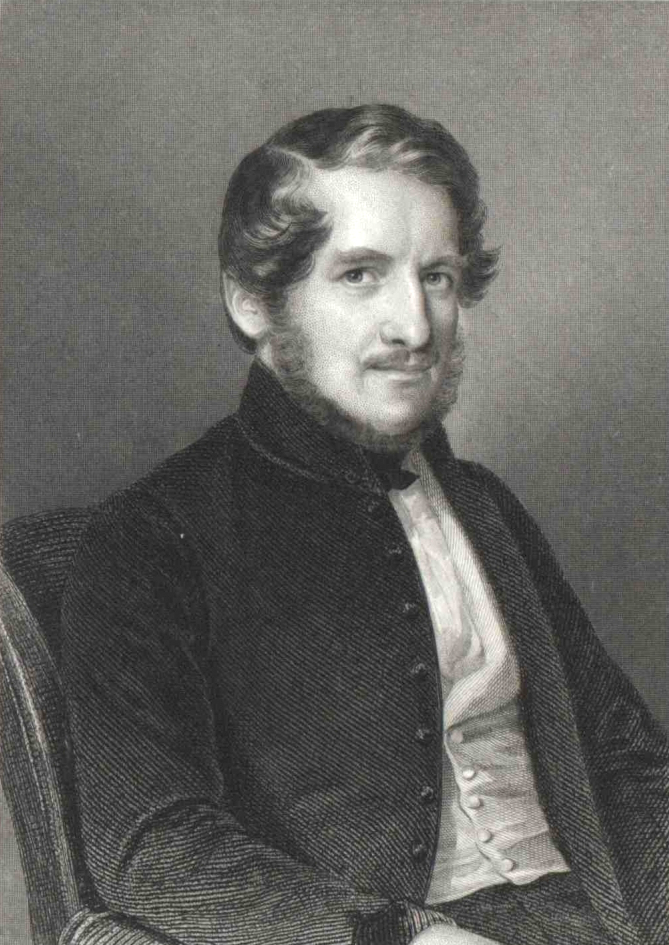
József Bajza
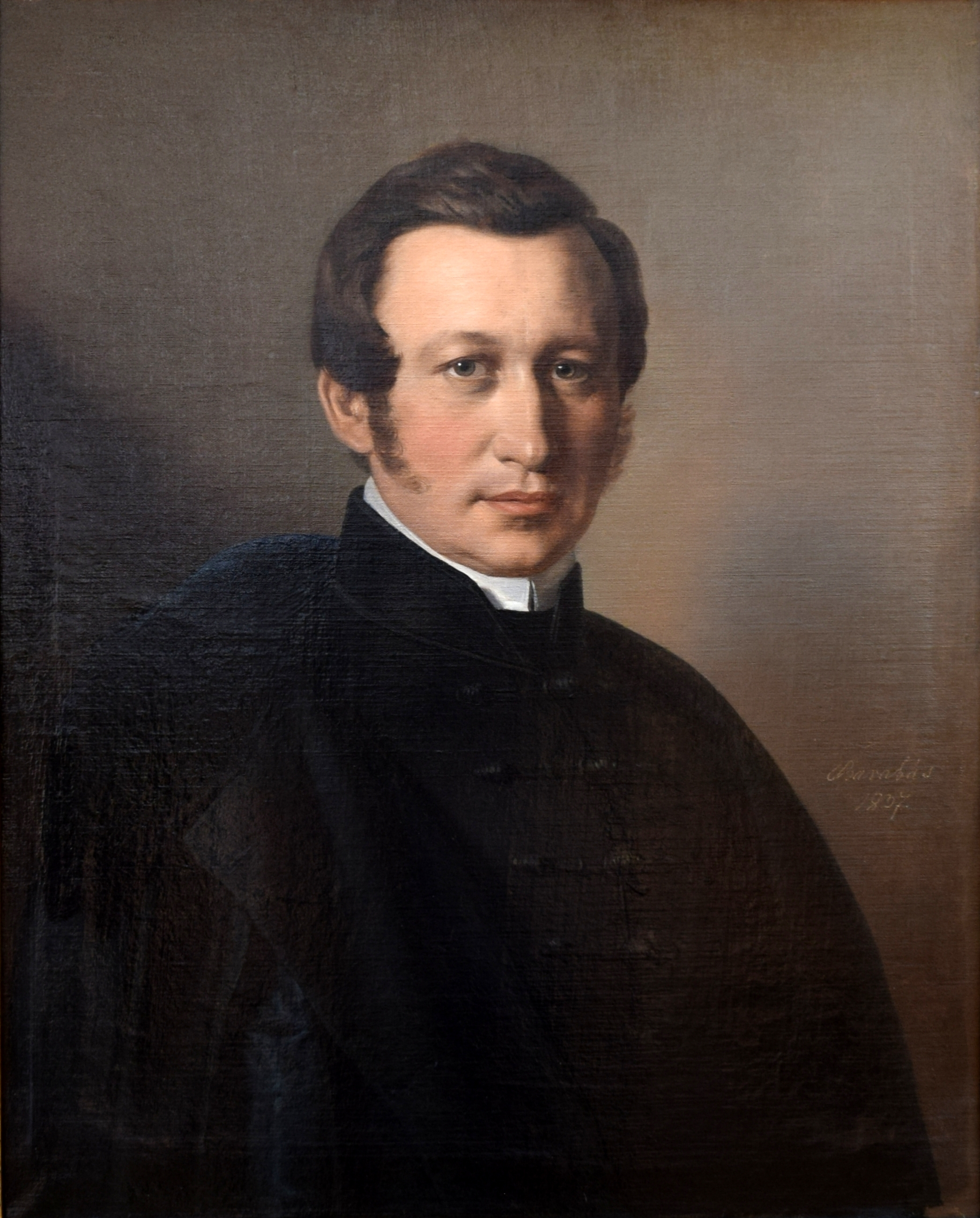
Gergely Czuczor
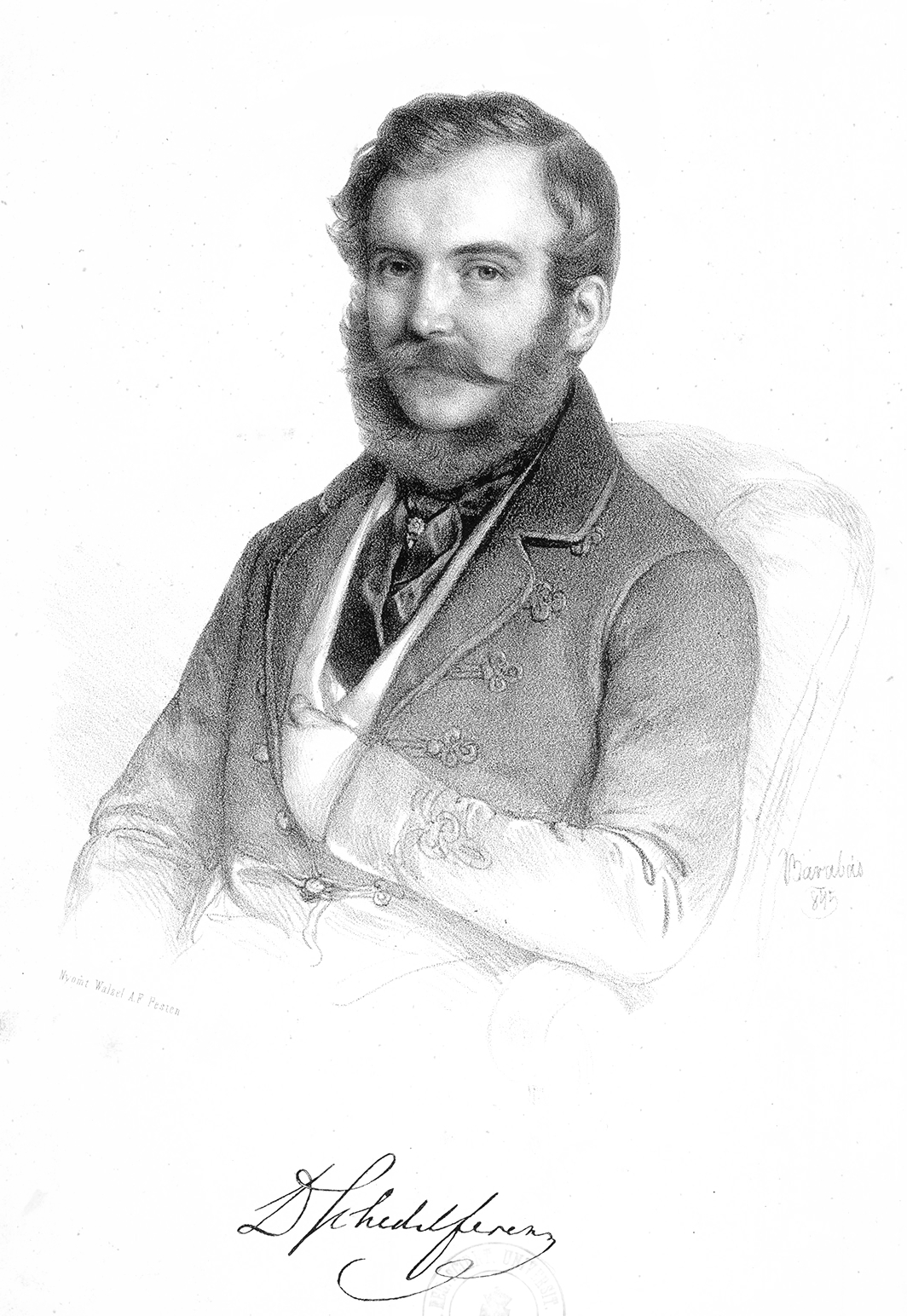
Ferenc Toldy
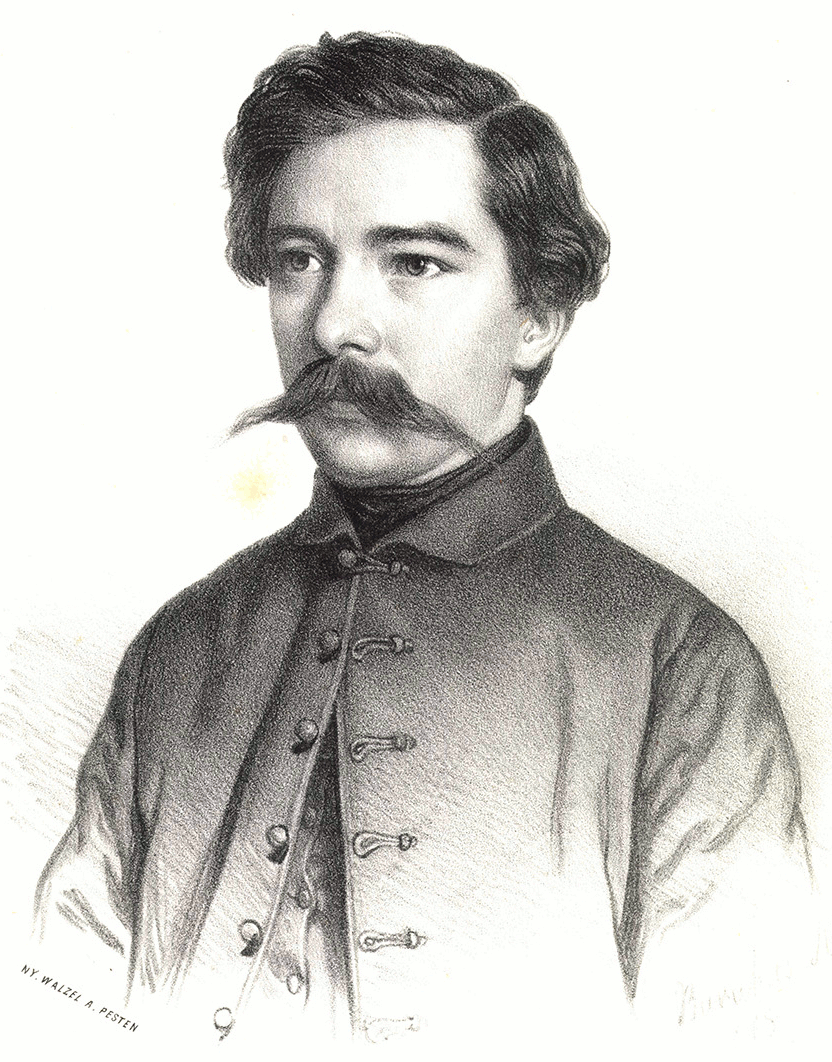
János Arany
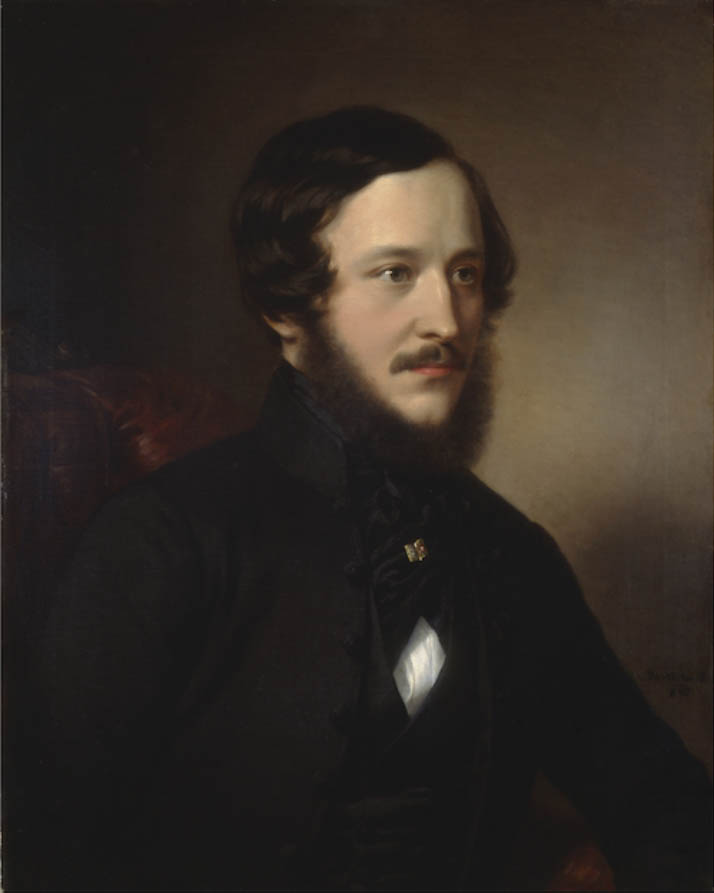
József Eötvös
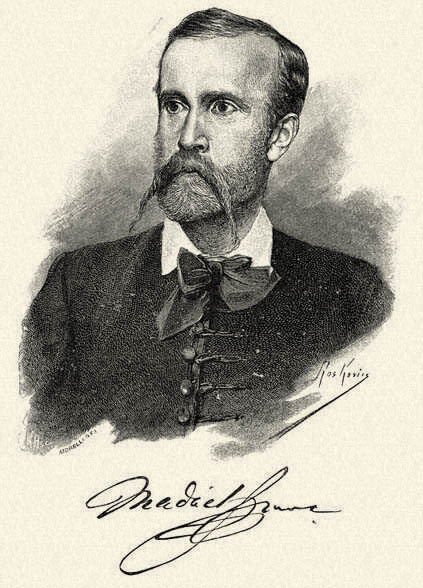
Imre Madách

### Pobaltské literatury

#### Estonská literatura

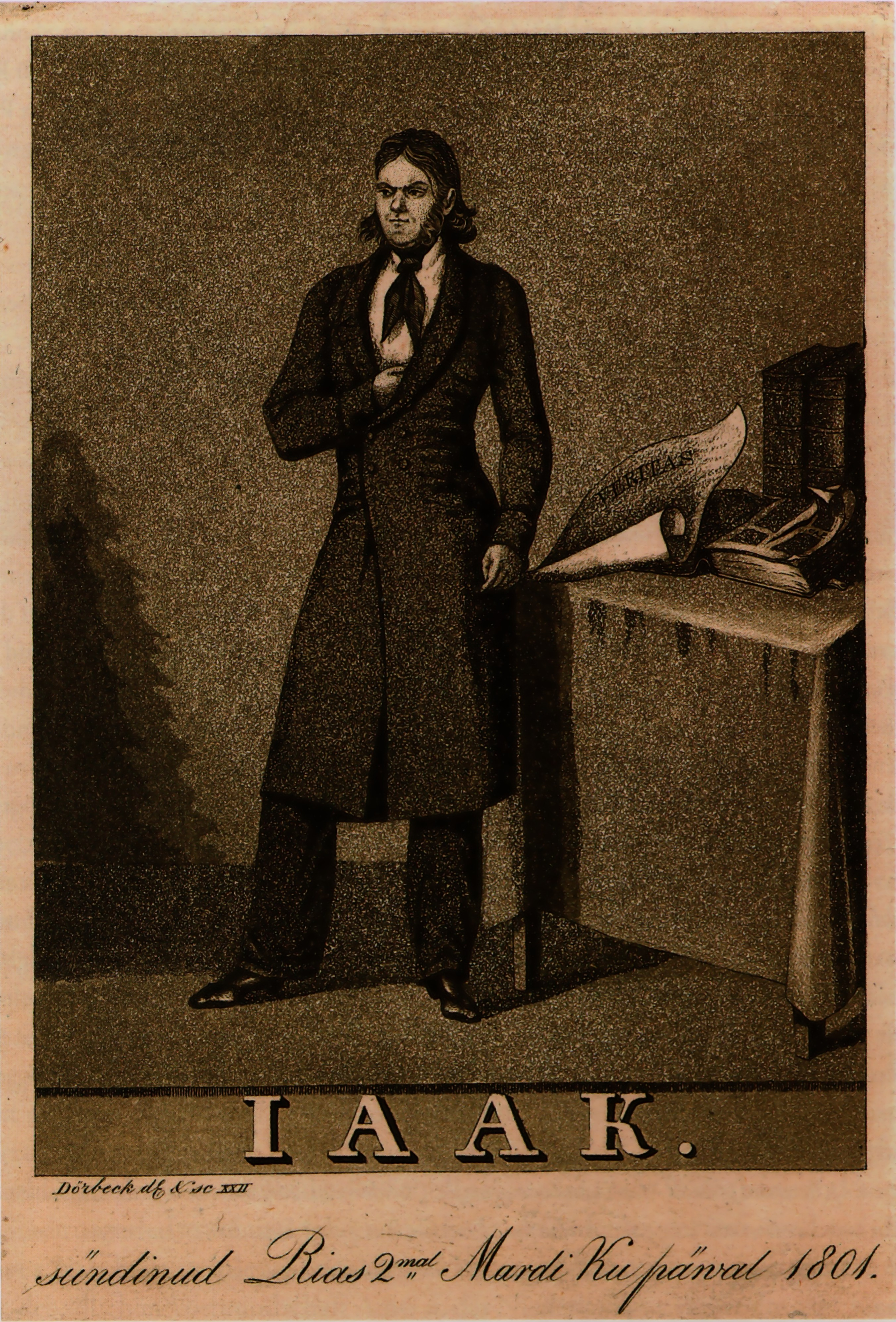
Kristjan Jaak Peterson

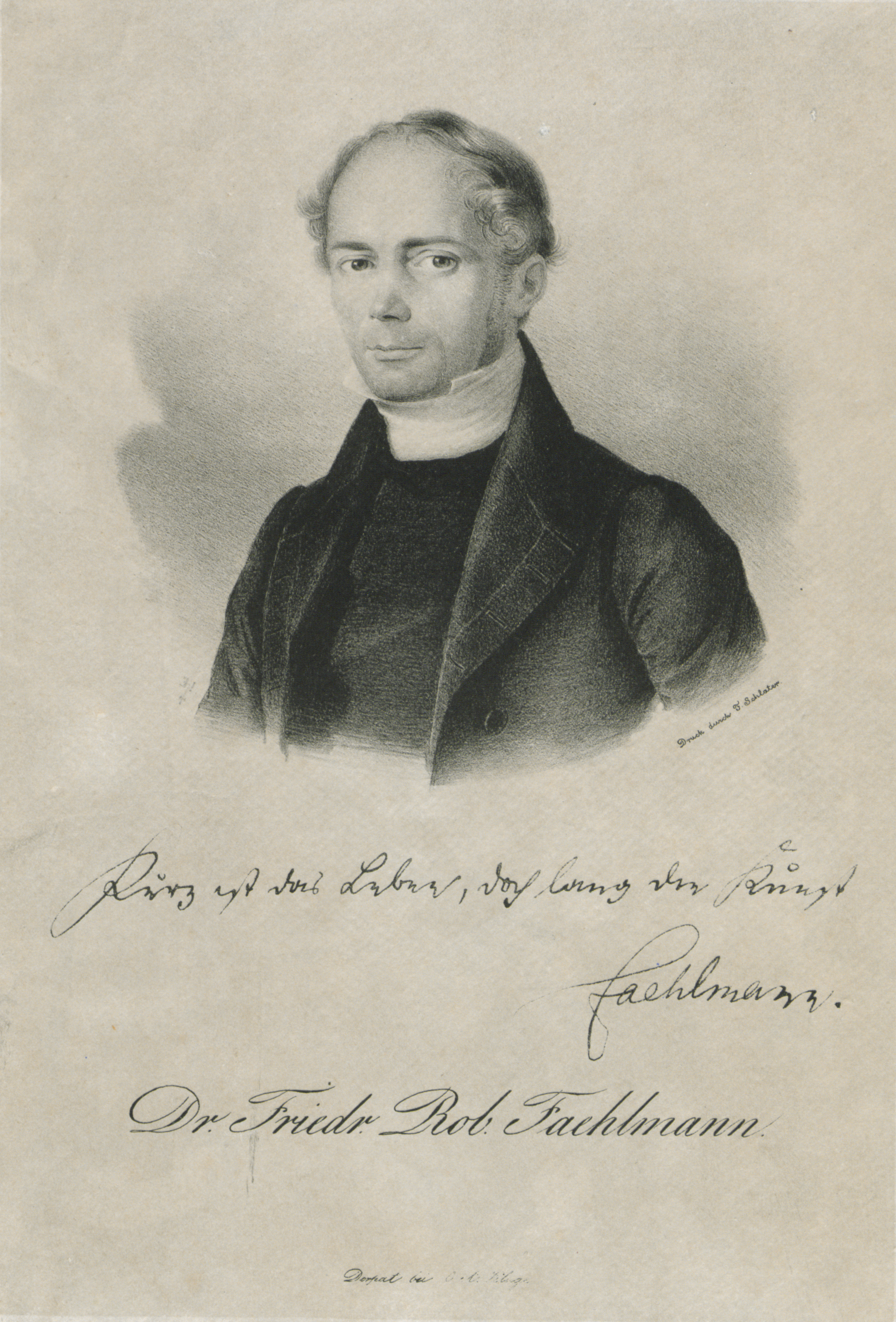
Friedrich Robert Faehlmann

Romantismus v Estonsku je jako u mnoha jiných národů spojen s národním obrozením. Navázal na obrozenecký klasicismus, který se již prolínal s prvky preromantismu, s kultem lidové písně a s opěvováním zašlé národní slávy. Národním básníkem se stal Kristjan Jaak Peterson (1801–1822), průkopník estonské moderní poezie, na jehož den narození se dnes slaví v Estonsku Den mateřského jazyka (Emakeelepäev).
Zásluhou Friedricha Roberta Faehlmanna (1798-1850) byla roku 1838 založena na univerzitě v Dorpatu Učená estonská společnost (Õpetatud Eesti Selts). Pod jeho vlivem zpracoval stará ústní podání bájí a pověstí sběratel lidové slovesnosti a národní buditel Friedrich Reinhold Kreutzwald (1803–1882) v hrdinském eposu Syn Kalevův (1853–1861, Kalevipoeg), který alegoricky zobrazuje osud estonského národa.
Významnou básnířkou druhé vlny estonského národního romantismu je Lydia Koidula (1843-1886), autorka přírodní, intimní a vlastenecké lyriky, jejíž dramatické práce se staly základním kamenem estonského divadla. Za zakladatele estonského historického románu je považován Eduard Bornhöhe (1862-1923),
Roku 1905 byla založena novoromantická literární skupina Noor-Eesti (Mladé Estonsko) vedená básníkem Gustavem Suitsem (1883-1956) a povídkářem Friedebertem Tuglasem (1886-1971). Estetický program skupiny navazoval na trendy tehdejší francouzské, německé, skandinávské a italské literatury s prvky impresionismu, symbolismu a expresionismu. Ruská revoluce v roce 1917 skupinu rozprášila a mnozí z jejich členů emigrovali.

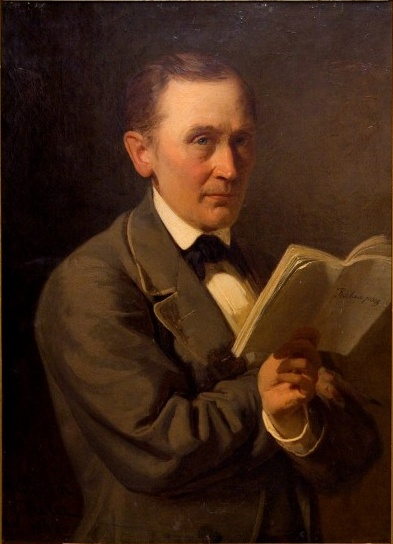
Friedrich Reinhold Kreutzwald
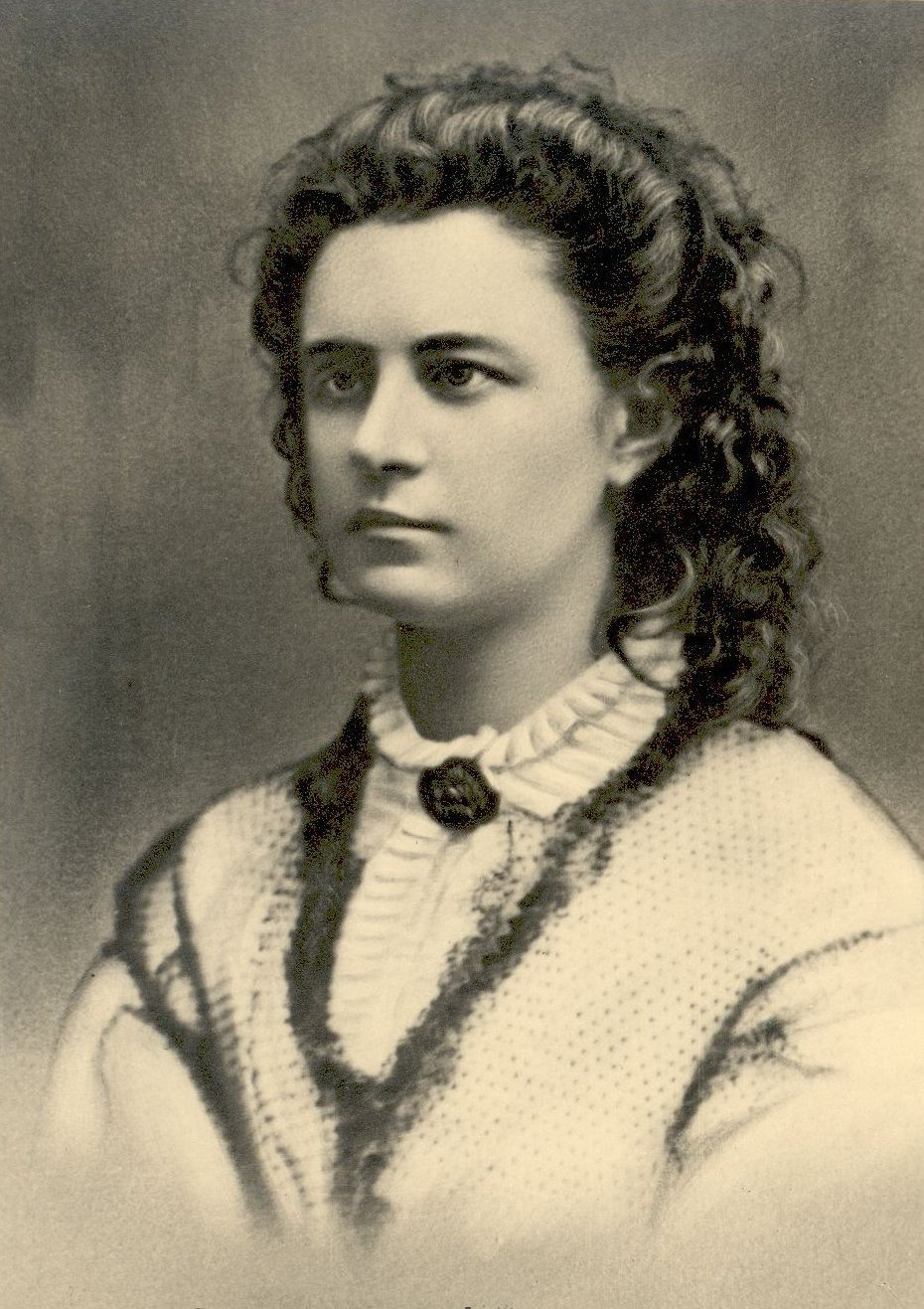
Lydia Koidula
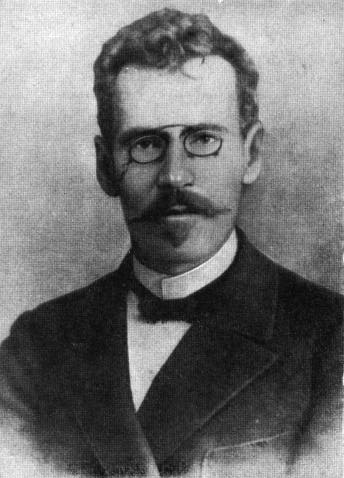
Eduard Bornhöhe
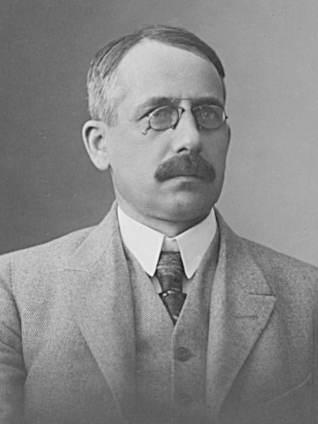
Gustav Suits
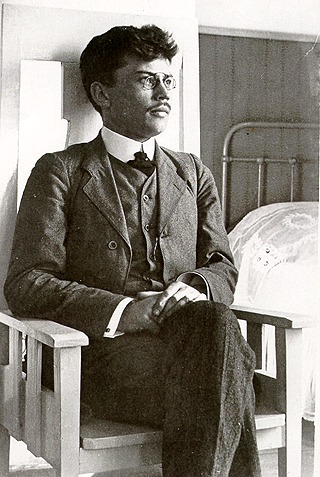
Friedebert Tuglas

#### Litevská literatura

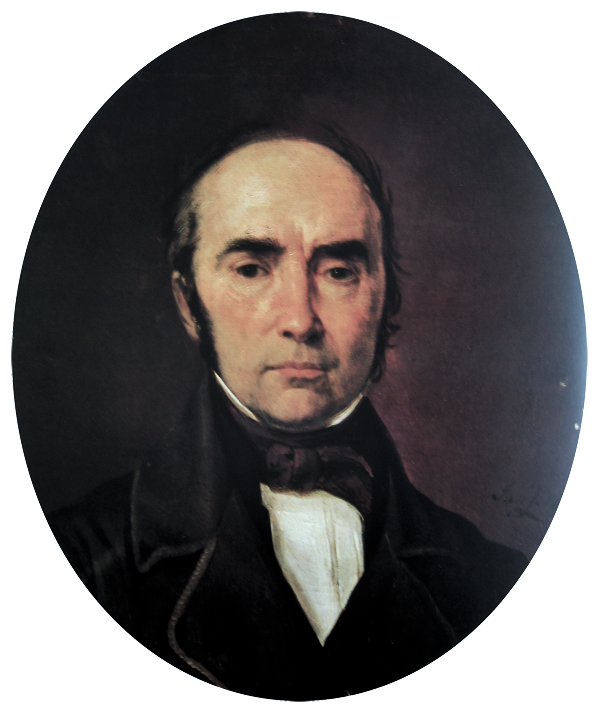
Simonas Daukantas

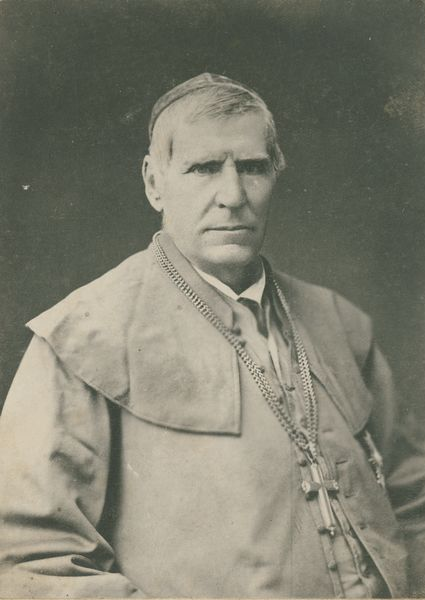
Motiejus Valančius

Litevský národ žil na počátku 19. století na území tří států. Nejvíce Litevců tehdy žilo v Ruském impériu a další obývali Kongresové Polsko a území ve Východním Prusku tradičně nazývané Malá Litva. Díky tomu byli Litevci vystaveni silné rusifikaci, polonizaci a germanizaci.
Rozvoj litevsky psané literatury v období osvícenství a preromantismu zpomalilo poražené protiruské povstání v letech 1830-1831, jež se do Litvy rozšířilo z Varšavy (tzv. listopadové povstání). Národnostní útlak a uzavření vilniuské univerzity však neokázalo obrozenecké tendence zastavit. Vznikly první  historické spisy o dějimách litevksého národa, jejichž autory byli Simonas Daukantas (1793-1864) a Motiejus Valančius (1801-1875). Funkci periodického tisku převzali litevské kalendáře vycházející od roku 1846 zásluhou  Laurynase Ivinskise (1810-1881), jejichž významnou součástí byla literární příloha. ve které vycházeli díla současných litevských autorů. Romantická symbolika se projevila naplno v první litevké lyrickoepické poemě Anykščiajský háj (1859, Anykščių šilelis) od Antanase Baranauskase.
K dalšímu útlumu litevského literárního života došlo po druhém opět potlačeném protiruském povstání v roce 1863, kdy došlo na území ruské části Litvy k zákazu latinky a národních škol. Díla psaná latinkou se vydávala v Malé Litvě a pašovala se do ruské části země. V Malé Litvě vznikly  i společensko-literární noviny Aušra (Úsvit), které založil a zpořítku redigoval Jonas Basanavičius (1851–1927).
K vrcholům litevské romantiky a novoromantismu patří dílo básníka Jonase Mačiulise píčícího pod pseudonymem Maironis (1862-1932). Dalšími novoromantickými autory jsou básníci Vincas Krėvė-Mickevičius (1882–1954) a Vincas Mykolaitis-Putinas (1893-1967).

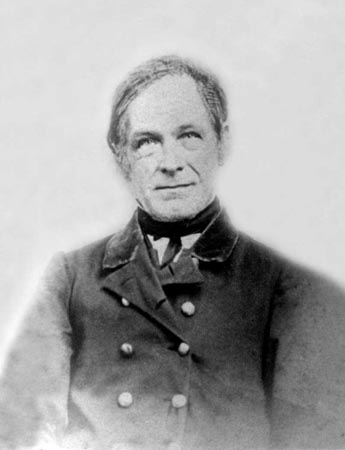
Laurynas Ivinskis
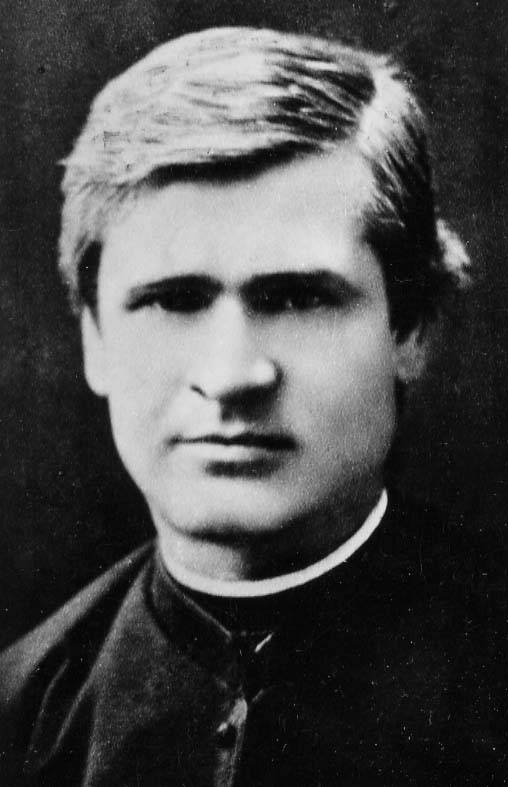
Antanas Baranauskas
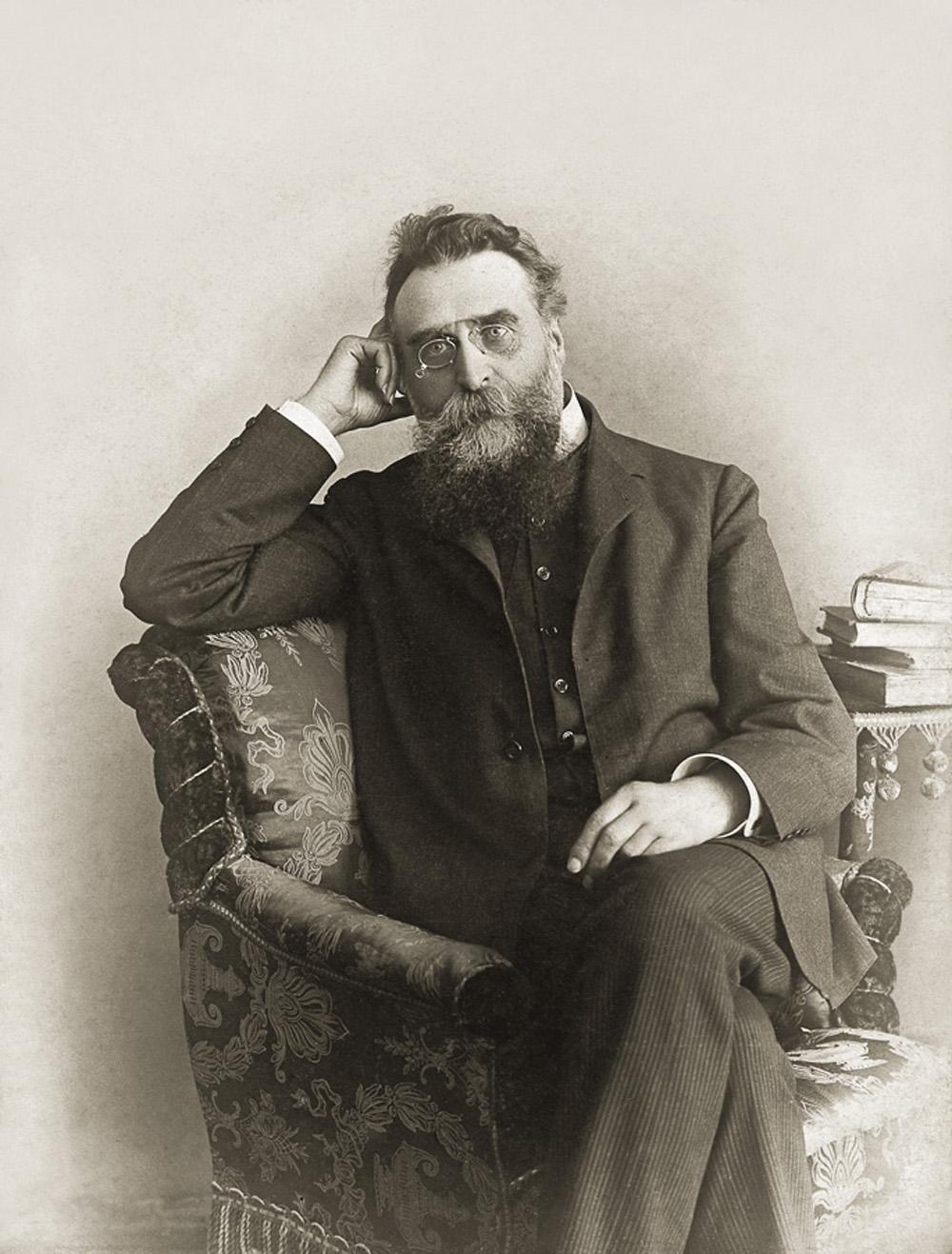
Jonas Basanavičius
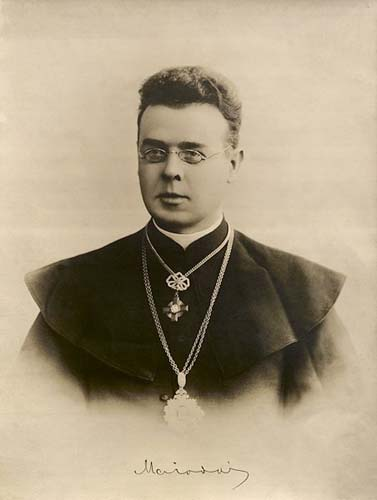
Maironis
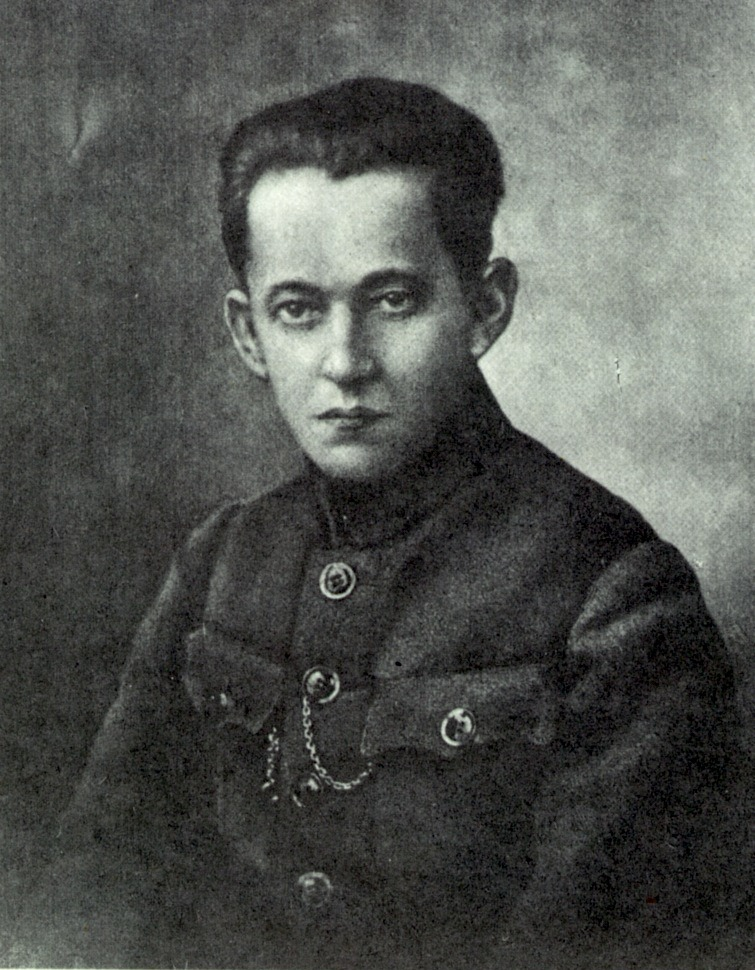
Vincas Krėvė-Mickevičius

#### Lotyšská literatura

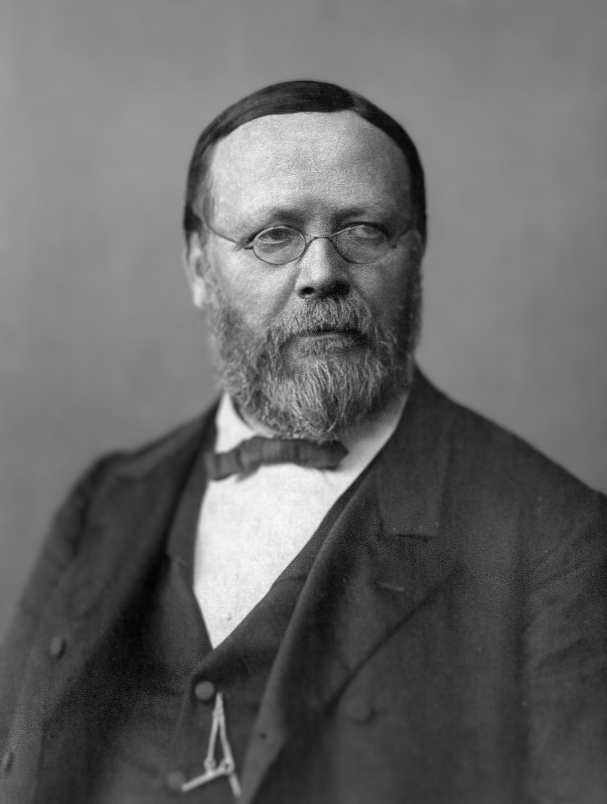
Krišjānis Valdemārs

V Lotyšku začalo skutečné národní obrození a s ním i národní romantismus ve srovnání s ostatními pobaltskými zeměmi relativně nejpozději, přibližně v polovině 19. století, když roku 1856 založili lotyšští studenti na univerzitě v estonském Dorpatu (dnešní Tartu) v opozici ke starolotyšům (veclatvieši) tzv. mladolotyšské hnutí (jaunlatvieši), k jehož cílům patřili demokratické požadavky a pozdvižení lotyšského národa na evropskou úroveň. K vůdčím představitelům hnutí patřili publicista, ekonom a organizátor Krišjānis Valdemārs (1825-1891), spisovatel Ernests Dinsbergs (1816–1902), novinář a básník Juris Alunāns (1832-1864) a básník a sběratel lotyšského folkloru Krišjānis Barons (1835-1923).
Na radikální mladolotyše navazuje ještě radikálnější další vlastenecko-romantická generace. Charakterizuje ji velký zájem o lidovou tvorbu a lotyšskou dávnou historii. K nejvýraznějším představitelům patří básníci Miķelis Krogzemis (1850-1879) známý pod pseudonymem Auseklis a Andrejs Pumpurs (1841-1902), autor lotyšského národního eposu Lāčplēsis (1888).
K představitelům lotyšského novoromantismu patří básníci Rainis (1865-1929) se svou manželkou, básnířkou Aspazijí (1865-1943) , Vilis Plūdonis (1874-1940) a Kārlis Skalbe (1879–1945).

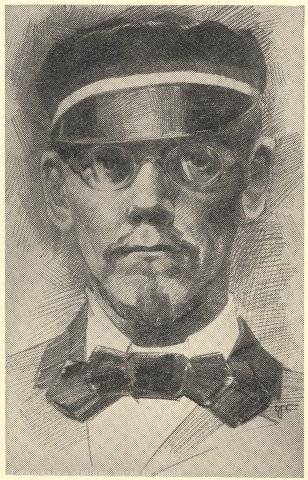
Juris Alunāns
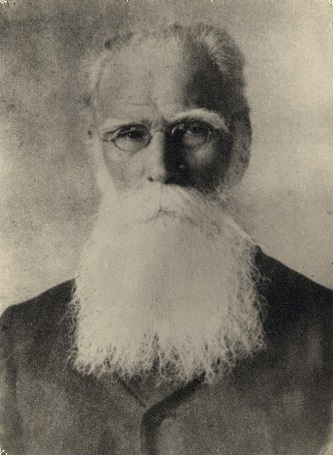
Krišjānis Barons
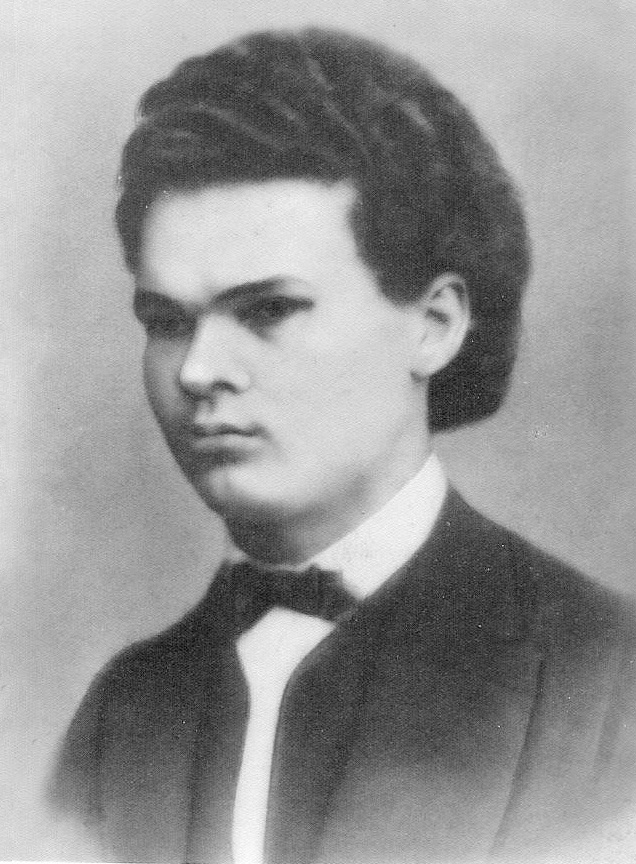
Miķelis Krogzemis
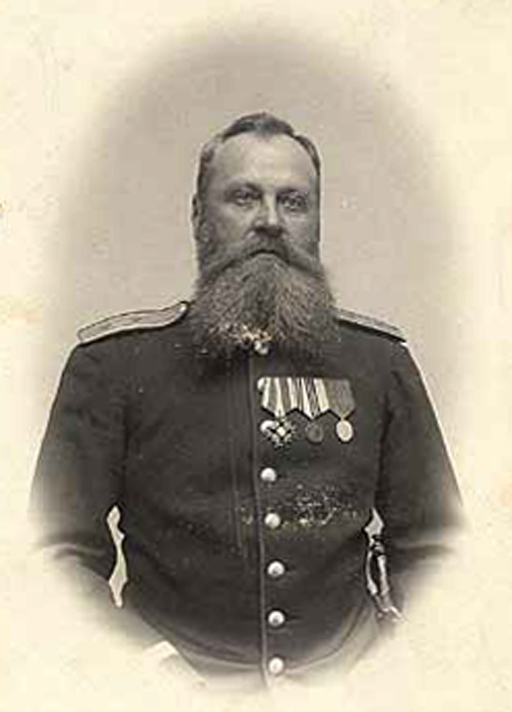
Andrejs Pumpurs
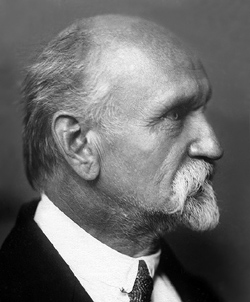
Rainis
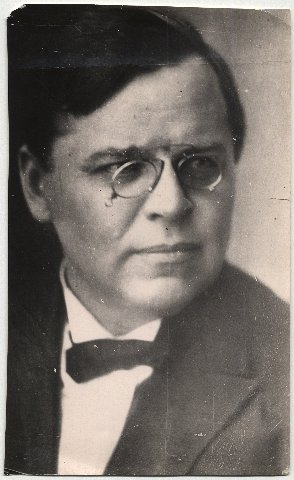
Kārlis Skalbe

### Severská literaura

#### Dánská literatura

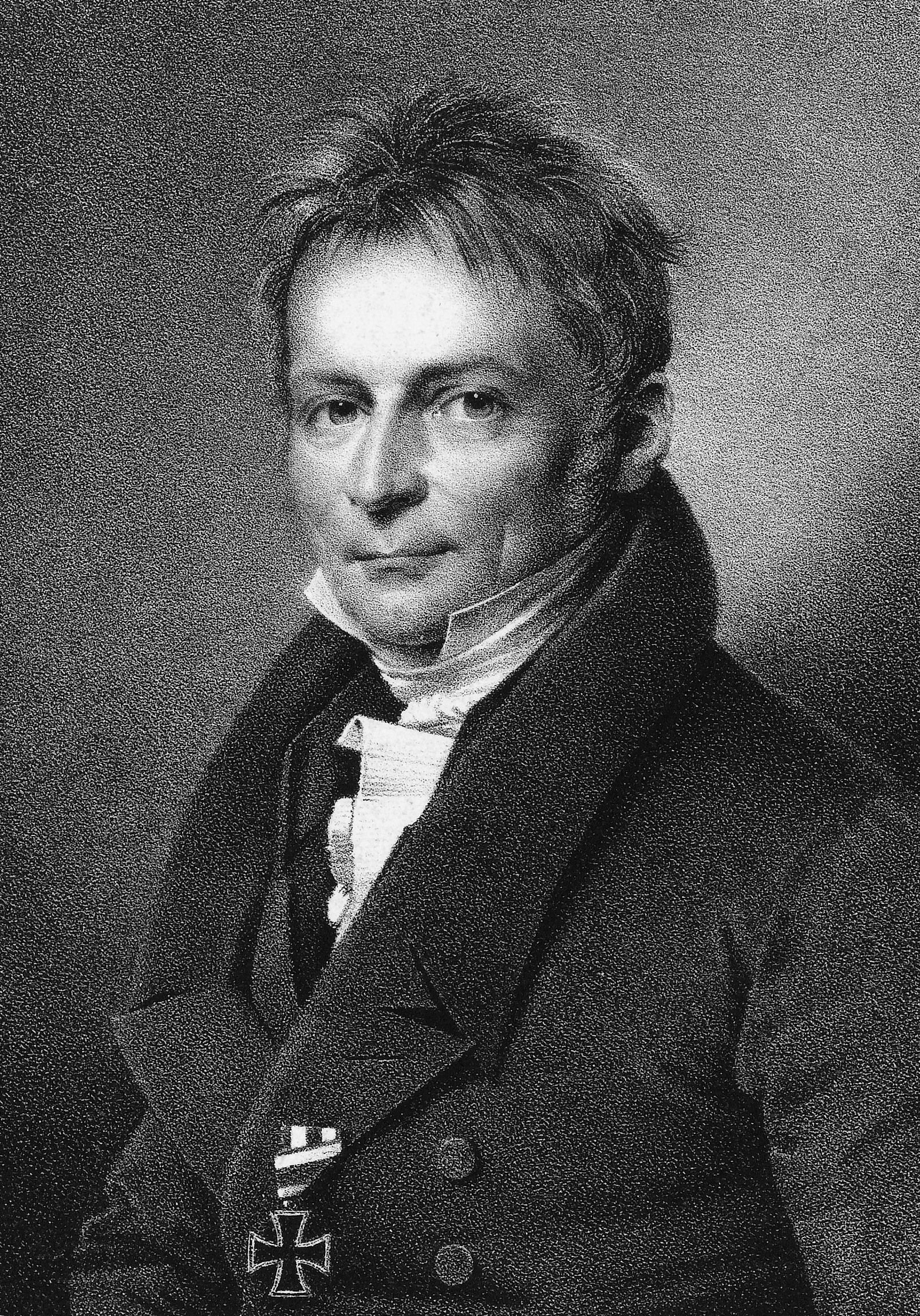
Henrik Steffens

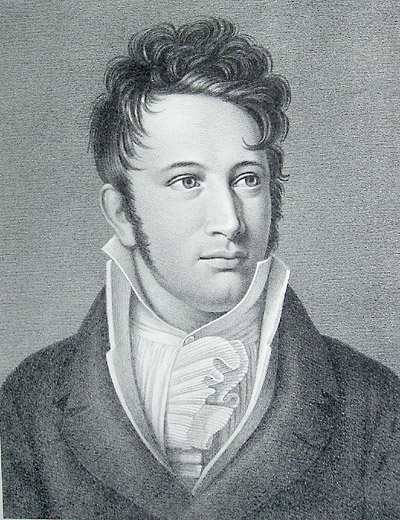
Adam Gottlob Oehlenschläger

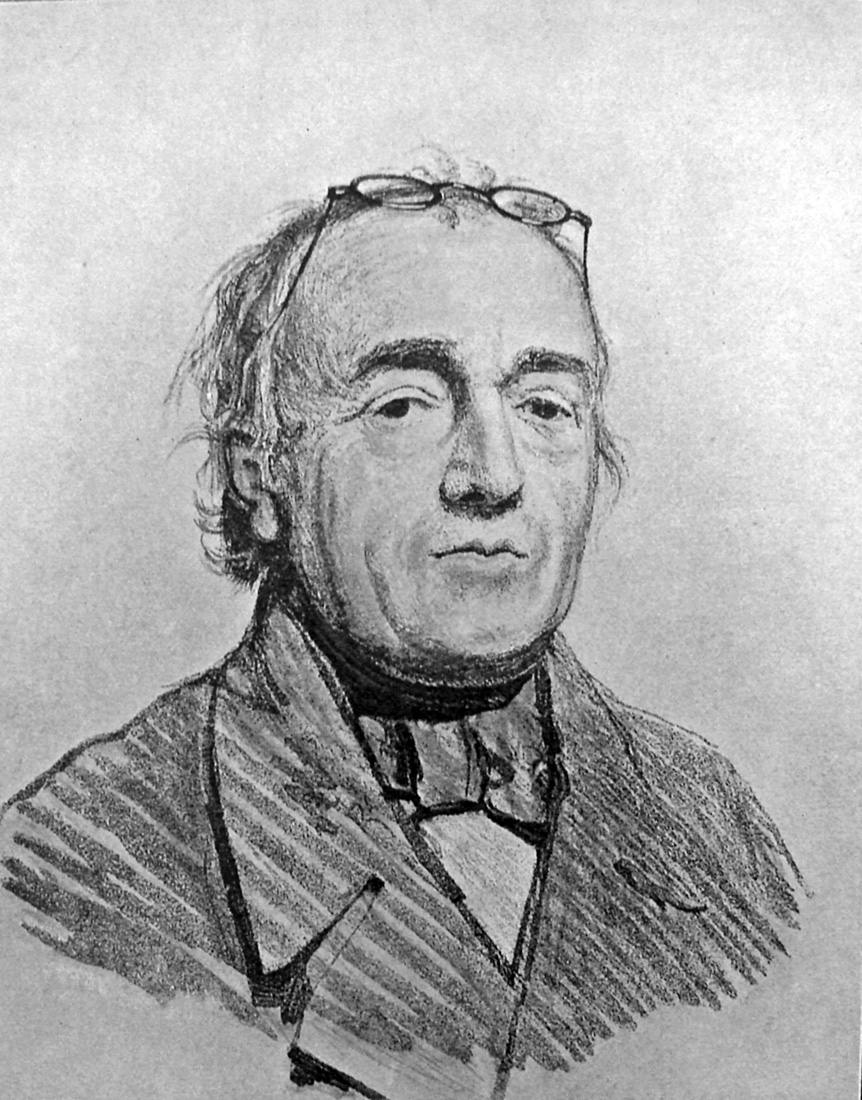
Steen Steensen Blicher

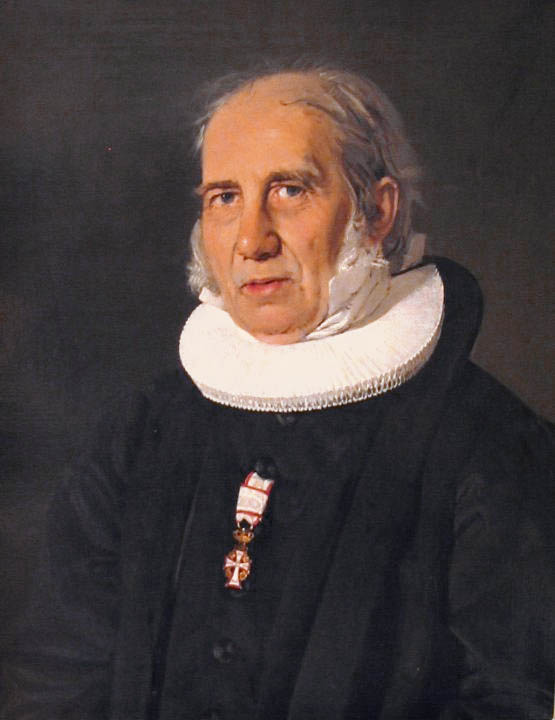
Nikolaj Frederik Severin Grundtvig

Romantismus v dánské literatuře vznikl jako směr na počátku 19. století a jeho období je někdy pro velký rozvoj literatury, malířství a filosofie nazýváno zlatým věkem dánské kultury. Myšlenkově a esteticky je dánský romantismus odvozen od romantismu německého, jehož principy přinesl do Dánska dánsko-německý filosof, přírodovědec a spisovatel Henrik Steffens (1773–1845). Pod vlivem jeho přednášek vznikla první vlna dánského literárního romantismu, jejímiž zakladateli jsou:
- Adam Gottlob Oehlenschläger (1779–1850), básník a dramatik, autor textu dánské národní hymny, jehož sbírka Básně (1803, Digte) je považována za první dánské romantické dílo,
- Steen Steensen Blicher (1782–1848), tvůrce dánské povídky s náměty z lidového života,
- Nikolai Frederik Severin Grundtvig (1783–1872), kněz a pedagog na jehož myšlenkách vyrostlo dánské národní uvědomění a který zásadním způsobem ovlivnil dánskou státní církev, politický systém a teorii i praxi vzdělávání ve své vlasti.

Nejvýznamnějšími představiteli dánského literárního romantismu jsou Hans Christian Andersen (1805–1875), autor umělých pohádek a jeden z největších světových pohádkářů, a filosof, teolog a psycholog Søren Kierkegaard (1813–1855), jedna z hlavních postav dánské kultury vůbec.
K dánským romantikům ještě patří:
- Bernhard Severin Ingemann (1789–1862), autor historických románů a výraznou křesťansko-mravní tendenci.
- Johannes Carsten Hauch (1790–1872), básník, dramatik a prozaik
- Johan Ludvig Heiberg (1791–1860), básník, dramatik a přední teoretik dánského romantismu.
- Christian Winther (1796–1876) a Emil Aarestrup (1800–1856) básníci pozdního romantismu a představitelé erotické poezie.
- Carit Etlar (1816–1900), autor dobrodružných příběhů.
- Jens Christian Hostrup (1818–1892), dramatik, a Meïr Aron Goldschmidt (1819–1887), prozaik, představitelé pozdního romantismu.

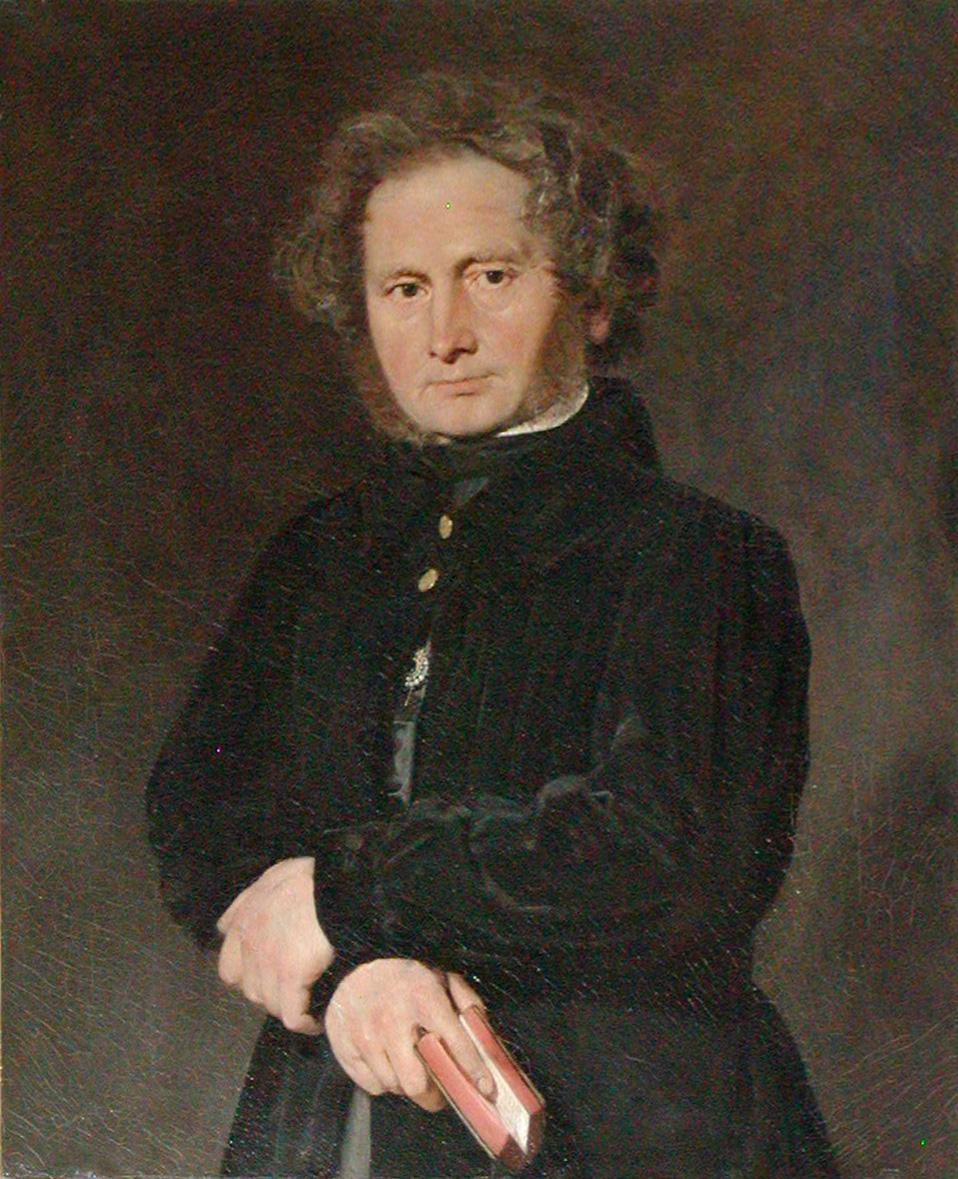
Bernhard Severin Ingemann
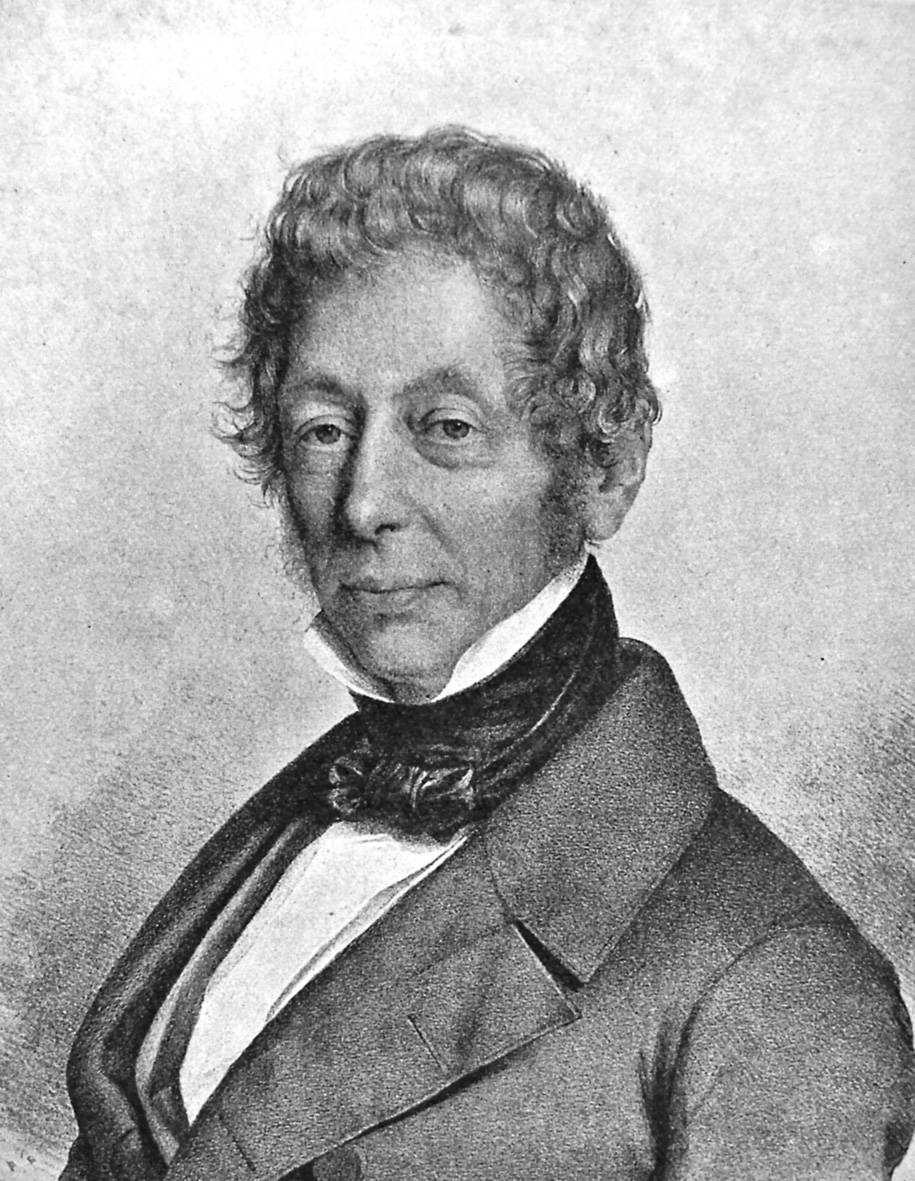
Johannes Carsten Hauch
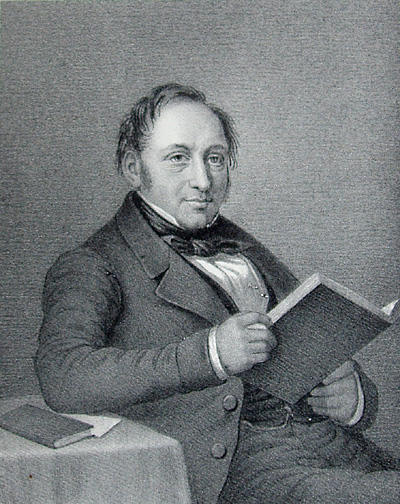
Johan Ludvig Heiberg
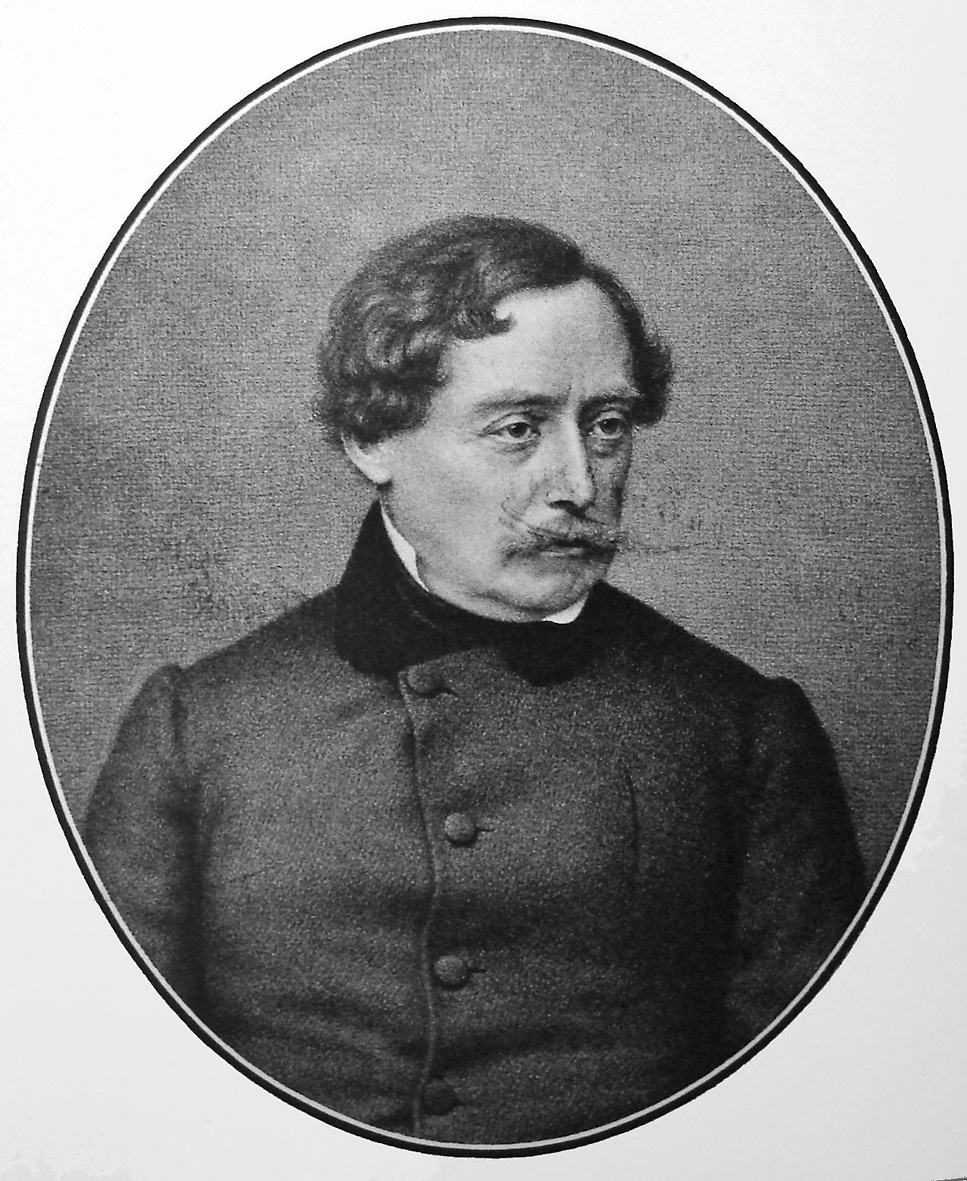
Christian Winther
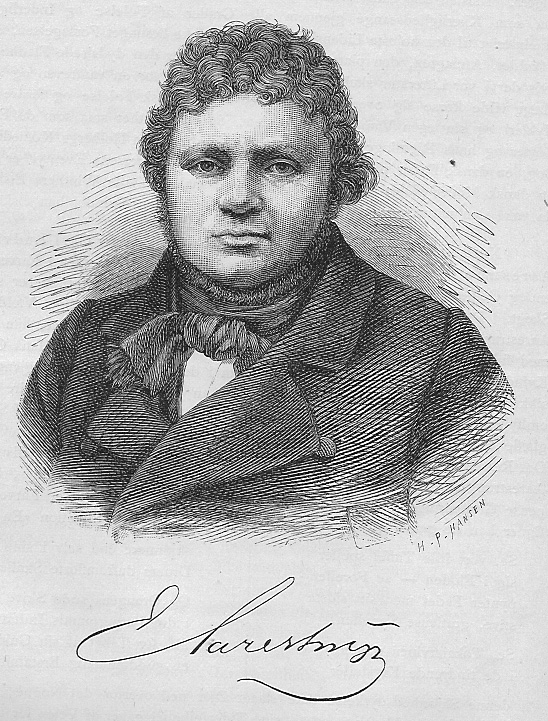
Emil Aarestrup
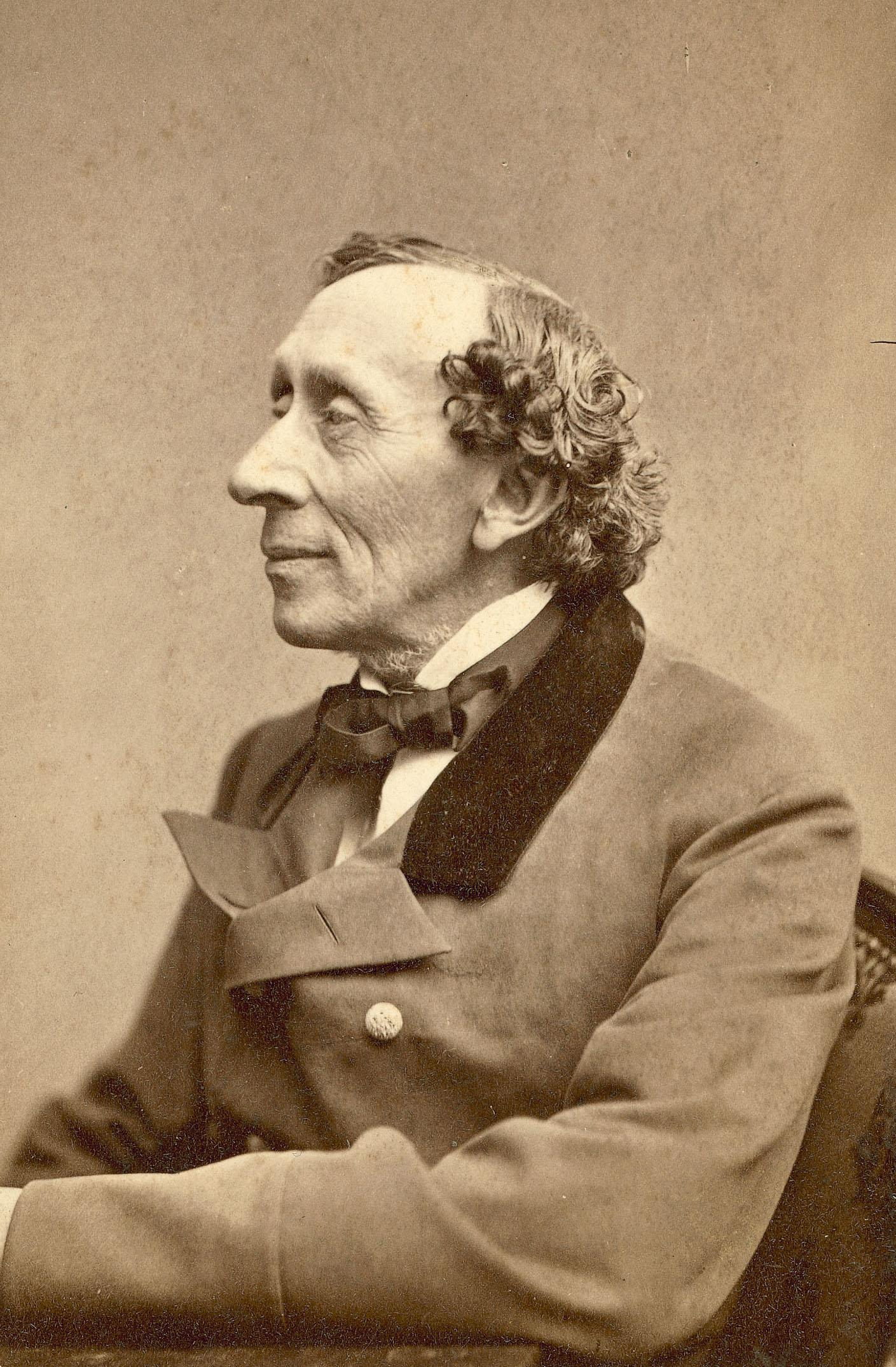
Hans Christian Andersen
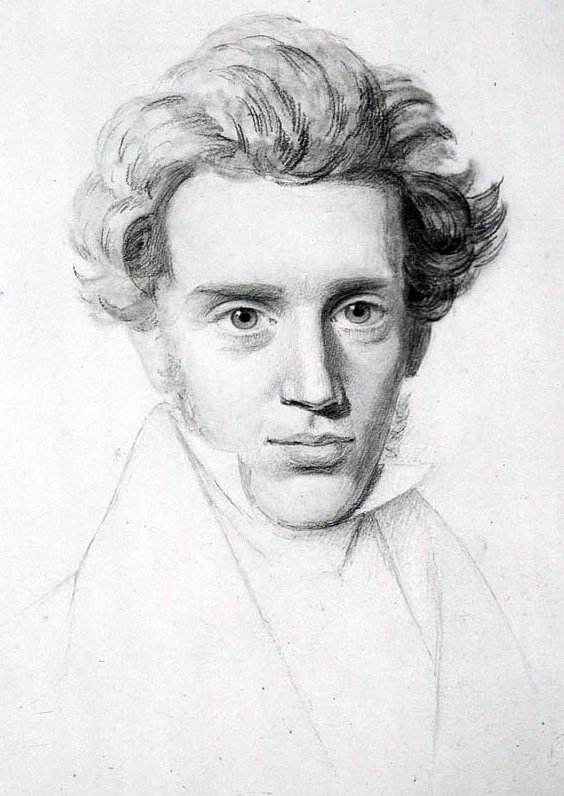
Søren Kierkegaard
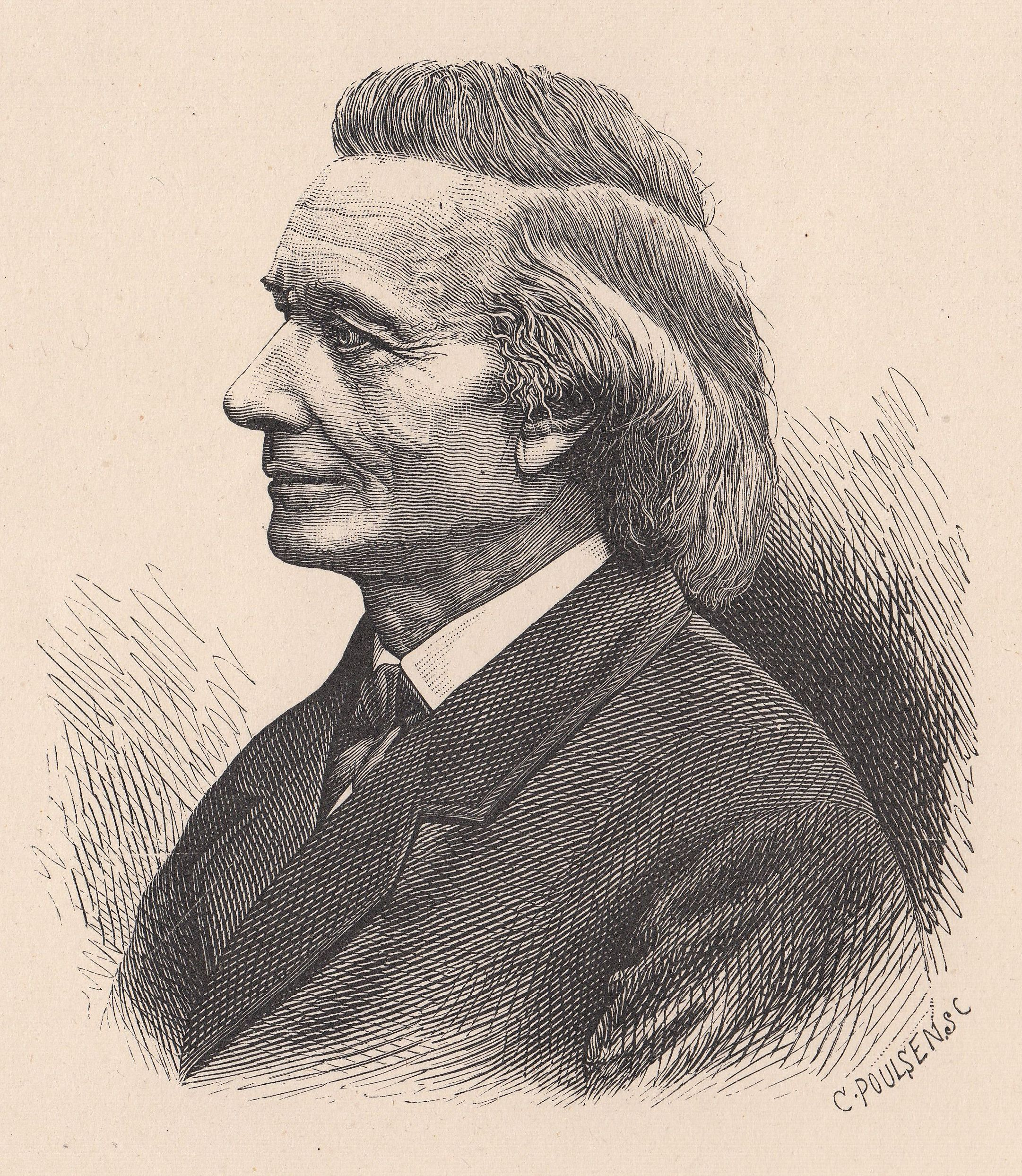
Jens Christian Hostrup
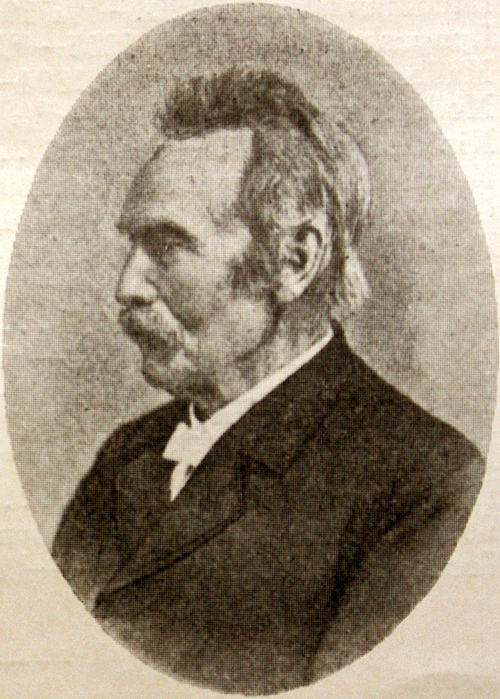
Carit Etlar
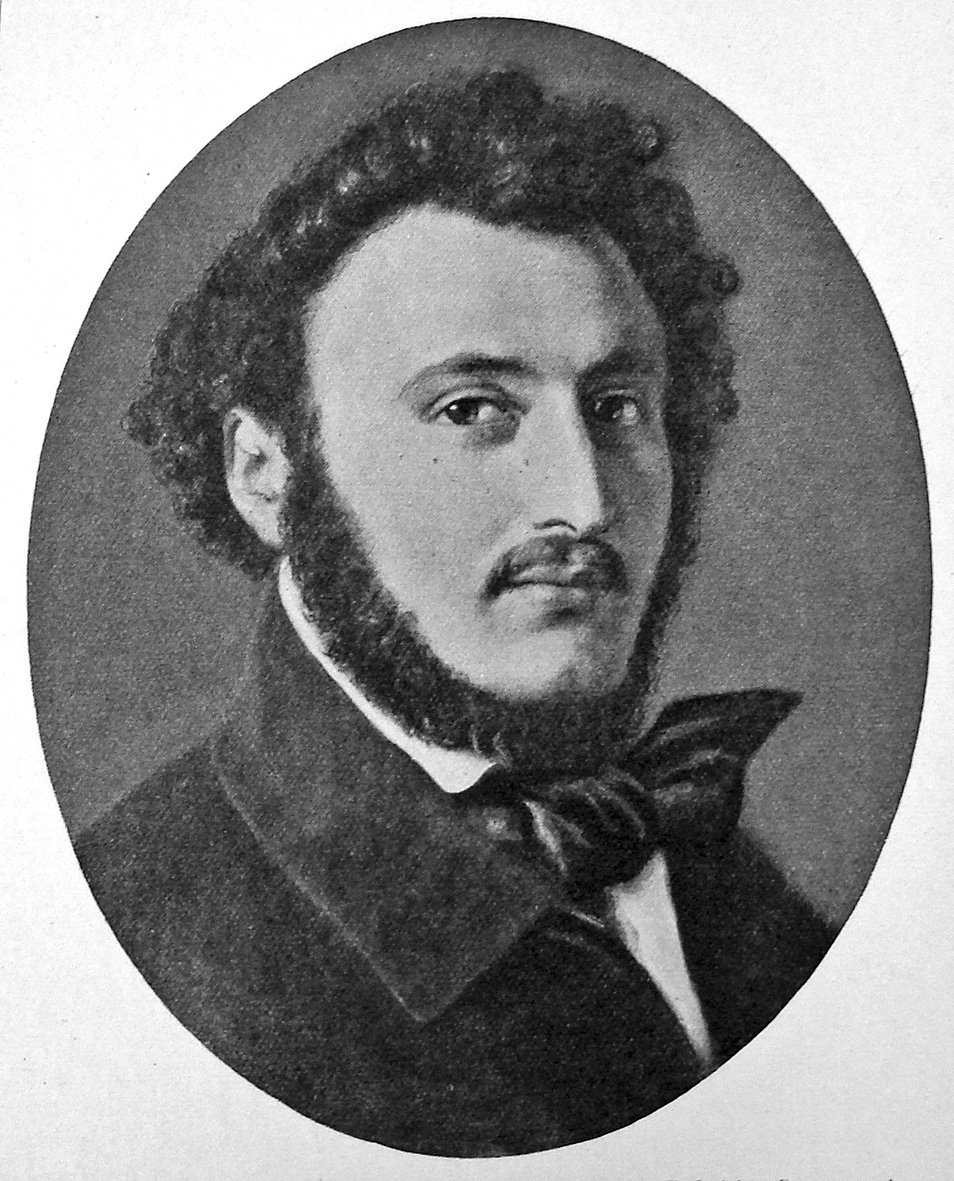
Meïr Aron Goldschmidt

#### Islandská literatura

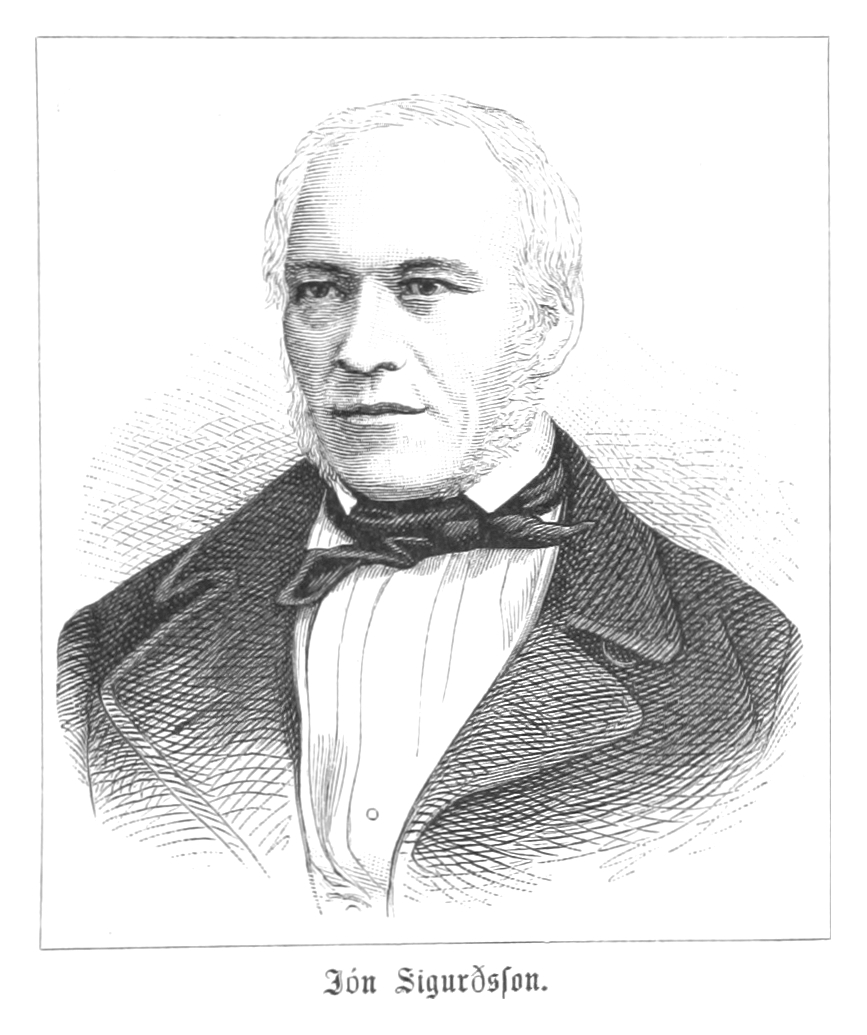
Jón Sigurðsson

Skutečný vznik romantismu na Islandu se datuje vydáním prvního ročníku časopisu Islanďanů žijích v Kodani Fjölnir, který vycházel v letech 1835-1847, i když již předtím se objevovaly v islandské literatuře jeho prvky. Lidové a národní romantické hnutí přineslo na Island, v té době pod nadvládou Dánska, jednak obrovský rozvoj poezie, jednak myšlenky národní samostatnosti, v jejichž čele stál literát a politik Jón Sigurðsson (1811–1879). Národní romantismus, vycházející z vlasteneckého patosu boje za nezávislost tvoří v islandské poezii hlavní proud až do roku 1918, kdy Island získal nezávislost.
K islandsKým romantikům patří:
- Bjarni Thorarensen (1786–1841), básník ovlivněný klasicismem a romantismem, politicky spojený s časopisem Fjölnir a propagující obnovení Althingu (islandského parlamentu).
- Jónas Hallgrímsson (1807–1845), básník a prozaik, první klasik novodobé islandské poezie. zakladatel časopisu Fjölnir, podle kterého se jeho stoupenci nazývali „Fjölnismenn" (doslova „muži z Fjölniru").
- Jón Thoroddsen (1818–1868), básník a prozaik, autor prvního klasického islandského románu Piltur og stúlka (1850, Chlapec a dívka).

Představitelem islandského novoromantismu je napříkal Jóhann Sigurjónsson (1880–1919) nebo básnířka Unnur Benediktsdóttir Bjarklind (1881–1946) píšící pod pseudonynem Hulda.

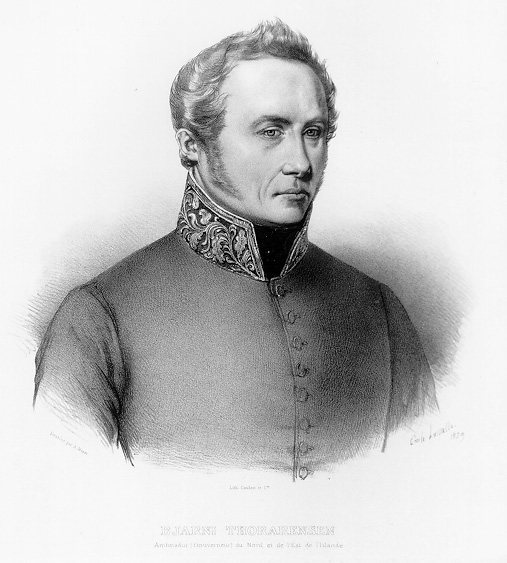
Bjarni Thorarensen
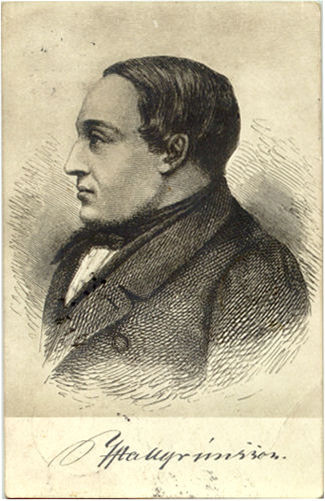
Jónas Hallgrímsson
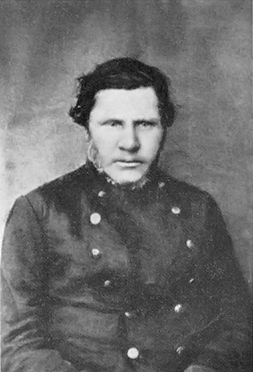
Jón Thoroddsen
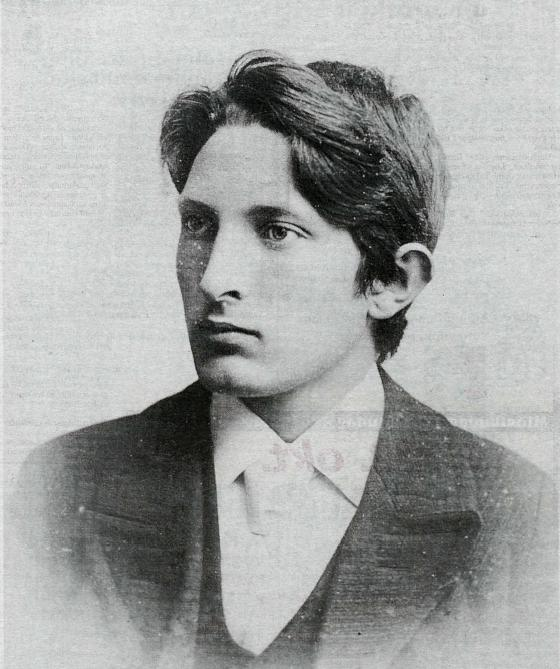
Jóhann Sigurjónsson

#### Švédská literatura

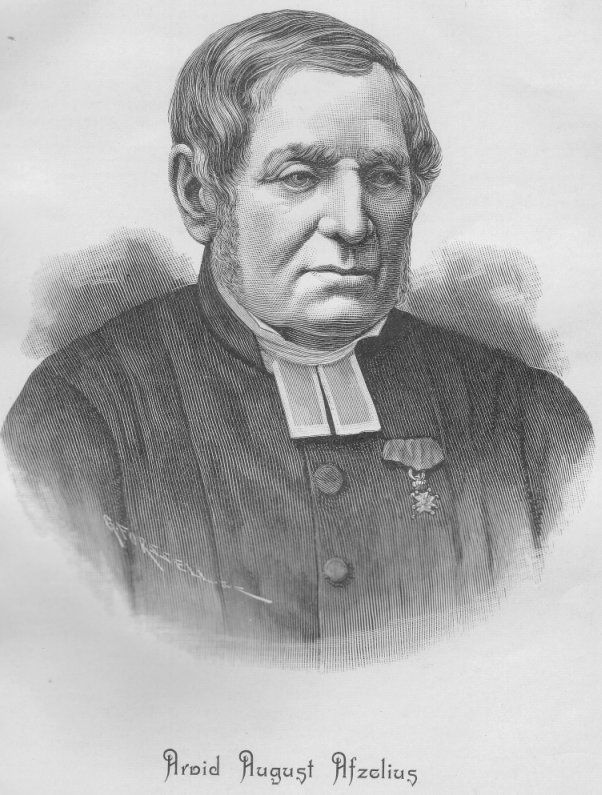
Arvid August Afzelius

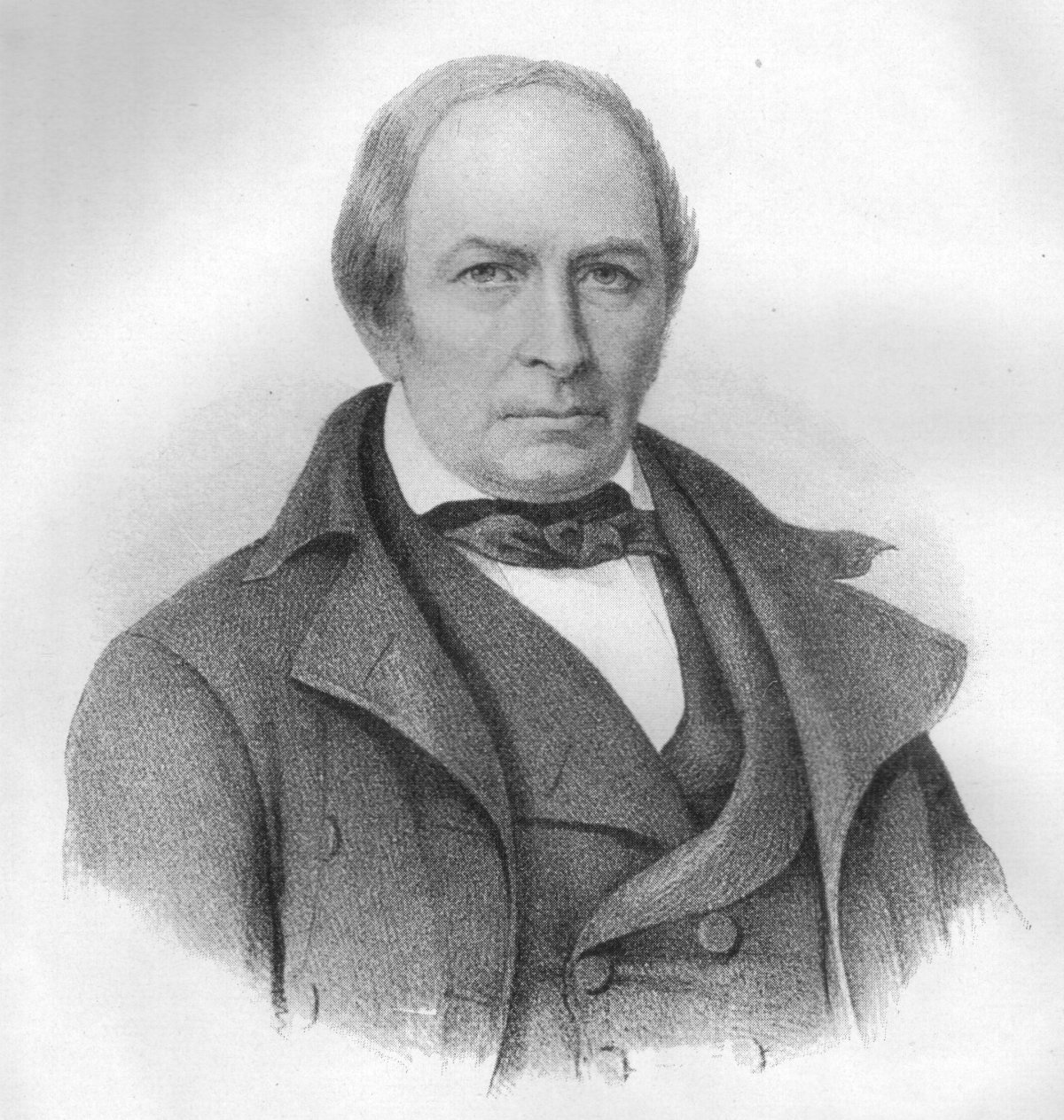
Erik Gustaf Geijer

Švédský romantismus se začal rozvíjet po roce 1809, kdy bylo po tzv. finské válce od Švédska odtrhnuto území tehdejšího švédského Finska a ustanoveno Finské velkoknížectví v rámci Ruského impéria. Švédsko zároveň ztratilo své velmocenské postavení, To vše posílilo v zemí nacionální smýšlení, odpovídající svým vyzněním romantismu ovládajícímu tehdy evropskou literaturu.
Významnou skupinu romantiků představoval tzv. Gótský spolek (Götiska Förbundet), založený ve Stockholmu roku 1811, jehož inspirací se stala staroseverská minulost, hrdinská poezie, ságy, pohádky a lidové písně. V jejich zapisování sehrál důležitou roli kněz Arvid August Afzelius (1785-1871). K dalším členům spolku patřili především  Erik Gustaf Geijer (1788-1847) a Esaias Tegnér (1782– 1846). Druhou významnou romantickou skupinou byli tzv. fosforité z Uppsaly, nazývaní tak podle časopisu Phosporos vydávaného v letech 1810 až 1813, kteří byli ovlivnění německou romantikou. K jejím nejvýznamnějším představitelům patřili básník Per Daniel Amadeus Atterbom (1790–1855), literární kritik a historik Lorenzo Hammarsköld (1785–1827) a spisovatel a překladatel Vilhelm Fredrik Palmblad (1788-1852).
Mimo oba tyto proudy stáli
- básník a dramatik Erik Johan Stagnelius (1793–1823), autor filozoficko-náboženských básní a tragédií.
- básník Erik Sjöberg (1794–1828) píšící hluboce melancholické lyrické básně.
- luteránský kněz Johan Olof Wallin (1779–1839), autor duchovních písní.
- prozaik, dramatik a básník Carl Jonas Love Almqvist (1793–1866), představitel přechodu od romantismu k realismu, jehož myšlenky o rovnosti žen a mužů se mohou považovat za radikální i podle současných měřítek. Většinu svých děl zařadil do svého rozsáhlého cyklu Kniha šípkové růže.

Z čistě jazykových hledisek lze za představitele švédského romantismu považovat i švédsky píšící finské romantiky. Jejich zájmem ale bylo vytvoření svébytné finské kultury, a proto jsou uvedeni v kontextu finské literatury.
Představiteli švédského pozdního romantismu byli básníci Viktor Rydberg (1828–1895) a  Carl Snoilsky (1841–1903). 

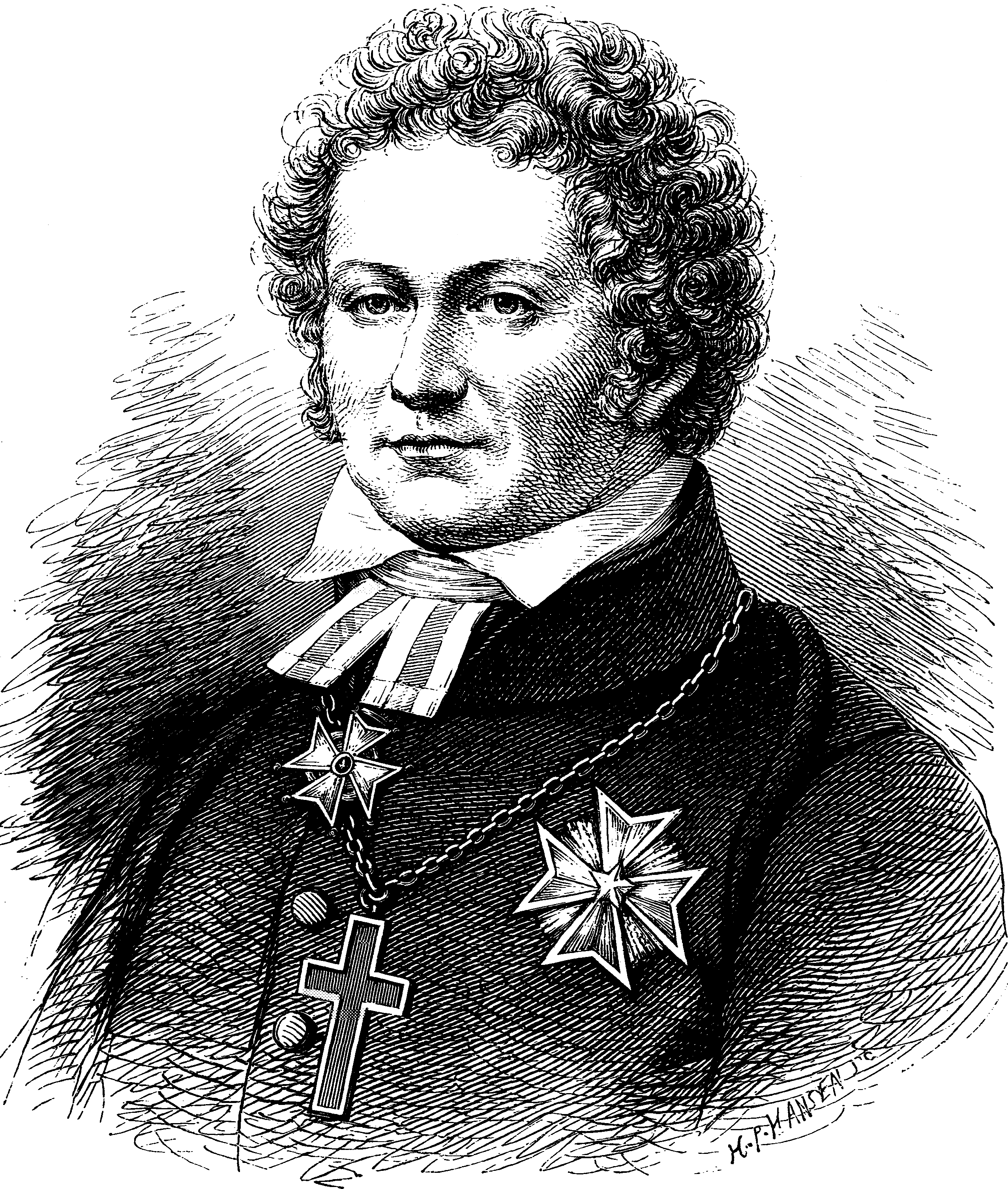
Esaias Tegnér
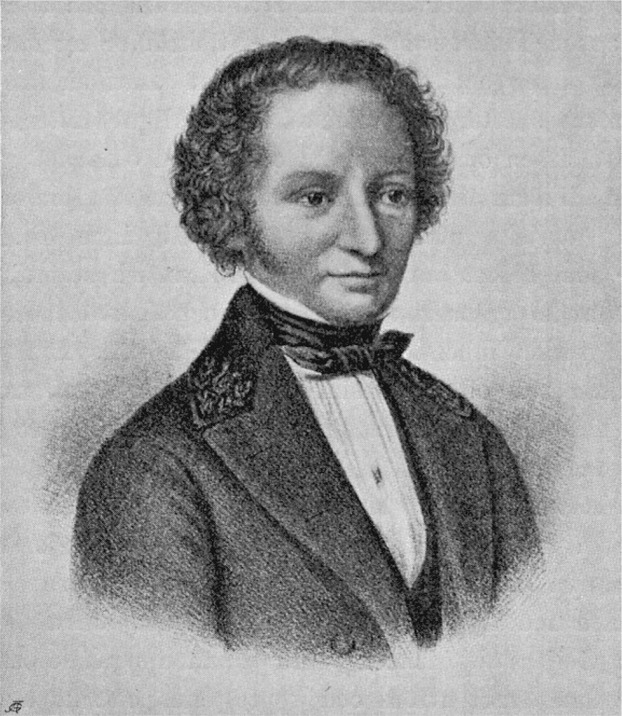
Per Daniel Amadeus Atterbom
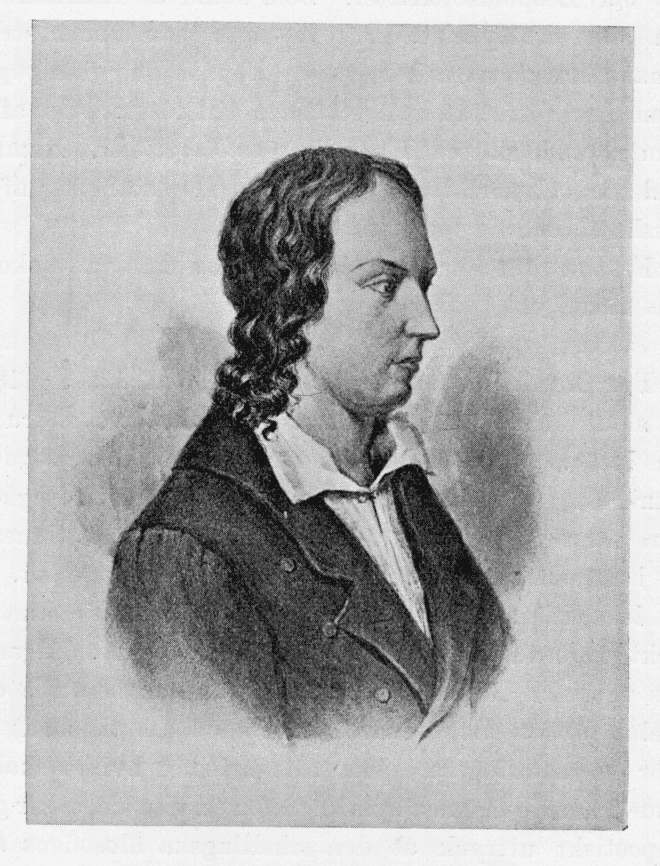
Lorenzo Hammarsköld
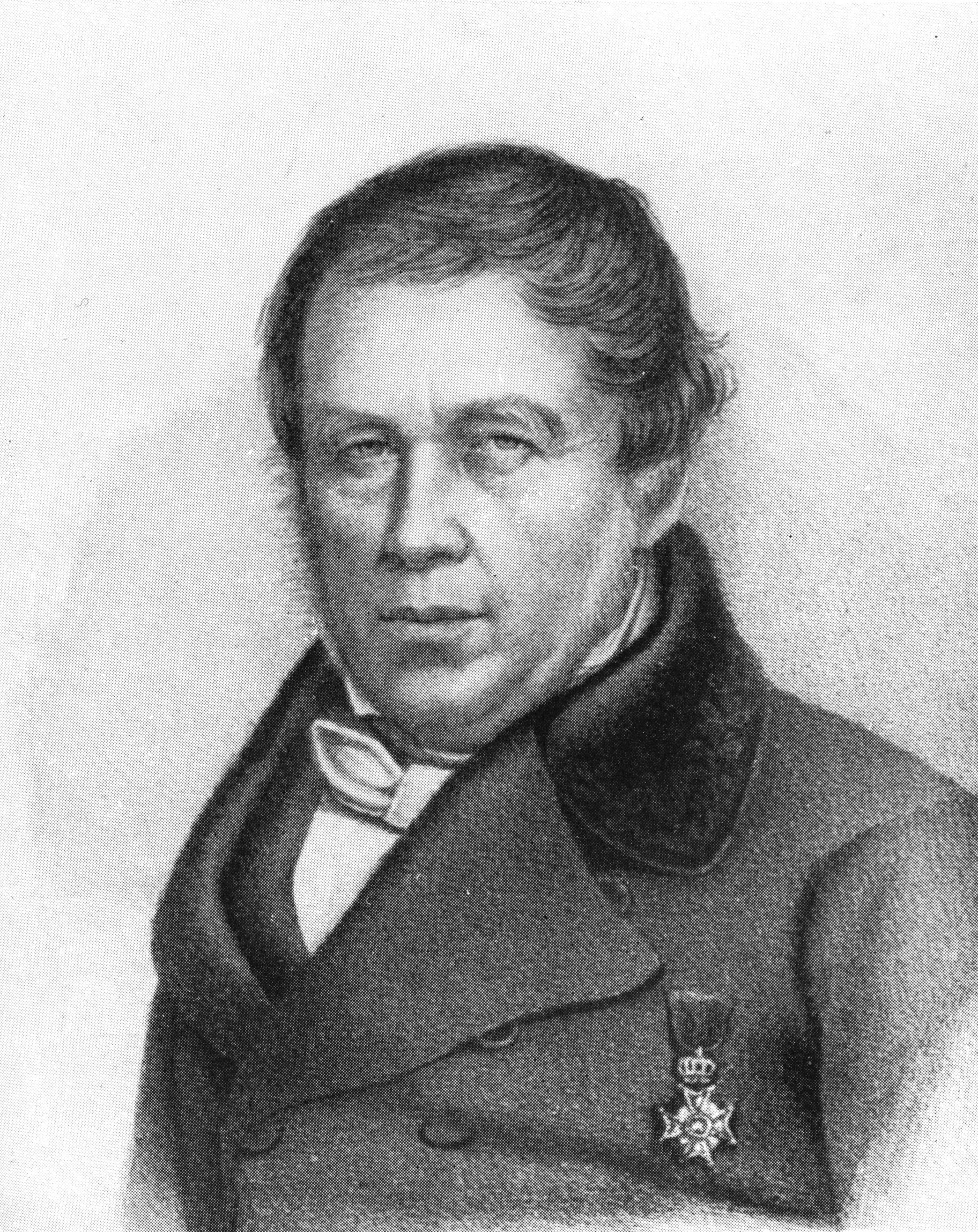
Vilhelm Fredrik Palmblad
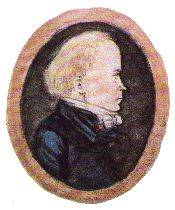
Erik Johan Stagnelius
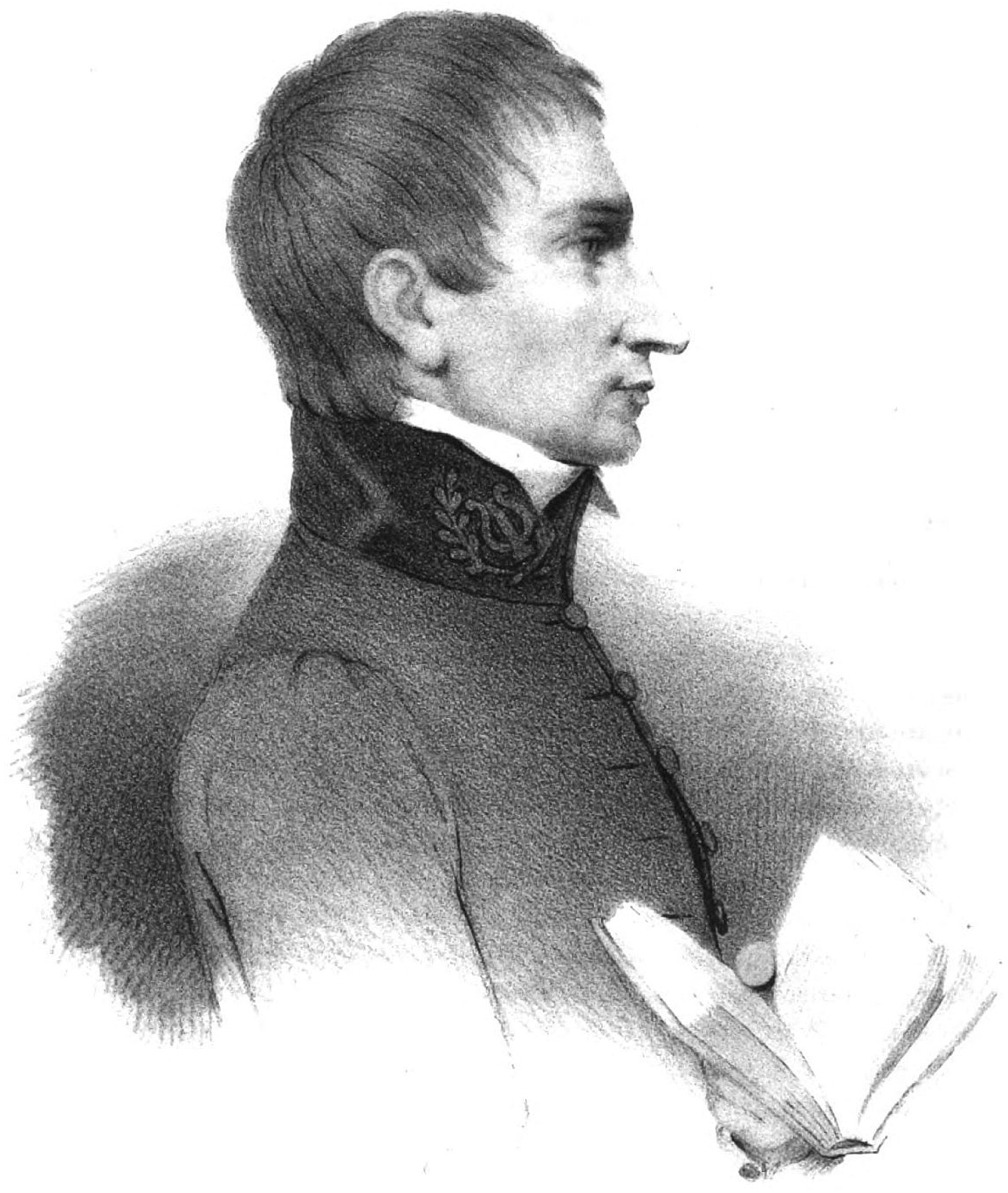
Erik Sjöberg
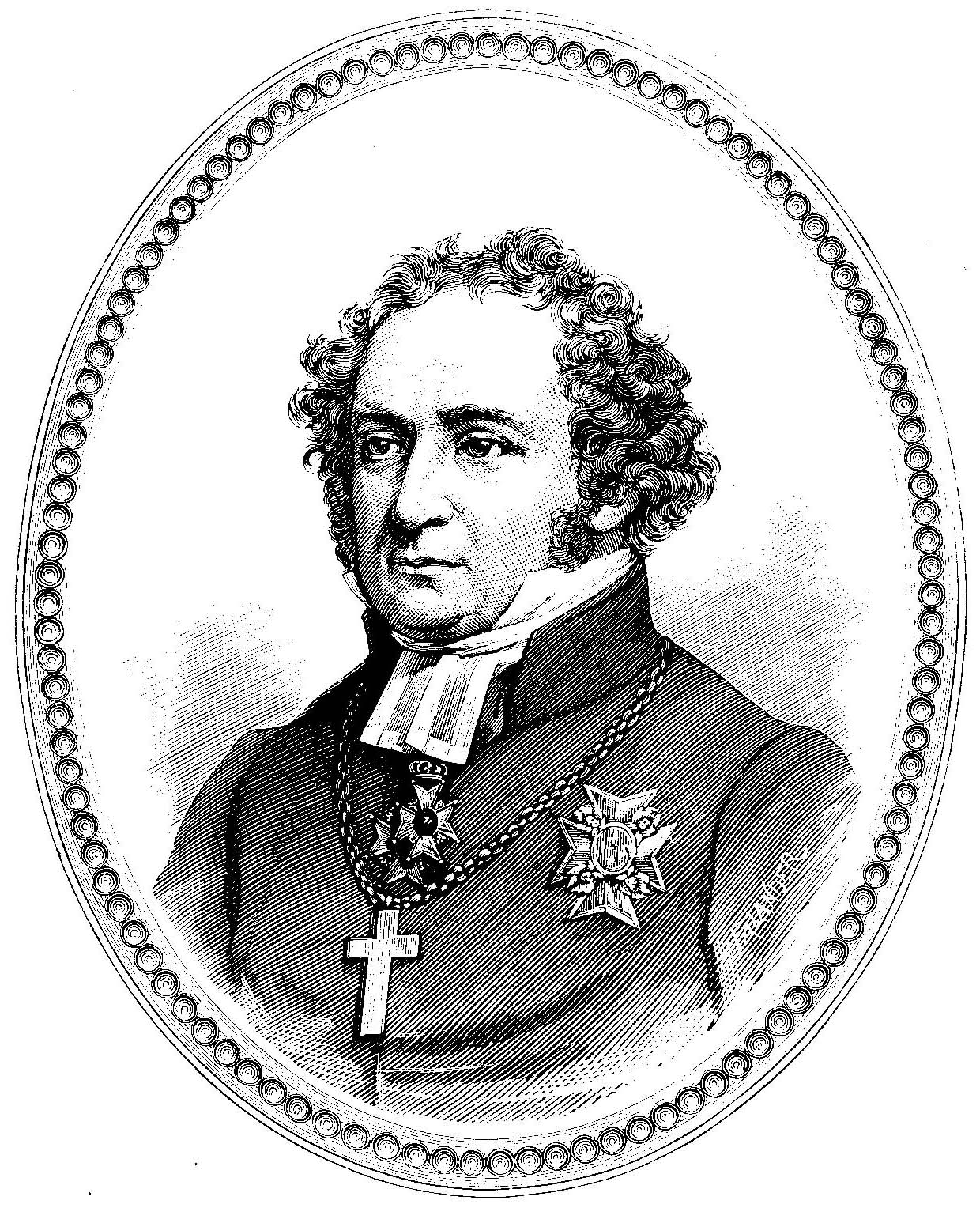
Johan Olof Wallin
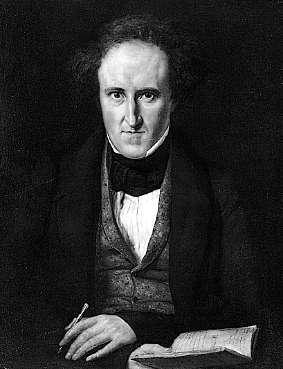
Carl Jonas Love Almqvist
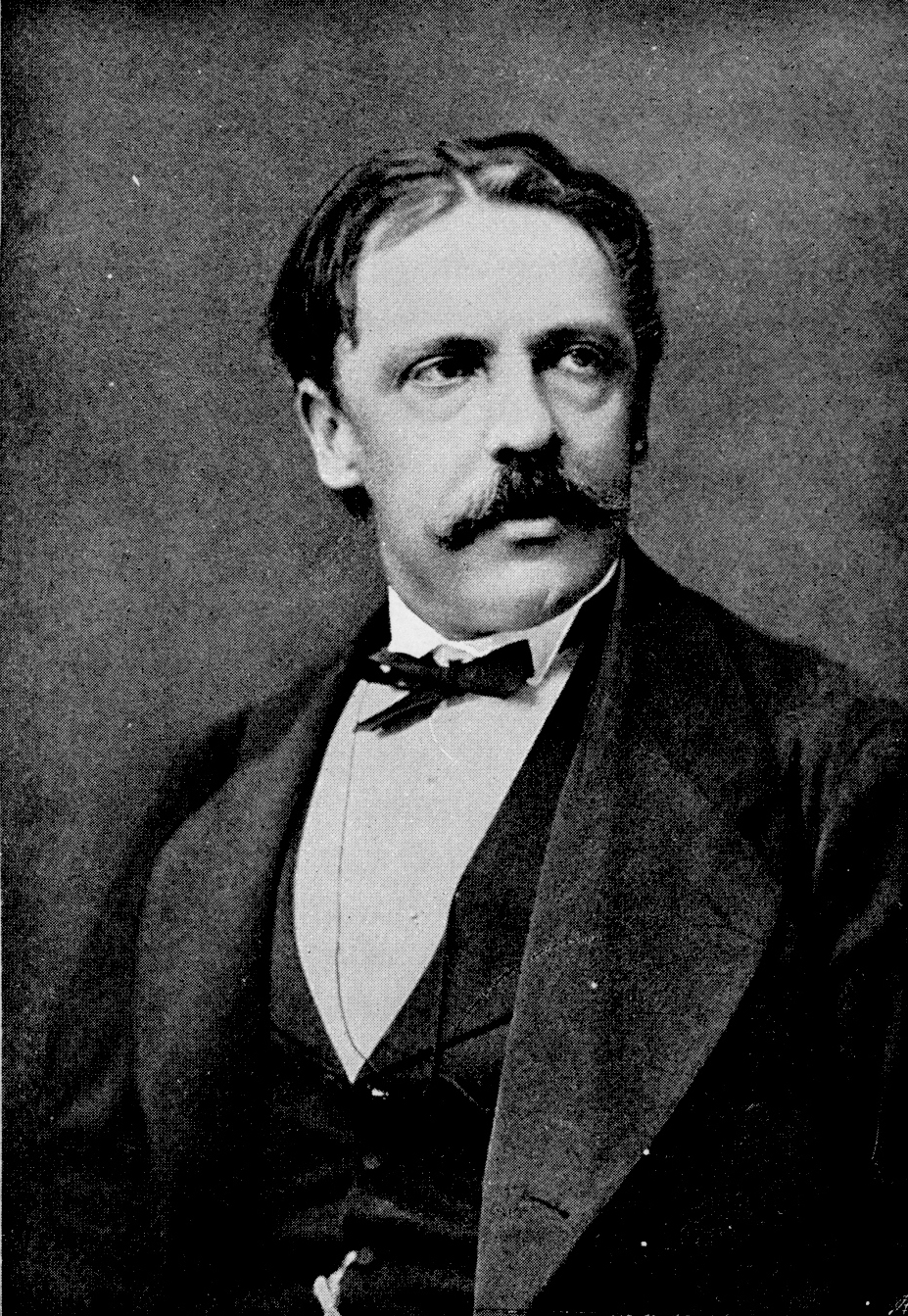
Viktor Rydberg
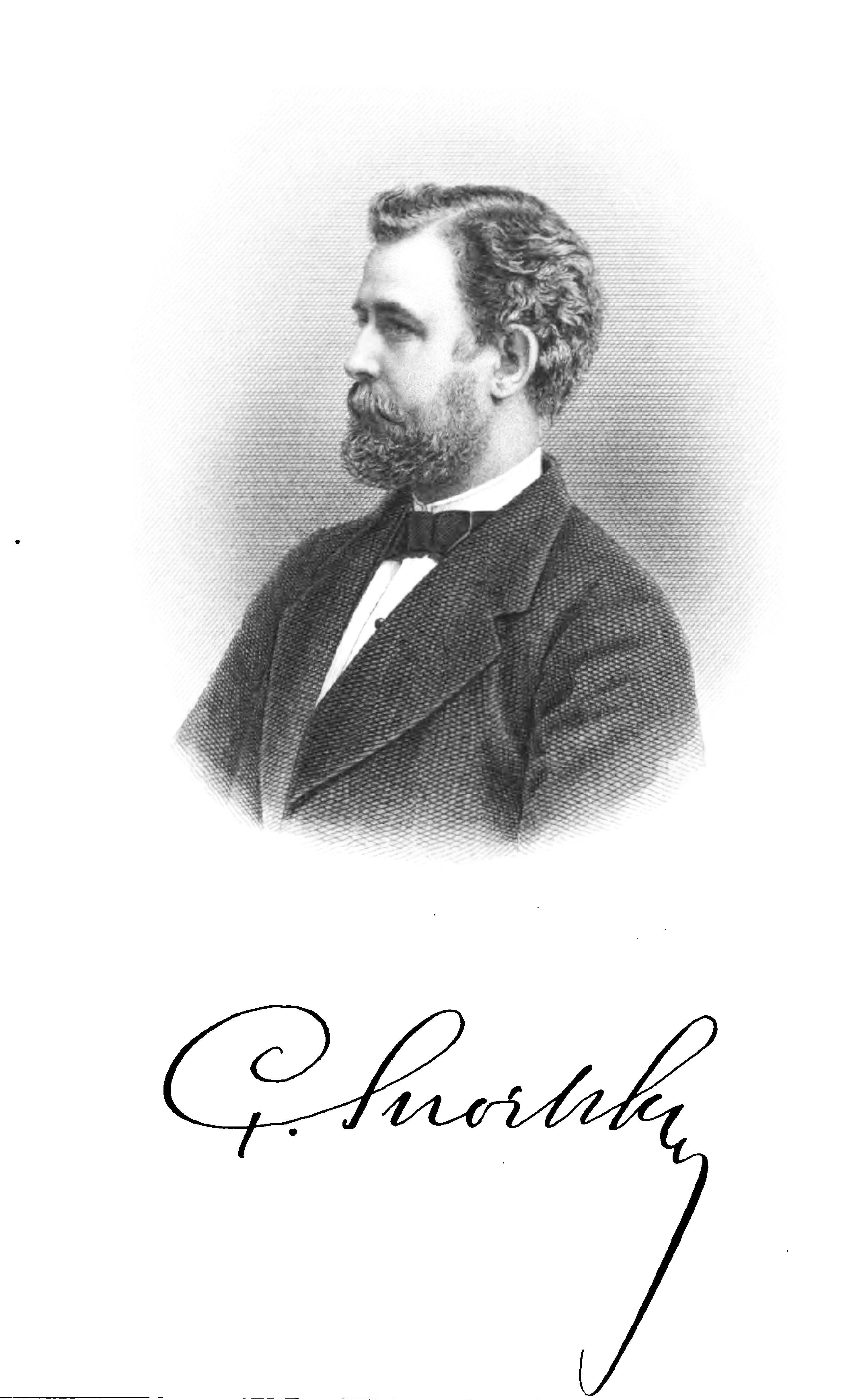
Carl Snoilsky

#### Finská literatura

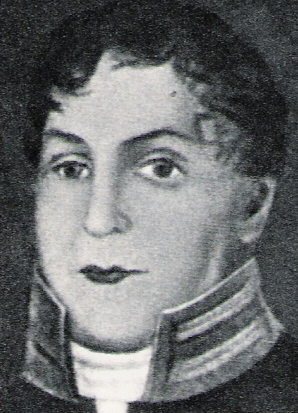
Jaakko Juteini

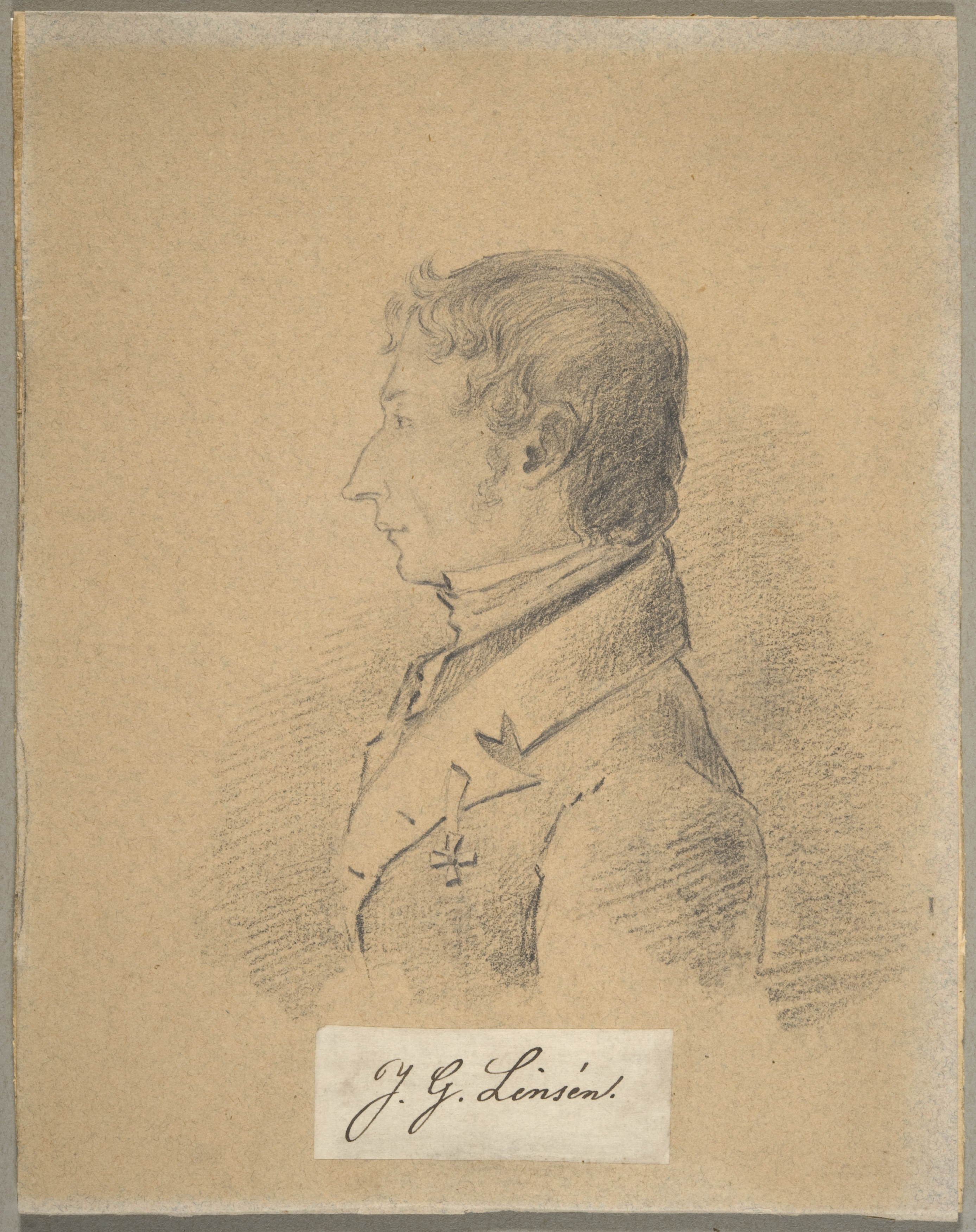
Johan Gabriel Linsén

O finském literárním romantismu se nedá hovořit jako o romantismu v plném slova smyslu. Romantický je především pohled na národ a zájem o lidovou kulturu, v níž se hledá duše národa, dále koncepce přírody, panteistické tendence a využívání folklóru k budování národní identity. Jeho představitelé navazovali na myšlenky profesora Královské akademie v Turku Henrika Gabriela Porthana, významné postavy finského osvícenství v 18. století, který probudil jejich zájem o finskou mytologii, lidovou poezii a historii a o další humanitní vědy.
Na počátku 19. století tak vznikla na Královské akademii v Turku politicko-literární hnutí nazývané turkuská romantika, jehož členové našli nové intelektuální podněty v romantismu a otevřeli otázku hledání národní finské identity spojenou se zaměřením na vývoj finštiny jako národního jazyka, který pomůže národu k samostatnosti. K jejím představitelům patří
- Jaakko Juteini (1781–1855), autor prvních finsky psaných divadelních her, povídek a umělých písní.
- Johan Gabriel Linsén (1785-1848), básník a spisovatel.
- Johan Jakob Tengström (1787-1858), spisovatel, historik a profesor filozofie
- Adolf Ivar Arwidsson (1791–1858), novinář, spisovatel a historik.
- Abraham Poppius (1793-1866), básník a sběratel lidové poezie.
- Carl Axel Gottlund (1796–1875), básník a jazykovědec píšící švédsky a finsky.

K dalším finským romantikům patří
- Elias Lönnrot (1802–1884), spisovatel, filolog a sběratel lidové poezie známý především svým sestavením finského národního eposu Kalevala (1835).
- Johan Ludvig Runeberg (1804–1877), švédsky píšící básník, autor finské národní hymny Má vlast (1846, Vårt land), přeložené do finštiny roku 1848 pod názvem Maamme, která pochází z dvoudílného souboru lyricko-epických romancí a balad Vyprávění praporčíka Ståla (1848, 1860, Fänrik Ståls sägner), tematicky se vztahujících k rusko-švédské válce v letech 1808-1809.
- Zachris Topelius (1818–1898), švédsky píšící spisovatel, historik a novinář.
- Eino Leino (1878-1926), básník a novinář, představitel pozdního romantismu.

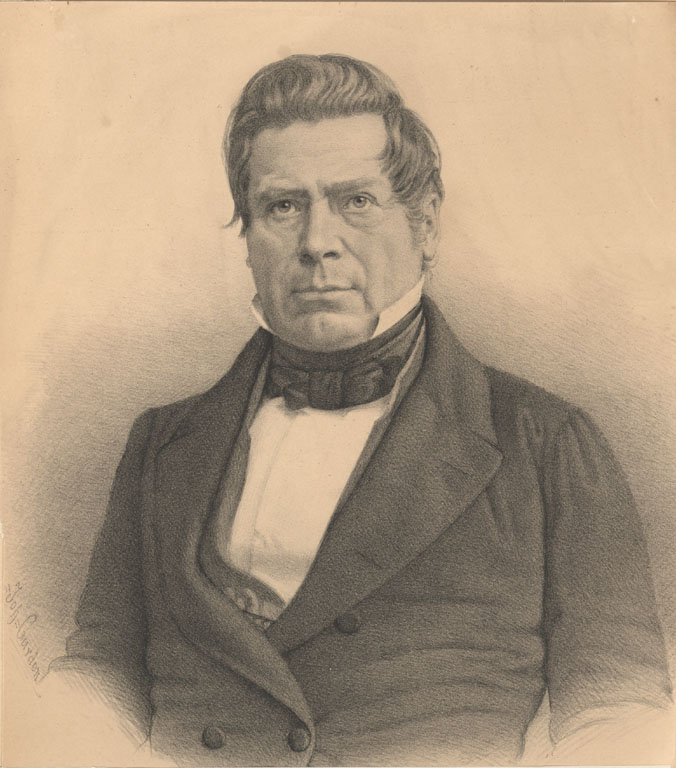
Adolf Ivar Arwidsson
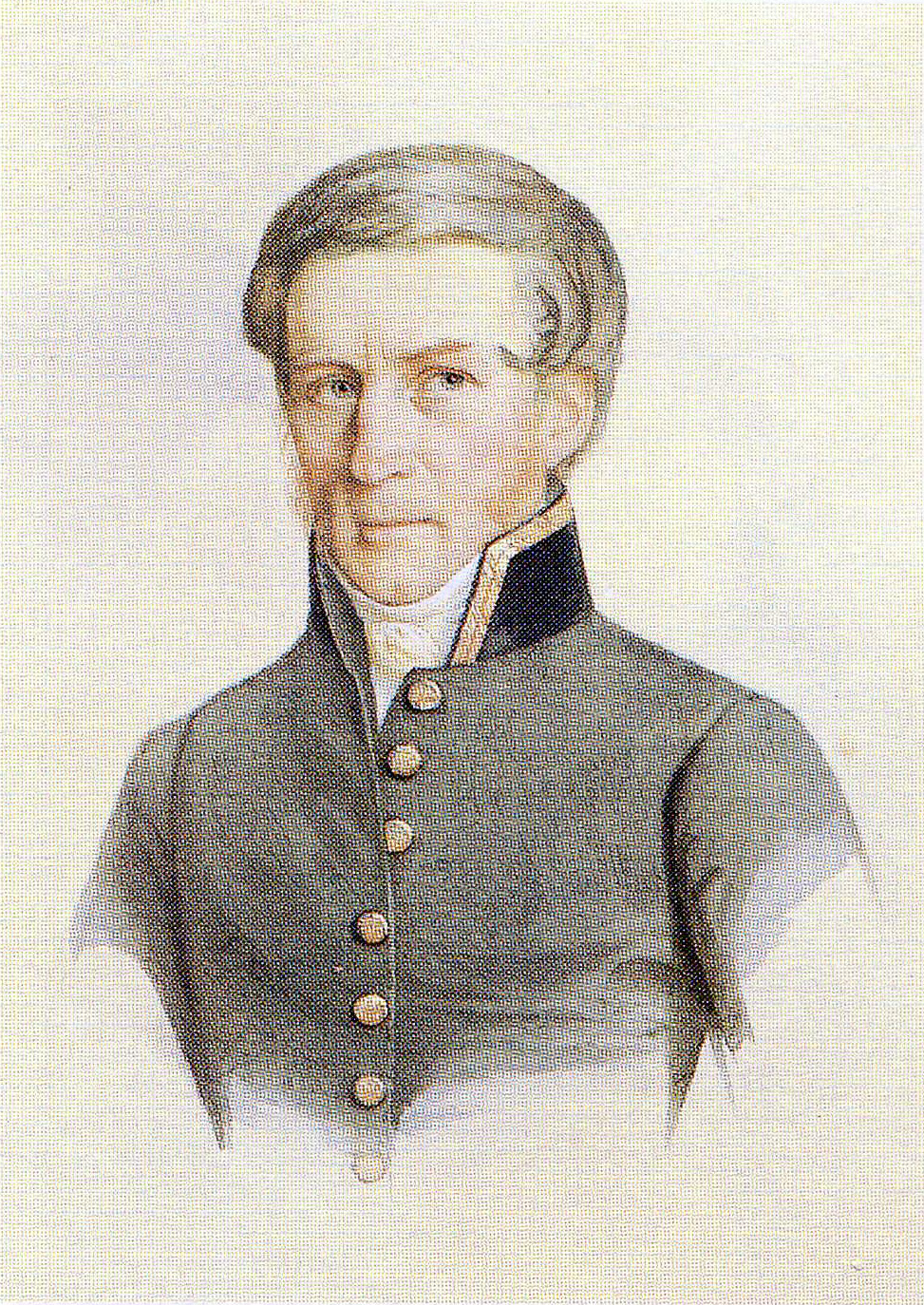
Carl Axel Gottlund
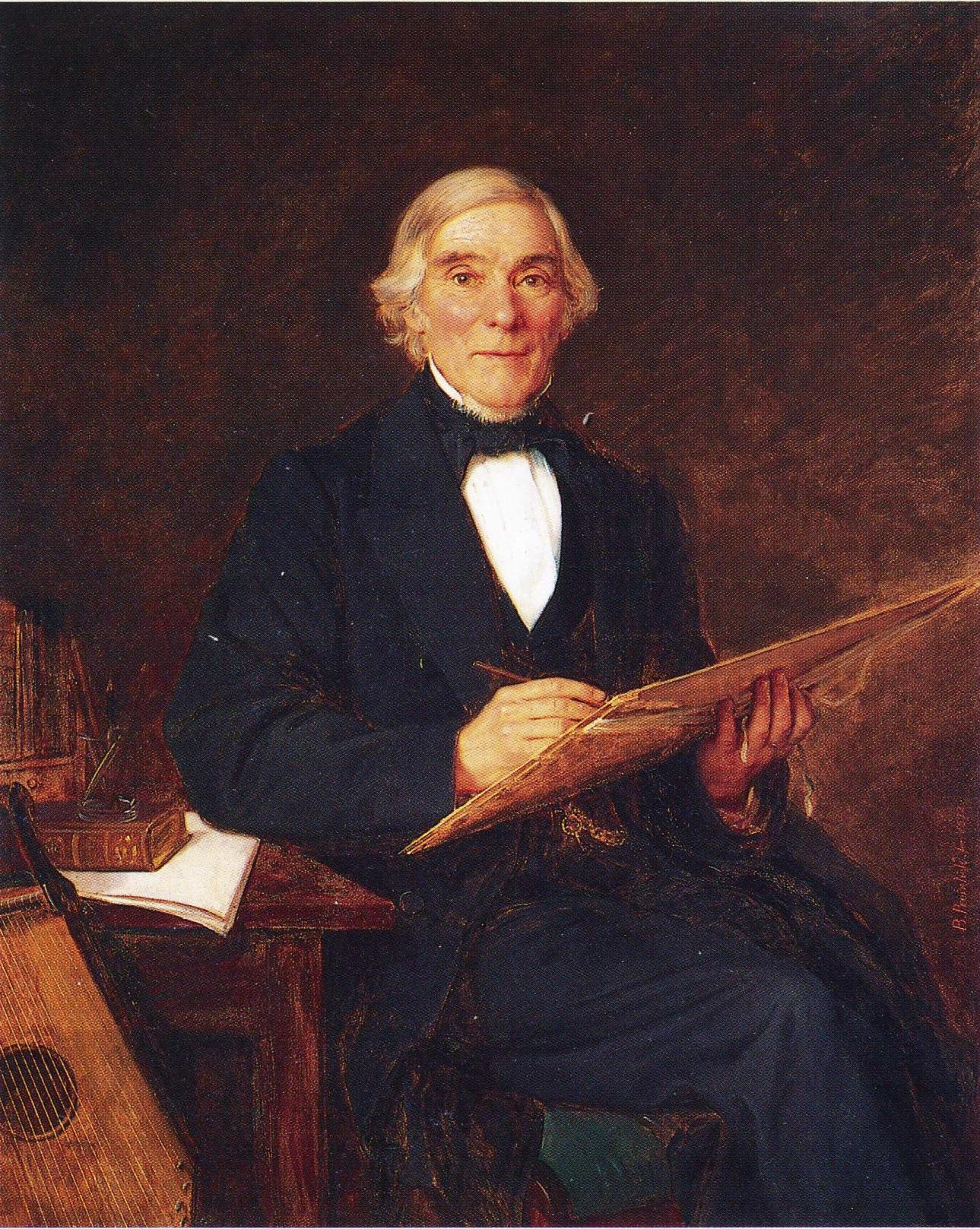
Elias Lönnrot
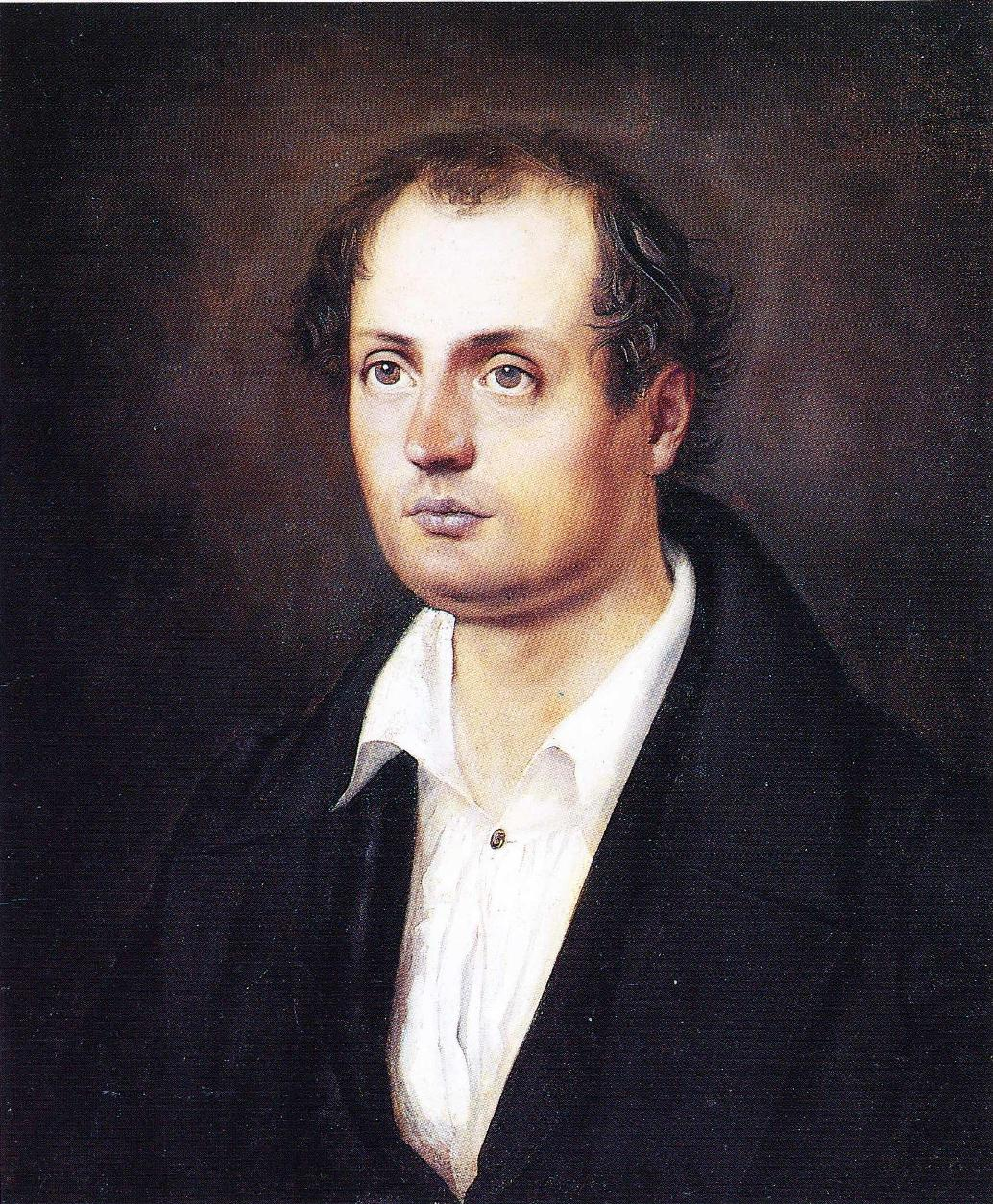
Johan Ludvig Runeberg
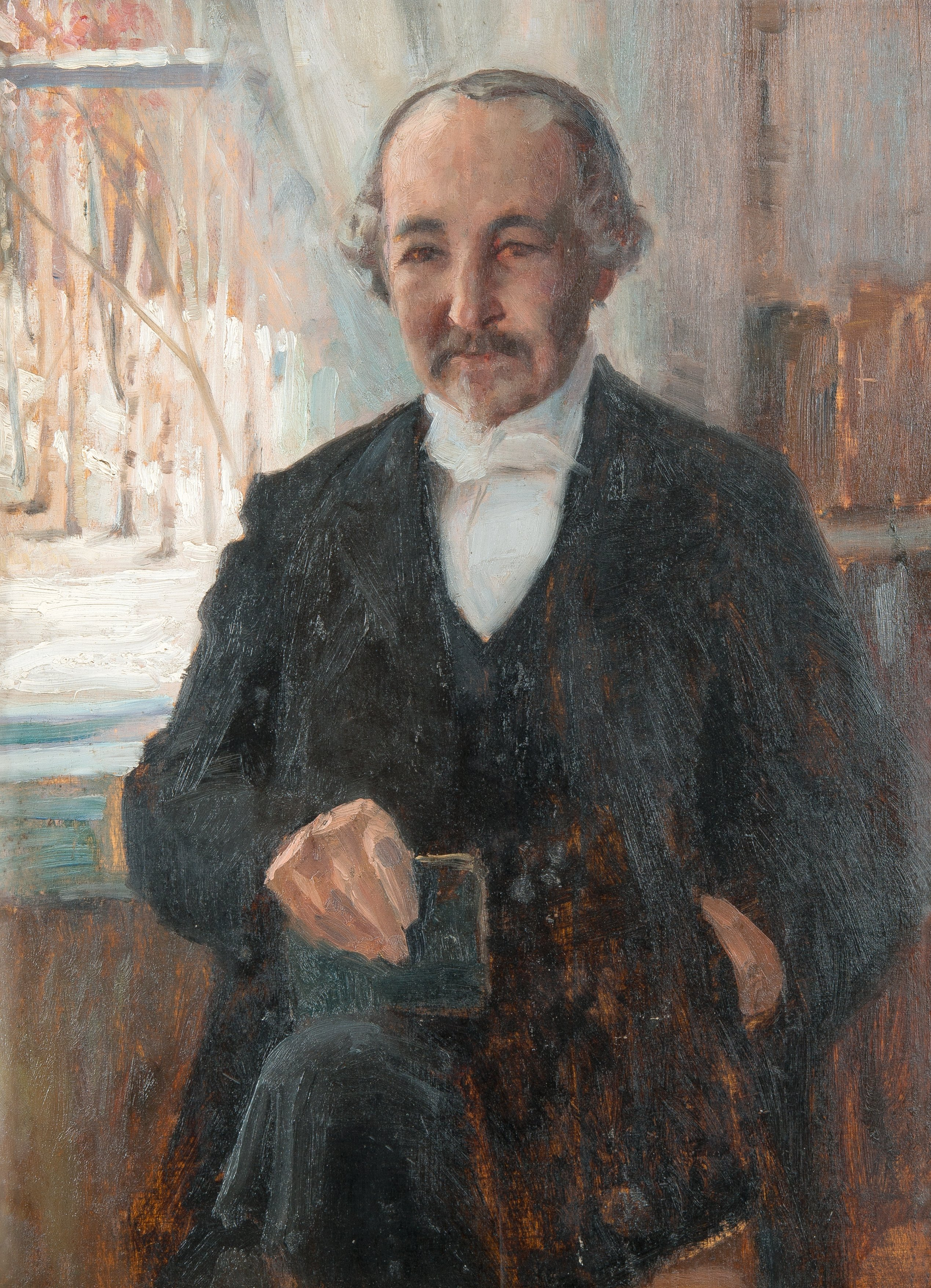
Zachris Topelius
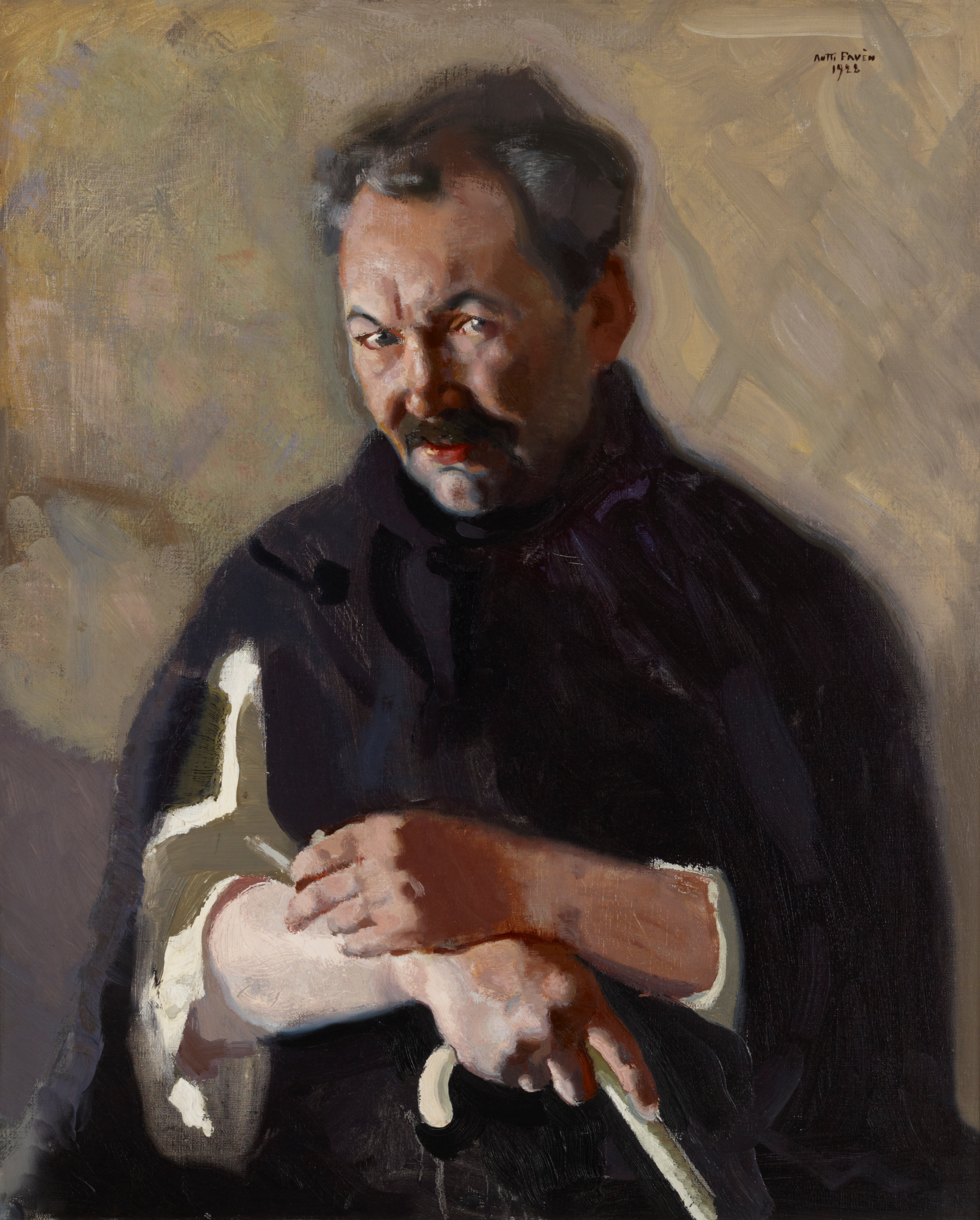
Eino Leino

#### Norská literatura

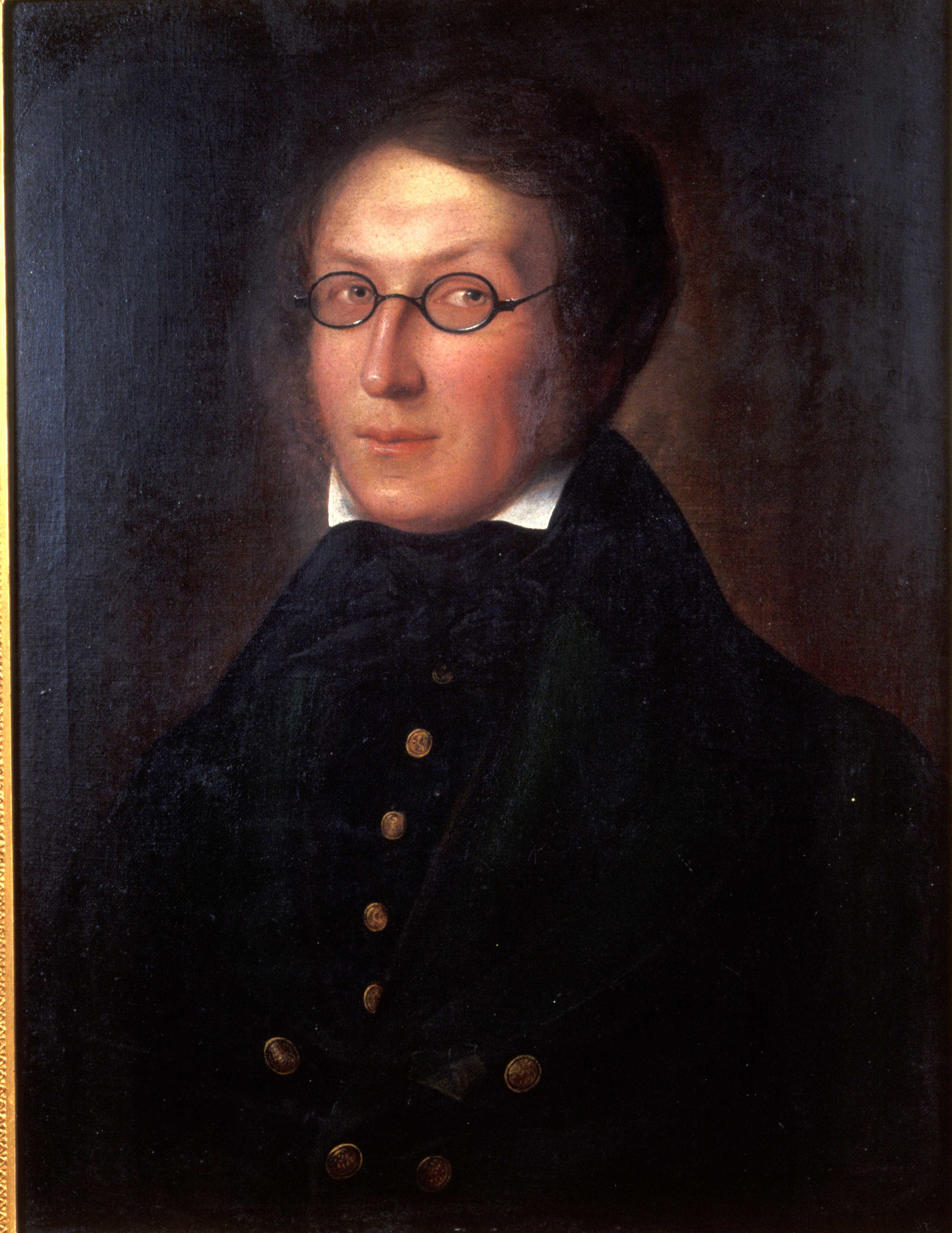
Henrik Wergeland

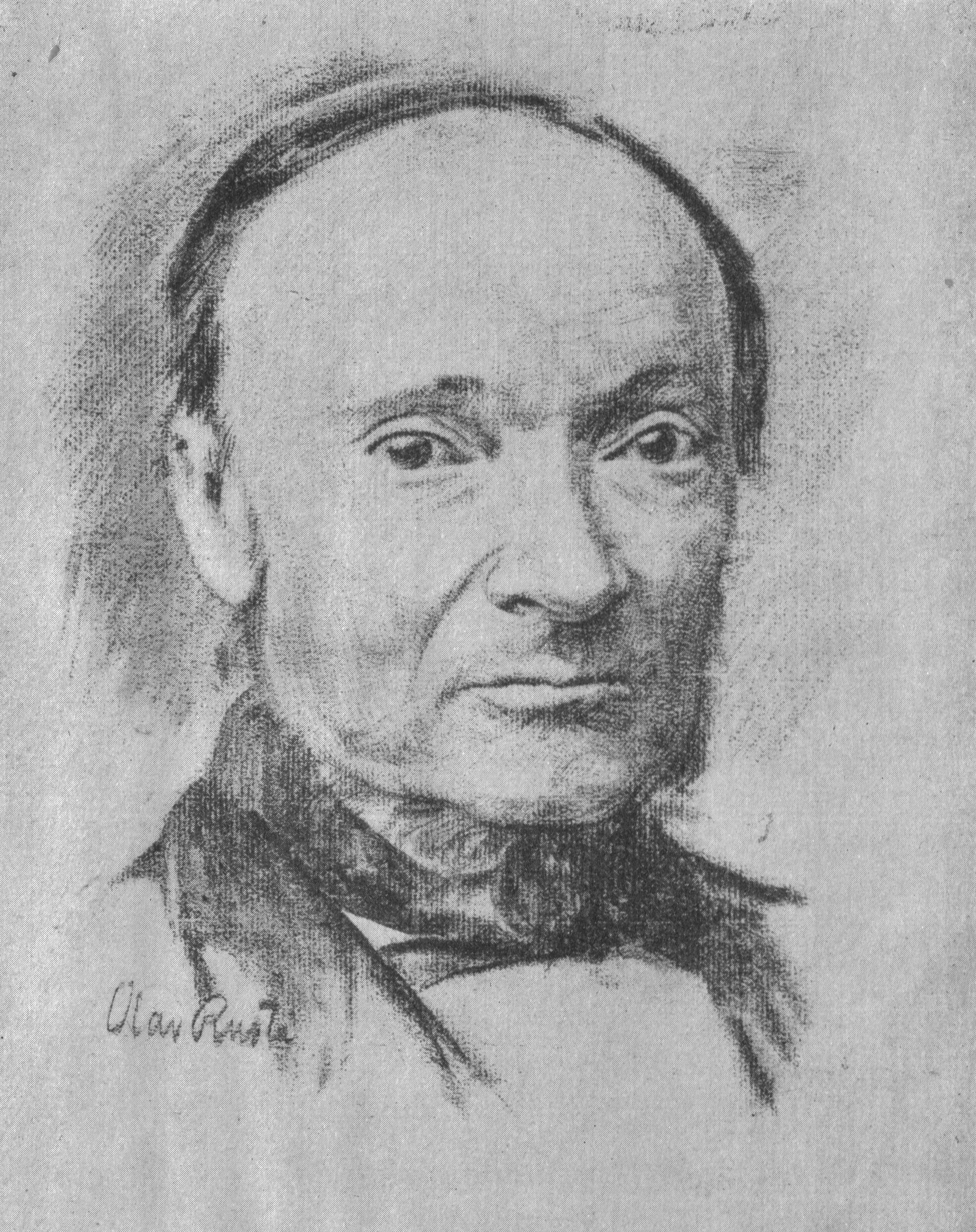
Ivar Aasen

Romantismus přišel do Norska až na začátku 19. století. V roce 1814 se Norsko odtrhlo od Dánska, jako důsledek účasti Dánska na Napoleonově straně v prohrané válce. Norsko chtělo dosáhnout samostatnosti, vytvořilo ústavu, ale poté se stalo součástí unie se Švédskem, kde ale mělo částečnou svrchovanost a větší svobodu než pod nadvládou Dánska. Romantické hnutí pak vedlo k obnovení norské národní identity. Součástí tohoto procesu byla také snaha o vytvoření spisovné norštiny, protože i po připojení ke Švédsku se nadále jako úřední jazyk používala dánština. 
- Hlavní představitel norského romantismu, básník, buřič a bojovník za svobodu Henrik Wergeland (1808-1845) se zasloužil o vytvoření dánsko-norského jazyka riksmål (říšský jazyk) dnes nazývaný bokmål (knižní řeč), který byl poprvé kodifikován roku 1852.
- Druhý národní proud usiloval o návrat ke staronorským kořenům. Proto lingvistický samouk a básník Ivar Aasen (1813–1896) na základě studia norských nářečí vytvořil roku 1853 landsmål (zemský jazyk) dnes nazývaný nynorsk (nová norština). Oba jazyky jsou v Norsku rovnoprávné.

Tyto události vedly především po roce 1830 k velkému oživení norské literatury. Mezi nejvýznamnější norské romantiky patří:
- Magnus Brostrup Landstad (1802–1880), folklorista a sběratel lidových balad, které vydal v letech 1852–1853 pod názvem Norske Folkeviser (Norské lidové balady).
- Johan Sebastian Welhaven (1807–1873), lyrik a vedoucí osobnost literární kritiky a estetiky dánsko-norské tradice.
- Andreas Munch (1811-1884), básník a dramatik, autor poměrně sentimentálních divadelních her.
- Peter Christen Asbjørnsen (1812–1885) a Jørgen Engebretsen Moe (1813–1882), kteří společně v letech 1841–1844 vydali sbírku norských lidových pohádek Norske folkeeventyr (Norské lidové pohádky).
- Camilla Collettová (1813-1895), sestra básníka Henrika Wergelanda, bojovnice za práva žen, autorka děl s prvky romantismu a realismu.
- Aasmund Olavsson Vinje (1818–1870), básník a novinář, v jehož díle se střetává romantismus a realismus.

Pod vlivem romantismu psali svá první díla i Henrik Ibsen (1828–1906) Bjørnstjerne Bjørnson (1832–1910) a Jonas Lie (1833- 1908), který se po přiklonění k naturalismu stal v 90. letech  novoromantikem inspirujícím se severskou mystikou.

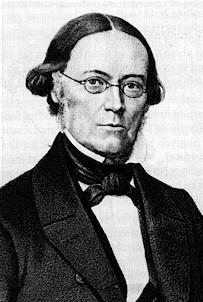
Magnus Brostrup Landstad
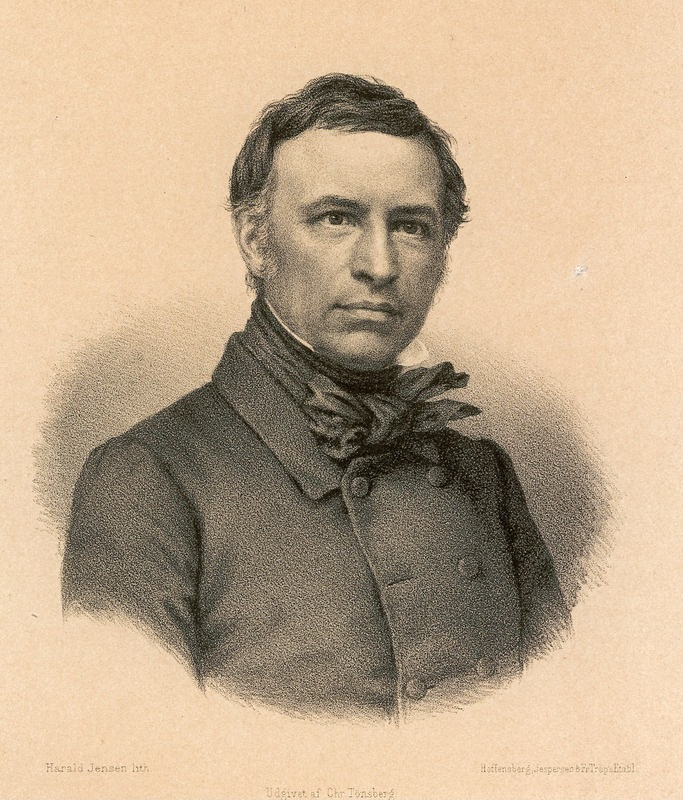
Johan Sebastian Welhaven
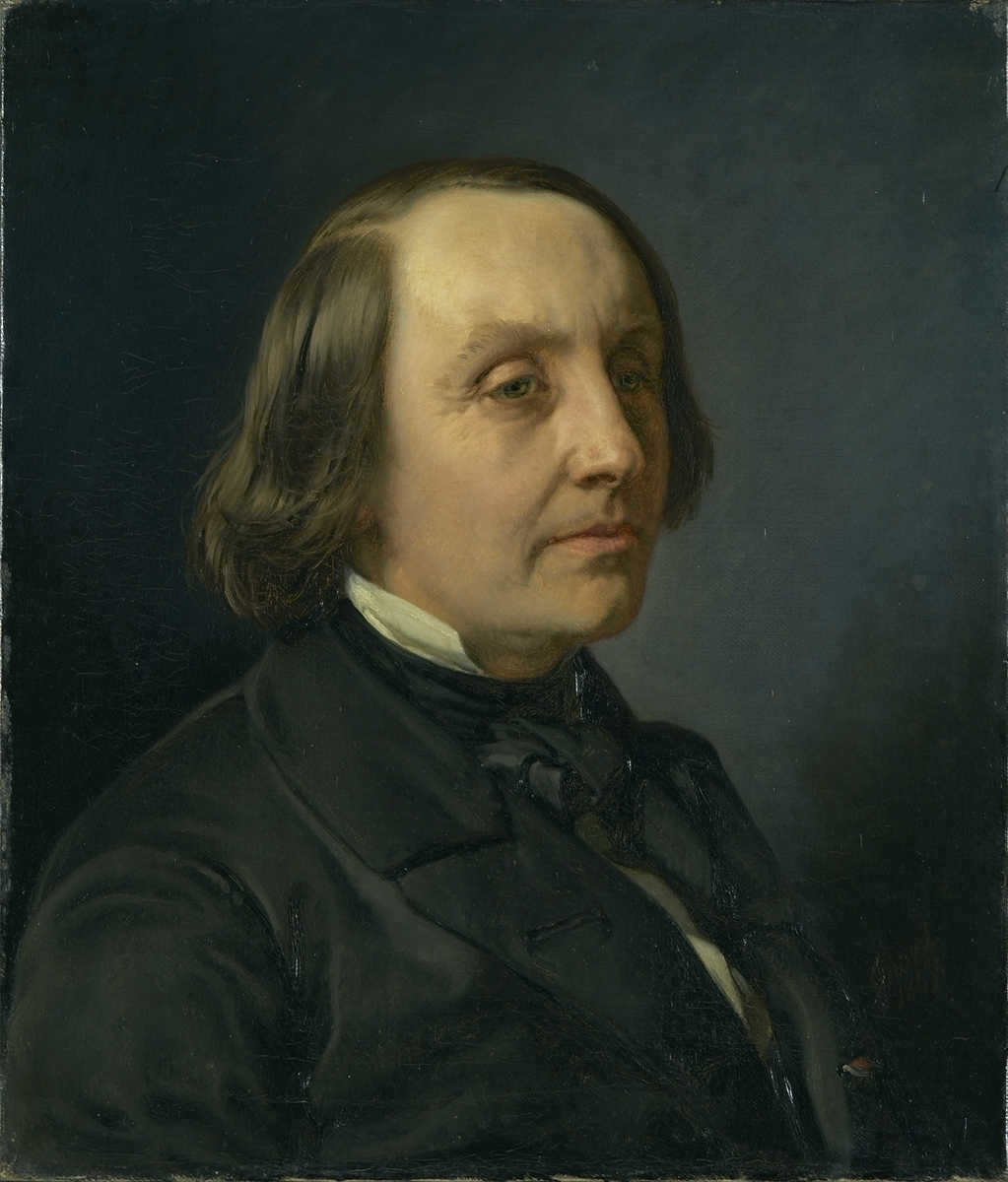
Andreas Munch
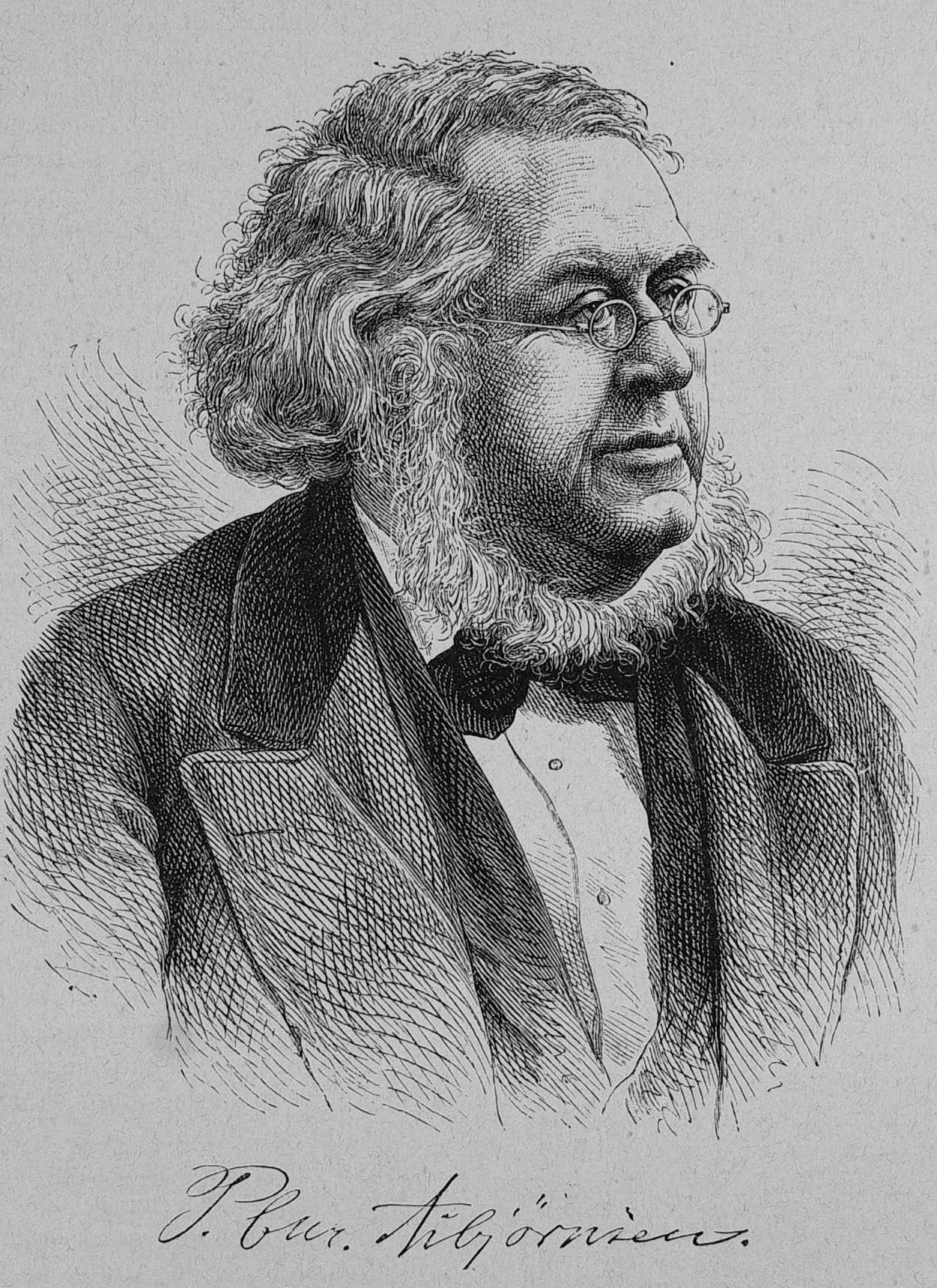
Peter Christen Asbjørnsen
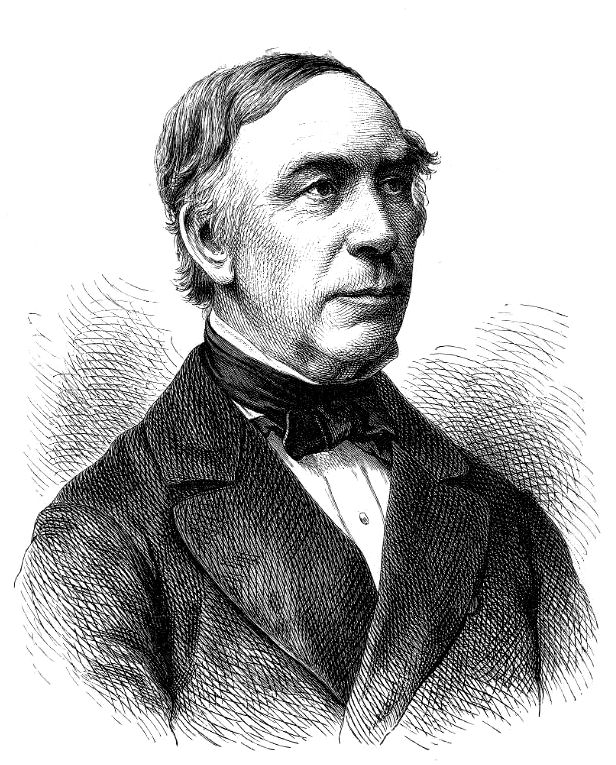
Jørgen Engebretsen Moe
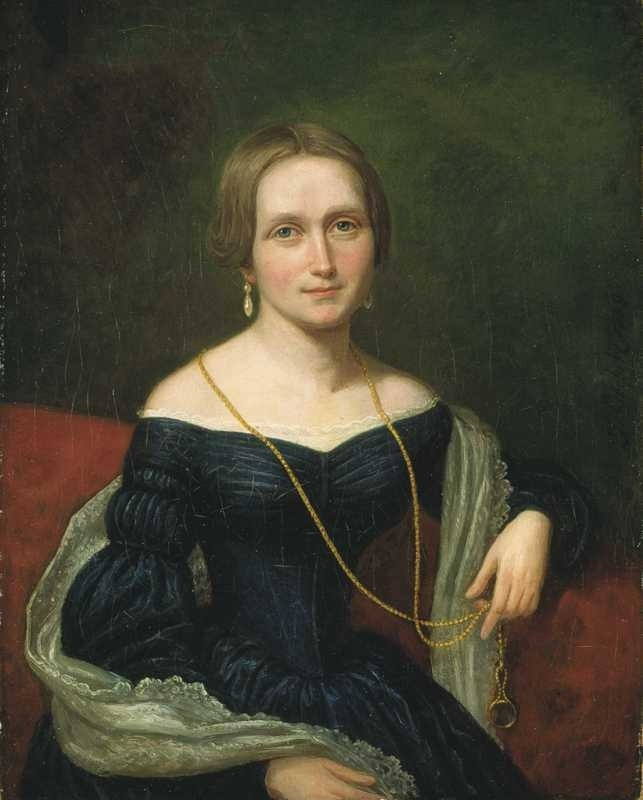
Camilla Colletová

### Španělská literatura

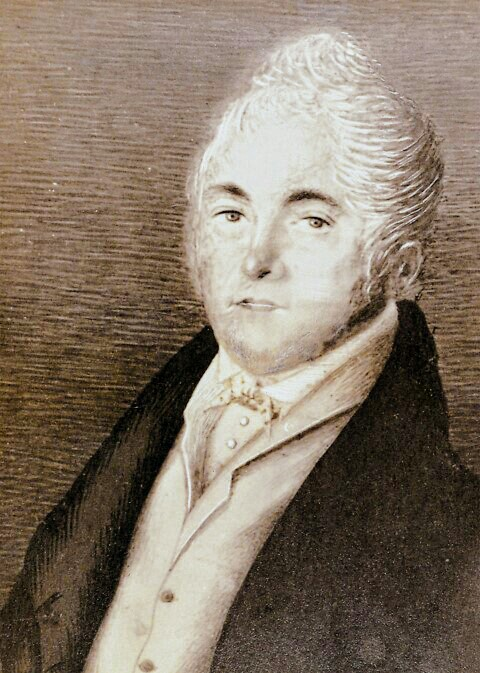
Juan Nicolás Böhl de Faber

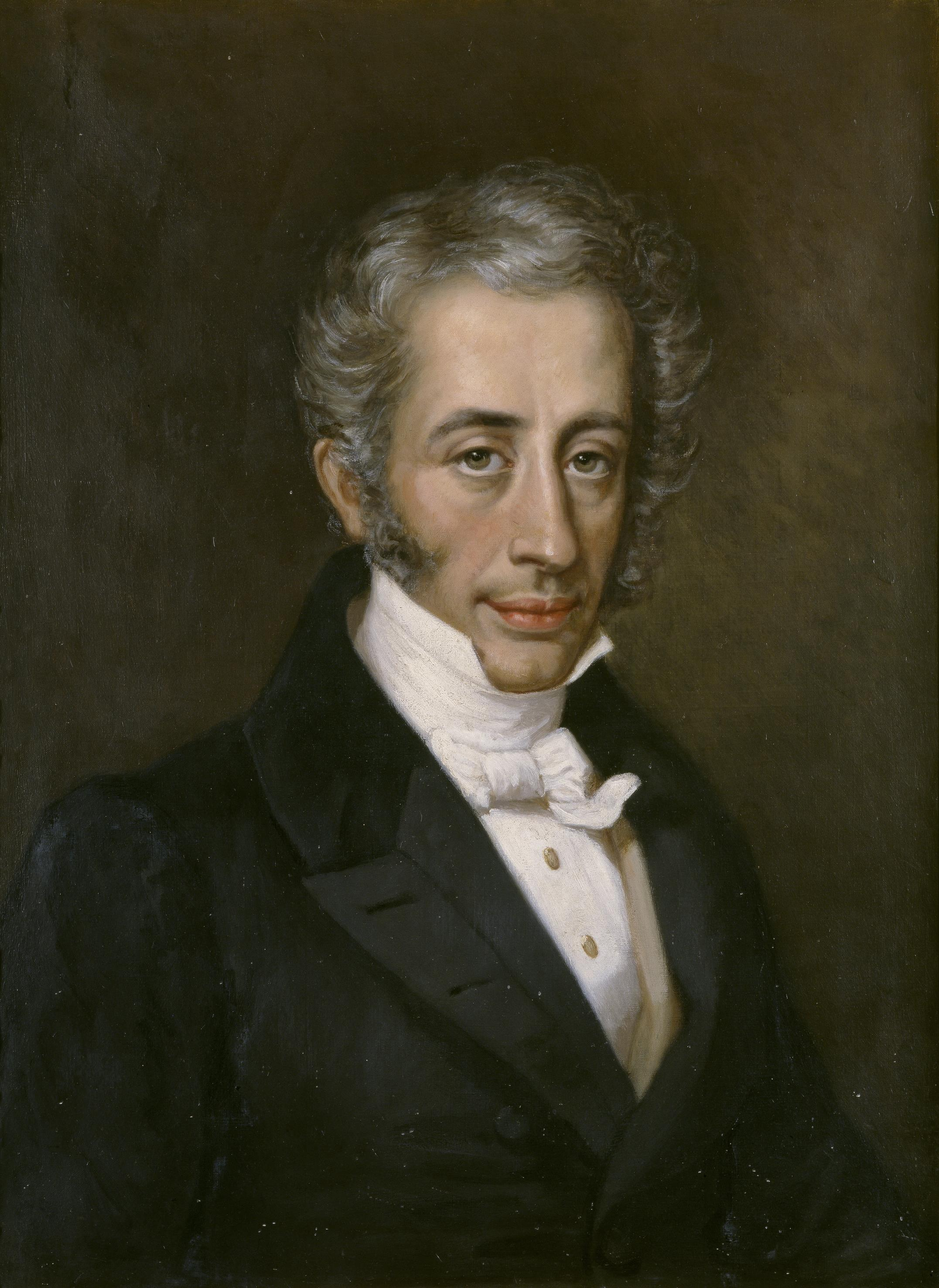
Francisco Martínez de la Rosa

Myšlenky romantismu, a to především německého (August Wilhelm Schlegel) propagoval ve Španělsku v prvních desetiletích 19. století hispanista a literární kritik německého původu Juan Nicolás Böhl de Faber (1770–1836). Tyto jeho snahy však nebyly příliš úspěšně, protože mysticismus a kult středověku neměl ve Španělsku v době války proti Francouzům za národní nezávislost a v době odporu liberálních sil proti despotickému absolutismu krále Ferdinanda VII. příliš velký ohlas. Španělský romantismus se tak plně rozvinul až s návratem liberálních emigrantů, které z vlasti tento despotismus vypudil. Projevuje se v něm velký smysl pro lidovost i zájem o národní minulost a o její tradice v boji za svobodu (například reconquista).
Přechod od klasicismu k romantismu se projevil především v díle politika, spisovatele, dramatika a účastníka národního osvobozeneckého boje proti napoleonské okupaci Španělska Francisca Martíneze de la Rosy (1787–1862), který se jako eklektik snažil smířit konzervativní a revoluční ideje a klasicismus s romantismem.
K dalším představitelům španělského romantismu patří:
- José de Espronceda (1808–1842), básník a prozaik, jehož dílo je poznamenáno revolucionářstvím a titanismem.
- Ángel de Saavedra, 3. vévoda z Rivasu (1791–1865), básník, dramatik a politik.
- Mariano José de Larra (1809–1837) prozaik, známý pro své satiry a historické romány.
- José Zorrilla y Moral (1817–1893), básník a dramatik, autor dramatického zpracování donjuanského mýtu Don Juan Tenorio (1844) a epických básní – např. Legenda o Cidovi (1880, La leyenda del Cid).
- Gustavo Adolfo Bécquer (1836–1870), pozdně romantický básník považovaný za největšího španělského lyrika 19. století.
- Rosalía de Castro (1837–1885), galicijská básnířka píšící také španělsky.

Představitelem španělského novoromantismu je především dramatik José Echegaray y Eizaguirre (1832–1916), nositel Nobelovy ceny za literaturu z roku 1904

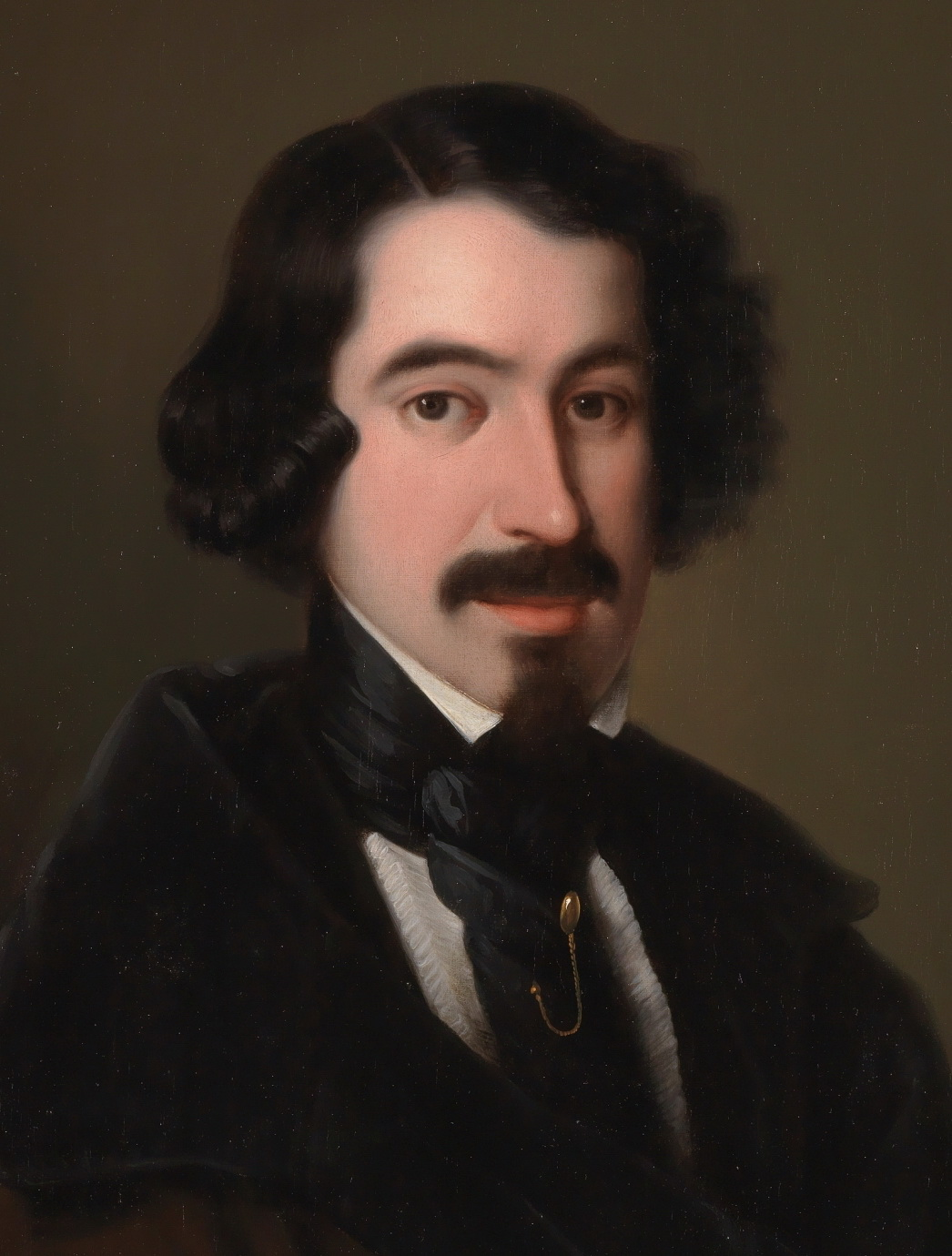
José de Espronceda
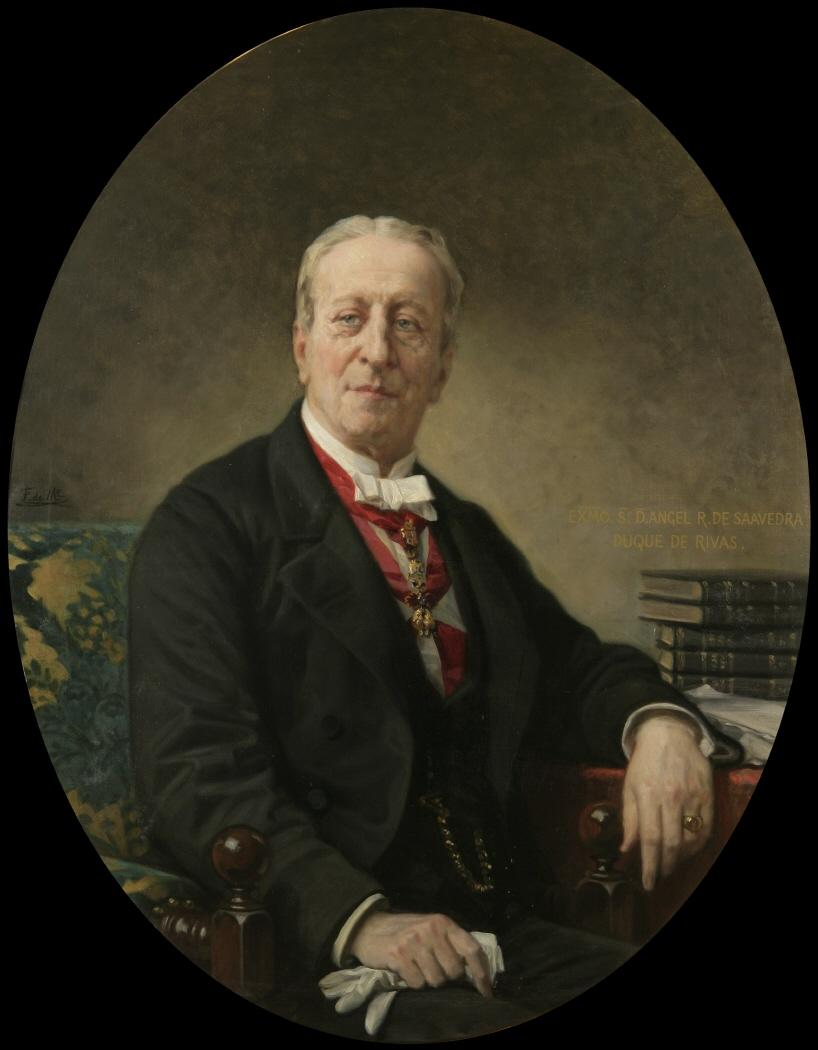
Ángel de Saavedra
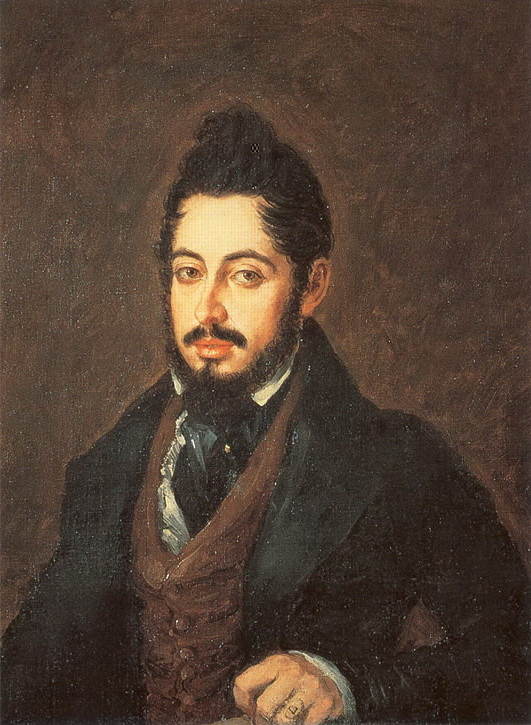
Mariano José de Larra
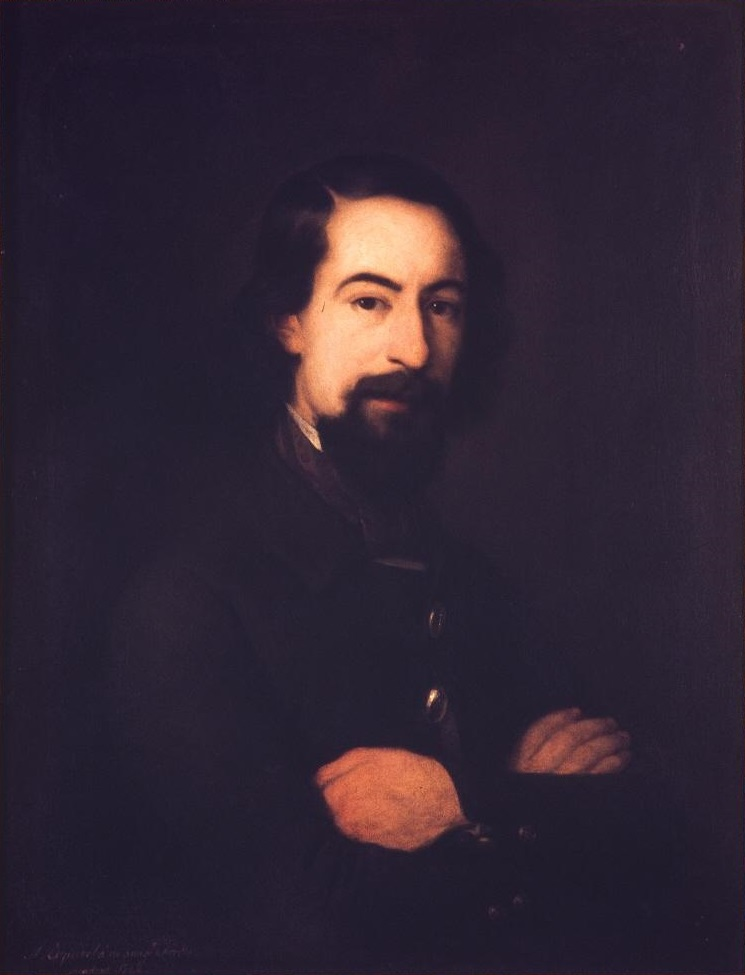
José Zorrilla y Moral
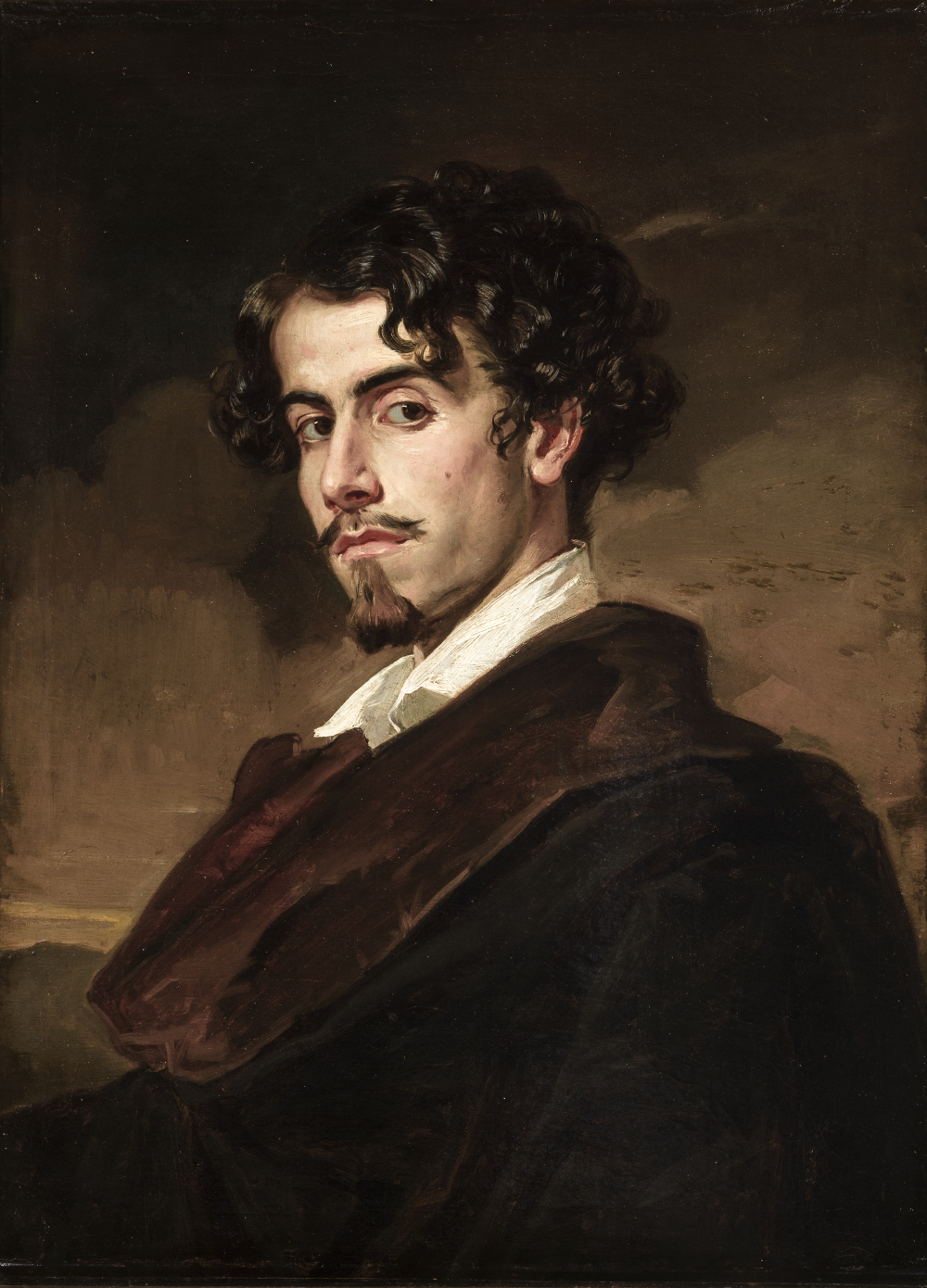
Gustavo Adolfo Bécquer
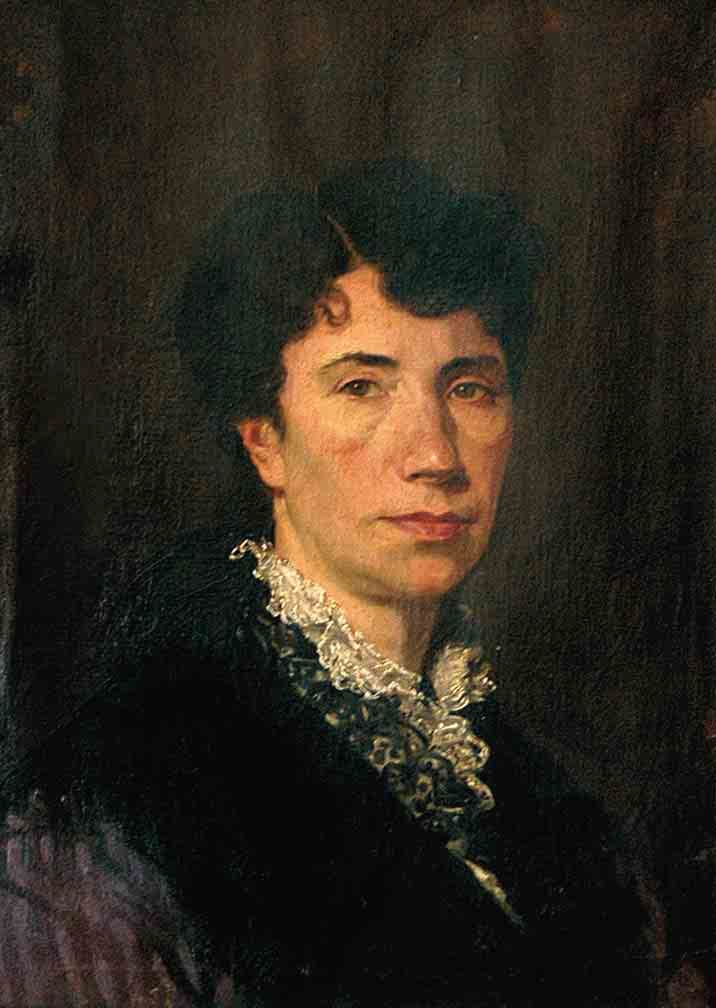
Rosalía de Castro

### Česká literatura

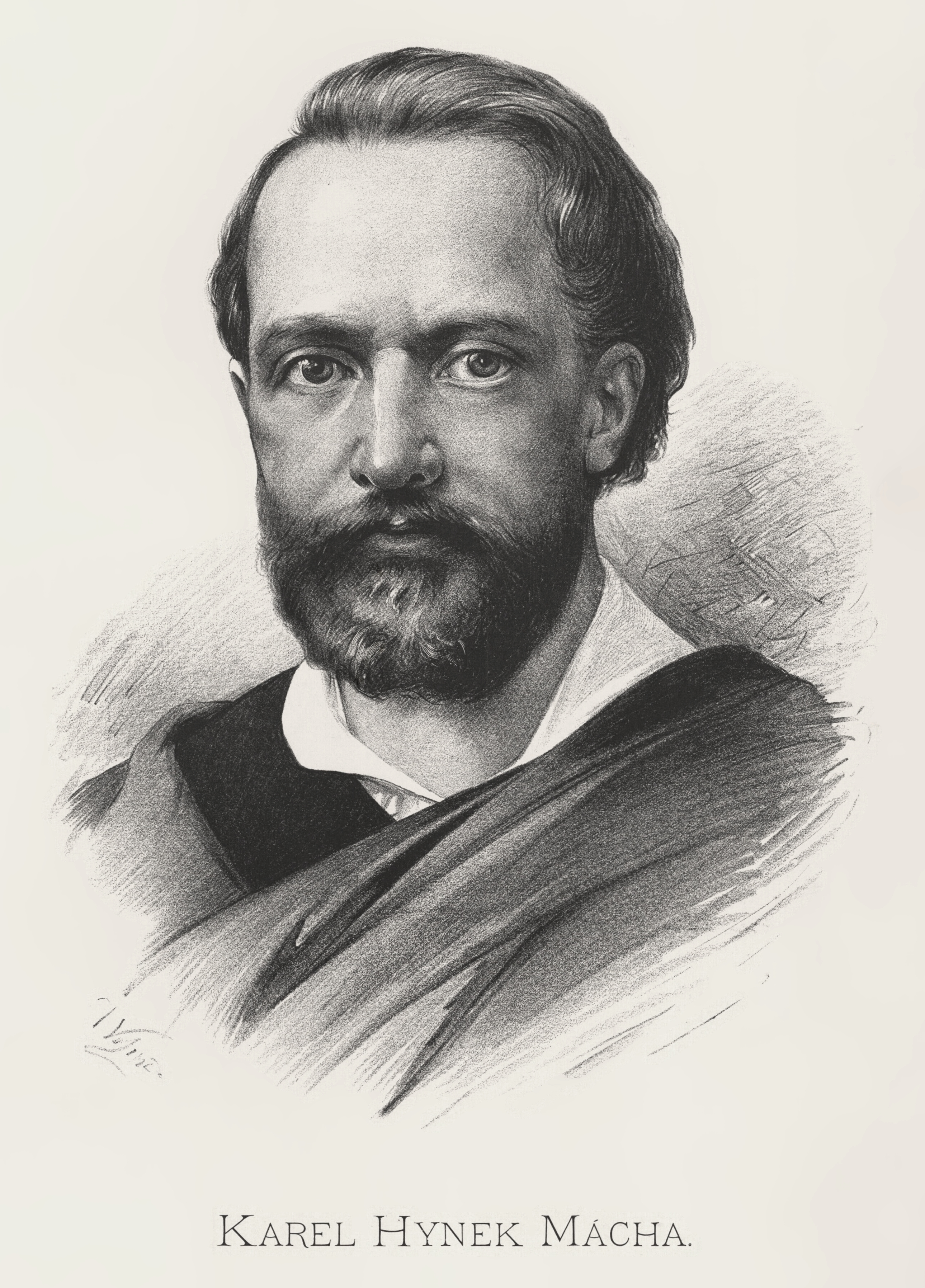
Karel Hynek Mácha

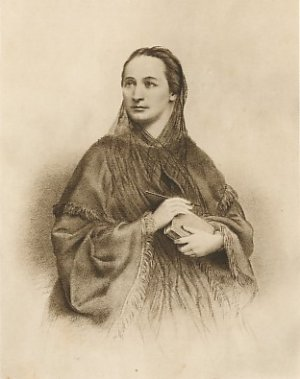
Božena Němcová

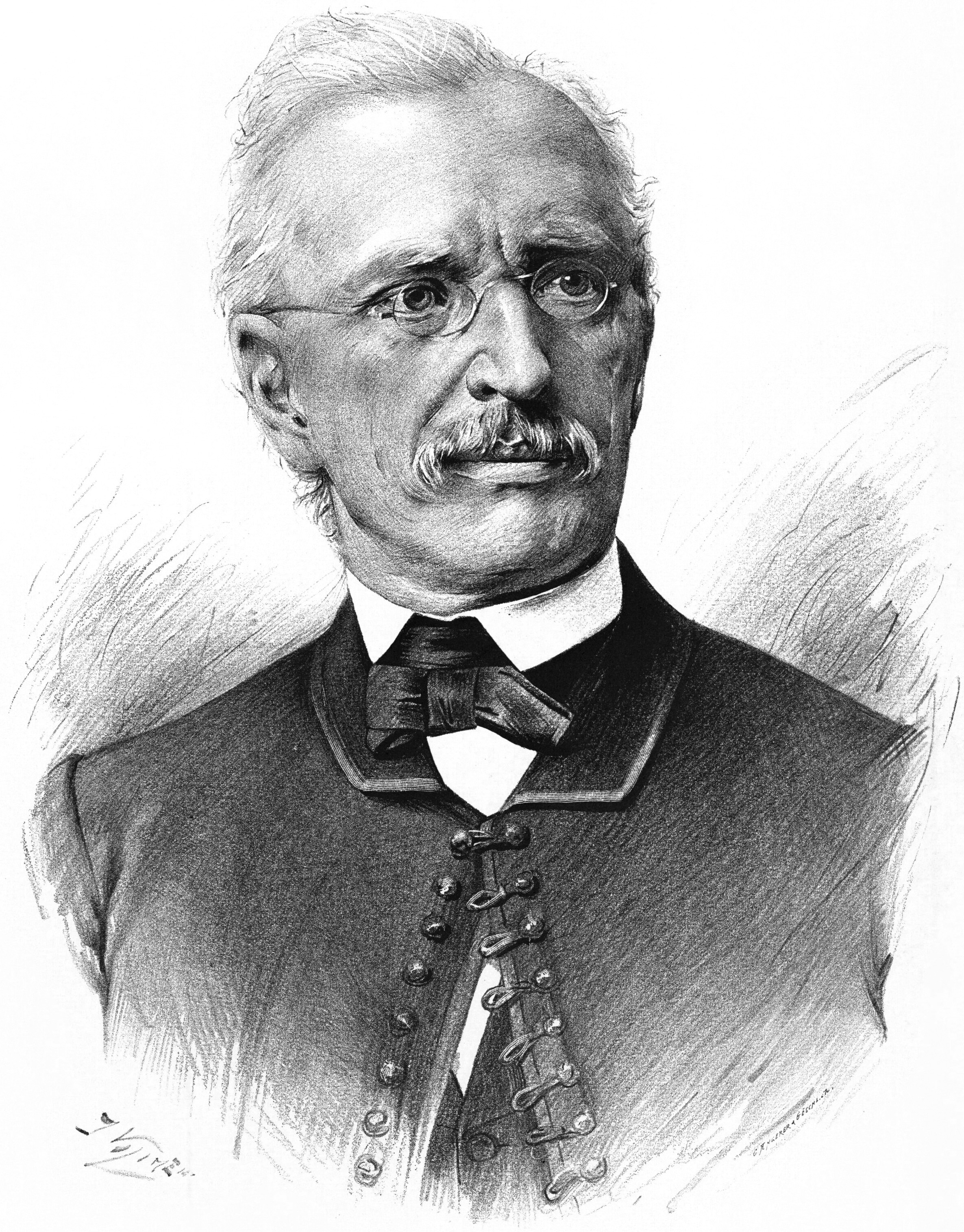
Karel Jaromír Erben

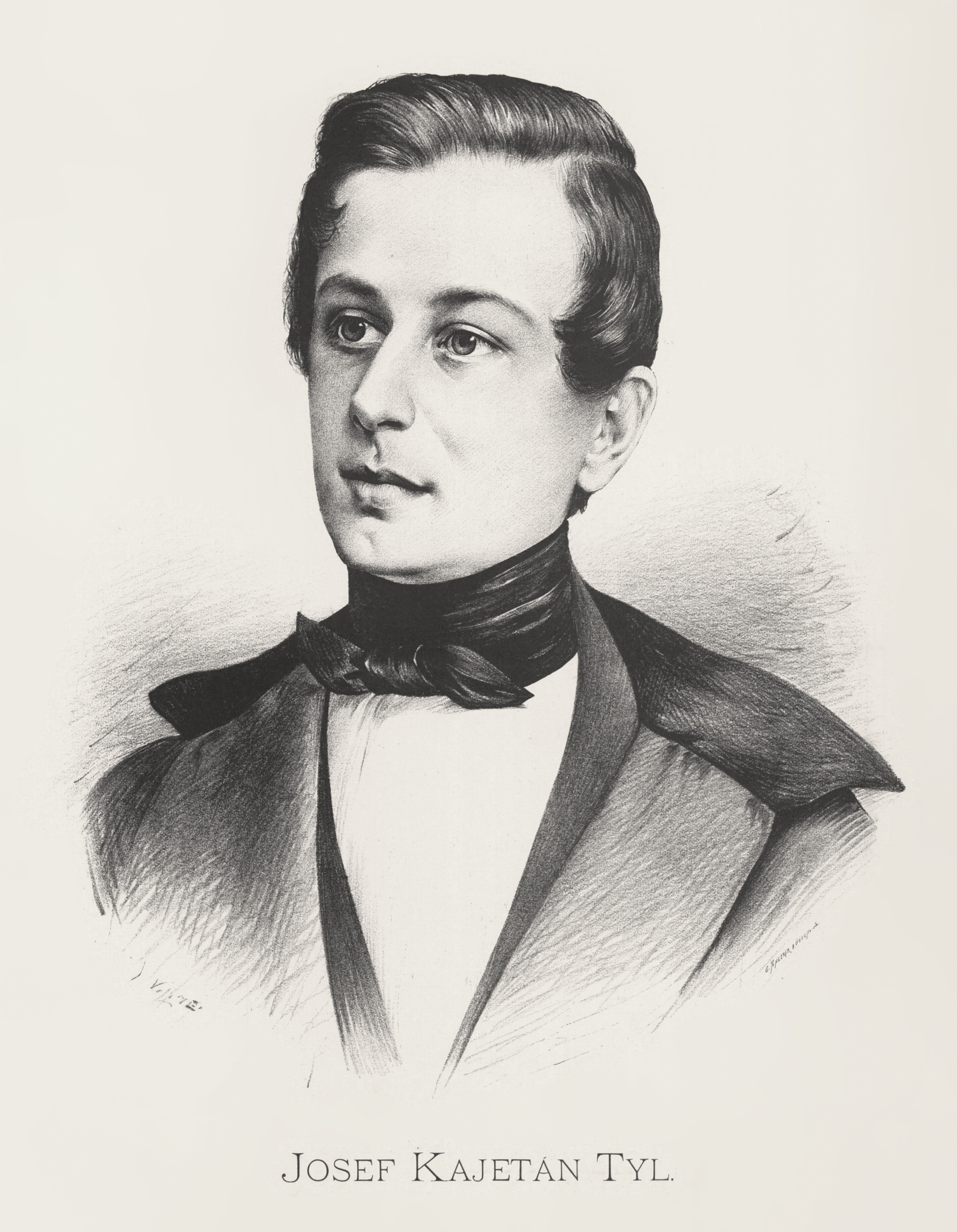
Josef Kajetán Tyl

Období romantismu v české literatuře odpovídá vyvrcholení českého národního obrození, které se stalo celonárodním hnutím, znamenalo definitivní vítězství nad germanizací, postupně nabylo politického charakteru a vnitřně se diferencovalo. V tomto období se česká národní kultura, zejména pak literatura, pozdvihla na vyšší úroveň.
Přibližování se evropskému standardu je nejzřetelněji vidět na díle Karla Hynka Máchy (1810–1836), který je považován za prvního moderního českého básníka. Mácha je kromě lyrických básní autorem autobiografického cyklu Obrazy ze života mého (1834), ze kterého byly realizovány jen dvě prózy, Večer na Bezdězu s ohlasem cestovních dojmů a Marinka o tragické lásce k nemocné umírající dívce, povídky (či spíše básně v próze) Pouť krkonošská (1834), v níž zpracoval hrůzný snový zážitek a formuloval úzkost z neexistence posmrtného života, historické prózy Křivoklad (1834) z doby krále Václava IV. (šlo o první díl zamýšlené tetralogie Kat), románu Cikáni (1835), ve kterém vyjádřil tragický pocit marnosti života, a především poemy Máj (1836), obsahující závažné myšlenky o řádu světa a života, o síle osudu a o smyslu lidské existence a postihující rozpor mezi životem a smrtí, nesmrtelností a vědomím zániku.
K dalším představitelům českého romantismu patří
- dramatik Václav Kliment Klicpera (1792–1859), z jehož díla jsou dodnes živé komedie Divotvorný klobouk (1820), Hadrián z Římsů (1821) a Rohovín Čtverrohý (1825),
- tvůrce českého národního dramatu Josef Kajetán Tyl (1808–1856), autor her ze společnosti – např. Fidlovačka (1834) nebo Paličova dcera (1847), dramatických báchorek – např. Strakonický dudák (1847) nebo Tvrdohlavá žena (1849), a historických dramat – např. Krvavý soud aneb Kutnohorští havíři (1848) nebo Jan Hus (1848),
- básník, překladatel, literární historik a sběratel českých lidových písní a říkadel a českých i slovanských pohádek Karel Jaromír Erben (1811–1870), autor sbírky balad vycházejících z lidových tradic Kytice (1853),
- básník (pokračovatel Čelakovského), literární, divadelní i hudební kritik Josef Krasoslav Chmelenský (1800-1839), autor sborníků písní a libretista prvních českých oper Dráteník (1826), Oldřich a Božena (1828) a Libušin sňatek (1835) od Františka Škroupa,.
- novinář a básník Karel Sabina (1813–1877), autor gotického románu Hrobník (1837), autobiografického románu o osudech politických vězňů Oživené hroby (1870) a libret k operám Bedřicha Smetany Braniboři v Čechách (1863) a Prodaná nevěsta (1866),
- básník, novinář, literární kritik a teoretik Václav Bolemír Nebeský (1818–1882), jehož básnická povídka Protichůdci (1844) je významným pokusem o překlenutí romantického rozporu mezi snem a skutečností, snahou o vykreslení reality, života a práce pro celek,
- sběratelka českých a slovenských pohádek, báchorek a pověstí a první vynikající autorka české povídkové tvorby převážně z venkovského prostředí Božena Němcová (1820–1862), v jejímž díle se již objevují silné prvky realismu – např. Karla (1855), Divá Bára (1855), Babička (1855), Chudí lidé (1856), Pohorská vesnice (1856), V zámku a v podzámčí (1856), Pan učitel (1856), Chyže pod horami (1858) a další.
- básník a revolucionář Josef Václav Frič (1829–1890), nucený pro svůj boj za rozbití Habsburské monarchie žít v emigraci, autor byronovsky laděné básně Upír (1849), sbírky politické poezie Písně z bašty (1862) a čtyřdílných Pamětí (1884–1887), líčících podrobně zejména události povstání z roku 1848, následující perzekuci i literární situaci padesátých let.
- obrozenecký kněz, básník a prozaik Jan Jindřich Marek (1803-1853) publikující také pod pseudonymem Jan z Hvězdy, který od sentimentální lyriky postupně došel ke psaní historických romantických povídek podle vzoru Waltera Scotta.
- novinář a prozaik Prokop Chocholoušek (1819–1864), autor romantické historické prózy z českých a jihoslovanských dějin.
- právník, prozaik, básník, autor humoresek a deklamovánek František Jaromír Rubeš (1814–1852) spoluzakladatel humoristického časopisu Paleček.

Do období romantismu lze zařadit i básníka, satirika a novináře Karla Havlíčka Borovského (1821-1856)., který ve svých prózách a epigramech razil cestu realismu a ve svých básních, především Tyrolské elegie (1852, časopisecky 1861), Král Lávra (1854, tiskem 1870) a Křest svatého Vladimíra (1852–1855, nedokončeno, tiskem 1877), předjímal postromantickou poezii.

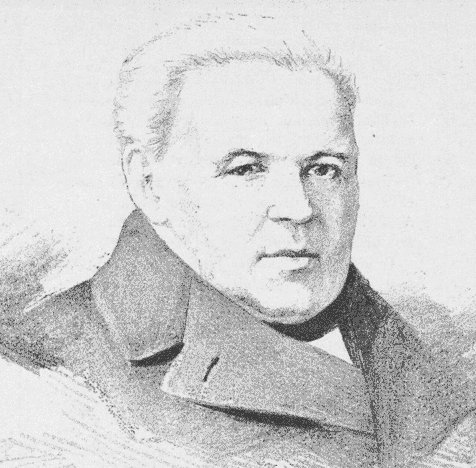
Václav Kliment Klicpera
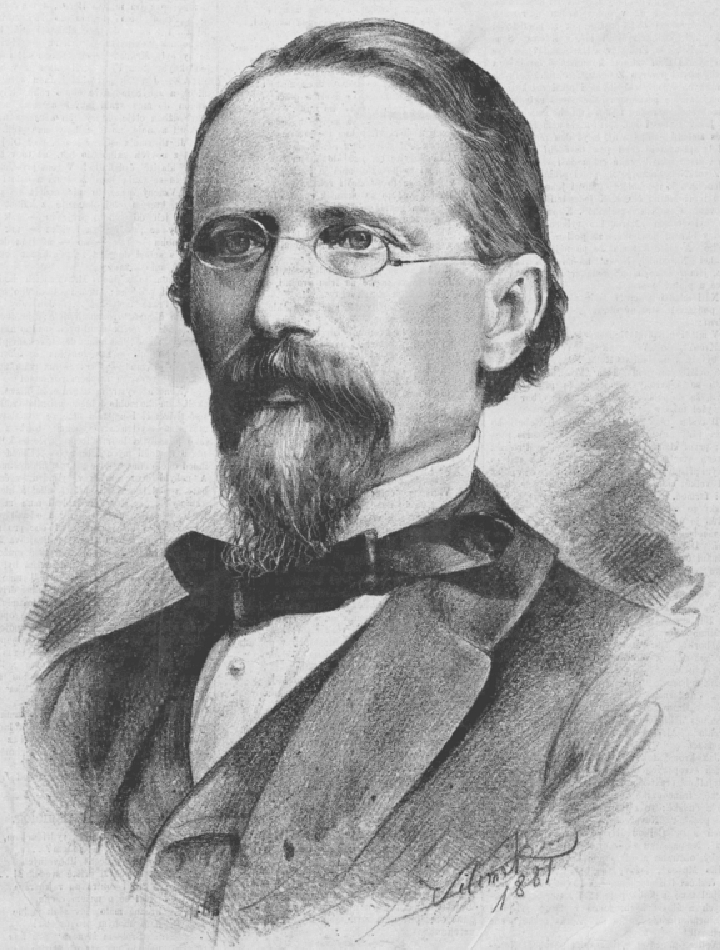
Václav Bolemír Nebeský
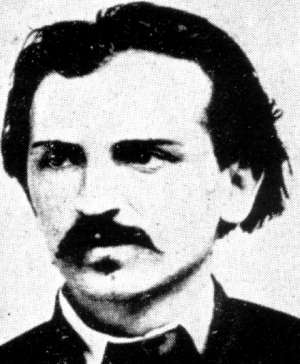
Josef Václav Frič
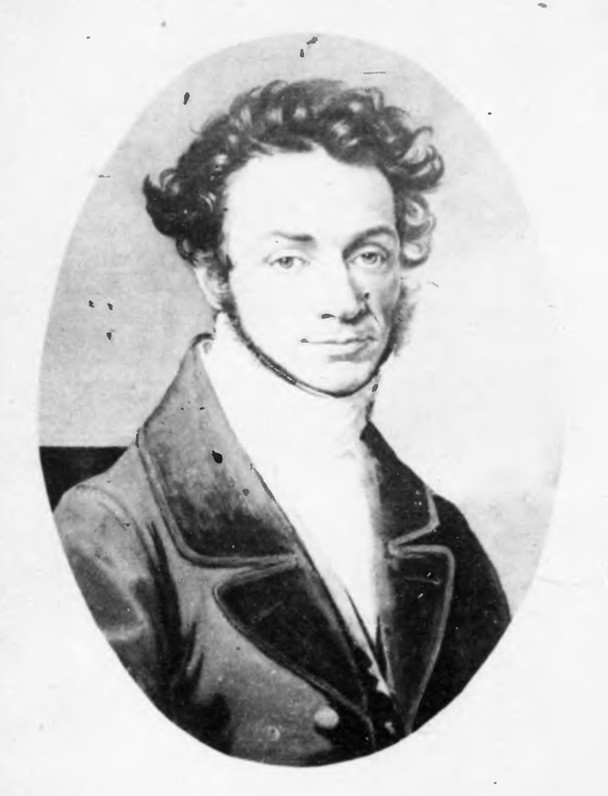
Josef Krasoslav Chmelenský
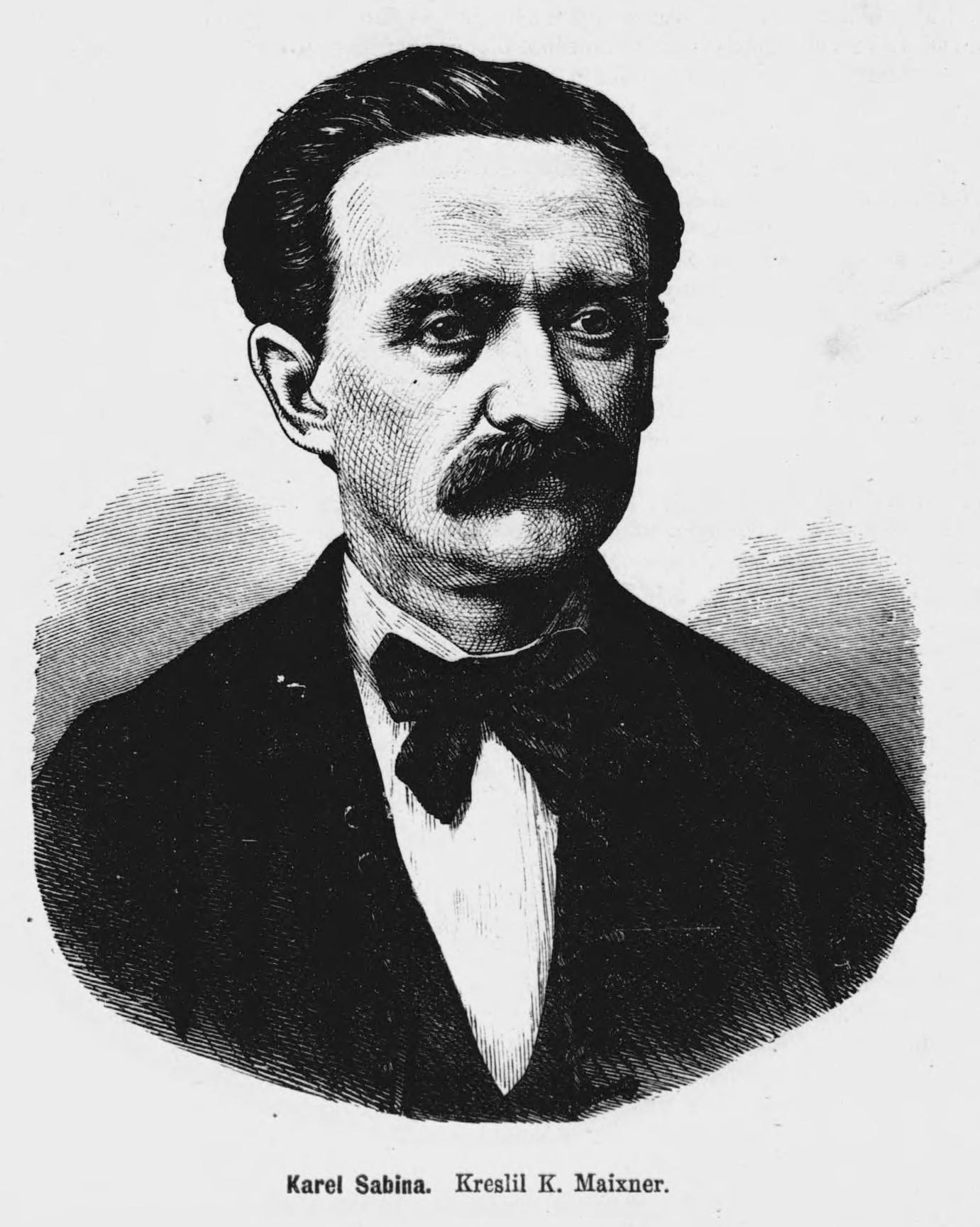
Karel Sabina
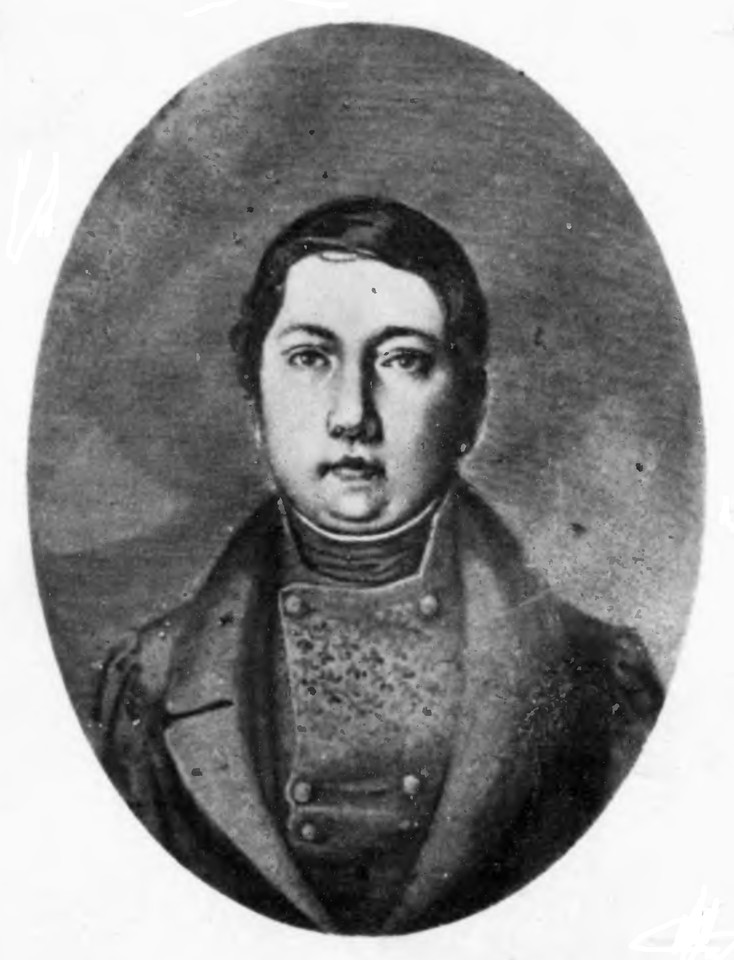
Jan Jindřich Marek
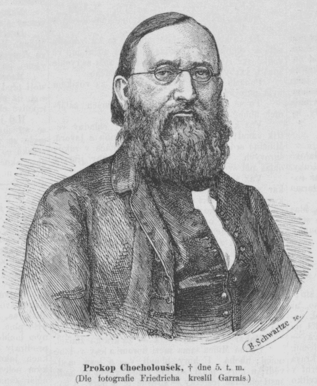
Prokop Chocholoušek
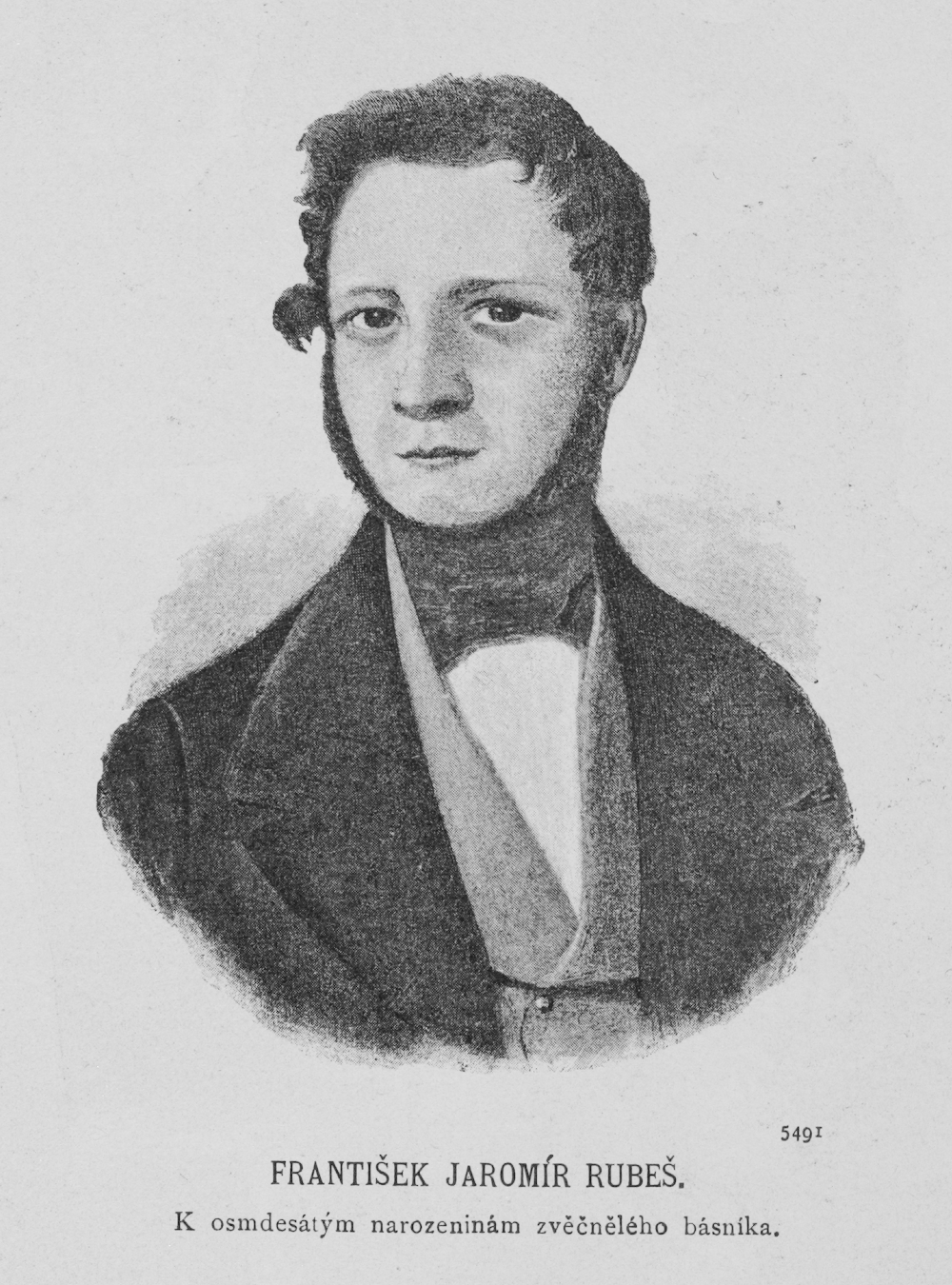
František Jaromír Rubeš
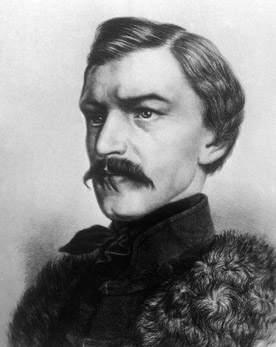
Karel Havlíček Borovský

Z romantismu vyšla i generace tzv. májovců, navazujících především na odkaz Karla Hynka Máchy a pojmenovaná podle almanachu Máj z roku 1858. K jejím nejvýznamnějším představitelům patřil Vítězslav Hálek (1835–1874), Jan Neruda (1834–1891), Karolína Světlá (1830–1899), Jakub Arbes (1840–1914) a další.
Mezi české pozdní romantiky řadíme především tzv. lumírovce soustředěné kolem časopisu Lumír. Jejich vůdčím představitelem byl básník, dramatik a překladatel Jaroslav Vrchlický (1853–1912), který se ve svém epickém cyklu Zlomky epopeje (1878–1906) snažil po vzoru Victora Huga podat obraz myšlenkového vývoje lidstva. Kromě toho je Vrchlický autorem mnoha sbírek lyrické poezie a také divadelních her, z nichž nejznámější je komedie Noc na Karlštejně (1884) a trilogie Hippodamie (1890–1891).
Dalším významným novoromantikem byl básník a prozaik Julius Zeyer (1841–1901), jednak tvůrce básnických parafrází starých příběhů a mýtů – např. Vyšehrad (1880), Ossianův návrat (1885) nebo Karolinská epopeja (1896), jednak autor děl prozaických děl – např. Tři legendy o krucifixu (1895), novela Dům U tonoucí hvězdy (1894) nebo romány Ondřej Černyšev (1876), Román o věrném přátelství Amise a Amila (1877) a Jan Maria Plojhar (1888). Známé je i jeho pohádkové drama Radúz a Mahulena (1898).

### Slovenská literatura

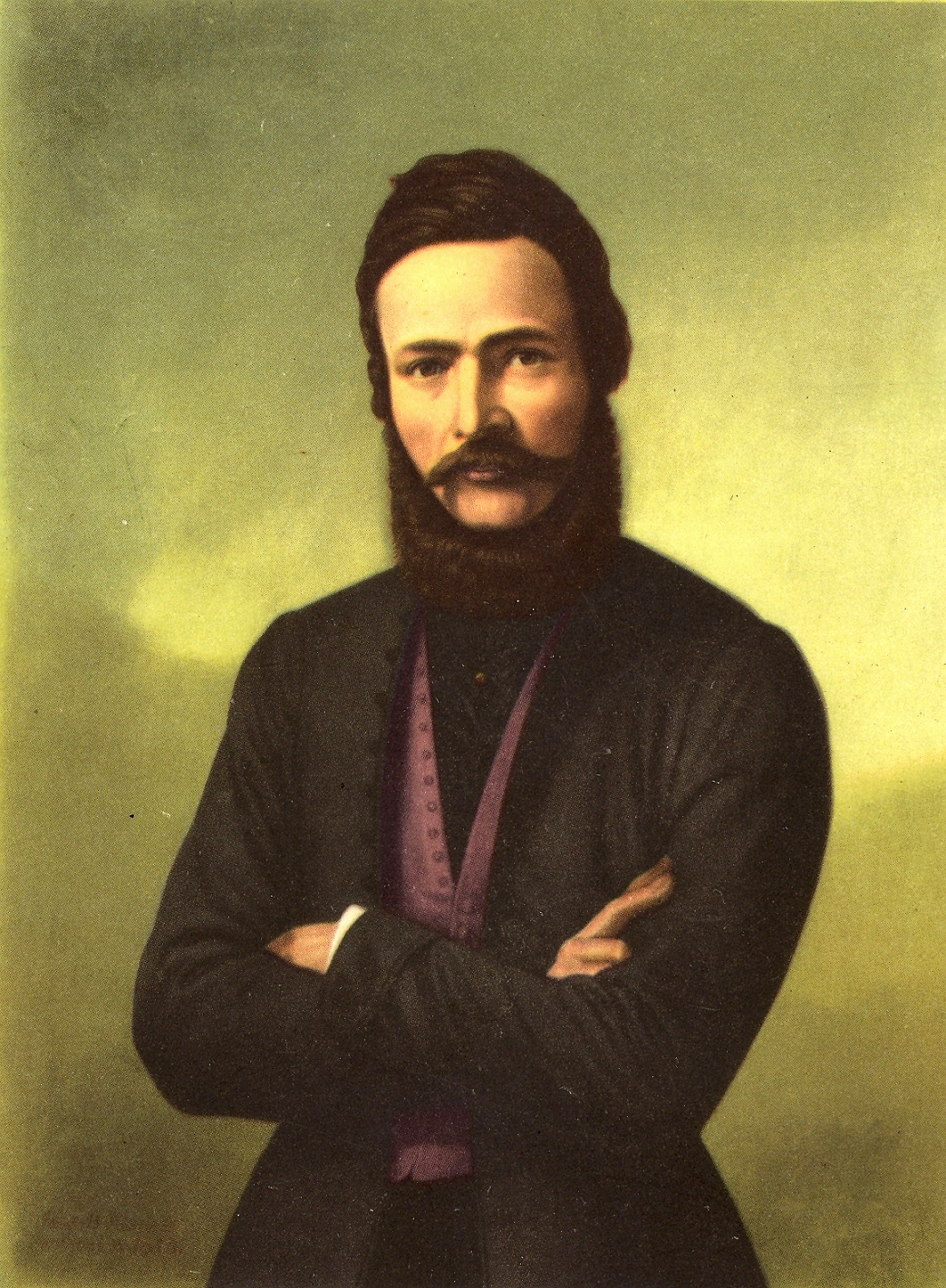
Ľudovít Štúr

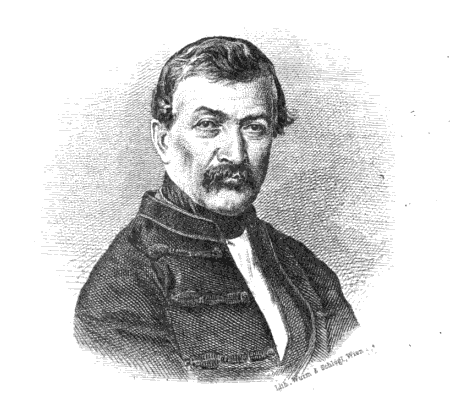
Samo Chalupka

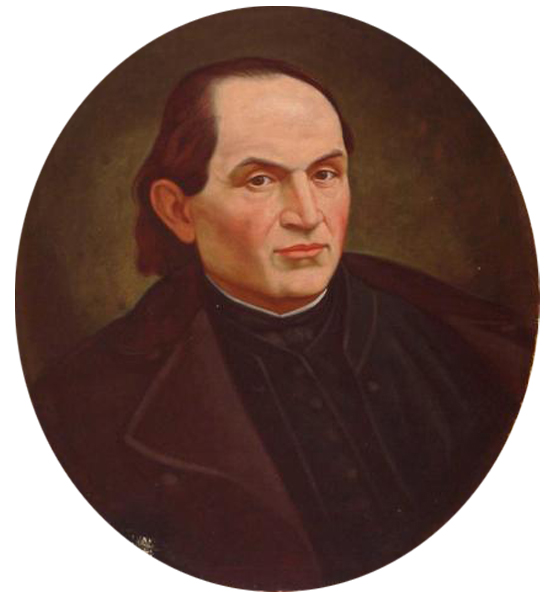
Andrej Sládkovič

Romantismus ve slovenské literatuře je spojen se slovenským národním obrozením, jehož počátek se v době osvícenství realizoval v jazykové podobě české nebo v bernolákovské, neboť římskokatolický kněz Anton Bernolák (1762–1813) podnikl roku 1787 první a ne zcela úspěšný pokus vytvořit na základě západoslovenského nářečí spisovnou slovenštinu. Později se stala středisky národního hnutí evangelická lycea, hlavně v Bratislavě, s dominující postavou Ľudovíta Štúra (1815–1856), který kolem roku 1843 vytvořil současný slovenský spisovný jazyk na základě středoslovenských nářečí (první tištěnou knihou v novém spisovném jazyce byl v roce 1844 druhý ročník almanachu Nitra). Se Štúrovým jménem je spojena generace talentovaných romantických básníků a prozaiků známých též jako štúrovci. Jejími nejvýznamnějšími osobnostmi byli:
- evangelický kněz Michal Miloslav Hodža (1811–1870), básník, publicista, jazykovědec, obhájce nové spisovné slovenštiny, představitel mesiansitické linie slovenského romantismu.
- evangelický kněz Jozef Miloslav Hurban (1817–1888), básník, prozaik, publicista, po smrti Ľudovíta Štúra vedoucí představitel hnutí.
- evangelický kněz Samo Chalupka (1812–1883), který jako první začal využívat postupy lidové poezie, z níž pronikala i slovenština do jeho básnického jazyka. Kromě lyrických básní a burcujících veršů podporujících národní osvobozenecký zápas psal zejména historickou epiku, v níž zpracovával mimo jiné jánošíkovská témata. Folklórní inspiraci s patetickým historismem spojuje například báseň Turčín Poničan (1863) nebo Mor ho! (1864).
- Samo Tomášik (1813-1887), prozaik a básník, autor textu všeslovanské hymnické písně Hej, Slované, původně s názvem Hej, Slováci.
- Andrej Sládkovič (1820–1872), evangelický kněz, autor básní Marína (1846), v níž vyzpíval svůj hymnus na lásku, krásu a mladost, a Detvan (1853), kde zobrazil nádheru slovenské přírody a prostý lid s jeho morálními a kulturními hodnotami.
- Janko Matúška (1821–1877), autor textu slovenské státní hymny, básně Nad Tatrou sa blýska (1844).
- Samo Bohdan Hroboň (1820-1894), folklorista, překladatel, jazykovědec a básník, představitel mesianistické linie slovenského romantismu.
- Ján Kalinčiak (1822–1871), básník a prozaik, jehož hlavními motivy jsou rozpory mezi osobním a nadosobním, láskou a povinností, zákonem a jeho porušením z vyšších důvodů. Z jeho díka je nejznámější humoreska Reštavrácia (1860).
- Janko Kráľ (1822–1876), jenž skládal písně, balady a lyrické básně ovlivněné lidovou slovesností, například Výlomky z Jánošíka nebo Zakliata panna vo Váhu a divný Janko (1844). Je také autorem rozsáhlého panslavistického a mesianistického básnického cyklu Dráma sveta (1844-1845).
- Ján Francisci-Rimavský (1822–1905), básník, prozaik, publicista, překladatel a politik.
- Pavol Dobšinský (1828–1885), evangelický kněz, folklorista, básník, spisovatel, překladatel a sběratel lidové slovesnosti, autor osmisvazkového díla Prostonárodné slovenské povesti (1880-1883).
- Ján Botto (1829–1881), který ve svém vrcholném díle, v poemě Smrť Jánošíkova (1862) dotvořil původně lidovou představu zbojníka na ideál hrdého a smělého junáka, který v sobě spojoval touhu lidu po svobodě a spravedlnosti.

Za představitele slovenského pozdního romantismu lze považovat kněze, básníka a prozaika Kolomana Banšella (1850–1887). 

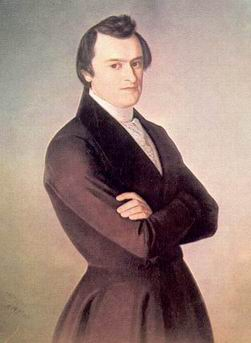
Michal Miloslav Hodža
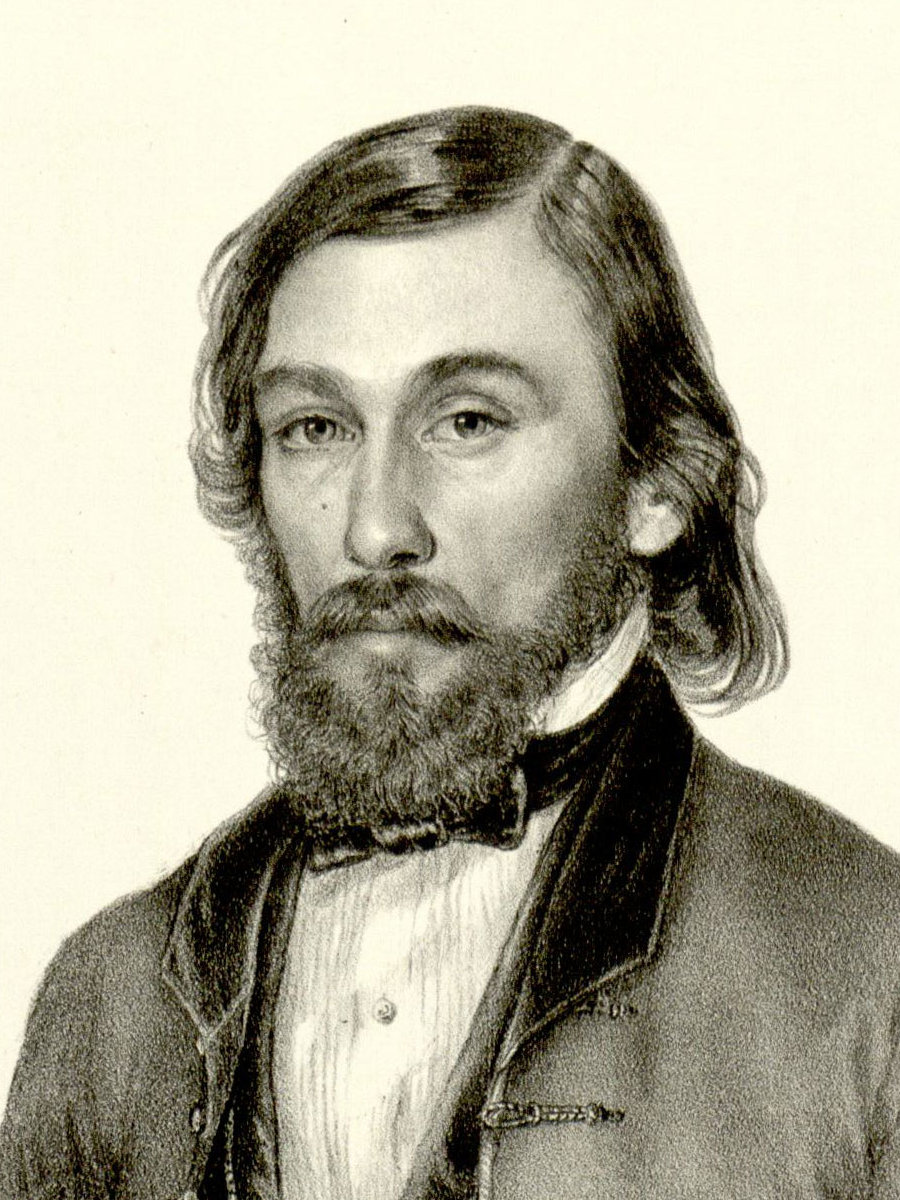
Jozef Miloslav Hurban
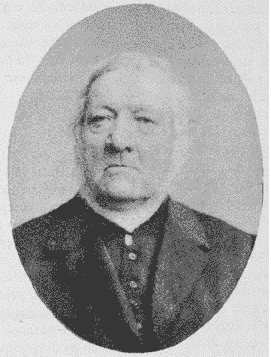
Samo Tomášik
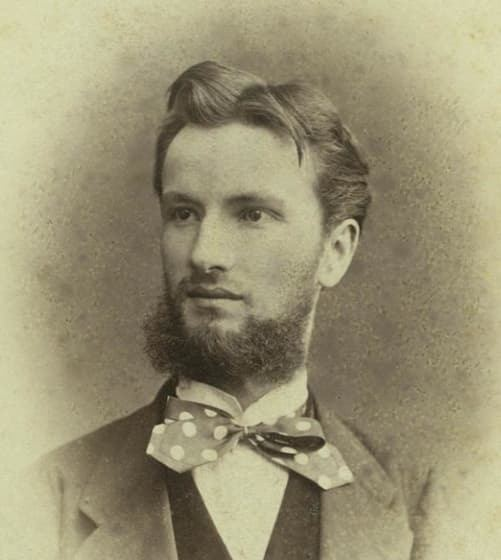
Janko Matúška
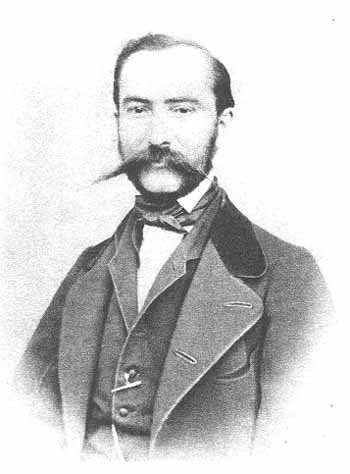
Ján Kalinčiak
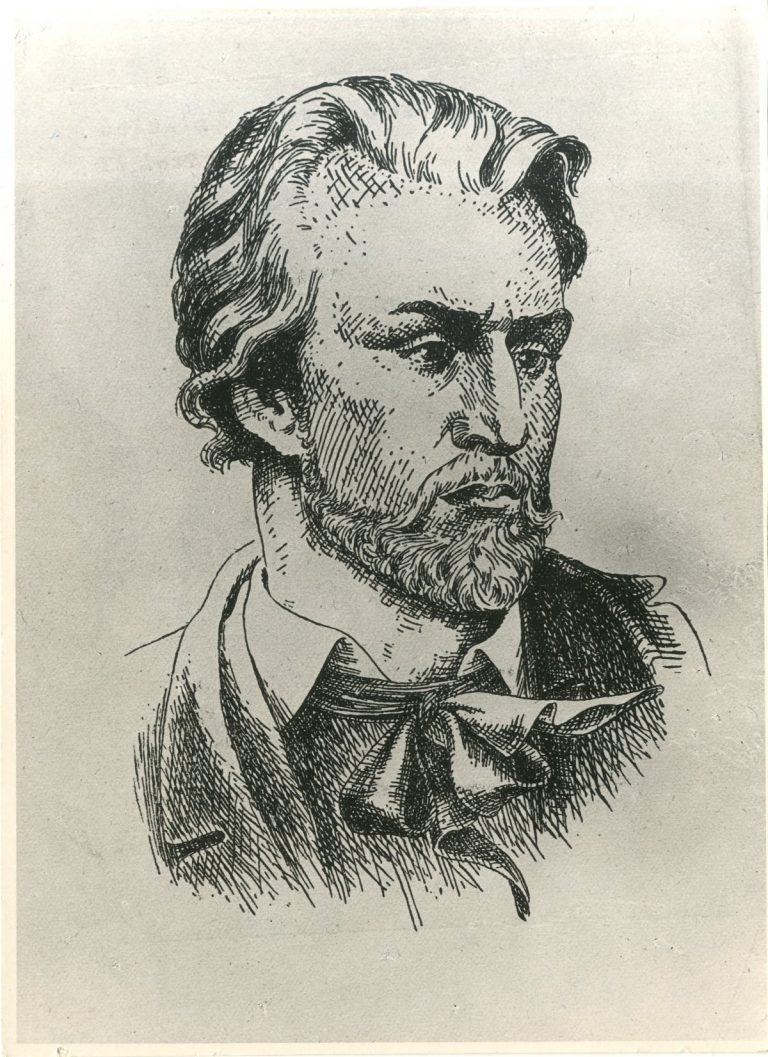
Janko Kráľ
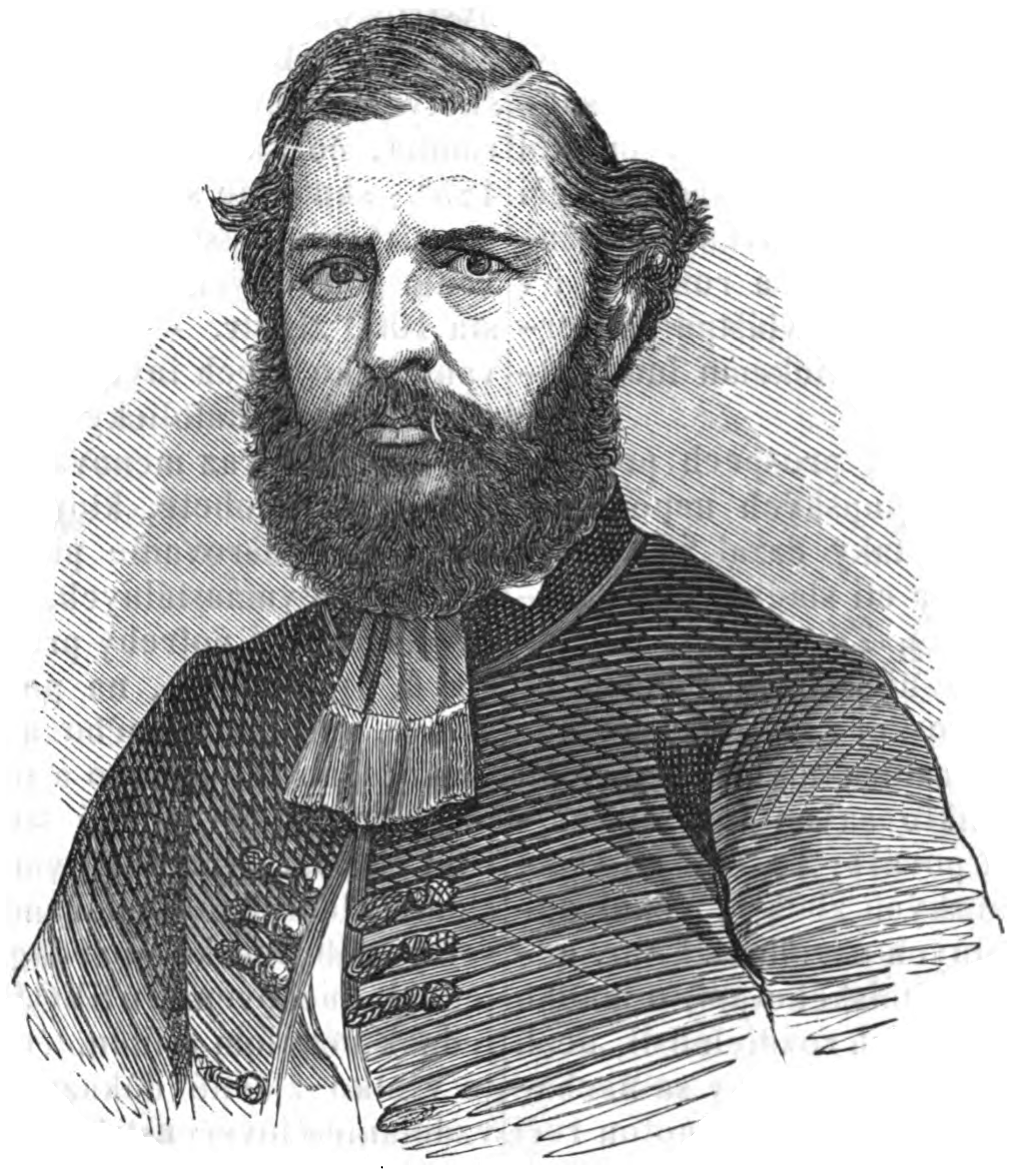
Ján Francisci-Rimavský
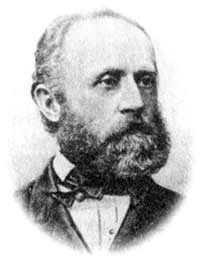
Pavol Dobšinský
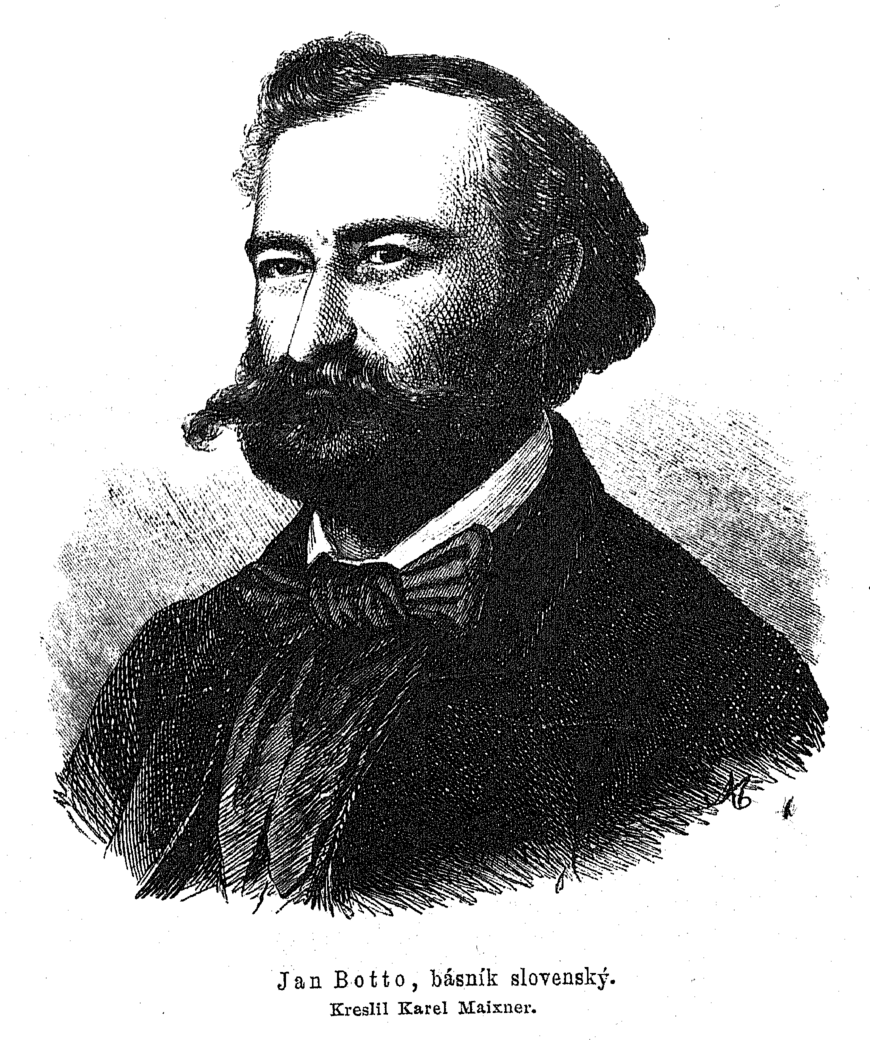
Ján Botto
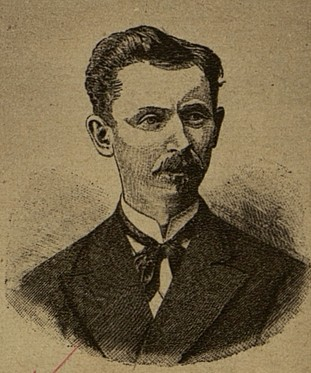
Koloman Banšell

### Ostatní evropské literatury

#### Nizozemská literatura
- Willem Bilderdijk (1756–1831), básník.
- Nicolaas Beets (1814–1903), teolog a spisovatel, jako básník psal pod vlivem byronismu.

#### Portugalská literatura
- Almeida Garrett (1799–1854), básník, dramatik, prozaik a politik hlásající návrat k národním tradicím,
- António Felíciano de Castilho (1800–1875), autor lyrických básní plných ohnivé lásky, např. Láska a melancholie (1828, Amor e melancolia),
- Alexandre Herculano (1810–1877), historik, prozaik a básník zaměřený liberálně a protiklerikálně, který do portugalské literatury uvedl historický román po vzoru Waltra Scotta.
- Camilo Castelo Branco (1825–1890), nejvýznamnější romanopisec druhé romantické generace v Portugalsku.
- Antero de Quental (1842–1891), představitel portugalského novoromantismu.

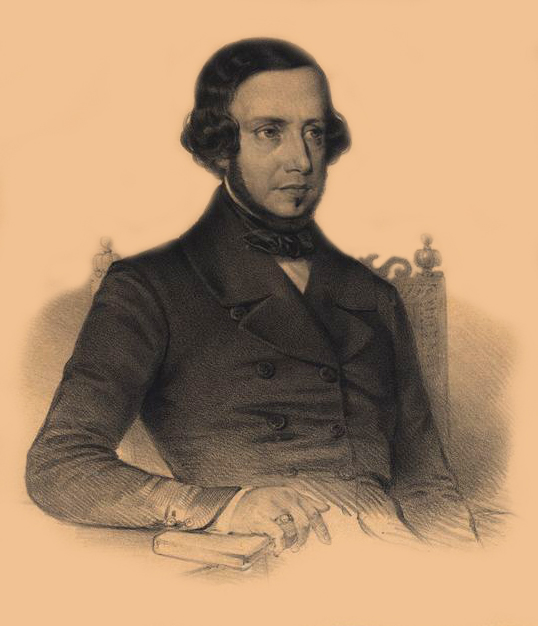
Almeida Garrett
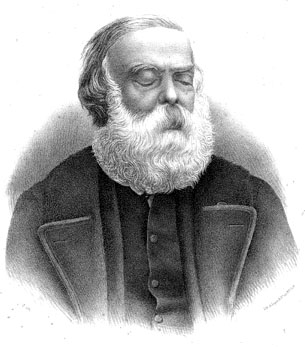
António Feliciano de Castilho
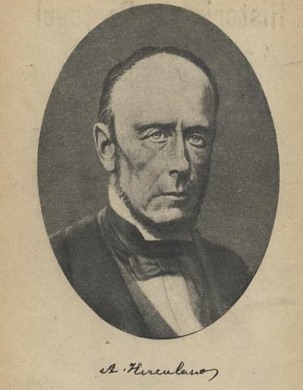
Alexandre Herculano
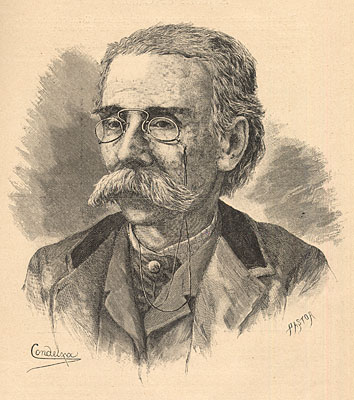
Camilo Castelo Branco
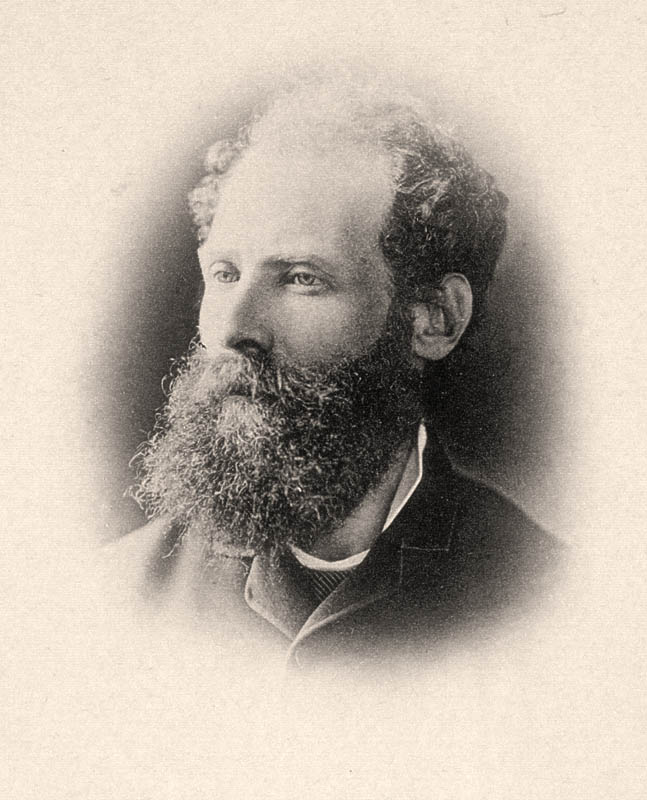
Antero de Quental

#### Rumunská literatura

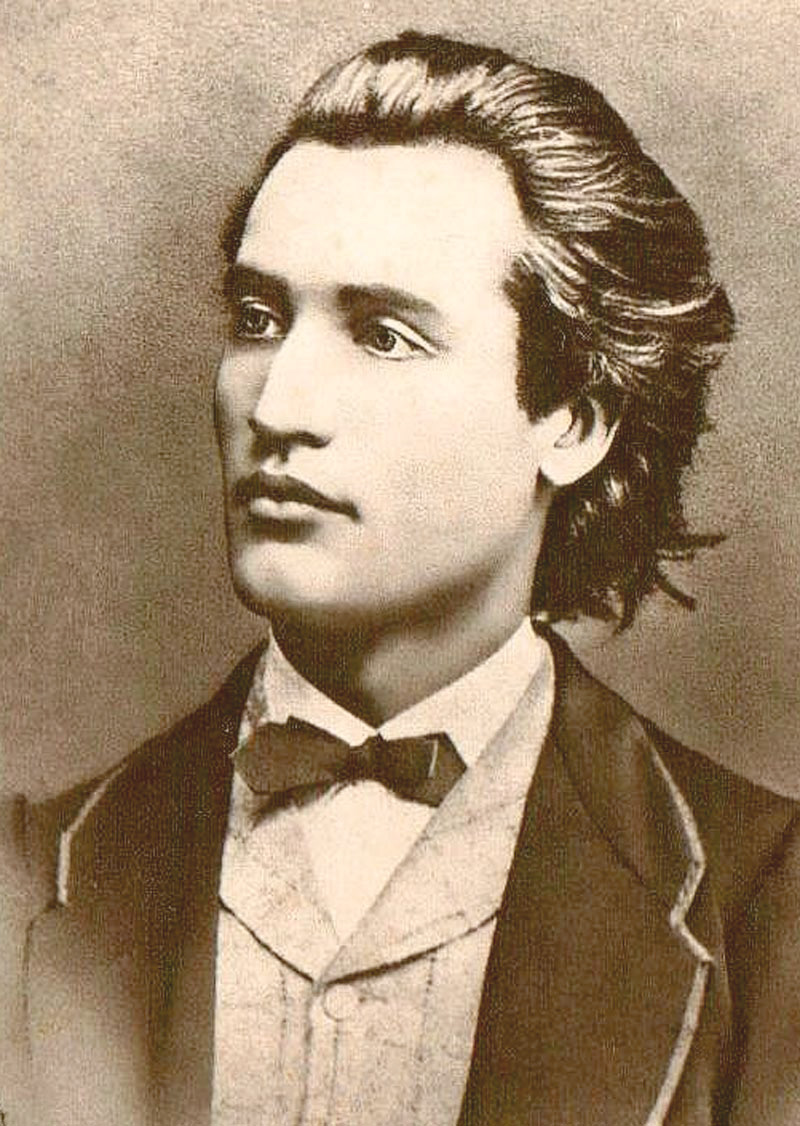
Mihai Eminescu

- Mihai Eminescu (1850–1889), tvůrce rumunské novodobé lyriky, ve které vyslovil osobní smutek a melancholii, vlastenecké nadšení i satirický společenskokritický postoj.

#### Slovinská literatura
- France Prešeren (1800–1849), tvůrce slovinského básnického jazyka, jímž vyjádřil velké ideje své doby, národní i společenské rozpory i nejniternější osobní city a myšlenky.

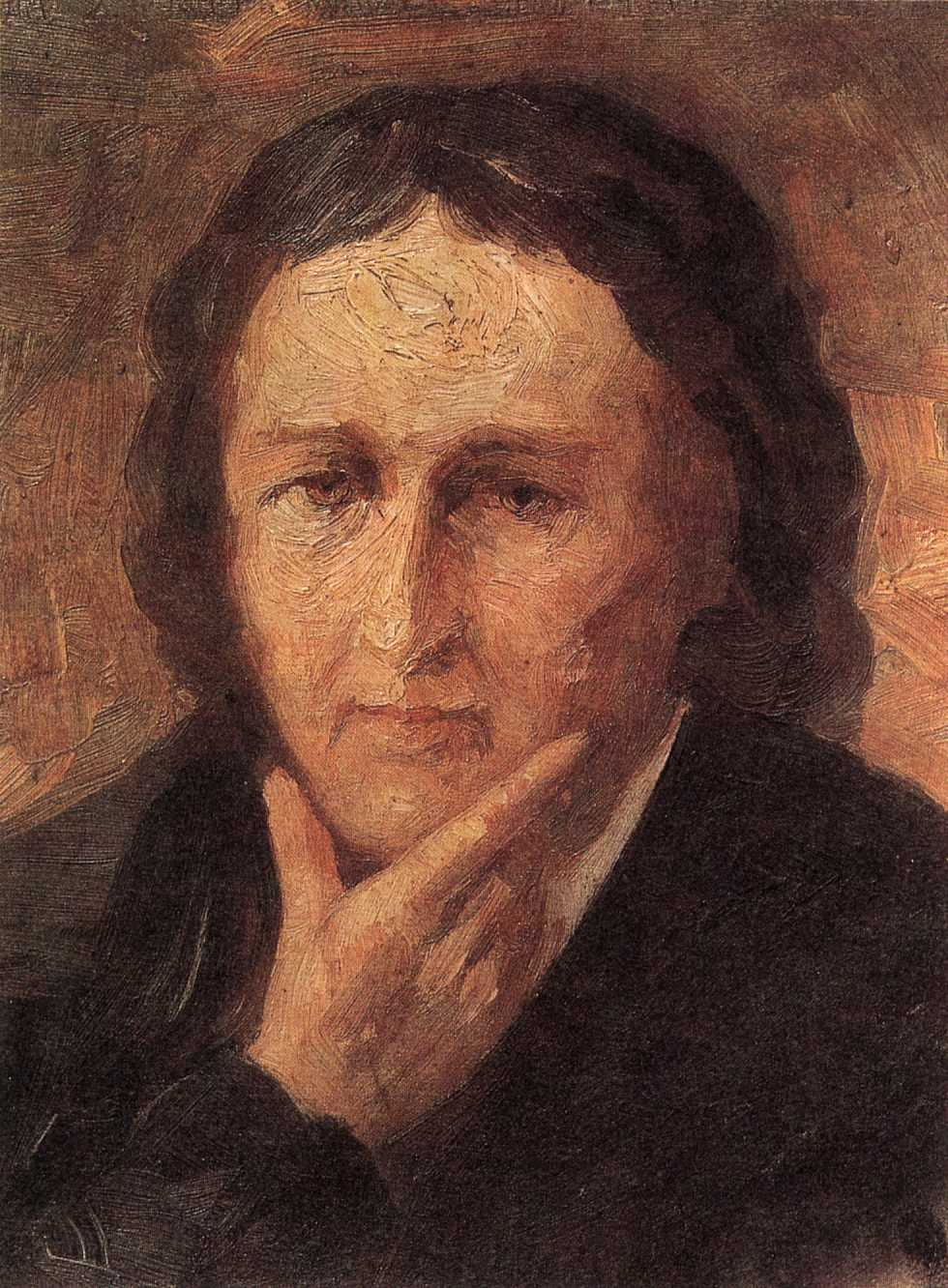
France Prešeren

#### Srbská a chorvatská literatura

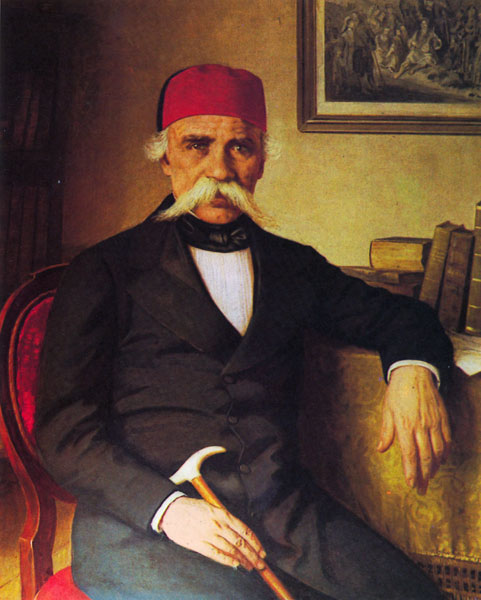
Vuk Stefanović Karadžić

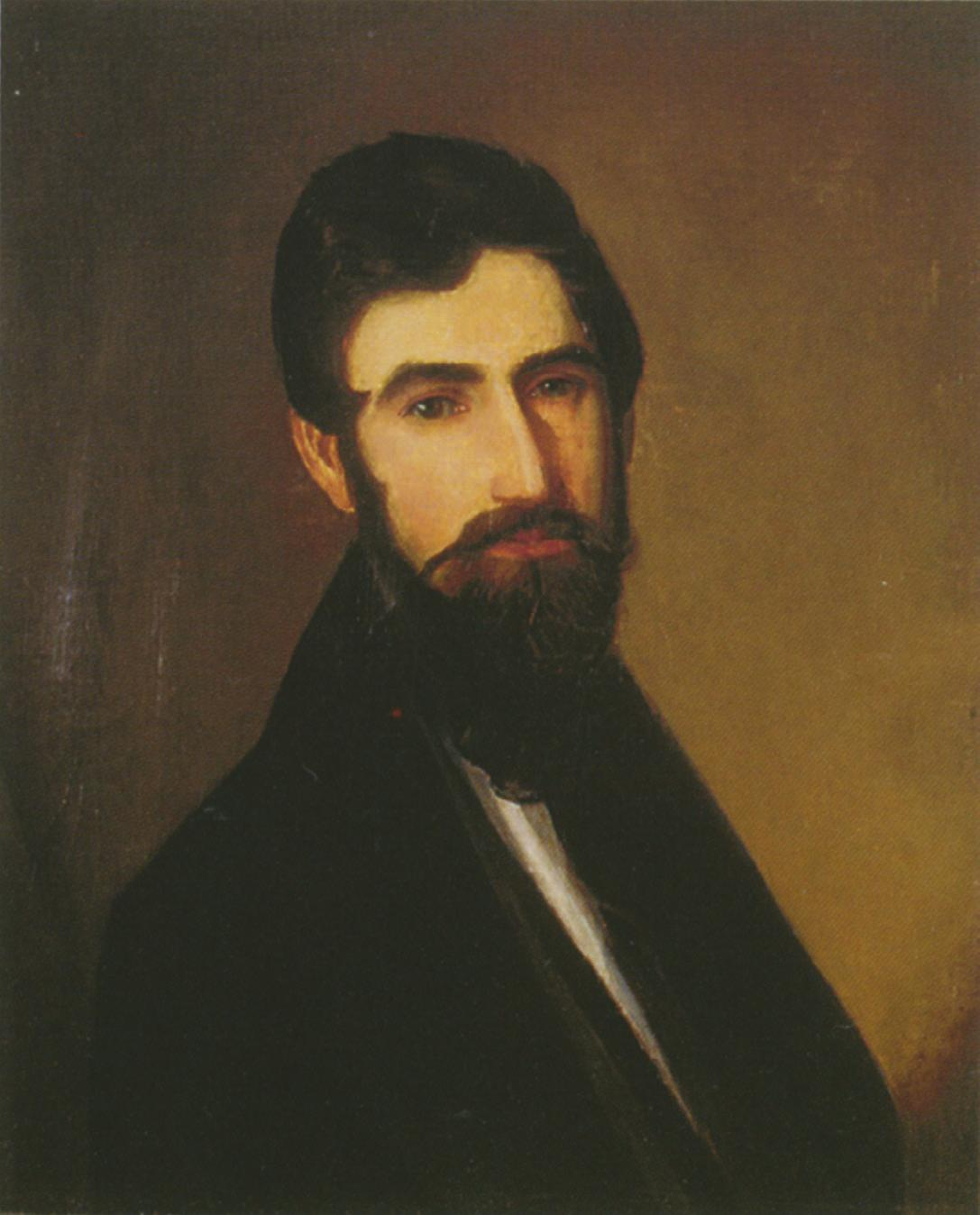
Stanko Vraz

- Vuk Stefanović Karadžić (1787–1864), jazykovědec, reformátor srbského jazyka a zakladatel moderní srbské literatury, sběratel lidových písní a pohádek.
- Sima Milutinović Sarajlija (1791–1847), srbský a černohorský básník.
- Umihana Čuvidina (asi 1794–1870), první bosenská básnířka
- Stanko Vraz (1810–1851) chorvatský básník píšící i slovinsky, účastník ilyrského hnutí
- Petar II. Petrović-Njegoš (1813–1851), černohorský vladyka mnohými považován za největšího básníka píšícího srbštinou a za národního básníka Černé Hory, autor rozsáhlé lyrickoepické skladby v dramatizované formě Horský věnec (1847, Gorskij vijenac) oslavující hrdinský osvobozovací boj černohorského lidu v době tureckých útoků na Evropu.
- Petar Preradović (1818–1872), chorvatský básník, stoupenec ideje slovanské vzájemnosti, autor reflexívních veršů s vlasteneckými a milostnými motivy.
- Branko Radičević (1824–1853), který vnesl do srbské poezie živý lidový jazyk těžící z bohaté lidové slovesnosti.
- Ljubomir Nenadović (1826–1895), srbský básník, prozaik a překladatel.
- Đura Jakšić (1832–1878), srbský básník a malíř
- Jovan Jovanović Zmaj (1833–1904), srbský básník
- Laza Kostić (1841–1910), srbský básník, dramatik a prozaik.

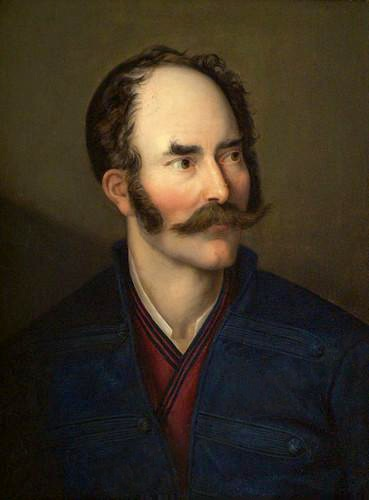
Sima Milutinović Sarajlija
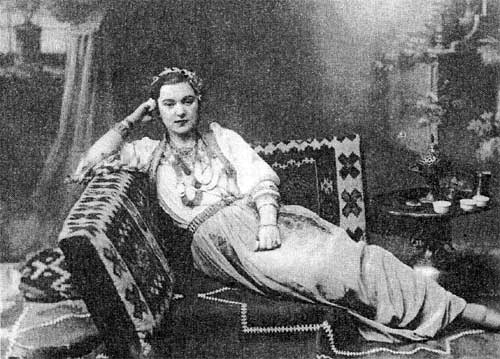
Umihana Čuvidina
Petar II. Petrović-Njegoš
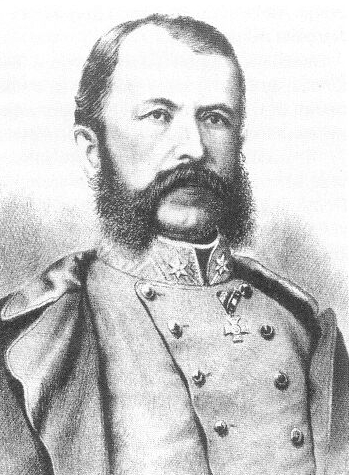
Petar Preradović
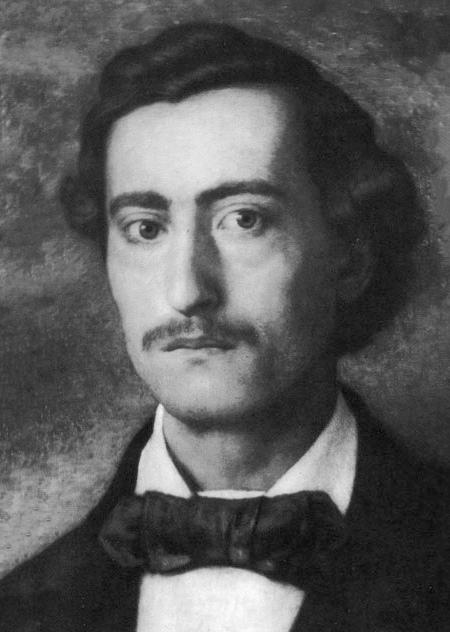
Branko Radičević
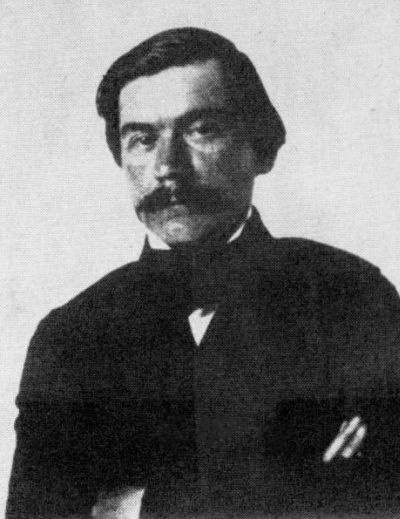
Ljubomir Nenadović
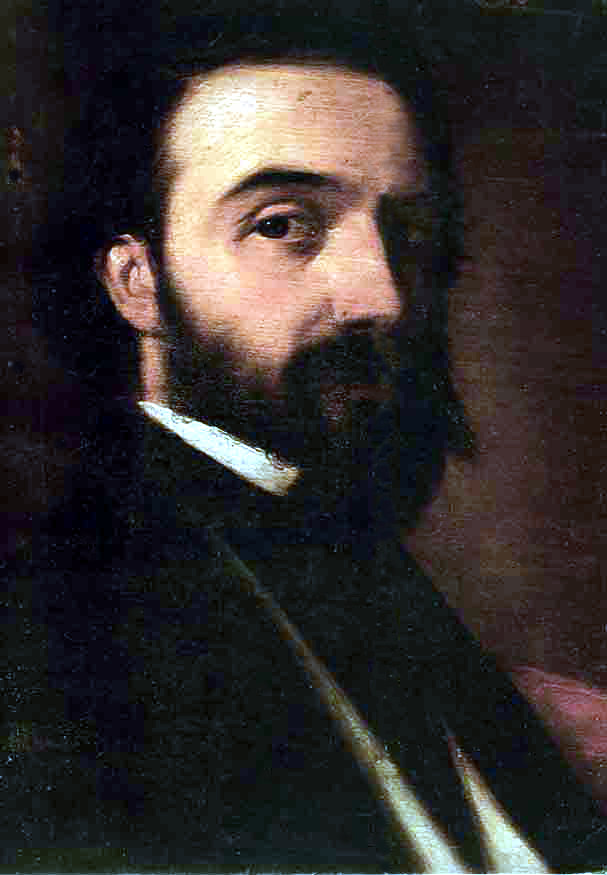
Đura Jakšić
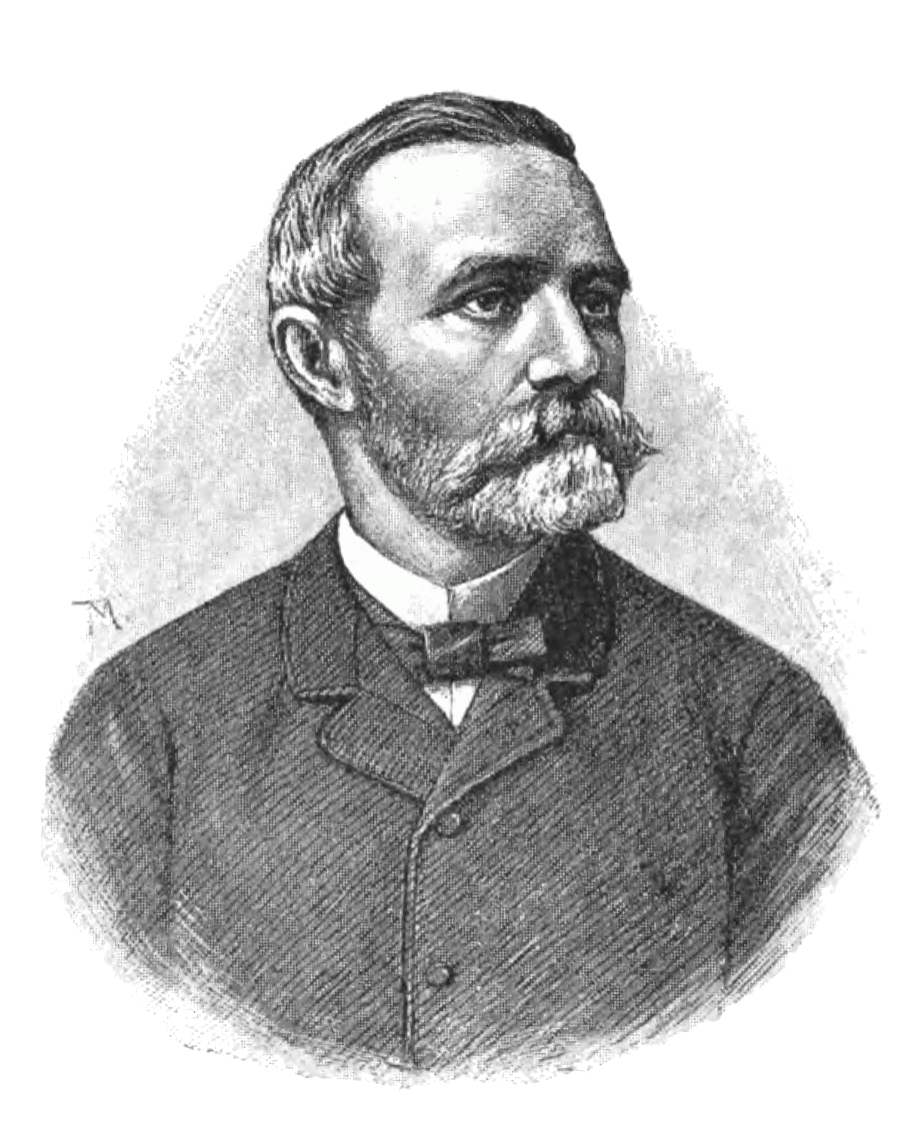
Jovan Jovanović Zmaj
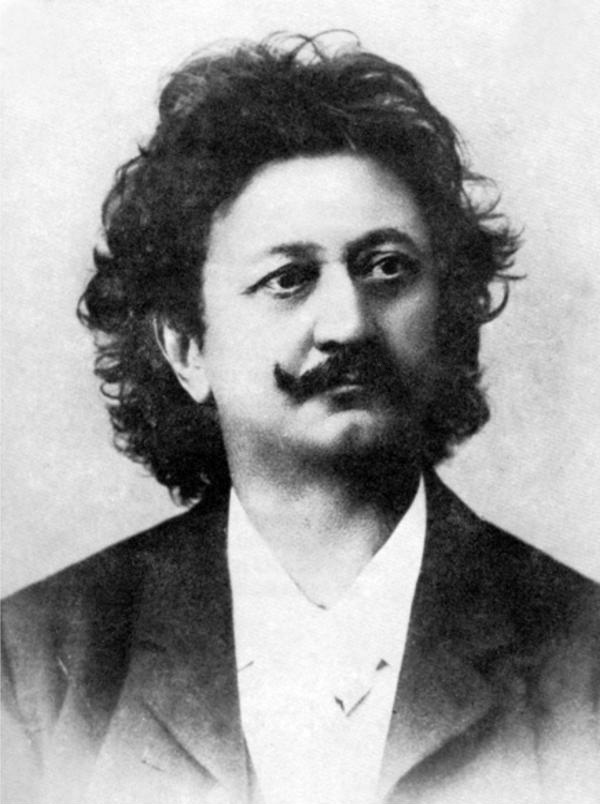
Laza Kostić

#### Ukrajinská literatura
- Taras Hryhorovyč Ševčenko (1814–1861), básník a malíř, zakladatel moderní ukrajinské literatury, který prožil dvacet čtyři let jako nevolník a jehož velkým tématem byla národní poroba Ukrajinců ze strany Ruska i soucit s lidským utrpením a nesplněnými touhami vůbec.
- Antin Ljubič Mohylnyckyj (1811–1873), řeckokatolický duchovní, básník a politik rusínské národnosti.

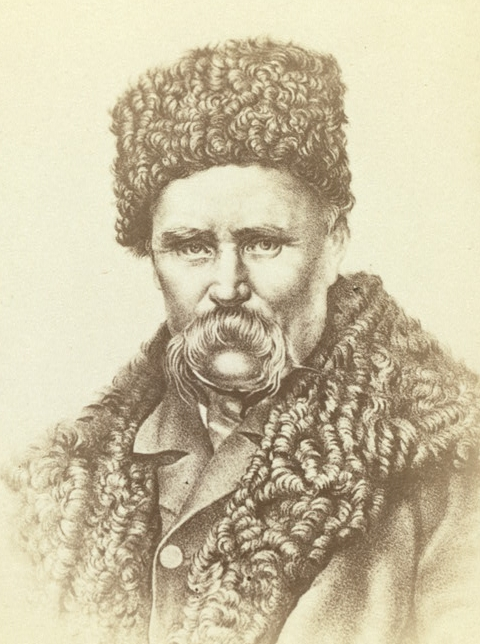
Taras Hryhorovyč Ševčenko
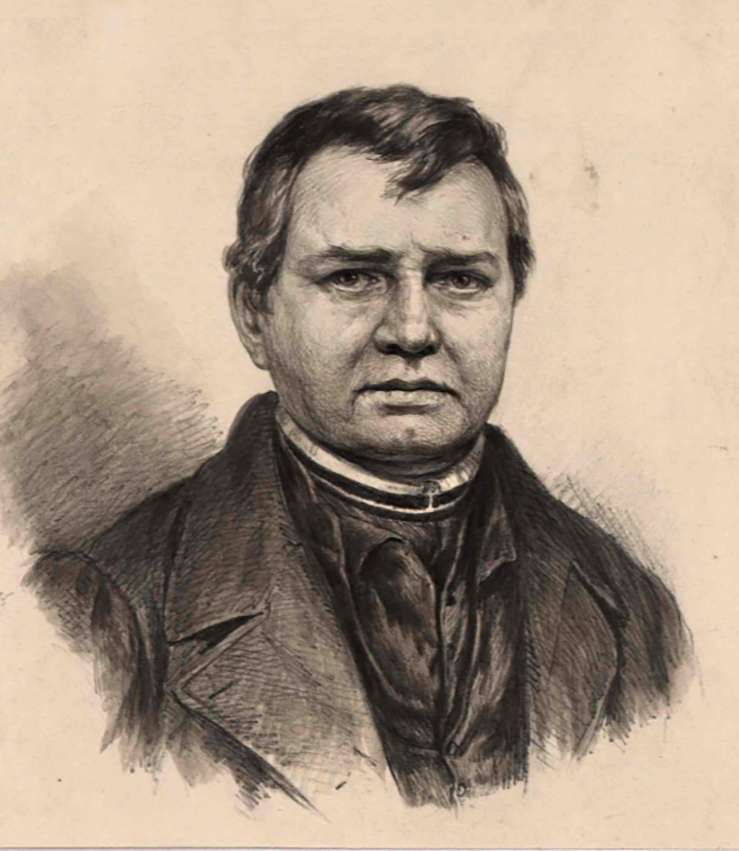
Antin Ljubič Mohylnyckyj

### Americká literatura

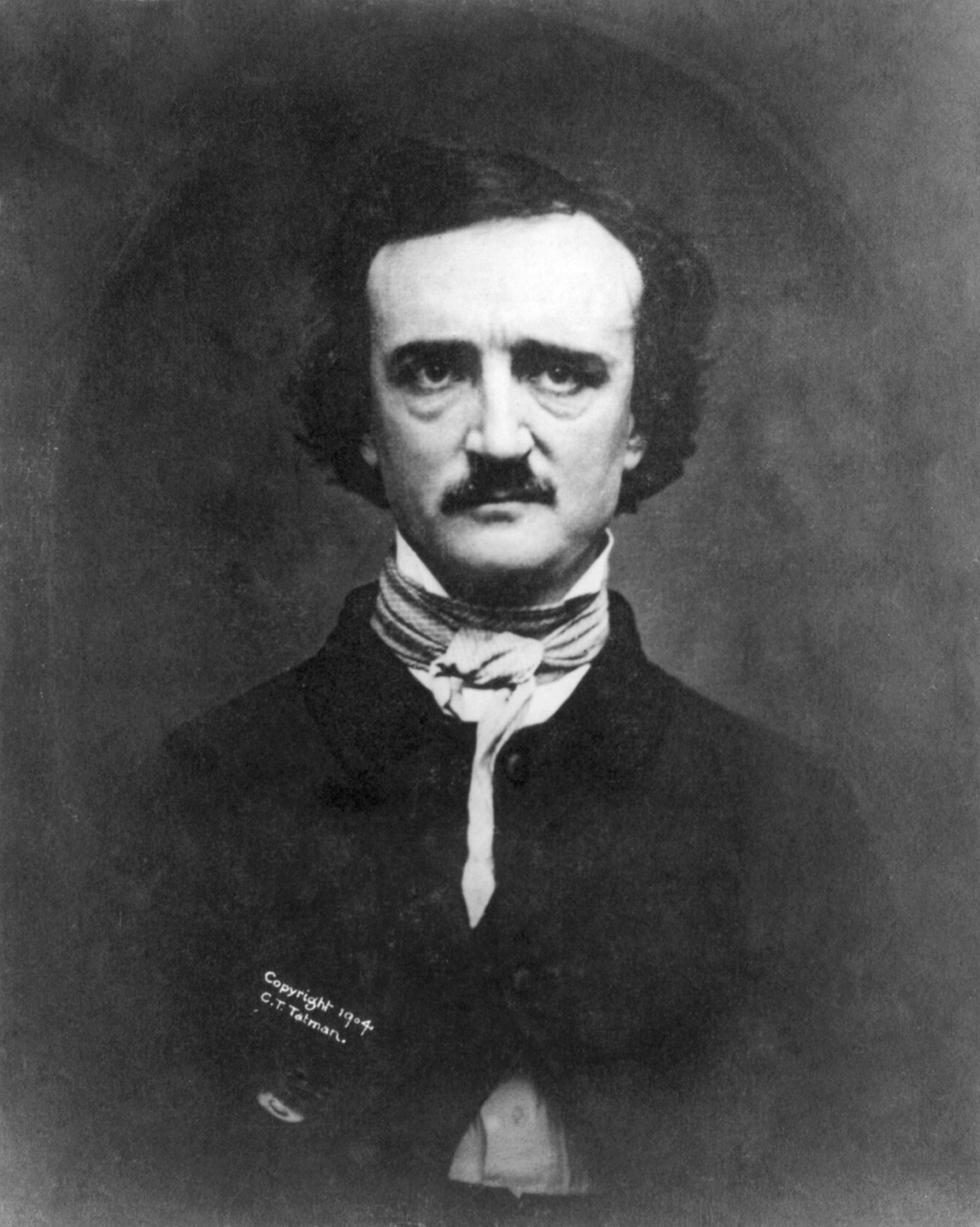
Edgar Allan Poe

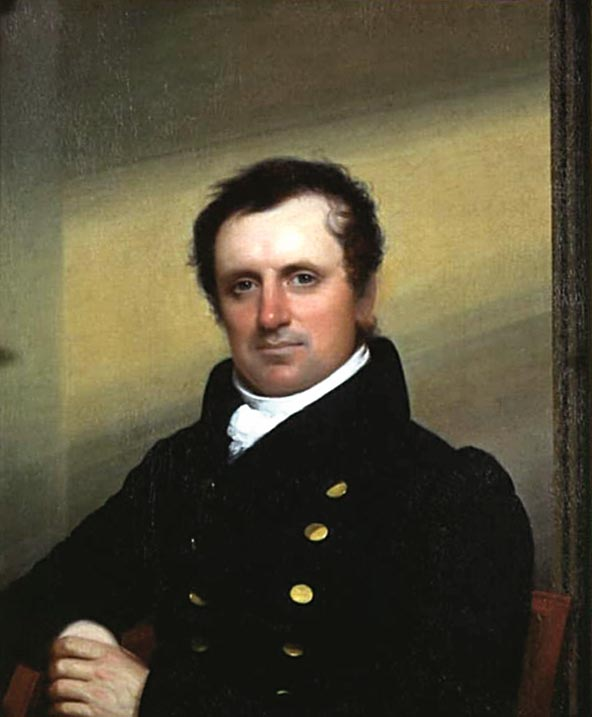
James Fenimore Cooper

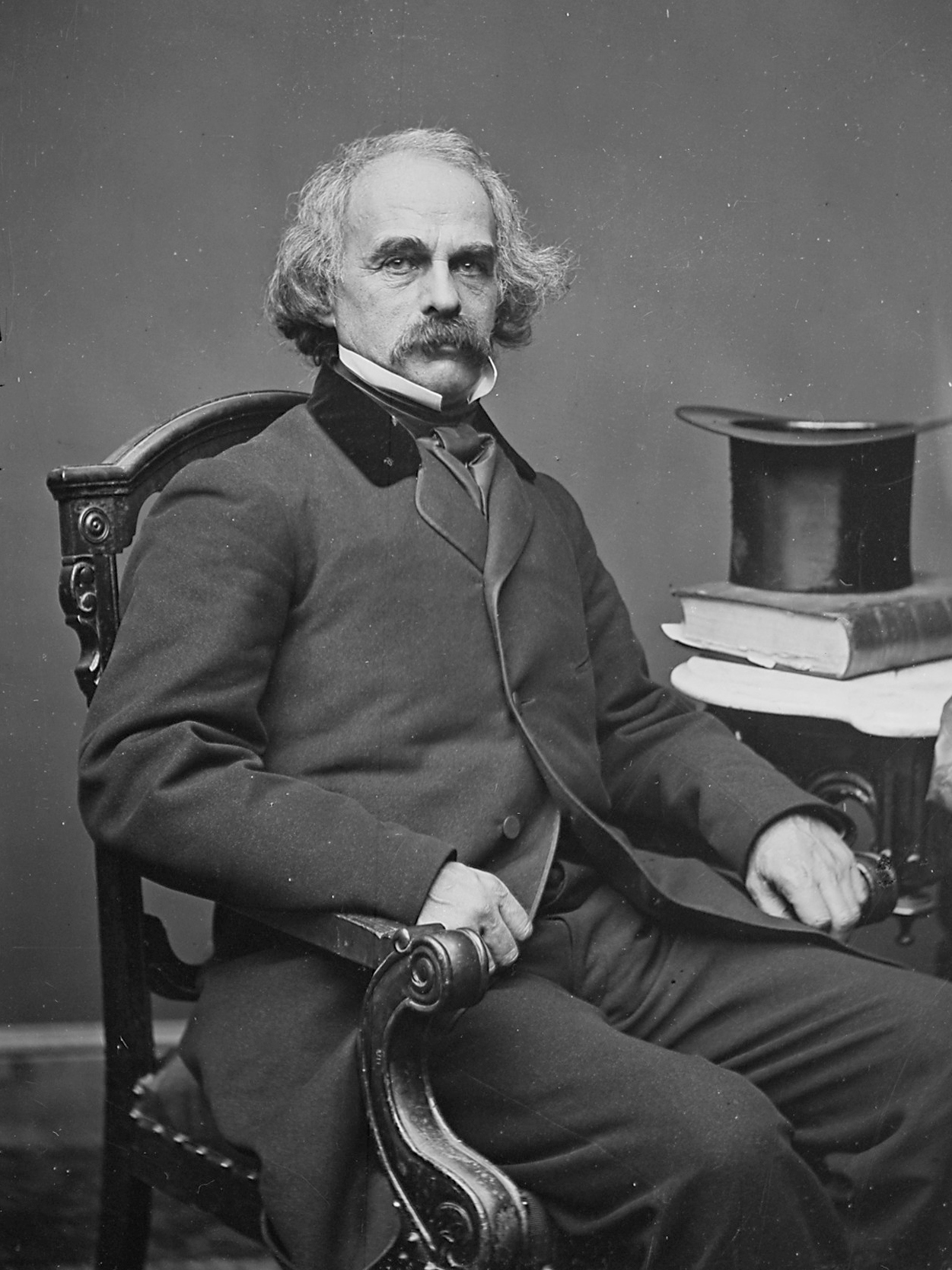
Nathaniel Hawthorne

Nástupem romantismu v 1. polovině 19. století vznikla v USA skutečná národní literatura, jejíž představitelé měli sice základ v evropské literatuře, ale nacházeli témata, která byla typická pro americkou kulturu, a stali se tak americkými klasiky.
Jako první svým dílem přetvořil tradice evropské romantiky v duchu vznikajícího amerického národního vědomí prozaik a historik Washington Irving (1783–1859), který se zobrazováním slabůstek a nedostatků svých hrdinů stal jedním ze zakladatelů amerického humoru.
Nejvýraznější osobností tohoto období je zakladatel detektivního a hororového žánru, básník, prozaik, literární teoretik a esejista Edgar Allan Poe (1809–1849), autor básní vyznačujících se snovou obrazností a racionálním využitím formálních prostředků a efektů – např. Havran (1845, Raven), fantastických, mystických, groteskních a hrůzostrašných, ale i humoristických povídek – např. Zánik domu Usherů (1839, The Fall of the House Of Usher), Maska červené smrti (1842, The Masque of the Red Death) nebo Jáma a kyvadlo (1843, The Pit and the Pendulum), detektivních povídek s prvním „velkým detektivem“ Augustem Dupinem – např. Vraždy v ulici Morgue (1841, The Murders in the Rue Morgue) a ponurého románu s děsivým nevysvětlitelným koncem Příběhy Arthura Gordona Pyma (1838, The Narrative of Arthur Gordon Pym).
K dalším představitelům amerického romantismu patří:
- James Fenimore Cooper (1789–1851), autor historicko-dobrodružných románů po vzoru Waltra Scotta, z nichž nejznámější je Poslední Mohykán (1826, The Last of the Mohicans), dějově druhá část románové pentalogie Příběhy Kožené punčochy (1823–1841, Leatherstocking Tales),
- filozof, esejista a básník Ralph Waldo Emerson (1803–1882), který hlásal víru v duchovní podstatu světa blízkou panteismu a vyzdvihoval duchovní sebezdokonalování,
- prozaik Nathaniel Hawthorne (1804–1864), jenž ve svých psychologických románech o problematice hříchu a svědomí – např. Šarlatové písmeno (1850, The Scarlet Letter) nebo Dům se sedmi štíty (1851, The House of the Seven Gables), zobrazil tragický konflikt puritánské morálky s lidskou přirozeností.
- básník Henry Wadsworth Longfellow (1807–1882), který ve svém eposu Píseň o Hiawathovi (1855, The Song of Hiawatha) svébytně upravil indiánské mýty,
- kvakerský básník a abolicionista John Greenleaf Whittier (1807–1892),
- filozof, esejista a básník Henry David Thoreau (1817–1862) považovaný díky své knize Walden aneb Život v lesích (1854, Walden; or, Life in the Woods), ve které popsal úpadek společnosti a svou touhu po prostém rustikálním životě, za jednoho z předchůdců ekologické a alternativní kultury,
- básník a novinář Walt Whitman (1819–1892), průkopník civilismu, autor jediné básnické sbírky Stébla trávy (1855, Leaves of Grass), ve které básnická vize celé Ameriky vyúsťuje v ideály utopické demokracie, všelidského bratrství a lásky,
- romanopisec Herman Melville (1819–1891), který ve svém filozoficko-alegorickém románu Bílá velryba (1851, Moby-Dick, or The Whale) rozvíjí na pozadí plavby velrybářské lodi a stíhání bílého vorvaně posedlým kapitánem Achabem úvahy o vztahu civilizace a přírody a o smyslu tradičních morálních hodnot.
- básník, kritik, editor, a diplomat James Russell Lowell (1819–1891).
- Emily Dickinsonová (1830–1886), jejíž básně nebyly za jejího života téměř publikovány, a která je dnes řazena k největším světovým lyrikům všech dob.

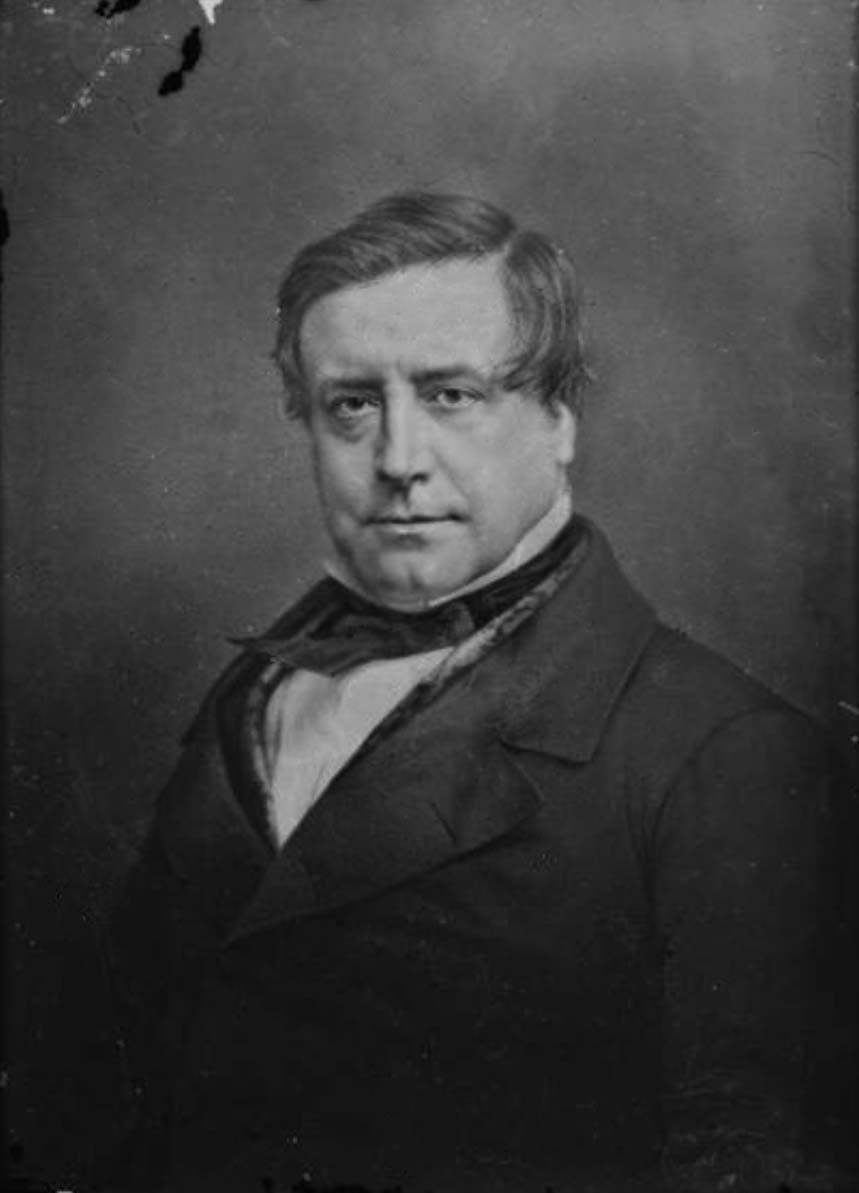
Washington Irving
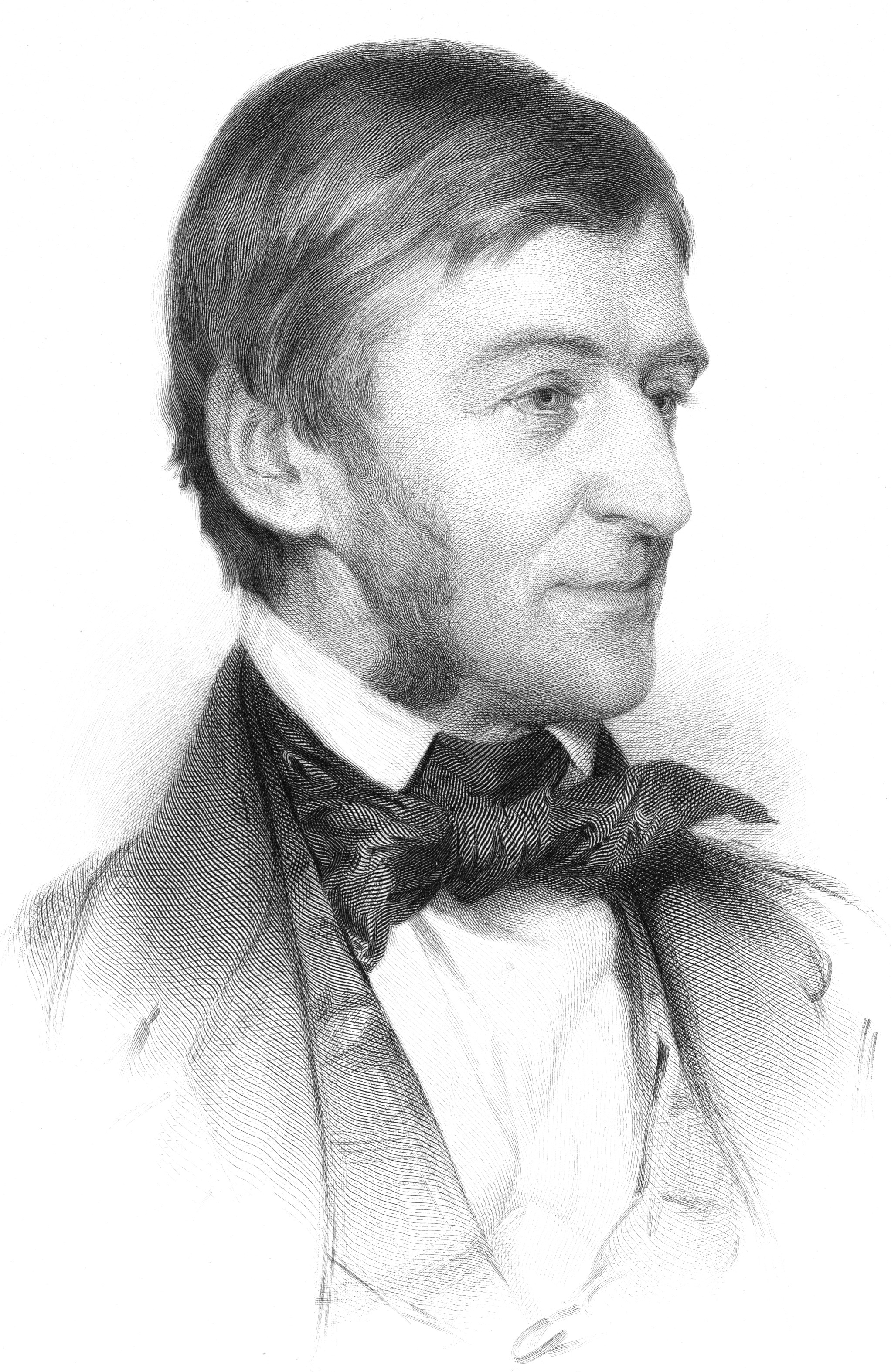
Ralph Waldo Emerson
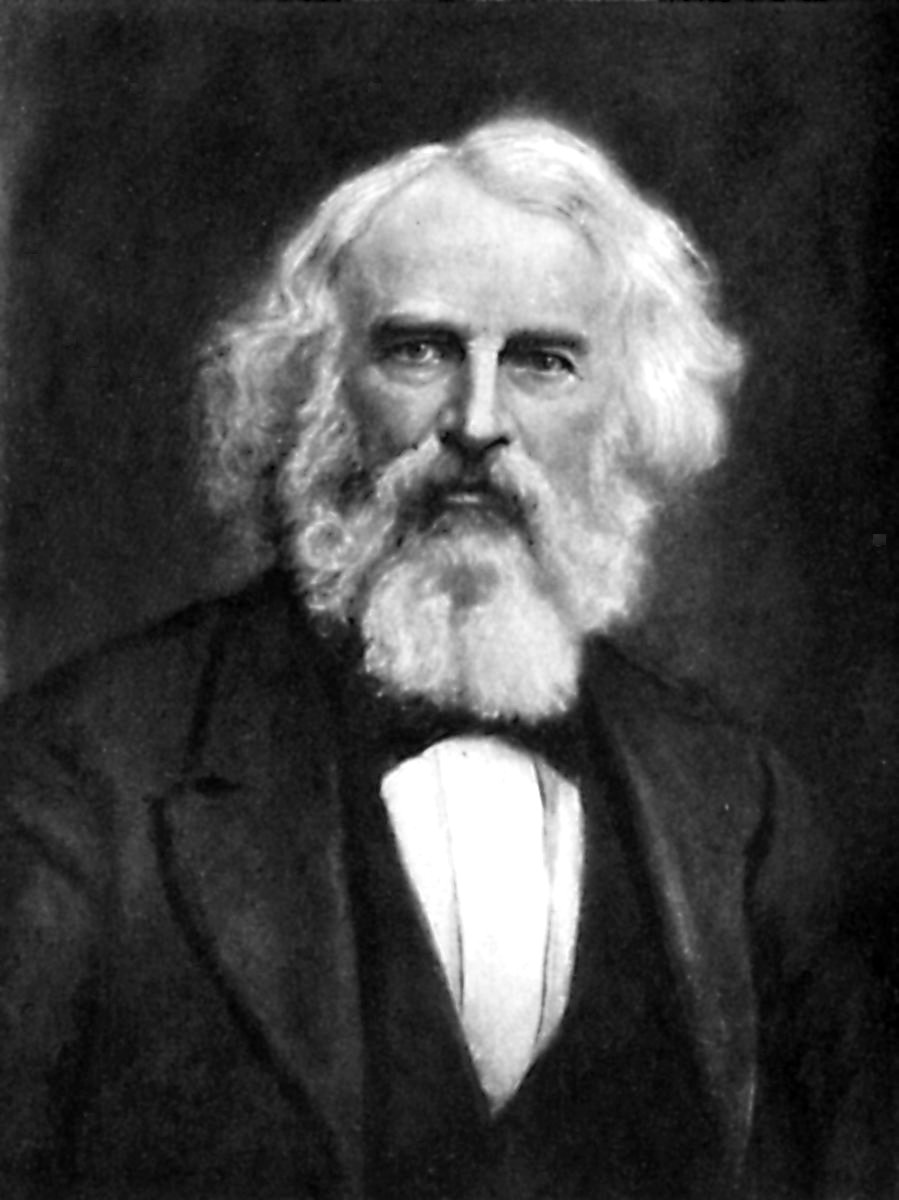
Henry Wadsworth Longfellow
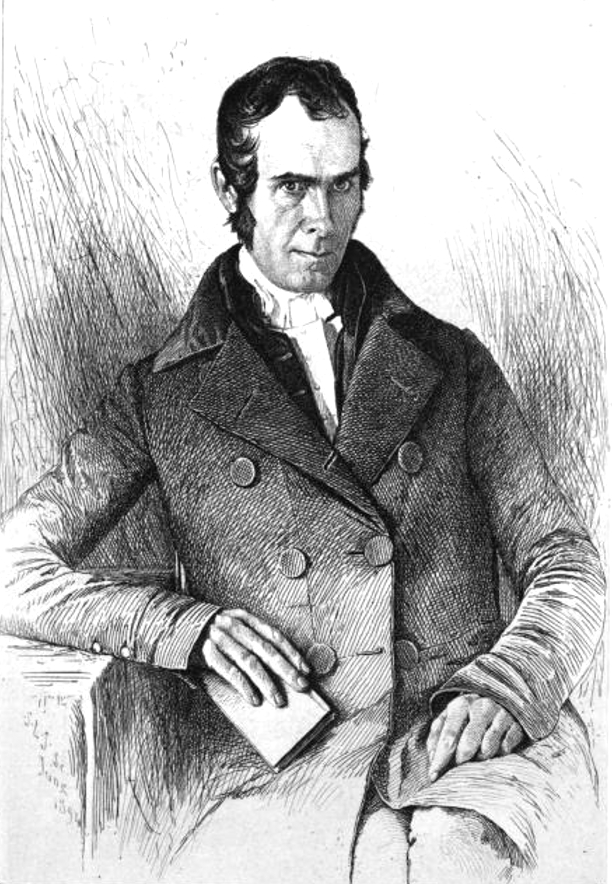
John Greenleaf Whittier
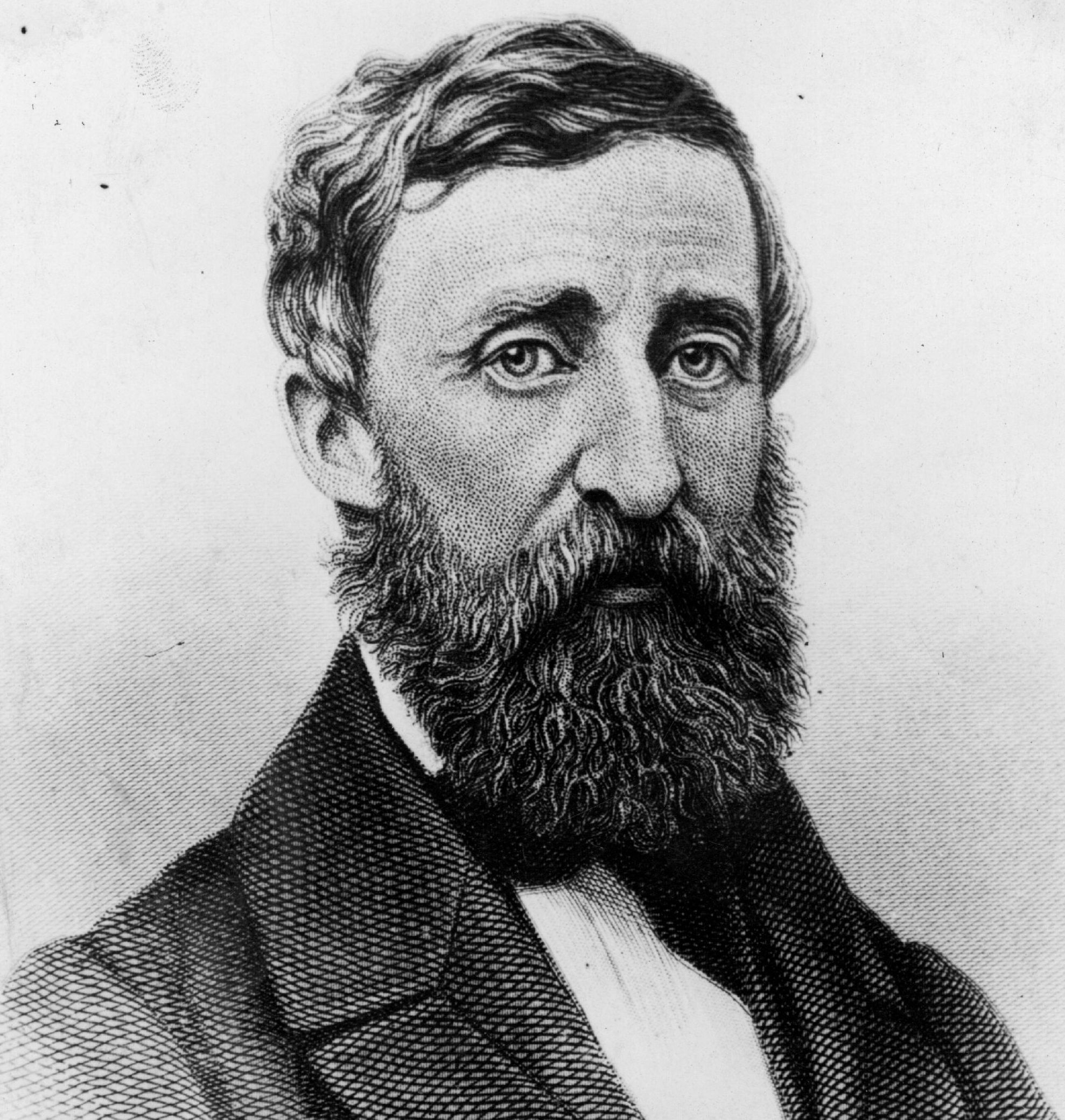
Henry David Thoreau
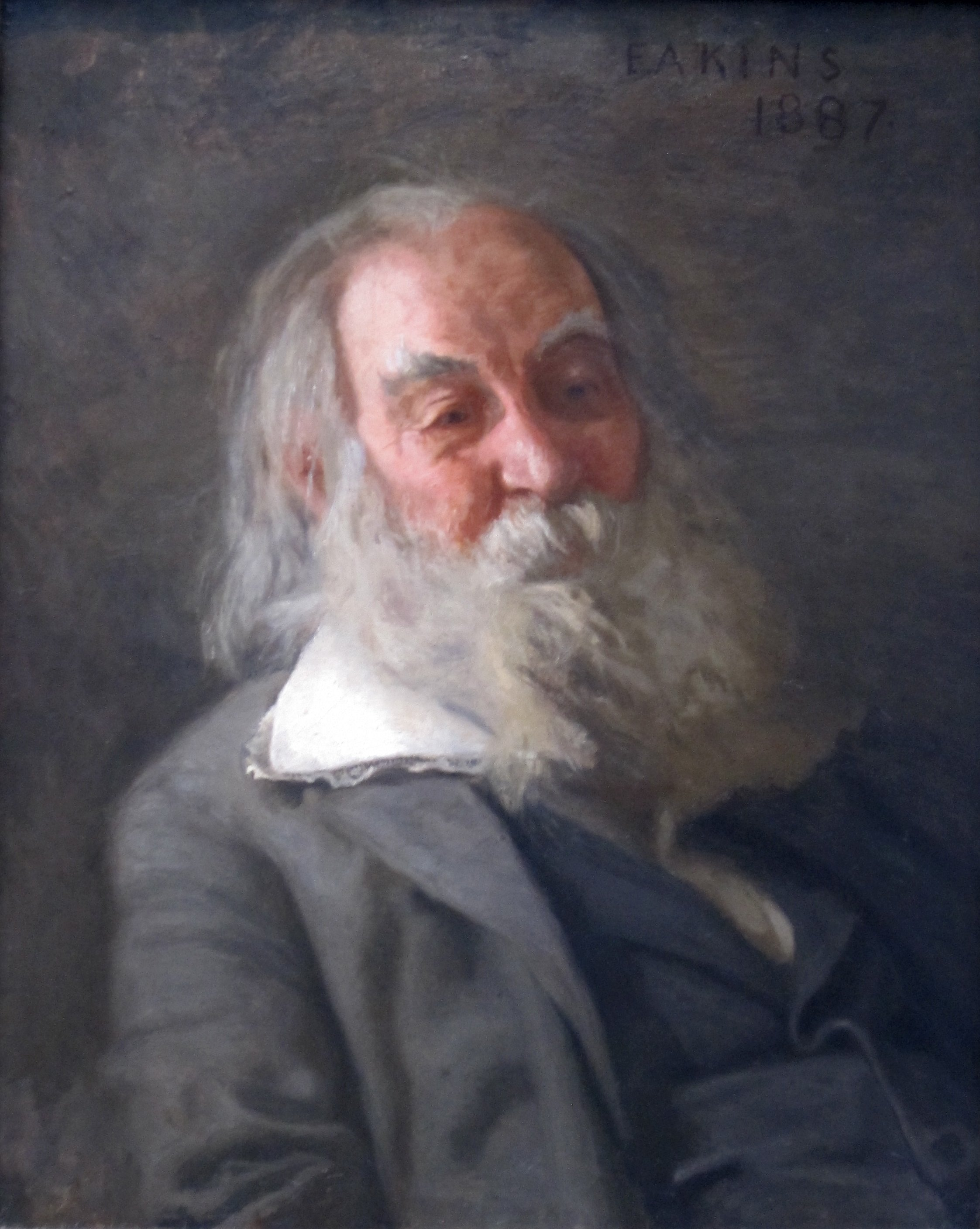
Walt Whitman
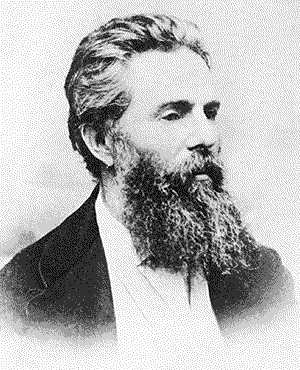
Herman Melville
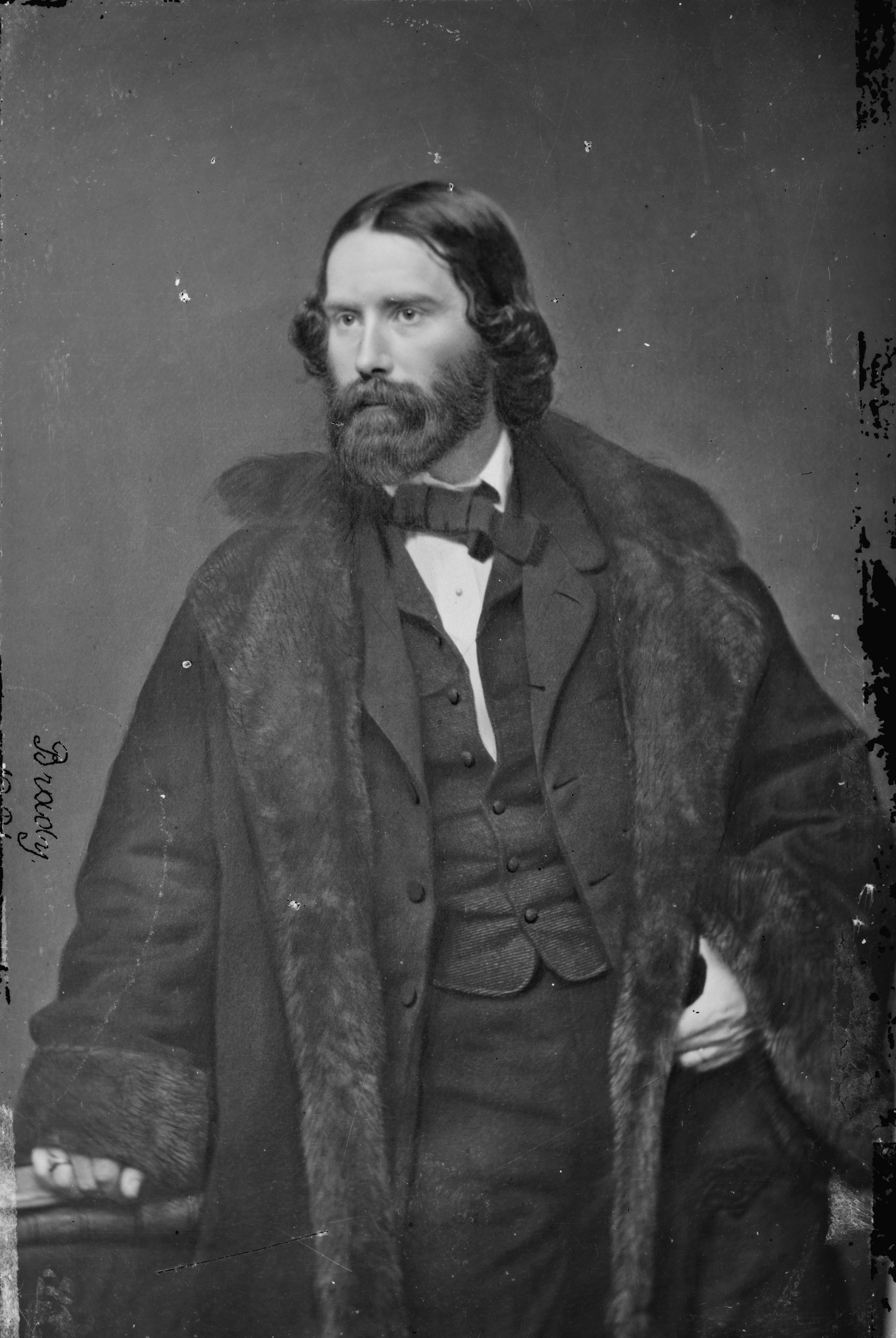
James Russell Lowell
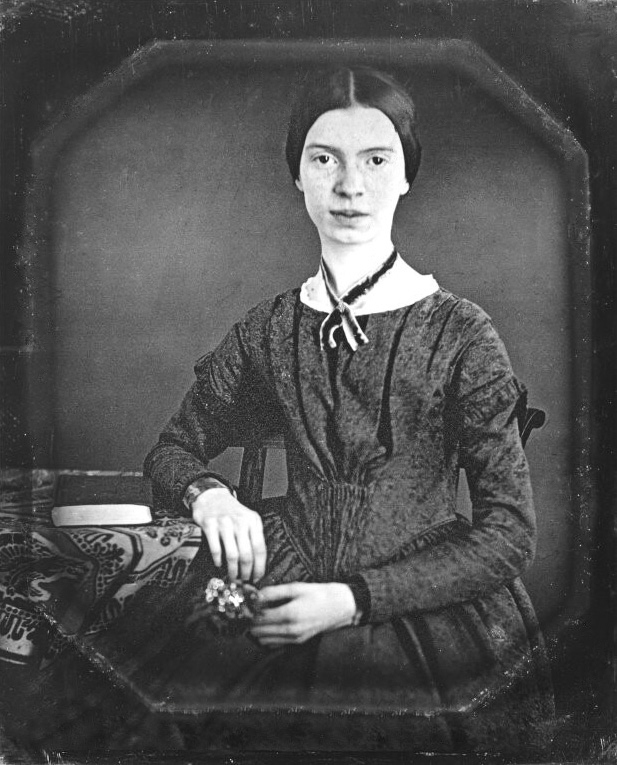
Emily Dickinsonová

Z amerických novoromantiků je nutno jmenovat prozaika Ambrose Bierceho (1842–1914), který proslul především svými povídkami hrůzy, v nichž navázal na tradici Edgara Allana Poea a ve kterých líčil i příběhy z války Severu proti Jihu, kde sám bojoval – např. Případ na mostě přes Soví řeku (1891, An Occurrence at Owl Creek Bridge), Moxonúv pán (1909, Moxon's Master) a další. Kromě toho je považován za mistra černého humoru, stíhajícího cynismus a sadismus, a je znám také svou sbírkou aforistických definic Ďáblův slovník (1911, The Devil's Dictionary).

### Literatury Latinské Ameriky
Období romantismu je u většiny latinskoamerických zemí spjato s bojem za nezávislost (např. Mexiko a Chile vyhlásilo nezávislost roku 1810, Paraguay 1811, Argentina 1816, Peru a Kolumbie 1821, Ekvádor a Brazílie 1822, Bolívie a Uruguay 1825), což mělo za následek i prudký rozvoj národních literatur v těchto zemích.

#### Argentinská literatura
- Esteban Echeverría (1805–1851), který se po pobytu v Paříži stal zakladatelem národní literatury v Argentině především díky skladbě Zajatkyně (1837, La Cautiva) oslavující pampy a zamýšlející se nad osudem podrobených civilizací.
- José Mármol (1818–1871), autor nejslavnějšího argentinského romantického románu Amalia (1844) a byronovských Zpěvů poutníkových (1847, Cantos del Peregrino).
- filozof, historik, reformátor školství a publicista Domingo Faustino Sarmiento (1811–1888), autor díla Facundo, Civilizace a barbarství (1845, Facundo, Civilización y barbarie), pojednávajícího o demokracii, svobodě, anarchii, řádu a chaosu.
- José Hernández (1834–1886), jenž svou tvorbou, která použitým jazykem připomíná díla lidové slovesnosti, bojoval proti útlaku a likvidaci gaučů a za práva indiánů. Své politické a morální krédo vyjádřil v romantické poémě Martín Fierro (1872–1879), jíž se zařadil do linie gaučovské poezie.

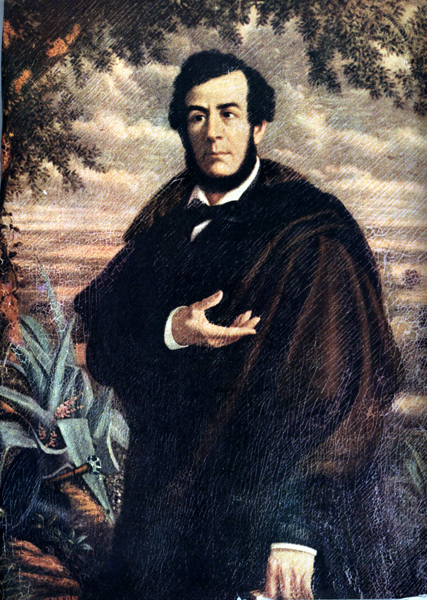
Esteban Echeverría
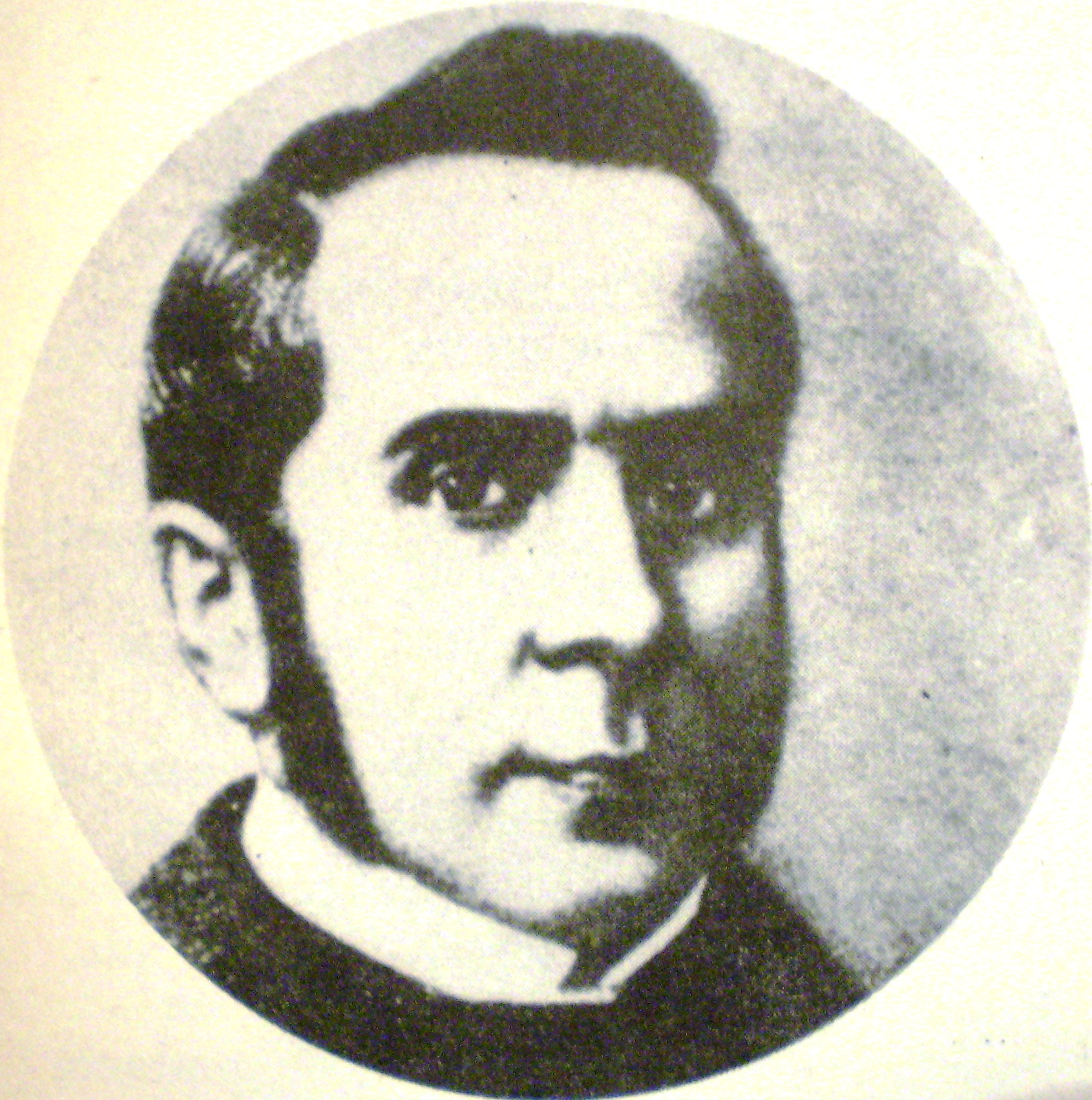
José Mármol
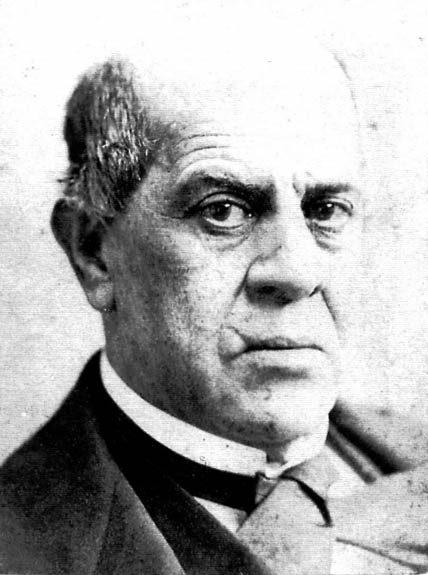
Domingo Faustino Sarmiento
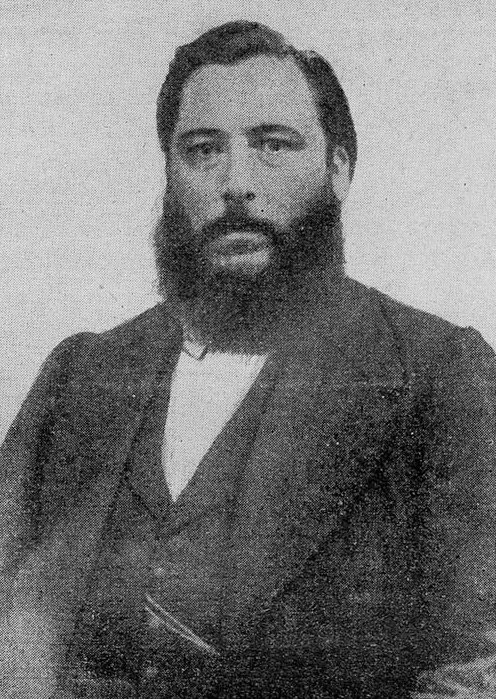
José Hernández

#### Brazilská literatura

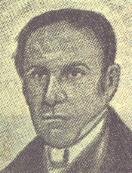
Domingos Borges de Barros

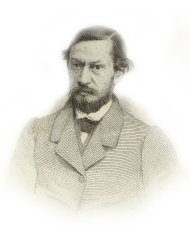
Antonio Gonçalves Dias

- lyričtí básníci Domingos Borges de Barros (1780–1855) a José da Natividade Saldanha (1796–1830), píšící ještě v dosti sentimentálním duchu,
- monumentální epik a ctitel přírody Manuel José de Araújo Porto-Alegre (1806–1879),
- Domingos José Gonçalves de Magalhães (1811–1882), první klasický romantik v duchu francouzských mistrů, v jehož díle se objevují motivy indiánské a mytologické,
- Joaquim Manuel de Macedo (1820–1882) autor jednoho z nejpopulárnějších brazilských románu A Moreninha (1844),
- Antonio Gonçalves Dias (1823–1864), melancholický pěvec smutku a touhy, zašlé svobody a nezdolné přírody,
- Bernardo Guimarães (1825–1884), jeden ze zakladatelů brazilského regionálního románu – např. Otrokyně Isaura (1875, A escrava Isaura),
- romanopisec José de Alencar (1829–1877), představitel tzv. indigenismu (kulturní a politické hnutí v Latinské Americe, jehož cílem je zlepšení životních podmínek indiánů a jejich začlenění do společnosti jako jejích plnoprávných členů) – např. Guarany (1857, O Guarany), Iracema (1865) nebo Ubiraja (1874),
- Manuel Antônio de Almeida (1830–1861), autor pikareskně laděného románu Paměti policejního seržanta (1852, Memórias de um sargento de milícias), ve kterém je již mnoho prvků kritického realismu.
- představitelé pozdního romantismu, básníci Alvares de Azevedo (1831–1852), známý jako brazilský Byron, Casimiro José Marques de Abreu (1839–1860), autor přírodní a milostné lyriky, Fagundes Varela (1841–1875), představitel tzv. ultra-romantismu, a Antonio de Castro Alves (1847–1871), který svými sociálními básněmi bojoval za zrušení otroctví a nastolení sociální spravedlnosti – např. Zpěněné vlny (1870, Espumas fluttuantes) nebo Otroci (1883, Os Escravos),
- pozdněromantický básník, dramatik a prozaik Joaquim Maria Machado de Assis (1839–1908), autor románů Posmrtné paměti Bráse Cubase (1881, Memórias Póstumas de Brás Cubas) nebo Don Morous (1899, Don Casmuro).

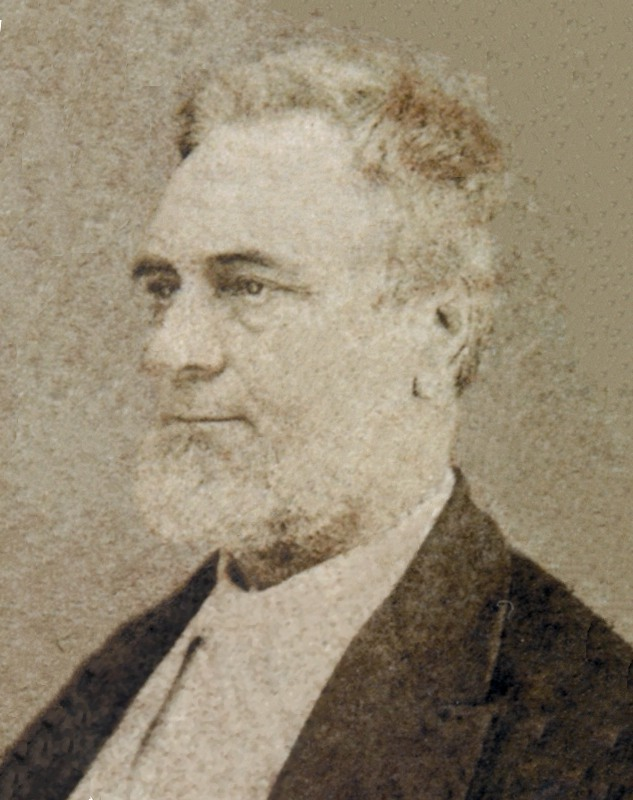
Joaquim Manuel de Macedo
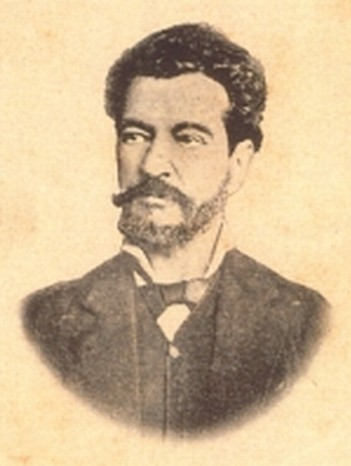
Bernardo Guimarães
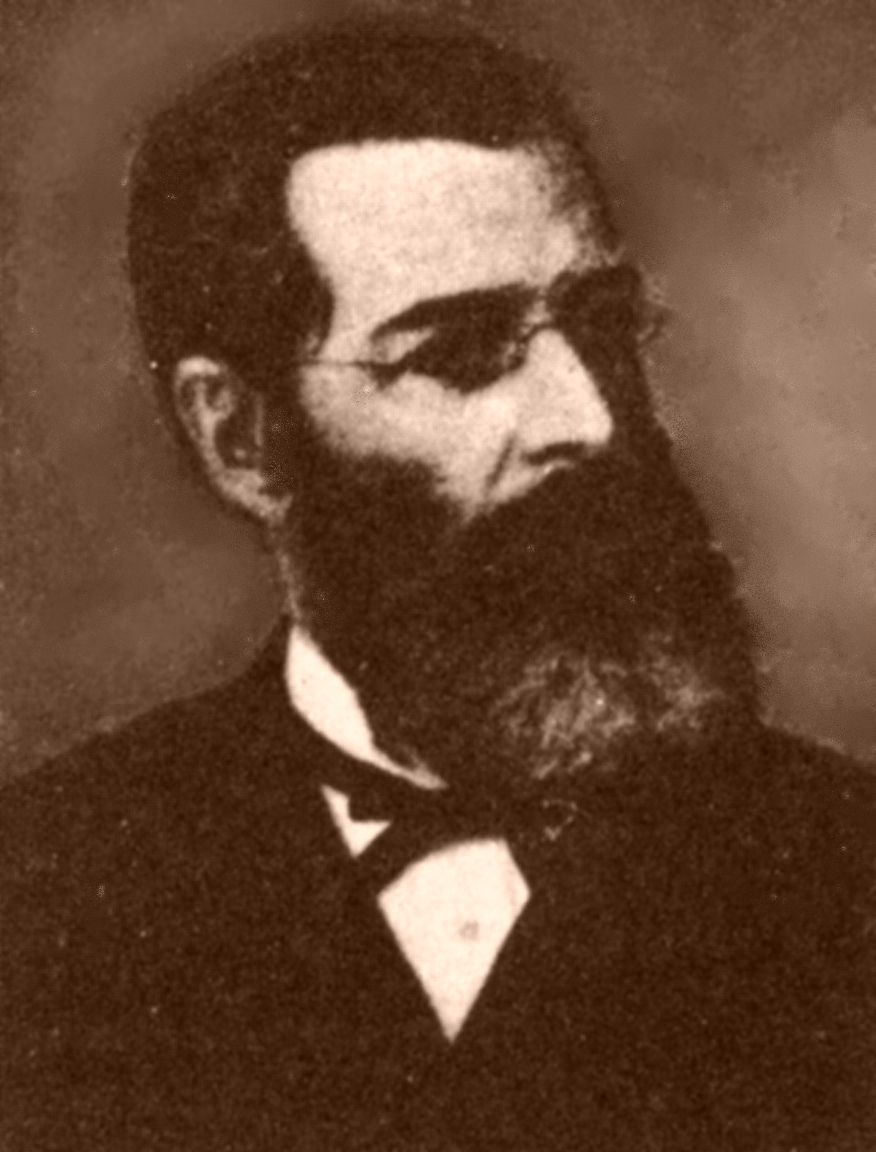
José de Alencar
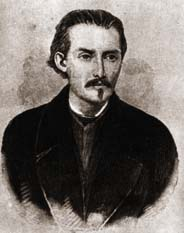
Casimiro José Marques de Abreu
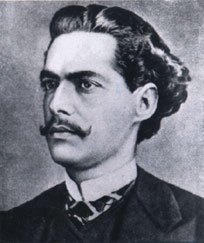
Antonio de Castro Alves

#### Kolumbijská literatura

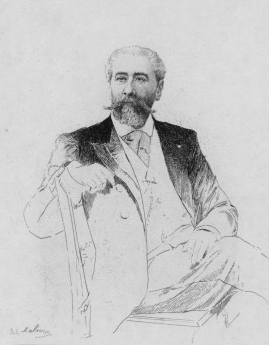
José Maria Heredía y Campuzano

- básníci José Eusebio Caro (1817–1853) a Rafael Pombo (1833–1912),
- prozaik Jorge Isaacs Ferrer (1837–1895), autor tragického milostného románu María (1867).

#### Kubánská literatura
- lyrický básník José Maria Heredía y Campuzano (1803–1839),
- představitelka romantické prózy a dramatu Gertrudis Gómezová de Avellanedová (1814–1873), autorka protiotrokářského románu Sab (1941).
- z romantismu vyšel také politik, filozof, novinář a básník José Martí (1853–1895), kubánský národní hrdina, ideolog a vůdčí osobnost protišpanělské národně osvobozenecké revoluce (padl v boji), jehož křehká intimní lyrika předjímala modernismus, a který ve svých verších také vypsal úzkost z osudu svého lidu – např. Prosté verše (1891, Versos sencillos) nebo posmrtně vydané Svobodné verše (1913, Versos libres)